# Самбірська тема
Са́мбірська те́ма — тема в шаховій композиції ортодоксального жанру. Суть теми — в хибній спробі (в хибному сліді) виникає, що найменше, три загрози мату. В дійсній грі при цугцванзі або на захисні ходи чорних від нової загрози проходять почергово у кожному варіанті один із матів, які були сукупною загрозою в хибній спробі. В початковій позиції на ходи чорних, які будуть тематичними варіантами не повинно бути заготовлено тематичних матів. Це є пряма форма теми. Існує зворотна форма.

## Історія
Самбірська тема отримала назву в честь Самбірського регіону Львівської області України, в якому проживають проблемісти, які відкрили цю тему у 1978 році та активно над нею працювали. Співавторами цієї теми є Мітюшин Анатолій Анатолійович (15.05.1960) і Залокоцький Роман Федорович(03.05.1940). На Самбірську тему було проведено два тематичних конкурси: один на пряму форму, другий на зворотну форму теми. Три задачі із тематичного конкурсу на зворотну форму теми, а саме — Р. Міндадзе, А.Ельгарта і Ф. Капустіна, включено до опису цієї теми у цій статті. В 1985 році Н.П. Зелепукін в книзі «Словарь шахматной композиции» дав коротенький опис Самбірської теми, а у 2012 році в Сербії, в Белграді, Мілан Велімирович і Карі Валтонен видали книгу "Encyclopedia of Chess Problems", у якій на сторінці 385 також описується Самбірська тема.

## Пряма форма
Пряма форма Самбірської теми — в хибному сліді проходять три і більше загроз, які в рішенні трансформуються у мати.
 Алгоритм вираження теми у прямій формі:
 
1. ... a/b/c 2. A/B/C # ???
1. X ? ~ 2. A, B, C #   1. ... x !
1. Y ! ~ (Zz) або 2. D #
1. ... a    2. A #
1. ... b    2. B #
1. ... c    2. C #
|   | a | b | c | d | e | f | g | h |   |
| 8 | a8 білий слон · d7 чорний пішак · f7 біла тура · g7 чорний пішак · e6 чорний пішак · h6 чорний слон · a5 чорний пішак · e5 чорний король · f5 чорний ферзь · g5 білий ферзь · h5 білий кінь · h4 чорний кінь · c3 білий король · f3 чорний пішак · g3 білий кінь · a2 чорний слон · b2 білий слон · d1 біла тура | a8 білий слон · d7 чорний пішак · f7 біла тура · g7 чорний пішак · e6 чорний пішак · h6 чорний слон · a5 чорний пішак · e5 чорний король · f5 чорний ферзь · g5 білий ферзь · h5 білий кінь · h4 чорний кінь · c3 білий король · f3 чорний пішак · g3 білий кінь · a2 чорний слон · b2 білий слон · d1 біла тура | a8 білий слон · d7 чорний пішак · f7 біла тура · g7 чорний пішак · e6 чорний пішак · h6 чорний слон · a5 чорний пішак · e5 чорний король · f5 чорний ферзь · g5 білий ферзь · h5 білий кінь · h4 чорний кінь · c3 білий король · f3 чорний пішак · g3 білий кінь · a2 чорний слон · b2 білий слон · d1 біла тура | a8 білий слон · d7 чорний пішак · f7 біла тура · g7 чорний пішак · e6 чорний пішак · h6 чорний слон · a5 чорний пішак · e5 чорний король · f5 чорний ферзь · g5 білий ферзь · h5 білий кінь · h4 чорний кінь · c3 білий король · f3 чорний пішак · g3 білий кінь · a2 чорний слон · b2 білий слон · d1 біла тура | a8 білий слон · d7 чорний пішак · f7 біла тура · g7 чорний пішак · e6 чорний пішак · h6 чорний слон · a5 чорний пішак · e5 чорний король · f5 чорний ферзь · g5 білий ферзь · h5 білий кінь · h4 чорний кінь · c3 білий король · f3 чорний пішак · g3 білий кінь · a2 чорний слон · b2 білий слон · d1 біла тура | a8 білий слон · d7 чорний пішак · f7 біла тура · g7 чорний пішак · e6 чорний пішак · h6 чорний слон · a5 чорний пішак · e5 чорний король · f5 чорний ферзь · g5 білий ферзь · h5 білий кінь · h4 чорний кінь · c3 білий король · f3 чорний пішак · g3 білий кінь · a2 чорний слон · b2 білий слон · d1 біла тура | a8 білий слон · d7 чорний пішак · f7 біла тура · g7 чорний пішак · e6 чорний пішак · h6 чорний слон · a5 чорний пішак · e5 чорний король · f5 чорний ферзь · g5 білий ферзь · h5 білий кінь · h4 чорний кінь · c3 білий король · f3 чорний пішак · g3 білий кінь · a2 чорний слон · b2 білий слон · d1 біла тура | a8 білий слон · d7 чорний пішак · f7 біла тура · g7 чорний пішак · e6 чорний пішак · h6 чорний слон · a5 чорний пішак · e5 чорний король · f5 чорний ферзь · g5 білий ферзь · h5 білий кінь · h4 чорний кінь · c3 білий король · f3 чорний пішак · g3 білий кінь · a2 чорний слон · b2 білий слон · d1 біла тура | 8 |
| 7 | a8 білий слон · d7 чорний пішак · f7 біла тура · g7 чорний пішак · e6 чорний пішак · h6 чорний слон · a5 чорний пішак · e5 чорний король · f5 чорний ферзь · g5 білий ферзь · h5 білий кінь · h4 чорний кінь · c3 білий король · f3 чорний пішак · g3 білий кінь · a2 чорний слон · b2 білий слон · d1 біла тура | a8 білий слон · d7 чорний пішак · f7 біла тура · g7 чорний пішак · e6 чорний пішак · h6 чорний слон · a5 чорний пішак · e5 чорний король · f5 чорний ферзь · g5 білий ферзь · h5 білий кінь · h4 чорний кінь · c3 білий король · f3 чорний пішак · g3 білий кінь · a2 чорний слон · b2 білий слон · d1 біла тура | a8 білий слон · d7 чорний пішак · f7 біла тура · g7 чорний пішак · e6 чорний пішак · h6 чорний слон · a5 чорний пішак · e5 чорний король · f5 чорний ферзь · g5 білий ферзь · h5 білий кінь · h4 чорний кінь · c3 білий король · f3 чорний пішак · g3 білий кінь · a2 чорний слон · b2 білий слон · d1 біла тура | a8 білий слон · d7 чорний пішак · f7 біла тура · g7 чорний пішак · e6 чорний пішак · h6 чорний слон · a5 чорний пішак · e5 чорний король · f5 чорний ферзь · g5 білий ферзь · h5 білий кінь · h4 чорний кінь · c3 білий король · f3 чорний пішак · g3 білий кінь · a2 чорний слон · b2 білий слон · d1 біла тура | a8 білий слон · d7 чорний пішак · f7 біла тура · g7 чорний пішак · e6 чорний пішак · h6 чорний слон · a5 чорний пішак · e5 чорний король · f5 чорний ферзь · g5 білий ферзь · h5 білий кінь · h4 чорний кінь · c3 білий король · f3 чорний пішак · g3 білий кінь · a2 чорний слон · b2 білий слон · d1 біла тура | a8 білий слон · d7 чорний пішак · f7 біла тура · g7 чорний пішак · e6 чорний пішак · h6 чорний слон · a5 чорний пішак · e5 чорний король · f5 чорний ферзь · g5 білий ферзь · h5 білий кінь · h4 чорний кінь · c3 білий король · f3 чорний пішак · g3 білий кінь · a2 чорний слон · b2 білий слон · d1 біла тура | a8 білий слон · d7 чорний пішак · f7 біла тура · g7 чорний пішак · e6 чорний пішак · h6 чорний слон · a5 чорний пішак · e5 чорний король · f5 чорний ферзь · g5 білий ферзь · h5 білий кінь · h4 чорний кінь · c3 білий король · f3 чорний пішак · g3 білий кінь · a2 чорний слон · b2 білий слон · d1 біла тура | a8 білий слон · d7 чорний пішак · f7 біла тура · g7 чорний пішак · e6 чорний пішак · h6 чорний слон · a5 чорний пішак · e5 чорний король · f5 чорний ферзь · g5 білий ферзь · h5 білий кінь · h4 чорний кінь · c3 білий король · f3 чорний пішак · g3 білий кінь · a2 чорний слон · b2 білий слон · d1 біла тура | 7 |
| 6 | a8 білий слон · d7 чорний пішак · f7 біла тура · g7 чорний пішак · e6 чорний пішак · h6 чорний слон · a5 чорний пішак · e5 чорний король · f5 чорний ферзь · g5 білий ферзь · h5 білий кінь · h4 чорний кінь · c3 білий король · f3 чорний пішак · g3 білий кінь · a2 чорний слон · b2 білий слон · d1 біла тура | a8 білий слон · d7 чорний пішак · f7 біла тура · g7 чорний пішак · e6 чорний пішак · h6 чорний слон · a5 чорний пішак · e5 чорний король · f5 чорний ферзь · g5 білий ферзь · h5 білий кінь · h4 чорний кінь · c3 білий король · f3 чорний пішак · g3 білий кінь · a2 чорний слон · b2 білий слон · d1 біла тура | a8 білий слон · d7 чорний пішак · f7 біла тура · g7 чорний пішак · e6 чорний пішак · h6 чорний слон · a5 чорний пішак · e5 чорний король · f5 чорний ферзь · g5 білий ферзь · h5 білий кінь · h4 чорний кінь · c3 білий король · f3 чорний пішак · g3 білий кінь · a2 чорний слон · b2 білий слон · d1 біла тура | a8 білий слон · d7 чорний пішак · f7 біла тура · g7 чорний пішак · e6 чорний пішак · h6 чорний слон · a5 чорний пішак · e5 чорний король · f5 чорний ферзь · g5 білий ферзь · h5 білий кінь · h4 чорний кінь · c3 білий король · f3 чорний пішак · g3 білий кінь · a2 чорний слон · b2 білий слон · d1 біла тура | a8 білий слон · d7 чорний пішак · f7 біла тура · g7 чорний пішак · e6 чорний пішак · h6 чорний слон · a5 чорний пішак · e5 чорний король · f5 чорний ферзь · g5 білий ферзь · h5 білий кінь · h4 чорний кінь · c3 білий король · f3 чорний пішак · g3 білий кінь · a2 чорний слон · b2 білий слон · d1 біла тура | a8 білий слон · d7 чорний пішак · f7 біла тура · g7 чорний пішак · e6 чорний пішак · h6 чорний слон · a5 чорний пішак · e5 чорний король · f5 чорний ферзь · g5 білий ферзь · h5 білий кінь · h4 чорний кінь · c3 білий король · f3 чорний пішак · g3 білий кінь · a2 чорний слон · b2 білий слон · d1 біла тура | a8 білий слон · d7 чорний пішак · f7 біла тура · g7 чорний пішак · e6 чорний пішак · h6 чорний слон · a5 чорний пішак · e5 чорний король · f5 чорний ферзь · g5 білий ферзь · h5 білий кінь · h4 чорний кінь · c3 білий король · f3 чорний пішак · g3 білий кінь · a2 чорний слон · b2 білий слон · d1 біла тура | a8 білий слон · d7 чорний пішак · f7 біла тура · g7 чорний пішак · e6 чорний пішак · h6 чорний слон · a5 чорний пішак · e5 чорний король · f5 чорний ферзь · g5 білий ферзь · h5 білий кінь · h4 чорний кінь · c3 білий король · f3 чорний пішак · g3 білий кінь · a2 чорний слон · b2 білий слон · d1 біла тура | 6 |
| 5 | a8 білий слон · d7 чорний пішак · f7 біла тура · g7 чорний пішак · e6 чорний пішак · h6 чорний слон · a5 чорний пішак · e5 чорний король · f5 чорний ферзь · g5 білий ферзь · h5 білий кінь · h4 чорний кінь · c3 білий король · f3 чорний пішак · g3 білий кінь · a2 чорний слон · b2 білий слон · d1 біла тура | a8 білий слон · d7 чорний пішак · f7 біла тура · g7 чорний пішак · e6 чорний пішак · h6 чорний слон · a5 чорний пішак · e5 чорний король · f5 чорний ферзь · g5 білий ферзь · h5 білий кінь · h4 чорний кінь · c3 білий король · f3 чорний пішак · g3 білий кінь · a2 чорний слон · b2 білий слон · d1 біла тура | a8 білий слон · d7 чорний пішак · f7 біла тура · g7 чорний пішак · e6 чорний пішак · h6 чорний слон · a5 чорний пішак · e5 чорний король · f5 чорний ферзь · g5 білий ферзь · h5 білий кінь · h4 чорний кінь · c3 білий король · f3 чорний пішак · g3 білий кінь · a2 чорний слон · b2 білий слон · d1 біла тура | a8 білий слон · d7 чорний пішак · f7 біла тура · g7 чорний пішак · e6 чорний пішак · h6 чорний слон · a5 чорний пішак · e5 чорний король · f5 чорний ферзь · g5 білий ферзь · h5 білий кінь · h4 чорний кінь · c3 білий король · f3 чорний пішак · g3 білий кінь · a2 чорний слон · b2 білий слон · d1 біла тура | a8 білий слон · d7 чорний пішак · f7 біла тура · g7 чорний пішак · e6 чорний пішак · h6 чорний слон · a5 чорний пішак · e5 чорний король · f5 чорний ферзь · g5 білий ферзь · h5 білий кінь · h4 чорний кінь · c3 білий король · f3 чорний пішак · g3 білий кінь · a2 чорний слон · b2 білий слон · d1 біла тура | a8 білий слон · d7 чорний пішак · f7 біла тура · g7 чорний пішак · e6 чорний пішак · h6 чорний слон · a5 чорний пішак · e5 чорний король · f5 чорний ферзь · g5 білий ферзь · h5 білий кінь · h4 чорний кінь · c3 білий король · f3 чорний пішак · g3 білий кінь · a2 чорний слон · b2 білий слон · d1 біла тура | a8 білий слон · d7 чорний пішак · f7 біла тура · g7 чорний пішак · e6 чорний пішак · h6 чорний слон · a5 чорний пішак · e5 чорний король · f5 чорний ферзь · g5 білий ферзь · h5 білий кінь · h4 чорний кінь · c3 білий король · f3 чорний пішак · g3 білий кінь · a2 чорний слон · b2 білий слон · d1 біла тура | a8 білий слон · d7 чорний пішак · f7 біла тура · g7 чорний пішак · e6 чорний пішак · h6 чорний слон · a5 чорний пішак · e5 чорний король · f5 чорний ферзь · g5 білий ферзь · h5 білий кінь · h4 чорний кінь · c3 білий король · f3 чорний пішак · g3 білий кінь · a2 чорний слон · b2 білий слон · d1 біла тура | 5 |
| 4 | a8 білий слон · d7 чорний пішак · f7 біла тура · g7 чорний пішак · e6 чорний пішак · h6 чорний слон · a5 чорний пішак · e5 чорний король · f5 чорний ферзь · g5 білий ферзь · h5 білий кінь · h4 чорний кінь · c3 білий король · f3 чорний пішак · g3 білий кінь · a2 чорний слон · b2 білий слон · d1 біла тура | a8 білий слон · d7 чорний пішак · f7 біла тура · g7 чорний пішак · e6 чорний пішак · h6 чорний слон · a5 чорний пішак · e5 чорний король · f5 чорний ферзь · g5 білий ферзь · h5 білий кінь · h4 чорний кінь · c3 білий король · f3 чорний пішак · g3 білий кінь · a2 чорний слон · b2 білий слон · d1 біла тура | a8 білий слон · d7 чорний пішак · f7 біла тура · g7 чорний пішак · e6 чорний пішак · h6 чорний слон · a5 чорний пішак · e5 чорний король · f5 чорний ферзь · g5 білий ферзь · h5 білий кінь · h4 чорний кінь · c3 білий король · f3 чорний пішак · g3 білий кінь · a2 чорний слон · b2 білий слон · d1 біла тура | a8 білий слон · d7 чорний пішак · f7 біла тура · g7 чорний пішак · e6 чорний пішак · h6 чорний слон · a5 чорний пішак · e5 чорний король · f5 чорний ферзь · g5 білий ферзь · h5 білий кінь · h4 чорний кінь · c3 білий король · f3 чорний пішак · g3 білий кінь · a2 чорний слон · b2 білий слон · d1 біла тура | a8 білий слон · d7 чорний пішак · f7 біла тура · g7 чорний пішак · e6 чорний пішак · h6 чорний слон · a5 чорний пішак · e5 чорний король · f5 чорний ферзь · g5 білий ферзь · h5 білий кінь · h4 чорний кінь · c3 білий король · f3 чорний пішак · g3 білий кінь · a2 чорний слон · b2 білий слон · d1 біла тура | a8 білий слон · d7 чорний пішак · f7 біла тура · g7 чорний пішак · e6 чорний пішак · h6 чорний слон · a5 чорний пішак · e5 чорний король · f5 чорний ферзь · g5 білий ферзь · h5 білий кінь · h4 чорний кінь · c3 білий король · f3 чорний пішак · g3 білий кінь · a2 чорний слон · b2 білий слон · d1 біла тура | a8 білий слон · d7 чорний пішак · f7 біла тура · g7 чорний пішак · e6 чорний пішак · h6 чорний слон · a5 чорний пішак · e5 чорний король · f5 чорний ферзь · g5 білий ферзь · h5 білий кінь · h4 чорний кінь · c3 білий король · f3 чорний пішак · g3 білий кінь · a2 чорний слон · b2 білий слон · d1 біла тура | a8 білий слон · d7 чорний пішак · f7 біла тура · g7 чорний пішак · e6 чорний пішак · h6 чорний слон · a5 чорний пішак · e5 чорний король · f5 чорний ферзь · g5 білий ферзь · h5 білий кінь · h4 чорний кінь · c3 білий король · f3 чорний пішак · g3 білий кінь · a2 чорний слон · b2 білий слон · d1 біла тура | 4 |
| 3 | a8 білий слон · d7 чорний пішак · f7 біла тура · g7 чорний пішак · e6 чорний пішак · h6 чорний слон · a5 чорний пішак · e5 чорний король · f5 чорний ферзь · g5 білий ферзь · h5 білий кінь · h4 чорний кінь · c3 білий король · f3 чорний пішак · g3 білий кінь · a2 чорний слон · b2 білий слон · d1 біла тура | a8 білий слон · d7 чорний пішак · f7 біла тура · g7 чорний пішак · e6 чорний пішак · h6 чорний слон · a5 чорний пішак · e5 чорний король · f5 чорний ферзь · g5 білий ферзь · h5 білий кінь · h4 чорний кінь · c3 білий король · f3 чорний пішак · g3 білий кінь · a2 чорний слон · b2 білий слон · d1 біла тура | a8 білий слон · d7 чорний пішак · f7 біла тура · g7 чорний пішак · e6 чорний пішак · h6 чорний слон · a5 чорний пішак · e5 чорний король · f5 чорний ферзь · g5 білий ферзь · h5 білий кінь · h4 чорний кінь · c3 білий король · f3 чорний пішак · g3 білий кінь · a2 чорний слон · b2 білий слон · d1 біла тура | a8 білий слон · d7 чорний пішак · f7 біла тура · g7 чорний пішак · e6 чорний пішак · h6 чорний слон · a5 чорний пішак · e5 чорний король · f5 чорний ферзь · g5 білий ферзь · h5 білий кінь · h4 чорний кінь · c3 білий король · f3 чорний пішак · g3 білий кінь · a2 чорний слон · b2 білий слон · d1 біла тура | a8 білий слон · d7 чорний пішак · f7 біла тура · g7 чорний пішак · e6 чорний пішак · h6 чорний слон · a5 чорний пішак · e5 чорний король · f5 чорний ферзь · g5 білий ферзь · h5 білий кінь · h4 чорний кінь · c3 білий король · f3 чорний пішак · g3 білий кінь · a2 чорний слон · b2 білий слон · d1 біла тура | a8 білий слон · d7 чорний пішак · f7 біла тура · g7 чорний пішак · e6 чорний пішак · h6 чорний слон · a5 чорний пішак · e5 чорний король · f5 чорний ферзь · g5 білий ферзь · h5 білий кінь · h4 чорний кінь · c3 білий король · f3 чорний пішак · g3 білий кінь · a2 чорний слон · b2 білий слон · d1 біла тура | a8 білий слон · d7 чорний пішак · f7 біла тура · g7 чорний пішак · e6 чорний пішак · h6 чорний слон · a5 чорний пішак · e5 чорний король · f5 чорний ферзь · g5 білий ферзь · h5 білий кінь · h4 чорний кінь · c3 білий король · f3 чорний пішак · g3 білий кінь · a2 чорний слон · b2 білий слон · d1 біла тура | a8 білий слон · d7 чорний пішак · f7 біла тура · g7 чорний пішак · e6 чорний пішак · h6 чорний слон · a5 чорний пішак · e5 чорний король · f5 чорний ферзь · g5 білий ферзь · h5 білий кінь · h4 чорний кінь · c3 білий король · f3 чорний пішак · g3 білий кінь · a2 чорний слон · b2 білий слон · d1 біла тура | 3 |
| 2 | a8 білий слон · d7 чорний пішак · f7 біла тура · g7 чорний пішак · e6 чорний пішак · h6 чорний слон · a5 чорний пішак · e5 чорний король · f5 чорний ферзь · g5 білий ферзь · h5 білий кінь · h4 чорний кінь · c3 білий король · f3 чорний пішак · g3 білий кінь · a2 чорний слон · b2 білий слон · d1 біла тура | a8 білий слон · d7 чорний пішак · f7 біла тура · g7 чорний пішак · e6 чорний пішак · h6 чорний слон · a5 чорний пішак · e5 чорний король · f5 чорний ферзь · g5 білий ферзь · h5 білий кінь · h4 чорний кінь · c3 білий король · f3 чорний пішак · g3 білий кінь · a2 чорний слон · b2 білий слон · d1 біла тура | a8 білий слон · d7 чорний пішак · f7 біла тура · g7 чорний пішак · e6 чорний пішак · h6 чорний слон · a5 чорний пішак · e5 чорний король · f5 чорний ферзь · g5 білий ферзь · h5 білий кінь · h4 чорний кінь · c3 білий король · f3 чорний пішак · g3 білий кінь · a2 чорний слон · b2 білий слон · d1 біла тура | a8 білий слон · d7 чорний пішак · f7 біла тура · g7 чорний пішак · e6 чорний пішак · h6 чорний слон · a5 чорний пішак · e5 чорний король · f5 чорний ферзь · g5 білий ферзь · h5 білий кінь · h4 чорний кінь · c3 білий король · f3 чорний пішак · g3 білий кінь · a2 чорний слон · b2 білий слон · d1 біла тура | a8 білий слон · d7 чорний пішак · f7 біла тура · g7 чорний пішак · e6 чорний пішак · h6 чорний слон · a5 чорний пішак · e5 чорний король · f5 чорний ферзь · g5 білий ферзь · h5 білий кінь · h4 чорний кінь · c3 білий король · f3 чорний пішак · g3 білий кінь · a2 чорний слон · b2 білий слон · d1 біла тура | a8 білий слон · d7 чорний пішак · f7 біла тура · g7 чорний пішак · e6 чорний пішак · h6 чорний слон · a5 чорний пішак · e5 чорний король · f5 чорний ферзь · g5 білий ферзь · h5 білий кінь · h4 чорний кінь · c3 білий король · f3 чорний пішак · g3 білий кінь · a2 чорний слон · b2 білий слон · d1 біла тура | a8 білий слон · d7 чорний пішак · f7 біла тура · g7 чорний пішак · e6 чорний пішак · h6 чорний слон · a5 чорний пішак · e5 чорний король · f5 чорний ферзь · g5 білий ферзь · h5 білий кінь · h4 чорний кінь · c3 білий король · f3 чорний пішак · g3 білий кінь · a2 чорний слон · b2 білий слон · d1 біла тура | a8 білий слон · d7 чорний пішак · f7 біла тура · g7 чорний пішак · e6 чорний пішак · h6 чорний слон · a5 чорний пішак · e5 чорний король · f5 чорний ферзь · g5 білий ферзь · h5 білий кінь · h4 чорний кінь · c3 білий король · f3 чорний пішак · g3 білий кінь · a2 чорний слон · b2 білий слон · d1 біла тура | 2 |
| 1 | a8 білий слон · d7 чорний пішак · f7 біла тура · g7 чорний пішак · e6 чорний пішак · h6 чорний слон · a5 чорний пішак · e5 чорний король · f5 чорний ферзь · g5 білий ферзь · h5 білий кінь · h4 чорний кінь · c3 білий король · f3 чорний пішак · g3 білий кінь · a2 чорний слон · b2 білий слон · d1 біла тура | a8 білий слон · d7 чорний пішак · f7 біла тура · g7 чорний пішак · e6 чорний пішак · h6 чорний слон · a5 чорний пішак · e5 чорний король · f5 чорний ферзь · g5 білий ферзь · h5 білий кінь · h4 чорний кінь · c3 білий король · f3 чорний пішак · g3 білий кінь · a2 чорний слон · b2 білий слон · d1 біла тура | a8 білий слон · d7 чорний пішак · f7 біла тура · g7 чорний пішак · e6 чорний пішак · h6 чорний слон · a5 чорний пішак · e5 чорний король · f5 чорний ферзь · g5 білий ферзь · h5 білий кінь · h4 чорний кінь · c3 білий король · f3 чорний пішак · g3 білий кінь · a2 чорний слон · b2 білий слон · d1 біла тура | a8 білий слон · d7 чорний пішак · f7 біла тура · g7 чорний пішак · e6 чорний пішак · h6 чорний слон · a5 чорний пішак · e5 чорний король · f5 чорний ферзь · g5 білий ферзь · h5 білий кінь · h4 чорний кінь · c3 білий король · f3 чорний пішак · g3 білий кінь · a2 чорний слон · b2 білий слон · d1 біла тура | a8 білий слон · d7 чорний пішак · f7 біла тура · g7 чорний пішак · e6 чорний пішак · h6 чорний слон · a5 чорний пішак · e5 чорний король · f5 чорний ферзь · g5 білий ферзь · h5 білий кінь · h4 чорний кінь · c3 білий король · f3 чорний пішак · g3 білий кінь · a2 чорний слон · b2 білий слон · d1 біла тура | a8 білий слон · d7 чорний пішак · f7 біла тура · g7 чорний пішак · e6 чорний пішак · h6 чорний слон · a5 чорний пішак · e5 чорний король · f5 чорний ферзь · g5 білий ферзь · h5 білий кінь · h4 чорний кінь · c3 білий король · f3 чорний пішак · g3 білий кінь · a2 чорний слон · b2 білий слон · d1 біла тура | a8 білий слон · d7 чорний пішак · f7 біла тура · g7 чорний пішак · e6 чорний пішак · h6 чорний слон · a5 чорний пішак · e5 чорний король · f5 чорний ферзь · g5 білий ферзь · h5 білий кінь · h4 чорний кінь · c3 білий король · f3 чорний пішак · g3 білий кінь · a2 чорний слон · b2 білий слон · d1 біла тура | a8 білий слон · d7 чорний пішак · f7 біла тура · g7 чорний пішак · e6 чорний пішак · h6 чорний слон · a5 чорний пішак · e5 чорний король · f5 чорний ферзь · g5 білий ферзь · h5 білий кінь · h4 чорний кінь · c3 білий король · f3 чорний пішак · g3 білий кінь · a2 чорний слон · b2 білий слон · d1 біла тура | 1 |
|   | a | b | c | d | e | f | g | h |   |

1. Se4? ~ 2. Kc2, Kd2, Kd3#, 1. ... d5!
1. De7! ~ 2. Dd6#
1. ... Dc2+  2. K:c2#
1. ... Dd3+  2. K:d3#
1. ... Ld2+  2. K:d2#
- — - — - — -
1. ... d5    2. Dc7#
1. ... Ld5 2. T:d5#
Це є перша задача на Самбірську тему, яка була створена авторами, і від неї інші автори відштовхнулися як від нової ідеї. Тут Самбірська тема проходить на тлі шахів білому королю.
|   | a | b | c | d | e | f | g | h |   |
| 8 | b8 біла тура · a7 білий слон · c6 чорний король · d6 білий пішак · e6 білий король · b5 чорний пішак · f5 чорний пішак · b4 чорний пішак · c4 чорна тура · d4 чорний слон · e4 чорний пішак · b3 білий пішак · h3 білий ферзь · f1 білий слон | b8 біла тура · a7 білий слон · c6 чорний король · d6 білий пішак · e6 білий король · b5 чорний пішак · f5 чорний пішак · b4 чорний пішак · c4 чорна тура · d4 чорний слон · e4 чорний пішак · b3 білий пішак · h3 білий ферзь · f1 білий слон | b8 біла тура · a7 білий слон · c6 чорний король · d6 білий пішак · e6 білий король · b5 чорний пішак · f5 чорний пішак · b4 чорний пішак · c4 чорна тура · d4 чорний слон · e4 чорний пішак · b3 білий пішак · h3 білий ферзь · f1 білий слон | b8 біла тура · a7 білий слон · c6 чорний король · d6 білий пішак · e6 білий король · b5 чорний пішак · f5 чорний пішак · b4 чорний пішак · c4 чорна тура · d4 чорний слон · e4 чорний пішак · b3 білий пішак · h3 білий ферзь · f1 білий слон | b8 біла тура · a7 білий слон · c6 чорний король · d6 білий пішак · e6 білий король · b5 чорний пішак · f5 чорний пішак · b4 чорний пішак · c4 чорна тура · d4 чорний слон · e4 чорний пішак · b3 білий пішак · h3 білий ферзь · f1 білий слон | b8 біла тура · a7 білий слон · c6 чорний король · d6 білий пішак · e6 білий король · b5 чорний пішак · f5 чорний пішак · b4 чорний пішак · c4 чорна тура · d4 чорний слон · e4 чорний пішак · b3 білий пішак · h3 білий ферзь · f1 білий слон | b8 біла тура · a7 білий слон · c6 чорний король · d6 білий пішак · e6 білий король · b5 чорний пішак · f5 чорний пішак · b4 чорний пішак · c4 чорна тура · d4 чорний слон · e4 чорний пішак · b3 білий пішак · h3 білий ферзь · f1 білий слон | b8 біла тура · a7 білий слон · c6 чорний король · d6 білий пішак · e6 білий король · b5 чорний пішак · f5 чорний пішак · b4 чорний пішак · c4 чорна тура · d4 чорний слон · e4 чорний пішак · b3 білий пішак · h3 білий ферзь · f1 білий слон | 8 |
| 7 | b8 біла тура · a7 білий слон · c6 чорний король · d6 білий пішак · e6 білий король · b5 чорний пішак · f5 чорний пішак · b4 чорний пішак · c4 чорна тура · d4 чорний слон · e4 чорний пішак · b3 білий пішак · h3 білий ферзь · f1 білий слон | b8 біла тура · a7 білий слон · c6 чорний король · d6 білий пішак · e6 білий король · b5 чорний пішак · f5 чорний пішак · b4 чорний пішак · c4 чорна тура · d4 чорний слон · e4 чорний пішак · b3 білий пішак · h3 білий ферзь · f1 білий слон | b8 біла тура · a7 білий слон · c6 чорний король · d6 білий пішак · e6 білий король · b5 чорний пішак · f5 чорний пішак · b4 чорний пішак · c4 чорна тура · d4 чорний слон · e4 чорний пішак · b3 білий пішак · h3 білий ферзь · f1 білий слон | b8 біла тура · a7 білий слон · c6 чорний король · d6 білий пішак · e6 білий король · b5 чорний пішак · f5 чорний пішак · b4 чорний пішак · c4 чорна тура · d4 чорний слон · e4 чорний пішак · b3 білий пішак · h3 білий ферзь · f1 білий слон | b8 біла тура · a7 білий слон · c6 чорний король · d6 білий пішак · e6 білий король · b5 чорний пішак · f5 чорний пішак · b4 чорний пішак · c4 чорна тура · d4 чорний слон · e4 чорний пішак · b3 білий пішак · h3 білий ферзь · f1 білий слон | b8 біла тура · a7 білий слон · c6 чорний король · d6 білий пішак · e6 білий король · b5 чорний пішак · f5 чорний пішак · b4 чорний пішак · c4 чорна тура · d4 чорний слон · e4 чорний пішак · b3 білий пішак · h3 білий ферзь · f1 білий слон | b8 біла тура · a7 білий слон · c6 чорний король · d6 білий пішак · e6 білий король · b5 чорний пішак · f5 чорний пішак · b4 чорний пішак · c4 чорна тура · d4 чорний слон · e4 чорний пішак · b3 білий пішак · h3 білий ферзь · f1 білий слон | b8 біла тура · a7 білий слон · c6 чорний король · d6 білий пішак · e6 білий король · b5 чорний пішак · f5 чорний пішак · b4 чорний пішак · c4 чорна тура · d4 чорний слон · e4 чорний пішак · b3 білий пішак · h3 білий ферзь · f1 білий слон | 7 |
| 6 | b8 біла тура · a7 білий слон · c6 чорний король · d6 білий пішак · e6 білий король · b5 чорний пішак · f5 чорний пішак · b4 чорний пішак · c4 чорна тура · d4 чорний слон · e4 чорний пішак · b3 білий пішак · h3 білий ферзь · f1 білий слон | b8 біла тура · a7 білий слон · c6 чорний король · d6 білий пішак · e6 білий король · b5 чорний пішак · f5 чорний пішак · b4 чорний пішак · c4 чорна тура · d4 чорний слон · e4 чорний пішак · b3 білий пішак · h3 білий ферзь · f1 білий слон | b8 біла тура · a7 білий слон · c6 чорний король · d6 білий пішак · e6 білий король · b5 чорний пішак · f5 чорний пішак · b4 чорний пішак · c4 чорна тура · d4 чорний слон · e4 чорний пішак · b3 білий пішак · h3 білий ферзь · f1 білий слон | b8 біла тура · a7 білий слон · c6 чорний король · d6 білий пішак · e6 білий король · b5 чорний пішак · f5 чорний пішак · b4 чорний пішак · c4 чорна тура · d4 чорний слон · e4 чорний пішак · b3 білий пішак · h3 білий ферзь · f1 білий слон | b8 біла тура · a7 білий слон · c6 чорний король · d6 білий пішак · e6 білий король · b5 чорний пішак · f5 чорний пішак · b4 чорний пішак · c4 чорна тура · d4 чорний слон · e4 чорний пішак · b3 білий пішак · h3 білий ферзь · f1 білий слон | b8 біла тура · a7 білий слон · c6 чорний король · d6 білий пішак · e6 білий король · b5 чорний пішак · f5 чорний пішак · b4 чорний пішак · c4 чорна тура · d4 чорний слон · e4 чорний пішак · b3 білий пішак · h3 білий ферзь · f1 білий слон | b8 біла тура · a7 білий слон · c6 чорний король · d6 білий пішак · e6 білий король · b5 чорний пішак · f5 чорний пішак · b4 чорний пішак · c4 чорна тура · d4 чорний слон · e4 чорний пішак · b3 білий пішак · h3 білий ферзь · f1 білий слон | b8 біла тура · a7 білий слон · c6 чорний король · d6 білий пішак · e6 білий король · b5 чорний пішак · f5 чорний пішак · b4 чорний пішак · c4 чорна тура · d4 чорний слон · e4 чорний пішак · b3 білий пішак · h3 білий ферзь · f1 білий слон | 6 |
| 5 | b8 біла тура · a7 білий слон · c6 чорний король · d6 білий пішак · e6 білий король · b5 чорний пішак · f5 чорний пішак · b4 чорний пішак · c4 чорна тура · d4 чорний слон · e4 чорний пішак · b3 білий пішак · h3 білий ферзь · f1 білий слон | b8 біла тура · a7 білий слон · c6 чорний король · d6 білий пішак · e6 білий король · b5 чорний пішак · f5 чорний пішак · b4 чорний пішак · c4 чорна тура · d4 чорний слон · e4 чорний пішак · b3 білий пішак · h3 білий ферзь · f1 білий слон | b8 біла тура · a7 білий слон · c6 чорний король · d6 білий пішак · e6 білий король · b5 чорний пішак · f5 чорний пішак · b4 чорний пішак · c4 чорна тура · d4 чорний слон · e4 чорний пішак · b3 білий пішак · h3 білий ферзь · f1 білий слон | b8 біла тура · a7 білий слон · c6 чорний король · d6 білий пішак · e6 білий король · b5 чорний пішак · f5 чорний пішак · b4 чорний пішак · c4 чорна тура · d4 чорний слон · e4 чорний пішак · b3 білий пішак · h3 білий ферзь · f1 білий слон | b8 біла тура · a7 білий слон · c6 чорний король · d6 білий пішак · e6 білий король · b5 чорний пішак · f5 чорний пішак · b4 чорний пішак · c4 чорна тура · d4 чорний слон · e4 чорний пішак · b3 білий пішак · h3 білий ферзь · f1 білий слон | b8 біла тура · a7 білий слон · c6 чорний король · d6 білий пішак · e6 білий король · b5 чорний пішак · f5 чорний пішак · b4 чорний пішак · c4 чорна тура · d4 чорний слон · e4 чорний пішак · b3 білий пішак · h3 білий ферзь · f1 білий слон | b8 біла тура · a7 білий слон · c6 чорний король · d6 білий пішак · e6 білий король · b5 чорний пішак · f5 чорний пішак · b4 чорний пішак · c4 чорна тура · d4 чорний слон · e4 чорний пішак · b3 білий пішак · h3 білий ферзь · f1 білий слон | b8 біла тура · a7 білий слон · c6 чорний король · d6 білий пішак · e6 білий король · b5 чорний пішак · f5 чорний пішак · b4 чорний пішак · c4 чорна тура · d4 чорний слон · e4 чорний пішак · b3 білий пішак · h3 білий ферзь · f1 білий слон | 5 |
| 4 | b8 біла тура · a7 білий слон · c6 чорний король · d6 білий пішак · e6 білий король · b5 чорний пішак · f5 чорний пішак · b4 чорний пішак · c4 чорна тура · d4 чорний слон · e4 чорний пішак · b3 білий пішак · h3 білий ферзь · f1 білий слон | b8 біла тура · a7 білий слон · c6 чорний король · d6 білий пішак · e6 білий король · b5 чорний пішак · f5 чорний пішак · b4 чорний пішак · c4 чорна тура · d4 чорний слон · e4 чорний пішак · b3 білий пішак · h3 білий ферзь · f1 білий слон | b8 біла тура · a7 білий слон · c6 чорний король · d6 білий пішак · e6 білий король · b5 чорний пішак · f5 чорний пішак · b4 чорний пішак · c4 чорна тура · d4 чорний слон · e4 чорний пішак · b3 білий пішак · h3 білий ферзь · f1 білий слон | b8 біла тура · a7 білий слон · c6 чорний король · d6 білий пішак · e6 білий король · b5 чорний пішак · f5 чорний пішак · b4 чорний пішак · c4 чорна тура · d4 чорний слон · e4 чорний пішак · b3 білий пішак · h3 білий ферзь · f1 білий слон | b8 біла тура · a7 білий слон · c6 чорний король · d6 білий пішак · e6 білий король · b5 чорний пішак · f5 чорний пішак · b4 чорний пішак · c4 чорна тура · d4 чорний слон · e4 чорний пішак · b3 білий пішак · h3 білий ферзь · f1 білий слон | b8 біла тура · a7 білий слон · c6 чорний король · d6 білий пішак · e6 білий король · b5 чорний пішак · f5 чорний пішак · b4 чорний пішак · c4 чорна тура · d4 чорний слон · e4 чорний пішак · b3 білий пішак · h3 білий ферзь · f1 білий слон | b8 біла тура · a7 білий слон · c6 чорний король · d6 білий пішак · e6 білий король · b5 чорний пішак · f5 чорний пішак · b4 чорний пішак · c4 чорна тура · d4 чорний слон · e4 чорний пішак · b3 білий пішак · h3 білий ферзь · f1 білий слон | b8 біла тура · a7 білий слон · c6 чорний король · d6 білий пішак · e6 білий король · b5 чорний пішак · f5 чорний пішак · b4 чорний пішак · c4 чорна тура · d4 чорний слон · e4 чорний пішак · b3 білий пішак · h3 білий ферзь · f1 білий слон | 4 |
| 3 | b8 біла тура · a7 білий слон · c6 чорний король · d6 білий пішак · e6 білий король · b5 чорний пішак · f5 чорний пішак · b4 чорний пішак · c4 чорна тура · d4 чорний слон · e4 чорний пішак · b3 білий пішак · h3 білий ферзь · f1 білий слон | b8 біла тура · a7 білий слон · c6 чорний король · d6 білий пішак · e6 білий король · b5 чорний пішак · f5 чорний пішак · b4 чорний пішак · c4 чорна тура · d4 чорний слон · e4 чорний пішак · b3 білий пішак · h3 білий ферзь · f1 білий слон | b8 біла тура · a7 білий слон · c6 чорний король · d6 білий пішак · e6 білий король · b5 чорний пішак · f5 чорний пішак · b4 чорний пішак · c4 чорна тура · d4 чорний слон · e4 чорний пішак · b3 білий пішак · h3 білий ферзь · f1 білий слон | b8 біла тура · a7 білий слон · c6 чорний король · d6 білий пішак · e6 білий король · b5 чорний пішак · f5 чорний пішак · b4 чорний пішак · c4 чорна тура · d4 чорний слон · e4 чорний пішак · b3 білий пішак · h3 білий ферзь · f1 білий слон | b8 біла тура · a7 білий слон · c6 чорний король · d6 білий пішак · e6 білий король · b5 чорний пішак · f5 чорний пішак · b4 чорний пішак · c4 чорна тура · d4 чорний слон · e4 чорний пішак · b3 білий пішак · h3 білий ферзь · f1 білий слон | b8 біла тура · a7 білий слон · c6 чорний король · d6 білий пішак · e6 білий король · b5 чорний пішак · f5 чорний пішак · b4 чорний пішак · c4 чорна тура · d4 чорний слон · e4 чорний пішак · b3 білий пішак · h3 білий ферзь · f1 білий слон | b8 біла тура · a7 білий слон · c6 чорний король · d6 білий пішак · e6 білий король · b5 чорний пішак · f5 чорний пішак · b4 чорний пішак · c4 чорна тура · d4 чорний слон · e4 чорний пішак · b3 білий пішак · h3 білий ферзь · f1 білий слон | b8 біла тура · a7 білий слон · c6 чорний король · d6 білий пішак · e6 білий король · b5 чорний пішак · f5 чорний пішак · b4 чорний пішак · c4 чорна тура · d4 чорний слон · e4 чорний пішак · b3 білий пішак · h3 білий ферзь · f1 білий слон | 3 |
| 2 | b8 біла тура · a7 білий слон · c6 чорний король · d6 білий пішак · e6 білий король · b5 чорний пішак · f5 чорний пішак · b4 чорний пішак · c4 чорна тура · d4 чорний слон · e4 чорний пішак · b3 білий пішак · h3 білий ферзь · f1 білий слон | b8 біла тура · a7 білий слон · c6 чорний король · d6 білий пішак · e6 білий король · b5 чорний пішак · f5 чорний пішак · b4 чорний пішак · c4 чорна тура · d4 чорний слон · e4 чорний пішак · b3 білий пішак · h3 білий ферзь · f1 білий слон | b8 біла тура · a7 білий слон · c6 чорний король · d6 білий пішак · e6 білий король · b5 чорний пішак · f5 чорний пішак · b4 чорний пішак · c4 чорна тура · d4 чорний слон · e4 чорний пішак · b3 білий пішак · h3 білий ферзь · f1 білий слон | b8 біла тура · a7 білий слон · c6 чорний король · d6 білий пішак · e6 білий король · b5 чорний пішак · f5 чорний пішак · b4 чорний пішак · c4 чорна тура · d4 чорний слон · e4 чорний пішак · b3 білий пішак · h3 білий ферзь · f1 білий слон | b8 біла тура · a7 білий слон · c6 чорний король · d6 білий пішак · e6 білий король · b5 чорний пішак · f5 чорний пішак · b4 чорний пішак · c4 чорна тура · d4 чорний слон · e4 чорний пішак · b3 білий пішак · h3 білий ферзь · f1 білий слон | b8 біла тура · a7 білий слон · c6 чорний король · d6 білий пішак · e6 білий король · b5 чорний пішак · f5 чорний пішак · b4 чорний пішак · c4 чорна тура · d4 чорний слон · e4 чорний пішак · b3 білий пішак · h3 білий ферзь · f1 білий слон | b8 біла тура · a7 білий слон · c6 чорний король · d6 білий пішак · e6 білий король · b5 чорний пішак · f5 чорний пішак · b4 чорний пішак · c4 чорна тура · d4 чорний слон · e4 чорний пішак · b3 білий пішак · h3 білий ферзь · f1 білий слон | b8 біла тура · a7 білий слон · c6 чорний король · d6 білий пішак · e6 білий король · b5 чорний пішак · f5 чорний пішак · b4 чорний пішак · c4 чорна тура · d4 чорний слон · e4 чорний пішак · b3 білий пішак · h3 білий ферзь · f1 білий слон | 2 |
| 1 | b8 біла тура · a7 білий слон · c6 чорний король · d6 білий пішак · e6 білий король · b5 чорний пішак · f5 чорний пішак · b4 чорний пішак · c4 чорна тура · d4 чорний слон · e4 чорний пішак · b3 білий пішак · h3 білий ферзь · f1 білий слон | b8 біла тура · a7 білий слон · c6 чорний король · d6 білий пішак · e6 білий король · b5 чорний пішак · f5 чорний пішак · b4 чорний пішак · c4 чорна тура · d4 чорний слон · e4 чорний пішак · b3 білий пішак · h3 білий ферзь · f1 білий слон | b8 біла тура · a7 білий слон · c6 чорний король · d6 білий пішак · e6 білий король · b5 чорний пішак · f5 чорний пішак · b4 чорний пішак · c4 чорна тура · d4 чорний слон · e4 чорний пішак · b3 білий пішак · h3 білий ферзь · f1 білий слон | b8 біла тура · a7 білий слон · c6 чорний король · d6 білий пішак · e6 білий король · b5 чорний пішак · f5 чорний пішак · b4 чорний пішак · c4 чорна тура · d4 чорний слон · e4 чорний пішак · b3 білий пішак · h3 білий ферзь · f1 білий слон | b8 біла тура · a7 білий слон · c6 чорний король · d6 білий пішак · e6 білий король · b5 чорний пішак · f5 чорний пішак · b4 чорний пішак · c4 чорна тура · d4 чорний слон · e4 чорний пішак · b3 білий пішак · h3 білий ферзь · f1 білий слон | b8 біла тура · a7 білий слон · c6 чорний король · d6 білий пішак · e6 білий король · b5 чорний пішак · f5 чорний пішак · b4 чорний пішак · c4 чорна тура · d4 чорний слон · e4 чорний пішак · b3 білий пішак · h3 білий ферзь · f1 білий слон | b8 біла тура · a7 білий слон · c6 чорний король · d6 білий пішак · e6 білий король · b5 чорний пішак · f5 чорний пішак · b4 чорний пішак · c4 чорна тура · d4 чорний слон · e4 чорний пішак · b3 білий пішак · h3 білий ферзь · f1 білий слон | b8 біла тура · a7 білий слон · c6 чорний король · d6 білий пішак · e6 білий король · b5 чорний пішак · f5 чорний пішак · b4 чорний пішак · c4 чорна тура · d4 чорний слон · e4 чорний пішак · b3 білий пішак · h3 білий ферзь · f1 білий слон | 1 |
|   | a | b | c | d | e | f | g | h |   |

1. D:f5? ~ 2. Dd5, D:b5, D:e4#, 1. ... Le5!
1. Dd3! Zz
1. ... L~ 2. Dd5#
1. ... T~ 2. D:b5#
1. ... f4 2. D:e4#
- — - — - — -
1. ... Tc5 2. Tb6#
1. ... ed3 2. Lg2#
|   | a | b | c | d | e | f | g | h |   |
| 8 | d8 білий слон · e8 білий кінь · b7 білий кінь · h7 чорний кінь · c6 чорний пішак · e6 білий пішак · b5 чорний кінь · c5 чорна тура · d5 чорний король · h5 білий король · e4 біла тура · b3 білий пішак · h1 білий слон | d8 білий слон · e8 білий кінь · b7 білий кінь · h7 чорний кінь · c6 чорний пішак · e6 білий пішак · b5 чорний кінь · c5 чорна тура · d5 чорний король · h5 білий король · e4 біла тура · b3 білий пішак · h1 білий слон | d8 білий слон · e8 білий кінь · b7 білий кінь · h7 чорний кінь · c6 чорний пішак · e6 білий пішак · b5 чорний кінь · c5 чорна тура · d5 чорний король · h5 білий король · e4 біла тура · b3 білий пішак · h1 білий слон | d8 білий слон · e8 білий кінь · b7 білий кінь · h7 чорний кінь · c6 чорний пішак · e6 білий пішак · b5 чорний кінь · c5 чорна тура · d5 чорний король · h5 білий король · e4 біла тура · b3 білий пішак · h1 білий слон | d8 білий слон · e8 білий кінь · b7 білий кінь · h7 чорний кінь · c6 чорний пішак · e6 білий пішак · b5 чорний кінь · c5 чорна тура · d5 чорний король · h5 білий король · e4 біла тура · b3 білий пішак · h1 білий слон | d8 білий слон · e8 білий кінь · b7 білий кінь · h7 чорний кінь · c6 чорний пішак · e6 білий пішак · b5 чорний кінь · c5 чорна тура · d5 чорний король · h5 білий король · e4 біла тура · b3 білий пішак · h1 білий слон | d8 білий слон · e8 білий кінь · b7 білий кінь · h7 чорний кінь · c6 чорний пішак · e6 білий пішак · b5 чорний кінь · c5 чорна тура · d5 чорний король · h5 білий король · e4 біла тура · b3 білий пішак · h1 білий слон | d8 білий слон · e8 білий кінь · b7 білий кінь · h7 чорний кінь · c6 чорний пішак · e6 білий пішак · b5 чорний кінь · c5 чорна тура · d5 чорний король · h5 білий король · e4 біла тура · b3 білий пішак · h1 білий слон | 8 |
| 7 | d8 білий слон · e8 білий кінь · b7 білий кінь · h7 чорний кінь · c6 чорний пішак · e6 білий пішак · b5 чорний кінь · c5 чорна тура · d5 чорний король · h5 білий король · e4 біла тура · b3 білий пішак · h1 білий слон | d8 білий слон · e8 білий кінь · b7 білий кінь · h7 чорний кінь · c6 чорний пішак · e6 білий пішак · b5 чорний кінь · c5 чорна тура · d5 чорний король · h5 білий король · e4 біла тура · b3 білий пішак · h1 білий слон | d8 білий слон · e8 білий кінь · b7 білий кінь · h7 чорний кінь · c6 чорний пішак · e6 білий пішак · b5 чорний кінь · c5 чорна тура · d5 чорний король · h5 білий король · e4 біла тура · b3 білий пішак · h1 білий слон | d8 білий слон · e8 білий кінь · b7 білий кінь · h7 чорний кінь · c6 чорний пішак · e6 білий пішак · b5 чорний кінь · c5 чорна тура · d5 чорний король · h5 білий король · e4 біла тура · b3 білий пішак · h1 білий слон | d8 білий слон · e8 білий кінь · b7 білий кінь · h7 чорний кінь · c6 чорний пішак · e6 білий пішак · b5 чорний кінь · c5 чорна тура · d5 чорний король · h5 білий король · e4 біла тура · b3 білий пішак · h1 білий слон | d8 білий слон · e8 білий кінь · b7 білий кінь · h7 чорний кінь · c6 чорний пішак · e6 білий пішак · b5 чорний кінь · c5 чорна тура · d5 чорний король · h5 білий король · e4 біла тура · b3 білий пішак · h1 білий слон | d8 білий слон · e8 білий кінь · b7 білий кінь · h7 чорний кінь · c6 чорний пішак · e6 білий пішак · b5 чорний кінь · c5 чорна тура · d5 чорний король · h5 білий король · e4 біла тура · b3 білий пішак · h1 білий слон | d8 білий слон · e8 білий кінь · b7 білий кінь · h7 чорний кінь · c6 чорний пішак · e6 білий пішак · b5 чорний кінь · c5 чорна тура · d5 чорний король · h5 білий король · e4 біла тура · b3 білий пішак · h1 білий слон | 7 |
| 6 | d8 білий слон · e8 білий кінь · b7 білий кінь · h7 чорний кінь · c6 чорний пішак · e6 білий пішак · b5 чорний кінь · c5 чорна тура · d5 чорний король · h5 білий король · e4 біла тура · b3 білий пішак · h1 білий слон | d8 білий слон · e8 білий кінь · b7 білий кінь · h7 чорний кінь · c6 чорний пішак · e6 білий пішак · b5 чорний кінь · c5 чорна тура · d5 чорний король · h5 білий король · e4 біла тура · b3 білий пішак · h1 білий слон | d8 білий слон · e8 білий кінь · b7 білий кінь · h7 чорний кінь · c6 чорний пішак · e6 білий пішак · b5 чорний кінь · c5 чорна тура · d5 чорний король · h5 білий король · e4 біла тура · b3 білий пішак · h1 білий слон | d8 білий слон · e8 білий кінь · b7 білий кінь · h7 чорний кінь · c6 чорний пішак · e6 білий пішак · b5 чорний кінь · c5 чорна тура · d5 чорний король · h5 білий король · e4 біла тура · b3 білий пішак · h1 білий слон | d8 білий слон · e8 білий кінь · b7 білий кінь · h7 чорний кінь · c6 чорний пішак · e6 білий пішак · b5 чорний кінь · c5 чорна тура · d5 чорний король · h5 білий король · e4 біла тура · b3 білий пішак · h1 білий слон | d8 білий слон · e8 білий кінь · b7 білий кінь · h7 чорний кінь · c6 чорний пішак · e6 білий пішак · b5 чорний кінь · c5 чорна тура · d5 чорний король · h5 білий король · e4 біла тура · b3 білий пішак · h1 білий слон | d8 білий слон · e8 білий кінь · b7 білий кінь · h7 чорний кінь · c6 чорний пішак · e6 білий пішак · b5 чорний кінь · c5 чорна тура · d5 чорний король · h5 білий король · e4 біла тура · b3 білий пішак · h1 білий слон | d8 білий слон · e8 білий кінь · b7 білий кінь · h7 чорний кінь · c6 чорний пішак · e6 білий пішак · b5 чорний кінь · c5 чорна тура · d5 чорний король · h5 білий король · e4 біла тура · b3 білий пішак · h1 білий слон | 6 |
| 5 | d8 білий слон · e8 білий кінь · b7 білий кінь · h7 чорний кінь · c6 чорний пішак · e6 білий пішак · b5 чорний кінь · c5 чорна тура · d5 чорний король · h5 білий король · e4 біла тура · b3 білий пішак · h1 білий слон | d8 білий слон · e8 білий кінь · b7 білий кінь · h7 чорний кінь · c6 чорний пішак · e6 білий пішак · b5 чорний кінь · c5 чорна тура · d5 чорний король · h5 білий король · e4 біла тура · b3 білий пішак · h1 білий слон | d8 білий слон · e8 білий кінь · b7 білий кінь · h7 чорний кінь · c6 чорний пішак · e6 білий пішак · b5 чорний кінь · c5 чорна тура · d5 чорний король · h5 білий король · e4 біла тура · b3 білий пішак · h1 білий слон | d8 білий слон · e8 білий кінь · b7 білий кінь · h7 чорний кінь · c6 чорний пішак · e6 білий пішак · b5 чорний кінь · c5 чорна тура · d5 чорний король · h5 білий король · e4 біла тура · b3 білий пішак · h1 білий слон | d8 білий слон · e8 білий кінь · b7 білий кінь · h7 чорний кінь · c6 чорний пішак · e6 білий пішак · b5 чорний кінь · c5 чорна тура · d5 чорний король · h5 білий король · e4 біла тура · b3 білий пішак · h1 білий слон | d8 білий слон · e8 білий кінь · b7 білий кінь · h7 чорний кінь · c6 чорний пішак · e6 білий пішак · b5 чорний кінь · c5 чорна тура · d5 чорний король · h5 білий король · e4 біла тура · b3 білий пішак · h1 білий слон | d8 білий слон · e8 білий кінь · b7 білий кінь · h7 чорний кінь · c6 чорний пішак · e6 білий пішак · b5 чорний кінь · c5 чорна тура · d5 чорний король · h5 білий король · e4 біла тура · b3 білий пішак · h1 білий слон | d8 білий слон · e8 білий кінь · b7 білий кінь · h7 чорний кінь · c6 чорний пішак · e6 білий пішак · b5 чорний кінь · c5 чорна тура · d5 чорний король · h5 білий король · e4 біла тура · b3 білий пішак · h1 білий слон | 5 |
| 4 | d8 білий слон · e8 білий кінь · b7 білий кінь · h7 чорний кінь · c6 чорний пішак · e6 білий пішак · b5 чорний кінь · c5 чорна тура · d5 чорний король · h5 білий король · e4 біла тура · b3 білий пішак · h1 білий слон | d8 білий слон · e8 білий кінь · b7 білий кінь · h7 чорний кінь · c6 чорний пішак · e6 білий пішак · b5 чорний кінь · c5 чорна тура · d5 чорний король · h5 білий король · e4 біла тура · b3 білий пішак · h1 білий слон | d8 білий слон · e8 білий кінь · b7 білий кінь · h7 чорний кінь · c6 чорний пішак · e6 білий пішак · b5 чорний кінь · c5 чорна тура · d5 чорний король · h5 білий король · e4 біла тура · b3 білий пішак · h1 білий слон | d8 білий слон · e8 білий кінь · b7 білий кінь · h7 чорний кінь · c6 чорний пішак · e6 білий пішак · b5 чорний кінь · c5 чорна тура · d5 чорний король · h5 білий король · e4 біла тура · b3 білий пішак · h1 білий слон | d8 білий слон · e8 білий кінь · b7 білий кінь · h7 чорний кінь · c6 чорний пішак · e6 білий пішак · b5 чорний кінь · c5 чорна тура · d5 чорний король · h5 білий король · e4 біла тура · b3 білий пішак · h1 білий слон | d8 білий слон · e8 білий кінь · b7 білий кінь · h7 чорний кінь · c6 чорний пішак · e6 білий пішак · b5 чорний кінь · c5 чорна тура · d5 чорний король · h5 білий король · e4 біла тура · b3 білий пішак · h1 білий слон | d8 білий слон · e8 білий кінь · b7 білий кінь · h7 чорний кінь · c6 чорний пішак · e6 білий пішак · b5 чорний кінь · c5 чорна тура · d5 чорний король · h5 білий король · e4 біла тура · b3 білий пішак · h1 білий слон | d8 білий слон · e8 білий кінь · b7 білий кінь · h7 чорний кінь · c6 чорний пішак · e6 білий пішак · b5 чорний кінь · c5 чорна тура · d5 чорний король · h5 білий король · e4 біла тура · b3 білий пішак · h1 білий слон | 4 |
| 3 | d8 білий слон · e8 білий кінь · b7 білий кінь · h7 чорний кінь · c6 чорний пішак · e6 білий пішак · b5 чорний кінь · c5 чорна тура · d5 чорний король · h5 білий король · e4 біла тура · b3 білий пішак · h1 білий слон | d8 білий слон · e8 білий кінь · b7 білий кінь · h7 чорний кінь · c6 чорний пішак · e6 білий пішак · b5 чорний кінь · c5 чорна тура · d5 чорний король · h5 білий король · e4 біла тура · b3 білий пішак · h1 білий слон | d8 білий слон · e8 білий кінь · b7 білий кінь · h7 чорний кінь · c6 чорний пішак · e6 білий пішак · b5 чорний кінь · c5 чорна тура · d5 чорний король · h5 білий король · e4 біла тура · b3 білий пішак · h1 білий слон | d8 білий слон · e8 білий кінь · b7 білий кінь · h7 чорний кінь · c6 чорний пішак · e6 білий пішак · b5 чорний кінь · c5 чорна тура · d5 чорний король · h5 білий король · e4 біла тура · b3 білий пішак · h1 білий слон | d8 білий слон · e8 білий кінь · b7 білий кінь · h7 чорний кінь · c6 чорний пішак · e6 білий пішак · b5 чорний кінь · c5 чорна тура · d5 чорний король · h5 білий король · e4 біла тура · b3 білий пішак · h1 білий слон | d8 білий слон · e8 білий кінь · b7 білий кінь · h7 чорний кінь · c6 чорний пішак · e6 білий пішак · b5 чорний кінь · c5 чорна тура · d5 чорний король · h5 білий король · e4 біла тура · b3 білий пішак · h1 білий слон | d8 білий слон · e8 білий кінь · b7 білий кінь · h7 чорний кінь · c6 чорний пішак · e6 білий пішак · b5 чорний кінь · c5 чорна тура · d5 чорний король · h5 білий король · e4 біла тура · b3 білий пішак · h1 білий слон | d8 білий слон · e8 білий кінь · b7 білий кінь · h7 чорний кінь · c6 чорний пішак · e6 білий пішак · b5 чорний кінь · c5 чорна тура · d5 чорний король · h5 білий король · e4 біла тура · b3 білий пішак · h1 білий слон | 3 |
| 2 | d8 білий слон · e8 білий кінь · b7 білий кінь · h7 чорний кінь · c6 чорний пішак · e6 білий пішак · b5 чорний кінь · c5 чорна тура · d5 чорний король · h5 білий король · e4 біла тура · b3 білий пішак · h1 білий слон | d8 білий слон · e8 білий кінь · b7 білий кінь · h7 чорний кінь · c6 чорний пішак · e6 білий пішак · b5 чорний кінь · c5 чорна тура · d5 чорний король · h5 білий король · e4 біла тура · b3 білий пішак · h1 білий слон | d8 білий слон · e8 білий кінь · b7 білий кінь · h7 чорний кінь · c6 чорний пішак · e6 білий пішак · b5 чорний кінь · c5 чорна тура · d5 чорний король · h5 білий король · e4 біла тура · b3 білий пішак · h1 білий слон | d8 білий слон · e8 білий кінь · b7 білий кінь · h7 чорний кінь · c6 чорний пішак · e6 білий пішак · b5 чорний кінь · c5 чорна тура · d5 чорний король · h5 білий король · e4 біла тура · b3 білий пішак · h1 білий слон | d8 білий слон · e8 білий кінь · b7 білий кінь · h7 чорний кінь · c6 чорний пішак · e6 білий пішак · b5 чорний кінь · c5 чорна тура · d5 чорний король · h5 білий король · e4 біла тура · b3 білий пішак · h1 білий слон | d8 білий слон · e8 білий кінь · b7 білий кінь · h7 чорний кінь · c6 чорний пішак · e6 білий пішак · b5 чорний кінь · c5 чорна тура · d5 чорний король · h5 білий король · e4 біла тура · b3 білий пішак · h1 білий слон | d8 білий слон · e8 білий кінь · b7 білий кінь · h7 чорний кінь · c6 чорний пішак · e6 білий пішак · b5 чорний кінь · c5 чорна тура · d5 чорний король · h5 білий король · e4 біла тура · b3 білий пішак · h1 білий слон | d8 білий слон · e8 білий кінь · b7 білий кінь · h7 чорний кінь · c6 чорний пішак · e6 білий пішак · b5 чорний кінь · c5 чорна тура · d5 чорний король · h5 білий король · e4 біла тура · b3 білий пішак · h1 білий слон | 2 |
| 1 | d8 білий слон · e8 білий кінь · b7 білий кінь · h7 чорний кінь · c6 чорний пішак · e6 білий пішак · b5 чорний кінь · c5 чорна тура · d5 чорний король · h5 білий король · e4 біла тура · b3 білий пішак · h1 білий слон | d8 білий слон · e8 білий кінь · b7 білий кінь · h7 чорний кінь · c6 чорний пішак · e6 білий пішак · b5 чорний кінь · c5 чорна тура · d5 чорний король · h5 білий король · e4 біла тура · b3 білий пішак · h1 білий слон | d8 білий слон · e8 білий кінь · b7 білий кінь · h7 чорний кінь · c6 чорний пішак · e6 білий пішак · b5 чорний кінь · c5 чорна тура · d5 чорний король · h5 білий король · e4 біла тура · b3 білий пішак · h1 білий слон | d8 білий слон · e8 білий кінь · b7 білий кінь · h7 чорний кінь · c6 чорний пішак · e6 білий пішак · b5 чорний кінь · c5 чорна тура · d5 чорний король · h5 білий король · e4 біла тура · b3 білий пішак · h1 білий слон | d8 білий слон · e8 білий кінь · b7 білий кінь · h7 чорний кінь · c6 чорний пішак · e6 білий пішак · b5 чорний кінь · c5 чорна тура · d5 чорний король · h5 білий король · e4 біла тура · b3 білий пішак · h1 білий слон | d8 білий слон · e8 білий кінь · b7 білий кінь · h7 чорний кінь · c6 чорний пішак · e6 білий пішак · b5 чорний кінь · c5 чорна тура · d5 чорний король · h5 білий король · e4 біла тура · b3 білий пішак · h1 білий слон | d8 білий слон · e8 білий кінь · b7 білий кінь · h7 чорний кінь · c6 чорний пішак · e6 білий пішак · b5 чорний кінь · c5 чорна тура · d5 чорний король · h5 білий король · e4 біла тура · b3 білий пішак · h1 білий слон | d8 білий слон · e8 білий кінь · b7 білий кінь · h7 чорний кінь · c6 чорний пішак · e6 білий пішак · b5 чорний кінь · c5 чорна тура · d5 чорний король · h5 білий король · e4 біла тура · b3 білий пішак · h1 білий слон | 1 |
|   | a | b | c | d | e | f | g | h |   |

1. Lf6? ~ 2. Te3, Te2, Te1#, 1. ... Sg5!
1. Lb6! Zz
1. ... Tc3  2. Te3#
1. ... Tc2  2. Te2#
1. ... Tc1  2. Te1#
- — - — - — -
1. ... Sb~  2. Sc7#
1. ... Sh~  2. Sf6#
1. ... Tc4  2. bc4#
|   | a | b | c | d | e | f | g | h |   |
| 8 | e8 білий король · g8 біла тура · d6 чорний пішак · e5 чорний пішак · f5 білий слон · c4 білий ферзь · e4 чорний ферзь · f4 чорний король · g4 білий пішак · h4 білий пішак · a3 чорний слон · d3 білий пішак · f3 чорний слон · h3 біла тура · d2 білий пішак | e8 білий король · g8 біла тура · d6 чорний пішак · e5 чорний пішак · f5 білий слон · c4 білий ферзь · e4 чорний ферзь · f4 чорний король · g4 білий пішак · h4 білий пішак · a3 чорний слон · d3 білий пішак · f3 чорний слон · h3 біла тура · d2 білий пішак | e8 білий король · g8 біла тура · d6 чорний пішак · e5 чорний пішак · f5 білий слон · c4 білий ферзь · e4 чорний ферзь · f4 чорний король · g4 білий пішак · h4 білий пішак · a3 чорний слон · d3 білий пішак · f3 чорний слон · h3 біла тура · d2 білий пішак | e8 білий король · g8 біла тура · d6 чорний пішак · e5 чорний пішак · f5 білий слон · c4 білий ферзь · e4 чорний ферзь · f4 чорний король · g4 білий пішак · h4 білий пішак · a3 чорний слон · d3 білий пішак · f3 чорний слон · h3 біла тура · d2 білий пішак | e8 білий король · g8 біла тура · d6 чорний пішак · e5 чорний пішак · f5 білий слон · c4 білий ферзь · e4 чорний ферзь · f4 чорний король · g4 білий пішак · h4 білий пішак · a3 чорний слон · d3 білий пішак · f3 чорний слон · h3 біла тура · d2 білий пішак | e8 білий король · g8 біла тура · d6 чорний пішак · e5 чорний пішак · f5 білий слон · c4 білий ферзь · e4 чорний ферзь · f4 чорний король · g4 білий пішак · h4 білий пішак · a3 чорний слон · d3 білий пішак · f3 чорний слон · h3 біла тура · d2 білий пішак | e8 білий король · g8 біла тура · d6 чорний пішак · e5 чорний пішак · f5 білий слон · c4 білий ферзь · e4 чорний ферзь · f4 чорний король · g4 білий пішак · h4 білий пішак · a3 чорний слон · d3 білий пішак · f3 чорний слон · h3 біла тура · d2 білий пішак | e8 білий король · g8 біла тура · d6 чорний пішак · e5 чорний пішак · f5 білий слон · c4 білий ферзь · e4 чорний ферзь · f4 чорний король · g4 білий пішак · h4 білий пішак · a3 чорний слон · d3 білий пішак · f3 чорний слон · h3 біла тура · d2 білий пішак | 8 |
| 7 | e8 білий король · g8 біла тура · d6 чорний пішак · e5 чорний пішак · f5 білий слон · c4 білий ферзь · e4 чорний ферзь · f4 чорний король · g4 білий пішак · h4 білий пішак · a3 чорний слон · d3 білий пішак · f3 чорний слон · h3 біла тура · d2 білий пішак | e8 білий король · g8 біла тура · d6 чорний пішак · e5 чорний пішак · f5 білий слон · c4 білий ферзь · e4 чорний ферзь · f4 чорний король · g4 білий пішак · h4 білий пішак · a3 чорний слон · d3 білий пішак · f3 чорний слон · h3 біла тура · d2 білий пішак | e8 білий король · g8 біла тура · d6 чорний пішак · e5 чорний пішак · f5 білий слон · c4 білий ферзь · e4 чорний ферзь · f4 чорний король · g4 білий пішак · h4 білий пішак · a3 чорний слон · d3 білий пішак · f3 чорний слон · h3 біла тура · d2 білий пішак | e8 білий король · g8 біла тура · d6 чорний пішак · e5 чорний пішак · f5 білий слон · c4 білий ферзь · e4 чорний ферзь · f4 чорний король · g4 білий пішак · h4 білий пішак · a3 чорний слон · d3 білий пішак · f3 чорний слон · h3 біла тура · d2 білий пішак | e8 білий король · g8 біла тура · d6 чорний пішак · e5 чорний пішак · f5 білий слон · c4 білий ферзь · e4 чорний ферзь · f4 чорний король · g4 білий пішак · h4 білий пішак · a3 чорний слон · d3 білий пішак · f3 чорний слон · h3 біла тура · d2 білий пішак | e8 білий король · g8 біла тура · d6 чорний пішак · e5 чорний пішак · f5 білий слон · c4 білий ферзь · e4 чорний ферзь · f4 чорний король · g4 білий пішак · h4 білий пішак · a3 чорний слон · d3 білий пішак · f3 чорний слон · h3 біла тура · d2 білий пішак | e8 білий король · g8 біла тура · d6 чорний пішак · e5 чорний пішак · f5 білий слон · c4 білий ферзь · e4 чорний ферзь · f4 чорний король · g4 білий пішак · h4 білий пішак · a3 чорний слон · d3 білий пішак · f3 чорний слон · h3 біла тура · d2 білий пішак | e8 білий король · g8 біла тура · d6 чорний пішак · e5 чорний пішак · f5 білий слон · c4 білий ферзь · e4 чорний ферзь · f4 чорний король · g4 білий пішак · h4 білий пішак · a3 чорний слон · d3 білий пішак · f3 чорний слон · h3 біла тура · d2 білий пішак | 7 |
| 6 | e8 білий король · g8 біла тура · d6 чорний пішак · e5 чорний пішак · f5 білий слон · c4 білий ферзь · e4 чорний ферзь · f4 чорний король · g4 білий пішак · h4 білий пішак · a3 чорний слон · d3 білий пішак · f3 чорний слон · h3 біла тура · d2 білий пішак | e8 білий король · g8 біла тура · d6 чорний пішак · e5 чорний пішак · f5 білий слон · c4 білий ферзь · e4 чорний ферзь · f4 чорний король · g4 білий пішак · h4 білий пішак · a3 чорний слон · d3 білий пішак · f3 чорний слон · h3 біла тура · d2 білий пішак | e8 білий король · g8 біла тура · d6 чорний пішак · e5 чорний пішак · f5 білий слон · c4 білий ферзь · e4 чорний ферзь · f4 чорний король · g4 білий пішак · h4 білий пішак · a3 чорний слон · d3 білий пішак · f3 чорний слон · h3 біла тура · d2 білий пішак | e8 білий король · g8 біла тура · d6 чорний пішак · e5 чорний пішак · f5 білий слон · c4 білий ферзь · e4 чорний ферзь · f4 чорний король · g4 білий пішак · h4 білий пішак · a3 чорний слон · d3 білий пішак · f3 чорний слон · h3 біла тура · d2 білий пішак | e8 білий король · g8 біла тура · d6 чорний пішак · e5 чорний пішак · f5 білий слон · c4 білий ферзь · e4 чорний ферзь · f4 чорний король · g4 білий пішак · h4 білий пішак · a3 чорний слон · d3 білий пішак · f3 чорний слон · h3 біла тура · d2 білий пішак | e8 білий король · g8 біла тура · d6 чорний пішак · e5 чорний пішак · f5 білий слон · c4 білий ферзь · e4 чорний ферзь · f4 чорний король · g4 білий пішак · h4 білий пішак · a3 чорний слон · d3 білий пішак · f3 чорний слон · h3 біла тура · d2 білий пішак | e8 білий король · g8 біла тура · d6 чорний пішак · e5 чорний пішак · f5 білий слон · c4 білий ферзь · e4 чорний ферзь · f4 чорний король · g4 білий пішак · h4 білий пішак · a3 чорний слон · d3 білий пішак · f3 чорний слон · h3 біла тура · d2 білий пішак | e8 білий король · g8 біла тура · d6 чорний пішак · e5 чорний пішак · f5 білий слон · c4 білий ферзь · e4 чорний ферзь · f4 чорний король · g4 білий пішак · h4 білий пішак · a3 чорний слон · d3 білий пішак · f3 чорний слон · h3 біла тура · d2 білий пішак | 6 |
| 5 | e8 білий король · g8 біла тура · d6 чорний пішак · e5 чорний пішак · f5 білий слон · c4 білий ферзь · e4 чорний ферзь · f4 чорний король · g4 білий пішак · h4 білий пішак · a3 чорний слон · d3 білий пішак · f3 чорний слон · h3 біла тура · d2 білий пішак | e8 білий король · g8 біла тура · d6 чорний пішак · e5 чорний пішак · f5 білий слон · c4 білий ферзь · e4 чорний ферзь · f4 чорний король · g4 білий пішак · h4 білий пішак · a3 чорний слон · d3 білий пішак · f3 чорний слон · h3 біла тура · d2 білий пішак | e8 білий король · g8 біла тура · d6 чорний пішак · e5 чорний пішак · f5 білий слон · c4 білий ферзь · e4 чорний ферзь · f4 чорний король · g4 білий пішак · h4 білий пішак · a3 чорний слон · d3 білий пішак · f3 чорний слон · h3 біла тура · d2 білий пішак | e8 білий король · g8 біла тура · d6 чорний пішак · e5 чорний пішак · f5 білий слон · c4 білий ферзь · e4 чорний ферзь · f4 чорний король · g4 білий пішак · h4 білий пішак · a3 чорний слон · d3 білий пішак · f3 чорний слон · h3 біла тура · d2 білий пішак | e8 білий король · g8 біла тура · d6 чорний пішак · e5 чорний пішак · f5 білий слон · c4 білий ферзь · e4 чорний ферзь · f4 чорний король · g4 білий пішак · h4 білий пішак · a3 чорний слон · d3 білий пішак · f3 чорний слон · h3 біла тура · d2 білий пішак | e8 білий король · g8 біла тура · d6 чорний пішак · e5 чорний пішак · f5 білий слон · c4 білий ферзь · e4 чорний ферзь · f4 чорний король · g4 білий пішак · h4 білий пішак · a3 чорний слон · d3 білий пішак · f3 чорний слон · h3 біла тура · d2 білий пішак | e8 білий король · g8 біла тура · d6 чорний пішак · e5 чорний пішак · f5 білий слон · c4 білий ферзь · e4 чорний ферзь · f4 чорний король · g4 білий пішак · h4 білий пішак · a3 чорний слон · d3 білий пішак · f3 чорний слон · h3 біла тура · d2 білий пішак | e8 білий король · g8 біла тура · d6 чорний пішак · e5 чорний пішак · f5 білий слон · c4 білий ферзь · e4 чорний ферзь · f4 чорний король · g4 білий пішак · h4 білий пішак · a3 чорний слон · d3 білий пішак · f3 чорний слон · h3 біла тура · d2 білий пішак | 5 |
| 4 | e8 білий король · g8 біла тура · d6 чорний пішак · e5 чорний пішак · f5 білий слон · c4 білий ферзь · e4 чорний ферзь · f4 чорний король · g4 білий пішак · h4 білий пішак · a3 чорний слон · d3 білий пішак · f3 чорний слон · h3 біла тура · d2 білий пішак | e8 білий король · g8 біла тура · d6 чорний пішак · e5 чорний пішак · f5 білий слон · c4 білий ферзь · e4 чорний ферзь · f4 чорний король · g4 білий пішак · h4 білий пішак · a3 чорний слон · d3 білий пішак · f3 чорний слон · h3 біла тура · d2 білий пішак | e8 білий король · g8 біла тура · d6 чорний пішак · e5 чорний пішак · f5 білий слон · c4 білий ферзь · e4 чорний ферзь · f4 чорний король · g4 білий пішак · h4 білий пішак · a3 чорний слон · d3 білий пішак · f3 чорний слон · h3 біла тура · d2 білий пішак | e8 білий король · g8 біла тура · d6 чорний пішак · e5 чорний пішак · f5 білий слон · c4 білий ферзь · e4 чорний ферзь · f4 чорний король · g4 білий пішак · h4 білий пішак · a3 чорний слон · d3 білий пішак · f3 чорний слон · h3 біла тура · d2 білий пішак | e8 білий король · g8 біла тура · d6 чорний пішак · e5 чорний пішак · f5 білий слон · c4 білий ферзь · e4 чорний ферзь · f4 чорний король · g4 білий пішак · h4 білий пішак · a3 чорний слон · d3 білий пішак · f3 чорний слон · h3 біла тура · d2 білий пішак | e8 білий король · g8 біла тура · d6 чорний пішак · e5 чорний пішак · f5 білий слон · c4 білий ферзь · e4 чорний ферзь · f4 чорний король · g4 білий пішак · h4 білий пішак · a3 чорний слон · d3 білий пішак · f3 чорний слон · h3 біла тура · d2 білий пішак | e8 білий король · g8 біла тура · d6 чорний пішак · e5 чорний пішак · f5 білий слон · c4 білий ферзь · e4 чорний ферзь · f4 чорний король · g4 білий пішак · h4 білий пішак · a3 чорний слон · d3 білий пішак · f3 чорний слон · h3 біла тура · d2 білий пішак | e8 білий король · g8 біла тура · d6 чорний пішак · e5 чорний пішак · f5 білий слон · c4 білий ферзь · e4 чорний ферзь · f4 чорний король · g4 білий пішак · h4 білий пішак · a3 чорний слон · d3 білий пішак · f3 чорний слон · h3 біла тура · d2 білий пішак | 4 |
| 3 | e8 білий король · g8 біла тура · d6 чорний пішак · e5 чорний пішак · f5 білий слон · c4 білий ферзь · e4 чорний ферзь · f4 чорний король · g4 білий пішак · h4 білий пішак · a3 чорний слон · d3 білий пішак · f3 чорний слон · h3 біла тура · d2 білий пішак | e8 білий король · g8 біла тура · d6 чорний пішак · e5 чорний пішак · f5 білий слон · c4 білий ферзь · e4 чорний ферзь · f4 чорний король · g4 білий пішак · h4 білий пішак · a3 чорний слон · d3 білий пішак · f3 чорний слон · h3 біла тура · d2 білий пішак | e8 білий король · g8 біла тура · d6 чорний пішак · e5 чорний пішак · f5 білий слон · c4 білий ферзь · e4 чорний ферзь · f4 чорний король · g4 білий пішак · h4 білий пішак · a3 чорний слон · d3 білий пішак · f3 чорний слон · h3 біла тура · d2 білий пішак | e8 білий король · g8 біла тура · d6 чорний пішак · e5 чорний пішак · f5 білий слон · c4 білий ферзь · e4 чорний ферзь · f4 чорний король · g4 білий пішак · h4 білий пішак · a3 чорний слон · d3 білий пішак · f3 чорний слон · h3 біла тура · d2 білий пішак | e8 білий король · g8 біла тура · d6 чорний пішак · e5 чорний пішак · f5 білий слон · c4 білий ферзь · e4 чорний ферзь · f4 чорний король · g4 білий пішак · h4 білий пішак · a3 чорний слон · d3 білий пішак · f3 чорний слон · h3 біла тура · d2 білий пішак | e8 білий король · g8 біла тура · d6 чорний пішак · e5 чорний пішак · f5 білий слон · c4 білий ферзь · e4 чорний ферзь · f4 чорний король · g4 білий пішак · h4 білий пішак · a3 чорний слон · d3 білий пішак · f3 чорний слон · h3 біла тура · d2 білий пішак | e8 білий король · g8 біла тура · d6 чорний пішак · e5 чорний пішак · f5 білий слон · c4 білий ферзь · e4 чорний ферзь · f4 чорний король · g4 білий пішак · h4 білий пішак · a3 чорний слон · d3 білий пішак · f3 чорний слон · h3 біла тура · d2 білий пішак | e8 білий король · g8 біла тура · d6 чорний пішак · e5 чорний пішак · f5 білий слон · c4 білий ферзь · e4 чорний ферзь · f4 чорний король · g4 білий пішак · h4 білий пішак · a3 чорний слон · d3 білий пішак · f3 чорний слон · h3 біла тура · d2 білий пішак | 3 |
| 2 | e8 білий король · g8 біла тура · d6 чорний пішак · e5 чорний пішак · f5 білий слон · c4 білий ферзь · e4 чорний ферзь · f4 чорний король · g4 білий пішак · h4 білий пішак · a3 чорний слон · d3 білий пішак · f3 чорний слон · h3 біла тура · d2 білий пішак | e8 білий король · g8 біла тура · d6 чорний пішак · e5 чорний пішак · f5 білий слон · c4 білий ферзь · e4 чорний ферзь · f4 чорний король · g4 білий пішак · h4 білий пішак · a3 чорний слон · d3 білий пішак · f3 чорний слон · h3 біла тура · d2 білий пішак | e8 білий король · g8 біла тура · d6 чорний пішак · e5 чорний пішак · f5 білий слон · c4 білий ферзь · e4 чорний ферзь · f4 чорний король · g4 білий пішак · h4 білий пішак · a3 чорний слон · d3 білий пішак · f3 чорний слон · h3 біла тура · d2 білий пішак | e8 білий король · g8 біла тура · d6 чорний пішак · e5 чорний пішак · f5 білий слон · c4 білий ферзь · e4 чорний ферзь · f4 чорний король · g4 білий пішак · h4 білий пішак · a3 чорний слон · d3 білий пішак · f3 чорний слон · h3 біла тура · d2 білий пішак | e8 білий король · g8 біла тура · d6 чорний пішак · e5 чорний пішак · f5 білий слон · c4 білий ферзь · e4 чорний ферзь · f4 чорний король · g4 білий пішак · h4 білий пішак · a3 чорний слон · d3 білий пішак · f3 чорний слон · h3 біла тура · d2 білий пішак | e8 білий король · g8 біла тура · d6 чорний пішак · e5 чорний пішак · f5 білий слон · c4 білий ферзь · e4 чорний ферзь · f4 чорний король · g4 білий пішак · h4 білий пішак · a3 чорний слон · d3 білий пішак · f3 чорний слон · h3 біла тура · d2 білий пішак | e8 білий король · g8 біла тура · d6 чорний пішак · e5 чорний пішак · f5 білий слон · c4 білий ферзь · e4 чорний ферзь · f4 чорний король · g4 білий пішак · h4 білий пішак · a3 чорний слон · d3 білий пішак · f3 чорний слон · h3 біла тура · d2 білий пішак | e8 білий король · g8 біла тура · d6 чорний пішак · e5 чорний пішак · f5 білий слон · c4 білий ферзь · e4 чорний ферзь · f4 чорний король · g4 білий пішак · h4 білий пішак · a3 чорний слон · d3 білий пішак · f3 чорний слон · h3 біла тура · d2 білий пішак | 2 |
| 1 | e8 білий король · g8 біла тура · d6 чорний пішак · e5 чорний пішак · f5 білий слон · c4 білий ферзь · e4 чорний ферзь · f4 чорний король · g4 білий пішак · h4 білий пішак · a3 чорний слон · d3 білий пішак · f3 чорний слон · h3 біла тура · d2 білий пішак | e8 білий король · g8 біла тура · d6 чорний пішак · e5 чорний пішак · f5 білий слон · c4 білий ферзь · e4 чорний ферзь · f4 чорний король · g4 білий пішак · h4 білий пішак · a3 чорний слон · d3 білий пішак · f3 чорний слон · h3 біла тура · d2 білий пішак | e8 білий король · g8 біла тура · d6 чорний пішак · e5 чорний пішак · f5 білий слон · c4 білий ферзь · e4 чорний ферзь · f4 чорний король · g4 білий пішак · h4 білий пішак · a3 чорний слон · d3 білий пішак · f3 чорний слон · h3 біла тура · d2 білий пішак | e8 білий король · g8 біла тура · d6 чорний пішак · e5 чорний пішак · f5 білий слон · c4 білий ферзь · e4 чорний ферзь · f4 чорний король · g4 білий пішак · h4 білий пішак · a3 чорний слон · d3 білий пішак · f3 чорний слон · h3 біла тура · d2 білий пішак | e8 білий король · g8 біла тура · d6 чорний пішак · e5 чорний пішак · f5 білий слон · c4 білий ферзь · e4 чорний ферзь · f4 чорний король · g4 білий пішак · h4 білий пішак · a3 чорний слон · d3 білий пішак · f3 чорний слон · h3 біла тура · d2 білий пішак | e8 білий король · g8 біла тура · d6 чорний пішак · e5 чорний пішак · f5 білий слон · c4 білий ферзь · e4 чорний ферзь · f4 чорний король · g4 білий пішак · h4 білий пішак · a3 чорний слон · d3 білий пішак · f3 чорний слон · h3 біла тура · d2 білий пішак | e8 білий король · g8 біла тура · d6 чорний пішак · e5 чорний пішак · f5 білий слон · c4 білий ферзь · e4 чорний ферзь · f4 чорний король · g4 білий пішак · h4 білий пішак · a3 чорний слон · d3 білий пішак · f3 чорний слон · h3 біла тура · d2 білий пішак | e8 білий король · g8 біла тура · d6 чорний пішак · e5 чорний пішак · f5 білий слон · c4 білий ферзь · e4 чорний ферзь · f4 чорний король · g4 білий пішак · h4 білий пішак · a3 чорний слон · d3 білий пішак · f3 чорний слон · h3 біла тура · d2 білий пішак | 1 |
|   | a | b | c | d | e | f | g | h |   |

1. Tf8? ~ 2. Lc8, Ld7, Le6#, 1. ... d5!
1. Le6?  ~ 2. Tf8#, 1. ... d5!
1. Df7! ~ 2. L:e4#
1. ... Da8+   2. Lc8#
1. ... Da4+   2. Ld7#
1. ... Dc4    2. Le6#
- — - — - — -
1. ... D:d3   2. L:d3#
1. ... L:g4   2. T:g4#
1. ... D:f5   2. D:f5#
|   | a | b | c | d | e | f | g | h |   |
| 8 | c8 біла тура · h8 білий слон · c6 білий ферзь · g6 білий король · b5 білий пішак · a3 білий пішак · a2 чорна тура · b2 чорний пішак · c2 білий слон · d2 білий пішак · e2 білий пішак · f2 білий пішак · b1 білий кінь · c1 чорний король · d1 білий кінь · f1 чорний слон | c8 біла тура · h8 білий слон · c6 білий ферзь · g6 білий король · b5 білий пішак · a3 білий пішак · a2 чорна тура · b2 чорний пішак · c2 білий слон · d2 білий пішак · e2 білий пішак · f2 білий пішак · b1 білий кінь · c1 чорний король · d1 білий кінь · f1 чорний слон | c8 біла тура · h8 білий слон · c6 білий ферзь · g6 білий король · b5 білий пішак · a3 білий пішак · a2 чорна тура · b2 чорний пішак · c2 білий слон · d2 білий пішак · e2 білий пішак · f2 білий пішак · b1 білий кінь · c1 чорний король · d1 білий кінь · f1 чорний слон | c8 біла тура · h8 білий слон · c6 білий ферзь · g6 білий король · b5 білий пішак · a3 білий пішак · a2 чорна тура · b2 чорний пішак · c2 білий слон · d2 білий пішак · e2 білий пішак · f2 білий пішак · b1 білий кінь · c1 чорний король · d1 білий кінь · f1 чорний слон | c8 біла тура · h8 білий слон · c6 білий ферзь · g6 білий король · b5 білий пішак · a3 білий пішак · a2 чорна тура · b2 чорний пішак · c2 білий слон · d2 білий пішак · e2 білий пішак · f2 білий пішак · b1 білий кінь · c1 чорний король · d1 білий кінь · f1 чорний слон | c8 біла тура · h8 білий слон · c6 білий ферзь · g6 білий король · b5 білий пішак · a3 білий пішак · a2 чорна тура · b2 чорний пішак · c2 білий слон · d2 білий пішак · e2 білий пішак · f2 білий пішак · b1 білий кінь · c1 чорний король · d1 білий кінь · f1 чорний слон | c8 біла тура · h8 білий слон · c6 білий ферзь · g6 білий король · b5 білий пішак · a3 білий пішак · a2 чорна тура · b2 чорний пішак · c2 білий слон · d2 білий пішак · e2 білий пішак · f2 білий пішак · b1 білий кінь · c1 чорний король · d1 білий кінь · f1 чорний слон | c8 біла тура · h8 білий слон · c6 білий ферзь · g6 білий король · b5 білий пішак · a3 білий пішак · a2 чорна тура · b2 чорний пішак · c2 білий слон · d2 білий пішак · e2 білий пішак · f2 білий пішак · b1 білий кінь · c1 чорний король · d1 білий кінь · f1 чорний слон | 8 |
| 7 | c8 біла тура · h8 білий слон · c6 білий ферзь · g6 білий король · b5 білий пішак · a3 білий пішак · a2 чорна тура · b2 чорний пішак · c2 білий слон · d2 білий пішак · e2 білий пішак · f2 білий пішак · b1 білий кінь · c1 чорний король · d1 білий кінь · f1 чорний слон | c8 біла тура · h8 білий слон · c6 білий ферзь · g6 білий король · b5 білий пішак · a3 білий пішак · a2 чорна тура · b2 чорний пішак · c2 білий слон · d2 білий пішак · e2 білий пішак · f2 білий пішак · b1 білий кінь · c1 чорний король · d1 білий кінь · f1 чорний слон | c8 біла тура · h8 білий слон · c6 білий ферзь · g6 білий король · b5 білий пішак · a3 білий пішак · a2 чорна тура · b2 чорний пішак · c2 білий слон · d2 білий пішак · e2 білий пішак · f2 білий пішак · b1 білий кінь · c1 чорний король · d1 білий кінь · f1 чорний слон | c8 біла тура · h8 білий слон · c6 білий ферзь · g6 білий король · b5 білий пішак · a3 білий пішак · a2 чорна тура · b2 чорний пішак · c2 білий слон · d2 білий пішак · e2 білий пішак · f2 білий пішак · b1 білий кінь · c1 чорний король · d1 білий кінь · f1 чорний слон | c8 біла тура · h8 білий слон · c6 білий ферзь · g6 білий король · b5 білий пішак · a3 білий пішак · a2 чорна тура · b2 чорний пішак · c2 білий слон · d2 білий пішак · e2 білий пішак · f2 білий пішак · b1 білий кінь · c1 чорний король · d1 білий кінь · f1 чорний слон | c8 біла тура · h8 білий слон · c6 білий ферзь · g6 білий король · b5 білий пішак · a3 білий пішак · a2 чорна тура · b2 чорний пішак · c2 білий слон · d2 білий пішак · e2 білий пішак · f2 білий пішак · b1 білий кінь · c1 чорний король · d1 білий кінь · f1 чорний слон | c8 біла тура · h8 білий слон · c6 білий ферзь · g6 білий король · b5 білий пішак · a3 білий пішак · a2 чорна тура · b2 чорний пішак · c2 білий слон · d2 білий пішак · e2 білий пішак · f2 білий пішак · b1 білий кінь · c1 чорний король · d1 білий кінь · f1 чорний слон | c8 біла тура · h8 білий слон · c6 білий ферзь · g6 білий король · b5 білий пішак · a3 білий пішак · a2 чорна тура · b2 чорний пішак · c2 білий слон · d2 білий пішак · e2 білий пішак · f2 білий пішак · b1 білий кінь · c1 чорний король · d1 білий кінь · f1 чорний слон | 7 |
| 6 | c8 біла тура · h8 білий слон · c6 білий ферзь · g6 білий король · b5 білий пішак · a3 білий пішак · a2 чорна тура · b2 чорний пішак · c2 білий слон · d2 білий пішак · e2 білий пішак · f2 білий пішак · b1 білий кінь · c1 чорний король · d1 білий кінь · f1 чорний слон | c8 біла тура · h8 білий слон · c6 білий ферзь · g6 білий король · b5 білий пішак · a3 білий пішак · a2 чорна тура · b2 чорний пішак · c2 білий слон · d2 білий пішак · e2 білий пішак · f2 білий пішак · b1 білий кінь · c1 чорний король · d1 білий кінь · f1 чорний слон | c8 біла тура · h8 білий слон · c6 білий ферзь · g6 білий король · b5 білий пішак · a3 білий пішак · a2 чорна тура · b2 чорний пішак · c2 білий слон · d2 білий пішак · e2 білий пішак · f2 білий пішак · b1 білий кінь · c1 чорний король · d1 білий кінь · f1 чорний слон | c8 біла тура · h8 білий слон · c6 білий ферзь · g6 білий король · b5 білий пішак · a3 білий пішак · a2 чорна тура · b2 чорний пішак · c2 білий слон · d2 білий пішак · e2 білий пішак · f2 білий пішак · b1 білий кінь · c1 чорний король · d1 білий кінь · f1 чорний слон | c8 біла тура · h8 білий слон · c6 білий ферзь · g6 білий король · b5 білий пішак · a3 білий пішак · a2 чорна тура · b2 чорний пішак · c2 білий слон · d2 білий пішак · e2 білий пішак · f2 білий пішак · b1 білий кінь · c1 чорний король · d1 білий кінь · f1 чорний слон | c8 біла тура · h8 білий слон · c6 білий ферзь · g6 білий король · b5 білий пішак · a3 білий пішак · a2 чорна тура · b2 чорний пішак · c2 білий слон · d2 білий пішак · e2 білий пішак · f2 білий пішак · b1 білий кінь · c1 чорний король · d1 білий кінь · f1 чорний слон | c8 біла тура · h8 білий слон · c6 білий ферзь · g6 білий король · b5 білий пішак · a3 білий пішак · a2 чорна тура · b2 чорний пішак · c2 білий слон · d2 білий пішак · e2 білий пішак · f2 білий пішак · b1 білий кінь · c1 чорний король · d1 білий кінь · f1 чорний слон | c8 біла тура · h8 білий слон · c6 білий ферзь · g6 білий король · b5 білий пішак · a3 білий пішак · a2 чорна тура · b2 чорний пішак · c2 білий слон · d2 білий пішак · e2 білий пішак · f2 білий пішак · b1 білий кінь · c1 чорний король · d1 білий кінь · f1 чорний слон | 6 |
| 5 | c8 біла тура · h8 білий слон · c6 білий ферзь · g6 білий король · b5 білий пішак · a3 білий пішак · a2 чорна тура · b2 чорний пішак · c2 білий слон · d2 білий пішак · e2 білий пішак · f2 білий пішак · b1 білий кінь · c1 чорний король · d1 білий кінь · f1 чорний слон | c8 біла тура · h8 білий слон · c6 білий ферзь · g6 білий король · b5 білий пішак · a3 білий пішак · a2 чорна тура · b2 чорний пішак · c2 білий слон · d2 білий пішак · e2 білий пішак · f2 білий пішак · b1 білий кінь · c1 чорний король · d1 білий кінь · f1 чорний слон | c8 біла тура · h8 білий слон · c6 білий ферзь · g6 білий король · b5 білий пішак · a3 білий пішак · a2 чорна тура · b2 чорний пішак · c2 білий слон · d2 білий пішак · e2 білий пішак · f2 білий пішак · b1 білий кінь · c1 чорний король · d1 білий кінь · f1 чорний слон | c8 біла тура · h8 білий слон · c6 білий ферзь · g6 білий король · b5 білий пішак · a3 білий пішак · a2 чорна тура · b2 чорний пішак · c2 білий слон · d2 білий пішак · e2 білий пішак · f2 білий пішак · b1 білий кінь · c1 чорний король · d1 білий кінь · f1 чорний слон | c8 біла тура · h8 білий слон · c6 білий ферзь · g6 білий король · b5 білий пішак · a3 білий пішак · a2 чорна тура · b2 чорний пішак · c2 білий слон · d2 білий пішак · e2 білий пішак · f2 білий пішак · b1 білий кінь · c1 чорний король · d1 білий кінь · f1 чорний слон | c8 біла тура · h8 білий слон · c6 білий ферзь · g6 білий король · b5 білий пішак · a3 білий пішак · a2 чорна тура · b2 чорний пішак · c2 білий слон · d2 білий пішак · e2 білий пішак · f2 білий пішак · b1 білий кінь · c1 чорний король · d1 білий кінь · f1 чорний слон | c8 біла тура · h8 білий слон · c6 білий ферзь · g6 білий король · b5 білий пішак · a3 білий пішак · a2 чорна тура · b2 чорний пішак · c2 білий слон · d2 білий пішак · e2 білий пішак · f2 білий пішак · b1 білий кінь · c1 чорний король · d1 білий кінь · f1 чорний слон | c8 біла тура · h8 білий слон · c6 білий ферзь · g6 білий король · b5 білий пішак · a3 білий пішак · a2 чорна тура · b2 чорний пішак · c2 білий слон · d2 білий пішак · e2 білий пішак · f2 білий пішак · b1 білий кінь · c1 чорний король · d1 білий кінь · f1 чорний слон | 5 |
| 4 | c8 біла тура · h8 білий слон · c6 білий ферзь · g6 білий король · b5 білий пішак · a3 білий пішак · a2 чорна тура · b2 чорний пішак · c2 білий слон · d2 білий пішак · e2 білий пішак · f2 білий пішак · b1 білий кінь · c1 чорний король · d1 білий кінь · f1 чорний слон | c8 біла тура · h8 білий слон · c6 білий ферзь · g6 білий король · b5 білий пішак · a3 білий пішак · a2 чорна тура · b2 чорний пішак · c2 білий слон · d2 білий пішак · e2 білий пішак · f2 білий пішак · b1 білий кінь · c1 чорний король · d1 білий кінь · f1 чорний слон | c8 біла тура · h8 білий слон · c6 білий ферзь · g6 білий король · b5 білий пішак · a3 білий пішак · a2 чорна тура · b2 чорний пішак · c2 білий слон · d2 білий пішак · e2 білий пішак · f2 білий пішак · b1 білий кінь · c1 чорний король · d1 білий кінь · f1 чорний слон | c8 біла тура · h8 білий слон · c6 білий ферзь · g6 білий король · b5 білий пішак · a3 білий пішак · a2 чорна тура · b2 чорний пішак · c2 білий слон · d2 білий пішак · e2 білий пішак · f2 білий пішак · b1 білий кінь · c1 чорний король · d1 білий кінь · f1 чорний слон | c8 біла тура · h8 білий слон · c6 білий ферзь · g6 білий король · b5 білий пішак · a3 білий пішак · a2 чорна тура · b2 чорний пішак · c2 білий слон · d2 білий пішак · e2 білий пішак · f2 білий пішак · b1 білий кінь · c1 чорний король · d1 білий кінь · f1 чорний слон | c8 біла тура · h8 білий слон · c6 білий ферзь · g6 білий король · b5 білий пішак · a3 білий пішак · a2 чорна тура · b2 чорний пішак · c2 білий слон · d2 білий пішак · e2 білий пішак · f2 білий пішак · b1 білий кінь · c1 чорний король · d1 білий кінь · f1 чорний слон | c8 біла тура · h8 білий слон · c6 білий ферзь · g6 білий король · b5 білий пішак · a3 білий пішак · a2 чорна тура · b2 чорний пішак · c2 білий слон · d2 білий пішак · e2 білий пішак · f2 білий пішак · b1 білий кінь · c1 чорний король · d1 білий кінь · f1 чорний слон | c8 біла тура · h8 білий слон · c6 білий ферзь · g6 білий король · b5 білий пішак · a3 білий пішак · a2 чорна тура · b2 чорний пішак · c2 білий слон · d2 білий пішак · e2 білий пішак · f2 білий пішак · b1 білий кінь · c1 чорний король · d1 білий кінь · f1 чорний слон | 4 |
| 3 | c8 біла тура · h8 білий слон · c6 білий ферзь · g6 білий король · b5 білий пішак · a3 білий пішак · a2 чорна тура · b2 чорний пішак · c2 білий слон · d2 білий пішак · e2 білий пішак · f2 білий пішак · b1 білий кінь · c1 чорний король · d1 білий кінь · f1 чорний слон | c8 біла тура · h8 білий слон · c6 білий ферзь · g6 білий король · b5 білий пішак · a3 білий пішак · a2 чорна тура · b2 чорний пішак · c2 білий слон · d2 білий пішак · e2 білий пішак · f2 білий пішак · b1 білий кінь · c1 чорний король · d1 білий кінь · f1 чорний слон | c8 біла тура · h8 білий слон · c6 білий ферзь · g6 білий король · b5 білий пішак · a3 білий пішак · a2 чорна тура · b2 чорний пішак · c2 білий слон · d2 білий пішак · e2 білий пішак · f2 білий пішак · b1 білий кінь · c1 чорний король · d1 білий кінь · f1 чорний слон | c8 біла тура · h8 білий слон · c6 білий ферзь · g6 білий король · b5 білий пішак · a3 білий пішак · a2 чорна тура · b2 чорний пішак · c2 білий слон · d2 білий пішак · e2 білий пішак · f2 білий пішак · b1 білий кінь · c1 чорний король · d1 білий кінь · f1 чорний слон | c8 біла тура · h8 білий слон · c6 білий ферзь · g6 білий король · b5 білий пішак · a3 білий пішак · a2 чорна тура · b2 чорний пішак · c2 білий слон · d2 білий пішак · e2 білий пішак · f2 білий пішак · b1 білий кінь · c1 чорний король · d1 білий кінь · f1 чорний слон | c8 біла тура · h8 білий слон · c6 білий ферзь · g6 білий король · b5 білий пішак · a3 білий пішак · a2 чорна тура · b2 чорний пішак · c2 білий слон · d2 білий пішак · e2 білий пішак · f2 білий пішак · b1 білий кінь · c1 чорний король · d1 білий кінь · f1 чорний слон | c8 біла тура · h8 білий слон · c6 білий ферзь · g6 білий король · b5 білий пішак · a3 білий пішак · a2 чорна тура · b2 чорний пішак · c2 білий слон · d2 білий пішак · e2 білий пішак · f2 білий пішак · b1 білий кінь · c1 чорний король · d1 білий кінь · f1 чорний слон | c8 біла тура · h8 білий слон · c6 білий ферзь · g6 білий король · b5 білий пішак · a3 білий пішак · a2 чорна тура · b2 чорний пішак · c2 білий слон · d2 білий пішак · e2 білий пішак · f2 білий пішак · b1 білий кінь · c1 чорний король · d1 білий кінь · f1 чорний слон | 3 |
| 2 | c8 біла тура · h8 білий слон · c6 білий ферзь · g6 білий король · b5 білий пішак · a3 білий пішак · a2 чорна тура · b2 чорний пішак · c2 білий слон · d2 білий пішак · e2 білий пішак · f2 білий пішак · b1 білий кінь · c1 чорний король · d1 білий кінь · f1 чорний слон | c8 біла тура · h8 білий слон · c6 білий ферзь · g6 білий король · b5 білий пішак · a3 білий пішак · a2 чорна тура · b2 чорний пішак · c2 білий слон · d2 білий пішак · e2 білий пішак · f2 білий пішак · b1 білий кінь · c1 чорний король · d1 білий кінь · f1 чорний слон | c8 біла тура · h8 білий слон · c6 білий ферзь · g6 білий король · b5 білий пішак · a3 білий пішак · a2 чорна тура · b2 чорний пішак · c2 білий слон · d2 білий пішак · e2 білий пішак · f2 білий пішак · b1 білий кінь · c1 чорний король · d1 білий кінь · f1 чорний слон | c8 біла тура · h8 білий слон · c6 білий ферзь · g6 білий король · b5 білий пішак · a3 білий пішак · a2 чорна тура · b2 чорний пішак · c2 білий слон · d2 білий пішак · e2 білий пішак · f2 білий пішак · b1 білий кінь · c1 чорний король · d1 білий кінь · f1 чорний слон | c8 біла тура · h8 білий слон · c6 білий ферзь · g6 білий король · b5 білий пішак · a3 білий пішак · a2 чорна тура · b2 чорний пішак · c2 білий слон · d2 білий пішак · e2 білий пішак · f2 білий пішак · b1 білий кінь · c1 чорний король · d1 білий кінь · f1 чорний слон | c8 біла тура · h8 білий слон · c6 білий ферзь · g6 білий король · b5 білий пішак · a3 білий пішак · a2 чорна тура · b2 чорний пішак · c2 білий слон · d2 білий пішак · e2 білий пішак · f2 білий пішак · b1 білий кінь · c1 чорний король · d1 білий кінь · f1 чорний слон | c8 біла тура · h8 білий слон · c6 білий ферзь · g6 білий король · b5 білий пішак · a3 білий пішак · a2 чорна тура · b2 чорний пішак · c2 білий слон · d2 білий пішак · e2 білий пішак · f2 білий пішак · b1 білий кінь · c1 чорний король · d1 білий кінь · f1 чорний слон | c8 біла тура · h8 білий слон · c6 білий ферзь · g6 білий король · b5 білий пішак · a3 білий пішак · a2 чорна тура · b2 чорний пішак · c2 білий слон · d2 білий пішак · e2 білий пішак · f2 білий пішак · b1 білий кінь · c1 чорний король · d1 білий кінь · f1 чорний слон | 2 |
| 1 | c8 біла тура · h8 білий слон · c6 білий ферзь · g6 білий король · b5 білий пішак · a3 білий пішак · a2 чорна тура · b2 чорний пішак · c2 білий слон · d2 білий пішак · e2 білий пішак · f2 білий пішак · b1 білий кінь · c1 чорний король · d1 білий кінь · f1 чорний слон | c8 біла тура · h8 білий слон · c6 білий ферзь · g6 білий король · b5 білий пішак · a3 білий пішак · a2 чорна тура · b2 чорний пішак · c2 білий слон · d2 білий пішак · e2 білий пішак · f2 білий пішак · b1 білий кінь · c1 чорний король · d1 білий кінь · f1 чорний слон | c8 біла тура · h8 білий слон · c6 білий ферзь · g6 білий король · b5 білий пішак · a3 білий пішак · a2 чорна тура · b2 чорний пішак · c2 білий слон · d2 білий пішак · e2 білий пішак · f2 білий пішак · b1 білий кінь · c1 чорний король · d1 білий кінь · f1 чорний слон | c8 біла тура · h8 білий слон · c6 білий ферзь · g6 білий король · b5 білий пішак · a3 білий пішак · a2 чорна тура · b2 чорний пішак · c2 білий слон · d2 білий пішак · e2 білий пішак · f2 білий пішак · b1 білий кінь · c1 чорний король · d1 білий кінь · f1 чорний слон | c8 біла тура · h8 білий слон · c6 білий ферзь · g6 білий король · b5 білий пішак · a3 білий пішак · a2 чорна тура · b2 чорний пішак · c2 білий слон · d2 білий пішак · e2 білий пішак · f2 білий пішак · b1 білий кінь · c1 чорний король · d1 білий кінь · f1 чорний слон | c8 біла тура · h8 білий слон · c6 білий ферзь · g6 білий король · b5 білий пішак · a3 білий пішак · a2 чорна тура · b2 чорний пішак · c2 білий слон · d2 білий пішак · e2 білий пішак · f2 білий пішак · b1 білий кінь · c1 чорний король · d1 білий кінь · f1 чорний слон | c8 біла тура · h8 білий слон · c6 білий ферзь · g6 білий король · b5 білий пішак · a3 білий пішак · a2 чорна тура · b2 чорний пішак · c2 білий слон · d2 білий пішак · e2 білий пішак · f2 білий пішак · b1 білий кінь · c1 чорний король · d1 білий кінь · f1 чорний слон | c8 біла тура · h8 білий слон · c6 білий ферзь · g6 білий король · b5 білий пішак · a3 білий пішак · a2 чорна тура · b2 чорний пішак · c2 білий слон · d2 білий пішак · e2 білий пішак · f2 білий пішак · b1 білий кінь · c1 чорний король · d1 білий кінь · f1 чорний слон | 1 |
|   | a | b | c | d | e | f | g | h |   |

1. Se3? ~ 2. Ld3, Le4, Lf5#, 1. ... T:a3!
1. Dh1! Zz
1. ... L:e2 2. Ld3#
1. ... Lg2 2. Le4#
1. ... Lh3 2. Lf5#
- — - — - — -
1. ... Ta~ 2. L:b2#
|   | a | b | c | d | e | f | g | h |   |
| 8 | b8 білий ферзь · h8 біла тура · f7 чорний пішак · d6 білий пішак · g6 чорна тура · h6 чорний пішак · g5 білий пішак · h5 чорний король · c4 білий король · g4 біла тура · h4 білий кінь · d1 білий слон | b8 білий ферзь · h8 біла тура · f7 чорний пішак · d6 білий пішак · g6 чорна тура · h6 чорний пішак · g5 білий пішак · h5 чорний король · c4 білий король · g4 біла тура · h4 білий кінь · d1 білий слон | b8 білий ферзь · h8 біла тура · f7 чорний пішак · d6 білий пішак · g6 чорна тура · h6 чорний пішак · g5 білий пішак · h5 чорний король · c4 білий король · g4 біла тура · h4 білий кінь · d1 білий слон | b8 білий ферзь · h8 біла тура · f7 чорний пішак · d6 білий пішак · g6 чорна тура · h6 чорний пішак · g5 білий пішак · h5 чорний король · c4 білий король · g4 біла тура · h4 білий кінь · d1 білий слон | b8 білий ферзь · h8 біла тура · f7 чорний пішак · d6 білий пішак · g6 чорна тура · h6 чорний пішак · g5 білий пішак · h5 чорний король · c4 білий король · g4 біла тура · h4 білий кінь · d1 білий слон | b8 білий ферзь · h8 біла тура · f7 чорний пішак · d6 білий пішак · g6 чорна тура · h6 чорний пішак · g5 білий пішак · h5 чорний король · c4 білий король · g4 біла тура · h4 білий кінь · d1 білий слон | b8 білий ферзь · h8 біла тура · f7 чорний пішак · d6 білий пішак · g6 чорна тура · h6 чорний пішак · g5 білий пішак · h5 чорний король · c4 білий король · g4 біла тура · h4 білий кінь · d1 білий слон | b8 білий ферзь · h8 біла тура · f7 чорний пішак · d6 білий пішак · g6 чорна тура · h6 чорний пішак · g5 білий пішак · h5 чорний король · c4 білий король · g4 біла тура · h4 білий кінь · d1 білий слон | 8 |
| 7 | b8 білий ферзь · h8 біла тура · f7 чорний пішак · d6 білий пішак · g6 чорна тура · h6 чорний пішак · g5 білий пішак · h5 чорний король · c4 білий король · g4 біла тура · h4 білий кінь · d1 білий слон | b8 білий ферзь · h8 біла тура · f7 чорний пішак · d6 білий пішак · g6 чорна тура · h6 чорний пішак · g5 білий пішак · h5 чорний король · c4 білий король · g4 біла тура · h4 білий кінь · d1 білий слон | b8 білий ферзь · h8 біла тура · f7 чорний пішак · d6 білий пішак · g6 чорна тура · h6 чорний пішак · g5 білий пішак · h5 чорний король · c4 білий король · g4 біла тура · h4 білий кінь · d1 білий слон | b8 білий ферзь · h8 біла тура · f7 чорний пішак · d6 білий пішак · g6 чорна тура · h6 чорний пішак · g5 білий пішак · h5 чорний король · c4 білий король · g4 біла тура · h4 білий кінь · d1 білий слон | b8 білий ферзь · h8 біла тура · f7 чорний пішак · d6 білий пішак · g6 чорна тура · h6 чорний пішак · g5 білий пішак · h5 чорний король · c4 білий король · g4 біла тура · h4 білий кінь · d1 білий слон | b8 білий ферзь · h8 біла тура · f7 чорний пішак · d6 білий пішак · g6 чорна тура · h6 чорний пішак · g5 білий пішак · h5 чорний король · c4 білий король · g4 біла тура · h4 білий кінь · d1 білий слон | b8 білий ферзь · h8 біла тура · f7 чорний пішак · d6 білий пішак · g6 чорна тура · h6 чорний пішак · g5 білий пішак · h5 чорний король · c4 білий король · g4 біла тура · h4 білий кінь · d1 білий слон | b8 білий ферзь · h8 біла тура · f7 чорний пішак · d6 білий пішак · g6 чорна тура · h6 чорний пішак · g5 білий пішак · h5 чорний король · c4 білий король · g4 біла тура · h4 білий кінь · d1 білий слон | 7 |
| 6 | b8 білий ферзь · h8 біла тура · f7 чорний пішак · d6 білий пішак · g6 чорна тура · h6 чорний пішак · g5 білий пішак · h5 чорний король · c4 білий король · g4 біла тура · h4 білий кінь · d1 білий слон | b8 білий ферзь · h8 біла тура · f7 чорний пішак · d6 білий пішак · g6 чорна тура · h6 чорний пішак · g5 білий пішак · h5 чорний король · c4 білий король · g4 біла тура · h4 білий кінь · d1 білий слон | b8 білий ферзь · h8 біла тура · f7 чорний пішак · d6 білий пішак · g6 чорна тура · h6 чорний пішак · g5 білий пішак · h5 чорний король · c4 білий король · g4 біла тура · h4 білий кінь · d1 білий слон | b8 білий ферзь · h8 біла тура · f7 чорний пішак · d6 білий пішак · g6 чорна тура · h6 чорний пішак · g5 білий пішак · h5 чорний король · c4 білий король · g4 біла тура · h4 білий кінь · d1 білий слон | b8 білий ферзь · h8 біла тура · f7 чорний пішак · d6 білий пішак · g6 чорна тура · h6 чорний пішак · g5 білий пішак · h5 чорний король · c4 білий король · g4 біла тура · h4 білий кінь · d1 білий слон | b8 білий ферзь · h8 біла тура · f7 чорний пішак · d6 білий пішак · g6 чорна тура · h6 чорний пішак · g5 білий пішак · h5 чорний король · c4 білий король · g4 біла тура · h4 білий кінь · d1 білий слон | b8 білий ферзь · h8 біла тура · f7 чорний пішак · d6 білий пішак · g6 чорна тура · h6 чорний пішак · g5 білий пішак · h5 чорний король · c4 білий король · g4 біла тура · h4 білий кінь · d1 білий слон | b8 білий ферзь · h8 біла тура · f7 чорний пішак · d6 білий пішак · g6 чорна тура · h6 чорний пішак · g5 білий пішак · h5 чорний король · c4 білий король · g4 біла тура · h4 білий кінь · d1 білий слон | 6 |
| 5 | b8 білий ферзь · h8 біла тура · f7 чорний пішак · d6 білий пішак · g6 чорна тура · h6 чорний пішак · g5 білий пішак · h5 чорний король · c4 білий король · g4 біла тура · h4 білий кінь · d1 білий слон | b8 білий ферзь · h8 біла тура · f7 чорний пішак · d6 білий пішак · g6 чорна тура · h6 чорний пішак · g5 білий пішак · h5 чорний король · c4 білий король · g4 біла тура · h4 білий кінь · d1 білий слон | b8 білий ферзь · h8 біла тура · f7 чорний пішак · d6 білий пішак · g6 чорна тура · h6 чорний пішак · g5 білий пішак · h5 чорний король · c4 білий король · g4 біла тура · h4 білий кінь · d1 білий слон | b8 білий ферзь · h8 біла тура · f7 чорний пішак · d6 білий пішак · g6 чорна тура · h6 чорний пішак · g5 білий пішак · h5 чорний король · c4 білий король · g4 біла тура · h4 білий кінь · d1 білий слон | b8 білий ферзь · h8 біла тура · f7 чорний пішак · d6 білий пішак · g6 чорна тура · h6 чорний пішак · g5 білий пішак · h5 чорний король · c4 білий король · g4 біла тура · h4 білий кінь · d1 білий слон | b8 білий ферзь · h8 біла тура · f7 чорний пішак · d6 білий пішак · g6 чорна тура · h6 чорний пішак · g5 білий пішак · h5 чорний король · c4 білий король · g4 біла тура · h4 білий кінь · d1 білий слон | b8 білий ферзь · h8 біла тура · f7 чорний пішак · d6 білий пішак · g6 чорна тура · h6 чорний пішак · g5 білий пішак · h5 чорний король · c4 білий король · g4 біла тура · h4 білий кінь · d1 білий слон | b8 білий ферзь · h8 біла тура · f7 чорний пішак · d6 білий пішак · g6 чорна тура · h6 чорний пішак · g5 білий пішак · h5 чорний король · c4 білий король · g4 біла тура · h4 білий кінь · d1 білий слон | 5 |
| 4 | b8 білий ферзь · h8 біла тура · f7 чорний пішак · d6 білий пішак · g6 чорна тура · h6 чорний пішак · g5 білий пішак · h5 чорний король · c4 білий король · g4 біла тура · h4 білий кінь · d1 білий слон | b8 білий ферзь · h8 біла тура · f7 чорний пішак · d6 білий пішак · g6 чорна тура · h6 чорний пішак · g5 білий пішак · h5 чорний король · c4 білий король · g4 біла тура · h4 білий кінь · d1 білий слон | b8 білий ферзь · h8 біла тура · f7 чорний пішак · d6 білий пішак · g6 чорна тура · h6 чорний пішак · g5 білий пішак · h5 чорний король · c4 білий король · g4 біла тура · h4 білий кінь · d1 білий слон | b8 білий ферзь · h8 біла тура · f7 чорний пішак · d6 білий пішак · g6 чорна тура · h6 чорний пішак · g5 білий пішак · h5 чорний король · c4 білий король · g4 біла тура · h4 білий кінь · d1 білий слон | b8 білий ферзь · h8 біла тура · f7 чорний пішак · d6 білий пішак · g6 чорна тура · h6 чорний пішак · g5 білий пішак · h5 чорний король · c4 білий король · g4 біла тура · h4 білий кінь · d1 білий слон | b8 білий ферзь · h8 біла тура · f7 чорний пішак · d6 білий пішак · g6 чорна тура · h6 чорний пішак · g5 білий пішак · h5 чорний король · c4 білий король · g4 біла тура · h4 білий кінь · d1 білий слон | b8 білий ферзь · h8 біла тура · f7 чорний пішак · d6 білий пішак · g6 чорна тура · h6 чорний пішак · g5 білий пішак · h5 чорний король · c4 білий король · g4 біла тура · h4 білий кінь · d1 білий слон | b8 білий ферзь · h8 біла тура · f7 чорний пішак · d6 білий пішак · g6 чорна тура · h6 чорний пішак · g5 білий пішак · h5 чорний король · c4 білий король · g4 біла тура · h4 білий кінь · d1 білий слон | 4 |
| 3 | b8 білий ферзь · h8 біла тура · f7 чорний пішак · d6 білий пішак · g6 чорна тура · h6 чорний пішак · g5 білий пішак · h5 чорний король · c4 білий король · g4 біла тура · h4 білий кінь · d1 білий слон | b8 білий ферзь · h8 біла тура · f7 чорний пішак · d6 білий пішак · g6 чорна тура · h6 чорний пішак · g5 білий пішак · h5 чорний король · c4 білий король · g4 біла тура · h4 білий кінь · d1 білий слон | b8 білий ферзь · h8 біла тура · f7 чорний пішак · d6 білий пішак · g6 чорна тура · h6 чорний пішак · g5 білий пішак · h5 чорний король · c4 білий король · g4 біла тура · h4 білий кінь · d1 білий слон | b8 білий ферзь · h8 біла тура · f7 чорний пішак · d6 білий пішак · g6 чорна тура · h6 чорний пішак · g5 білий пішак · h5 чорний король · c4 білий король · g4 біла тура · h4 білий кінь · d1 білий слон | b8 білий ферзь · h8 біла тура · f7 чорний пішак · d6 білий пішак · g6 чорна тура · h6 чорний пішак · g5 білий пішак · h5 чорний король · c4 білий король · g4 біла тура · h4 білий кінь · d1 білий слон | b8 білий ферзь · h8 біла тура · f7 чорний пішак · d6 білий пішак · g6 чорна тура · h6 чорний пішак · g5 білий пішак · h5 чорний король · c4 білий король · g4 біла тура · h4 білий кінь · d1 білий слон | b8 білий ферзь · h8 біла тура · f7 чорний пішак · d6 білий пішак · g6 чорна тура · h6 чорний пішак · g5 білий пішак · h5 чорний король · c4 білий король · g4 біла тура · h4 білий кінь · d1 білий слон | b8 білий ферзь · h8 біла тура · f7 чорний пішак · d6 білий пішак · g6 чорна тура · h6 чорний пішак · g5 білий пішак · h5 чорний король · c4 білий король · g4 біла тура · h4 білий кінь · d1 білий слон | 3 |
| 2 | b8 білий ферзь · h8 біла тура · f7 чорний пішак · d6 білий пішак · g6 чорна тура · h6 чорний пішак · g5 білий пішак · h5 чорний король · c4 білий король · g4 біла тура · h4 білий кінь · d1 білий слон | b8 білий ферзь · h8 біла тура · f7 чорний пішак · d6 білий пішак · g6 чорна тура · h6 чорний пішак · g5 білий пішак · h5 чорний король · c4 білий король · g4 біла тура · h4 білий кінь · d1 білий слон | b8 білий ферзь · h8 біла тура · f7 чорний пішак · d6 білий пішак · g6 чорна тура · h6 чорний пішак · g5 білий пішак · h5 чорний король · c4 білий король · g4 біла тура · h4 білий кінь · d1 білий слон | b8 білий ферзь · h8 біла тура · f7 чорний пішак · d6 білий пішак · g6 чорна тура · h6 чорний пішак · g5 білий пішак · h5 чорний король · c4 білий король · g4 біла тура · h4 білий кінь · d1 білий слон | b8 білий ферзь · h8 біла тура · f7 чорний пішак · d6 білий пішак · g6 чорна тура · h6 чорний пішак · g5 білий пішак · h5 чорний король · c4 білий король · g4 біла тура · h4 білий кінь · d1 білий слон | b8 білий ферзь · h8 біла тура · f7 чорний пішак · d6 білий пішак · g6 чорна тура · h6 чорний пішак · g5 білий пішак · h5 чорний король · c4 білий король · g4 біла тура · h4 білий кінь · d1 білий слон | b8 білий ферзь · h8 біла тура · f7 чорний пішак · d6 білий пішак · g6 чорна тура · h6 чорний пішак · g5 білий пішак · h5 чорний король · c4 білий король · g4 біла тура · h4 білий кінь · d1 білий слон | b8 білий ферзь · h8 біла тура · f7 чорний пішак · d6 білий пішак · g6 чорна тура · h6 чорний пішак · g5 білий пішак · h5 чорний король · c4 білий король · g4 біла тура · h4 білий кінь · d1 білий слон | 2 |
| 1 | b8 білий ферзь · h8 біла тура · f7 чорний пішак · d6 білий пішак · g6 чорна тура · h6 чорний пішак · g5 білий пішак · h5 чорний король · c4 білий король · g4 біла тура · h4 білий кінь · d1 білий слон | b8 білий ферзь · h8 біла тура · f7 чорний пішак · d6 білий пішак · g6 чорна тура · h6 чорний пішак · g5 білий пішак · h5 чорний король · c4 білий король · g4 біла тура · h4 білий кінь · d1 білий слон | b8 білий ферзь · h8 біла тура · f7 чорний пішак · d6 білий пішак · g6 чорна тура · h6 чорний пішак · g5 білий пішак · h5 чорний король · c4 білий король · g4 біла тура · h4 білий кінь · d1 білий слон | b8 білий ферзь · h8 біла тура · f7 чорний пішак · d6 білий пішак · g6 чорна тура · h6 чорний пішак · g5 білий пішак · h5 чорний король · c4 білий король · g4 біла тура · h4 білий кінь · d1 білий слон | b8 білий ферзь · h8 біла тура · f7 чорний пішак · d6 білий пішак · g6 чорна тура · h6 чорний пішак · g5 білий пішак · h5 чорний король · c4 білий король · g4 біла тура · h4 білий кінь · d1 білий слон | b8 білий ферзь · h8 біла тура · f7 чорний пішак · d6 білий пішак · g6 чорна тура · h6 чорний пішак · g5 білий пішак · h5 чорний король · c4 білий король · g4 біла тура · h4 білий кінь · d1 білий слон | b8 білий ферзь · h8 біла тура · f7 чорний пішак · d6 білий пішак · g6 чорна тура · h6 чорний пішак · g5 білий пішак · h5 чорний король · c4 білий король · g4 біла тура · h4 білий кінь · d1 білий слон | b8 білий ферзь · h8 біла тура · f7 чорний пішак · d6 білий пішак · g6 чорна тура · h6 чорний пішак · g5 білий пішак · h5 чорний король · c4 білий король · g4 біла тура · h4 білий кінь · d1 білий слон | 1 |
|   | a | b | c | d | e | f | g | h |   |

1. Db5?  ~  2. Tf4, Te4, Td4#, 1. ... f5!
1. Dg8! Zz
1. ... Tf6    2. Tf4#
1. ... Te6    2. Te4#
1. ... T:d6   2. Td4#
- — - — - — -
1. ... T:g8   2. T:h6#
1. ... f5     2. D:g6#
Іван Сорока, співавтор цієї задачі, у той час проживав у Самбірському районі.
|   | a | b | c | d | e | f | g | h |   |
| 8 | a8 білий ферзь · h7 білий слон · g6 біла тура · d5 біла тура · e5 чорна тура · f5 чорна тура · c4 білий пішак · d4 білий пішак · e4 чорний король · f4 білий пішак · h4 чорний кінь · a3 чорний слон · e3 чорний пішак · f3 чорний кінь · g3 білий пішак · c2 чорний слон · e2 білий пішак · h2 чорний пішак · e1 білий кінь · h1 білий король | a8 білий ферзь · h7 білий слон · g6 біла тура · d5 біла тура · e5 чорна тура · f5 чорна тура · c4 білий пішак · d4 білий пішак · e4 чорний король · f4 білий пішак · h4 чорний кінь · a3 чорний слон · e3 чорний пішак · f3 чорний кінь · g3 білий пішак · c2 чорний слон · e2 білий пішак · h2 чорний пішак · e1 білий кінь · h1 білий король | a8 білий ферзь · h7 білий слон · g6 біла тура · d5 біла тура · e5 чорна тура · f5 чорна тура · c4 білий пішак · d4 білий пішак · e4 чорний король · f4 білий пішак · h4 чорний кінь · a3 чорний слон · e3 чорний пішак · f3 чорний кінь · g3 білий пішак · c2 чорний слон · e2 білий пішак · h2 чорний пішак · e1 білий кінь · h1 білий король | a8 білий ферзь · h7 білий слон · g6 біла тура · d5 біла тура · e5 чорна тура · f5 чорна тура · c4 білий пішак · d4 білий пішак · e4 чорний король · f4 білий пішак · h4 чорний кінь · a3 чорний слон · e3 чорний пішак · f3 чорний кінь · g3 білий пішак · c2 чорний слон · e2 білий пішак · h2 чорний пішак · e1 білий кінь · h1 білий король | a8 білий ферзь · h7 білий слон · g6 біла тура · d5 біла тура · e5 чорна тура · f5 чорна тура · c4 білий пішак · d4 білий пішак · e4 чорний король · f4 білий пішак · h4 чорний кінь · a3 чорний слон · e3 чорний пішак · f3 чорний кінь · g3 білий пішак · c2 чорний слон · e2 білий пішак · h2 чорний пішак · e1 білий кінь · h1 білий король | a8 білий ферзь · h7 білий слон · g6 біла тура · d5 біла тура · e5 чорна тура · f5 чорна тура · c4 білий пішак · d4 білий пішак · e4 чорний король · f4 білий пішак · h4 чорний кінь · a3 чорний слон · e3 чорний пішак · f3 чорний кінь · g3 білий пішак · c2 чорний слон · e2 білий пішак · h2 чорний пішак · e1 білий кінь · h1 білий король | a8 білий ферзь · h7 білий слон · g6 біла тура · d5 біла тура · e5 чорна тура · f5 чорна тура · c4 білий пішак · d4 білий пішак · e4 чорний король · f4 білий пішак · h4 чорний кінь · a3 чорний слон · e3 чорний пішак · f3 чорний кінь · g3 білий пішак · c2 чорний слон · e2 білий пішак · h2 чорний пішак · e1 білий кінь · h1 білий король | a8 білий ферзь · h7 білий слон · g6 біла тура · d5 біла тура · e5 чорна тура · f5 чорна тура · c4 білий пішак · d4 білий пішак · e4 чорний король · f4 білий пішак · h4 чорний кінь · a3 чорний слон · e3 чорний пішак · f3 чорний кінь · g3 білий пішак · c2 чорний слон · e2 білий пішак · h2 чорний пішак · e1 білий кінь · h1 білий король | 8 |
| 7 | a8 білий ферзь · h7 білий слон · g6 біла тура · d5 біла тура · e5 чорна тура · f5 чорна тура · c4 білий пішак · d4 білий пішак · e4 чорний король · f4 білий пішак · h4 чорний кінь · a3 чорний слон · e3 чорний пішак · f3 чорний кінь · g3 білий пішак · c2 чорний слон · e2 білий пішак · h2 чорний пішак · e1 білий кінь · h1 білий король | a8 білий ферзь · h7 білий слон · g6 біла тура · d5 біла тура · e5 чорна тура · f5 чорна тура · c4 білий пішак · d4 білий пішак · e4 чорний король · f4 білий пішак · h4 чорний кінь · a3 чорний слон · e3 чорний пішак · f3 чорний кінь · g3 білий пішак · c2 чорний слон · e2 білий пішак · h2 чорний пішак · e1 білий кінь · h1 білий король | a8 білий ферзь · h7 білий слон · g6 біла тура · d5 біла тура · e5 чорна тура · f5 чорна тура · c4 білий пішак · d4 білий пішак · e4 чорний король · f4 білий пішак · h4 чорний кінь · a3 чорний слон · e3 чорний пішак · f3 чорний кінь · g3 білий пішак · c2 чорний слон · e2 білий пішак · h2 чорний пішак · e1 білий кінь · h1 білий король | a8 білий ферзь · h7 білий слон · g6 біла тура · d5 біла тура · e5 чорна тура · f5 чорна тура · c4 білий пішак · d4 білий пішак · e4 чорний король · f4 білий пішак · h4 чорний кінь · a3 чорний слон · e3 чорний пішак · f3 чорний кінь · g3 білий пішак · c2 чорний слон · e2 білий пішак · h2 чорний пішак · e1 білий кінь · h1 білий король | a8 білий ферзь · h7 білий слон · g6 біла тура · d5 біла тура · e5 чорна тура · f5 чорна тура · c4 білий пішак · d4 білий пішак · e4 чорний король · f4 білий пішак · h4 чорний кінь · a3 чорний слон · e3 чорний пішак · f3 чорний кінь · g3 білий пішак · c2 чорний слон · e2 білий пішак · h2 чорний пішак · e1 білий кінь · h1 білий король | a8 білий ферзь · h7 білий слон · g6 біла тура · d5 біла тура · e5 чорна тура · f5 чорна тура · c4 білий пішак · d4 білий пішак · e4 чорний король · f4 білий пішак · h4 чорний кінь · a3 чорний слон · e3 чорний пішак · f3 чорний кінь · g3 білий пішак · c2 чорний слон · e2 білий пішак · h2 чорний пішак · e1 білий кінь · h1 білий король | a8 білий ферзь · h7 білий слон · g6 біла тура · d5 біла тура · e5 чорна тура · f5 чорна тура · c4 білий пішак · d4 білий пішак · e4 чорний король · f4 білий пішак · h4 чорний кінь · a3 чорний слон · e3 чорний пішак · f3 чорний кінь · g3 білий пішак · c2 чорний слон · e2 білий пішак · h2 чорний пішак · e1 білий кінь · h1 білий король | a8 білий ферзь · h7 білий слон · g6 біла тура · d5 біла тура · e5 чорна тура · f5 чорна тура · c4 білий пішак · d4 білий пішак · e4 чорний король · f4 білий пішак · h4 чорний кінь · a3 чорний слон · e3 чорний пішак · f3 чорний кінь · g3 білий пішак · c2 чорний слон · e2 білий пішак · h2 чорний пішак · e1 білий кінь · h1 білий король | 7 |
| 6 | a8 білий ферзь · h7 білий слон · g6 біла тура · d5 біла тура · e5 чорна тура · f5 чорна тура · c4 білий пішак · d4 білий пішак · e4 чорний король · f4 білий пішак · h4 чорний кінь · a3 чорний слон · e3 чорний пішак · f3 чорний кінь · g3 білий пішак · c2 чорний слон · e2 білий пішак · h2 чорний пішак · e1 білий кінь · h1 білий король | a8 білий ферзь · h7 білий слон · g6 біла тура · d5 біла тура · e5 чорна тура · f5 чорна тура · c4 білий пішак · d4 білий пішак · e4 чорний король · f4 білий пішак · h4 чорний кінь · a3 чорний слон · e3 чорний пішак · f3 чорний кінь · g3 білий пішак · c2 чорний слон · e2 білий пішак · h2 чорний пішак · e1 білий кінь · h1 білий король | a8 білий ферзь · h7 білий слон · g6 біла тура · d5 біла тура · e5 чорна тура · f5 чорна тура · c4 білий пішак · d4 білий пішак · e4 чорний король · f4 білий пішак · h4 чорний кінь · a3 чорний слон · e3 чорний пішак · f3 чорний кінь · g3 білий пішак · c2 чорний слон · e2 білий пішак · h2 чорний пішак · e1 білий кінь · h1 білий король | a8 білий ферзь · h7 білий слон · g6 біла тура · d5 біла тура · e5 чорна тура · f5 чорна тура · c4 білий пішак · d4 білий пішак · e4 чорний король · f4 білий пішак · h4 чорний кінь · a3 чорний слон · e3 чорний пішак · f3 чорний кінь · g3 білий пішак · c2 чорний слон · e2 білий пішак · h2 чорний пішак · e1 білий кінь · h1 білий король | a8 білий ферзь · h7 білий слон · g6 біла тура · d5 біла тура · e5 чорна тура · f5 чорна тура · c4 білий пішак · d4 білий пішак · e4 чорний король · f4 білий пішак · h4 чорний кінь · a3 чорний слон · e3 чорний пішак · f3 чорний кінь · g3 білий пішак · c2 чорний слон · e2 білий пішак · h2 чорний пішак · e1 білий кінь · h1 білий король | a8 білий ферзь · h7 білий слон · g6 біла тура · d5 біла тура · e5 чорна тура · f5 чорна тура · c4 білий пішак · d4 білий пішак · e4 чорний король · f4 білий пішак · h4 чорний кінь · a3 чорний слон · e3 чорний пішак · f3 чорний кінь · g3 білий пішак · c2 чорний слон · e2 білий пішак · h2 чорний пішак · e1 білий кінь · h1 білий король | a8 білий ферзь · h7 білий слон · g6 біла тура · d5 біла тура · e5 чорна тура · f5 чорна тура · c4 білий пішак · d4 білий пішак · e4 чорний король · f4 білий пішак · h4 чорний кінь · a3 чорний слон · e3 чорний пішак · f3 чорний кінь · g3 білий пішак · c2 чорний слон · e2 білий пішак · h2 чорний пішак · e1 білий кінь · h1 білий король | a8 білий ферзь · h7 білий слон · g6 біла тура · d5 біла тура · e5 чорна тура · f5 чорна тура · c4 білий пішак · d4 білий пішак · e4 чорний король · f4 білий пішак · h4 чорний кінь · a3 чорний слон · e3 чорний пішак · f3 чорний кінь · g3 білий пішак · c2 чорний слон · e2 білий пішак · h2 чорний пішак · e1 білий кінь · h1 білий король | 6 |
| 5 | a8 білий ферзь · h7 білий слон · g6 біла тура · d5 біла тура · e5 чорна тура · f5 чорна тура · c4 білий пішак · d4 білий пішак · e4 чорний король · f4 білий пішак · h4 чорний кінь · a3 чорний слон · e3 чорний пішак · f3 чорний кінь · g3 білий пішак · c2 чорний слон · e2 білий пішак · h2 чорний пішак · e1 білий кінь · h1 білий король | a8 білий ферзь · h7 білий слон · g6 біла тура · d5 біла тура · e5 чорна тура · f5 чорна тура · c4 білий пішак · d4 білий пішак · e4 чорний король · f4 білий пішак · h4 чорний кінь · a3 чорний слон · e3 чорний пішак · f3 чорний кінь · g3 білий пішак · c2 чорний слон · e2 білий пішак · h2 чорний пішак · e1 білий кінь · h1 білий король | a8 білий ферзь · h7 білий слон · g6 біла тура · d5 біла тура · e5 чорна тура · f5 чорна тура · c4 білий пішак · d4 білий пішак · e4 чорний король · f4 білий пішак · h4 чорний кінь · a3 чорний слон · e3 чорний пішак · f3 чорний кінь · g3 білий пішак · c2 чорний слон · e2 білий пішак · h2 чорний пішак · e1 білий кінь · h1 білий король | a8 білий ферзь · h7 білий слон · g6 біла тура · d5 біла тура · e5 чорна тура · f5 чорна тура · c4 білий пішак · d4 білий пішак · e4 чорний король · f4 білий пішак · h4 чорний кінь · a3 чорний слон · e3 чорний пішак · f3 чорний кінь · g3 білий пішак · c2 чорний слон · e2 білий пішак · h2 чорний пішак · e1 білий кінь · h1 білий король | a8 білий ферзь · h7 білий слон · g6 біла тура · d5 біла тура · e5 чорна тура · f5 чорна тура · c4 білий пішак · d4 білий пішак · e4 чорний король · f4 білий пішак · h4 чорний кінь · a3 чорний слон · e3 чорний пішак · f3 чорний кінь · g3 білий пішак · c2 чорний слон · e2 білий пішак · h2 чорний пішак · e1 білий кінь · h1 білий король | a8 білий ферзь · h7 білий слон · g6 біла тура · d5 біла тура · e5 чорна тура · f5 чорна тура · c4 білий пішак · d4 білий пішак · e4 чорний король · f4 білий пішак · h4 чорний кінь · a3 чорний слон · e3 чорний пішак · f3 чорний кінь · g3 білий пішак · c2 чорний слон · e2 білий пішак · h2 чорний пішак · e1 білий кінь · h1 білий король | a8 білий ферзь · h7 білий слон · g6 біла тура · d5 біла тура · e5 чорна тура · f5 чорна тура · c4 білий пішак · d4 білий пішак · e4 чорний король · f4 білий пішак · h4 чорний кінь · a3 чорний слон · e3 чорний пішак · f3 чорний кінь · g3 білий пішак · c2 чорний слон · e2 білий пішак · h2 чорний пішак · e1 білий кінь · h1 білий король | a8 білий ферзь · h7 білий слон · g6 біла тура · d5 біла тура · e5 чорна тура · f5 чорна тура · c4 білий пішак · d4 білий пішак · e4 чорний король · f4 білий пішак · h4 чорний кінь · a3 чорний слон · e3 чорний пішак · f3 чорний кінь · g3 білий пішак · c2 чорний слон · e2 білий пішак · h2 чорний пішак · e1 білий кінь · h1 білий король | 5 |
| 4 | a8 білий ферзь · h7 білий слон · g6 біла тура · d5 біла тура · e5 чорна тура · f5 чорна тура · c4 білий пішак · d4 білий пішак · e4 чорний король · f4 білий пішак · h4 чорний кінь · a3 чорний слон · e3 чорний пішак · f3 чорний кінь · g3 білий пішак · c2 чорний слон · e2 білий пішак · h2 чорний пішак · e1 білий кінь · h1 білий король | a8 білий ферзь · h7 білий слон · g6 біла тура · d5 біла тура · e5 чорна тура · f5 чорна тура · c4 білий пішак · d4 білий пішак · e4 чорний король · f4 білий пішак · h4 чорний кінь · a3 чорний слон · e3 чорний пішак · f3 чорний кінь · g3 білий пішак · c2 чорний слон · e2 білий пішак · h2 чорний пішак · e1 білий кінь · h1 білий король | a8 білий ферзь · h7 білий слон · g6 біла тура · d5 біла тура · e5 чорна тура · f5 чорна тура · c4 білий пішак · d4 білий пішак · e4 чорний король · f4 білий пішак · h4 чорний кінь · a3 чорний слон · e3 чорний пішак · f3 чорний кінь · g3 білий пішак · c2 чорний слон · e2 білий пішак · h2 чорний пішак · e1 білий кінь · h1 білий король | a8 білий ферзь · h7 білий слон · g6 біла тура · d5 біла тура · e5 чорна тура · f5 чорна тура · c4 білий пішак · d4 білий пішак · e4 чорний король · f4 білий пішак · h4 чорний кінь · a3 чорний слон · e3 чорний пішак · f3 чорний кінь · g3 білий пішак · c2 чорний слон · e2 білий пішак · h2 чорний пішак · e1 білий кінь · h1 білий король | a8 білий ферзь · h7 білий слон · g6 біла тура · d5 біла тура · e5 чорна тура · f5 чорна тура · c4 білий пішак · d4 білий пішак · e4 чорний король · f4 білий пішак · h4 чорний кінь · a3 чорний слон · e3 чорний пішак · f3 чорний кінь · g3 білий пішак · c2 чорний слон · e2 білий пішак · h2 чорний пішак · e1 білий кінь · h1 білий король | a8 білий ферзь · h7 білий слон · g6 біла тура · d5 біла тура · e5 чорна тура · f5 чорна тура · c4 білий пішак · d4 білий пішак · e4 чорний король · f4 білий пішак · h4 чорний кінь · a3 чорний слон · e3 чорний пішак · f3 чорний кінь · g3 білий пішак · c2 чорний слон · e2 білий пішак · h2 чорний пішак · e1 білий кінь · h1 білий король | a8 білий ферзь · h7 білий слон · g6 біла тура · d5 біла тура · e5 чорна тура · f5 чорна тура · c4 білий пішак · d4 білий пішак · e4 чорний король · f4 білий пішак · h4 чорний кінь · a3 чорний слон · e3 чорний пішак · f3 чорний кінь · g3 білий пішак · c2 чорний слон · e2 білий пішак · h2 чорний пішак · e1 білий кінь · h1 білий король | a8 білий ферзь · h7 білий слон · g6 біла тура · d5 біла тура · e5 чорна тура · f5 чорна тура · c4 білий пішак · d4 білий пішак · e4 чорний король · f4 білий пішак · h4 чорний кінь · a3 чорний слон · e3 чорний пішак · f3 чорний кінь · g3 білий пішак · c2 чорний слон · e2 білий пішак · h2 чорний пішак · e1 білий кінь · h1 білий король | 4 |
| 3 | a8 білий ферзь · h7 білий слон · g6 біла тура · d5 біла тура · e5 чорна тура · f5 чорна тура · c4 білий пішак · d4 білий пішак · e4 чорний король · f4 білий пішак · h4 чорний кінь · a3 чорний слон · e3 чорний пішак · f3 чорний кінь · g3 білий пішак · c2 чорний слон · e2 білий пішак · h2 чорний пішак · e1 білий кінь · h1 білий король | a8 білий ферзь · h7 білий слон · g6 біла тура · d5 біла тура · e5 чорна тура · f5 чорна тура · c4 білий пішак · d4 білий пішак · e4 чорний король · f4 білий пішак · h4 чорний кінь · a3 чорний слон · e3 чорний пішак · f3 чорний кінь · g3 білий пішак · c2 чорний слон · e2 білий пішак · h2 чорний пішак · e1 білий кінь · h1 білий король | a8 білий ферзь · h7 білий слон · g6 біла тура · d5 біла тура · e5 чорна тура · f5 чорна тура · c4 білий пішак · d4 білий пішак · e4 чорний король · f4 білий пішак · h4 чорний кінь · a3 чорний слон · e3 чорний пішак · f3 чорний кінь · g3 білий пішак · c2 чорний слон · e2 білий пішак · h2 чорний пішак · e1 білий кінь · h1 білий король | a8 білий ферзь · h7 білий слон · g6 біла тура · d5 біла тура · e5 чорна тура · f5 чорна тура · c4 білий пішак · d4 білий пішак · e4 чорний король · f4 білий пішак · h4 чорний кінь · a3 чорний слон · e3 чорний пішак · f3 чорний кінь · g3 білий пішак · c2 чорний слон · e2 білий пішак · h2 чорний пішак · e1 білий кінь · h1 білий король | a8 білий ферзь · h7 білий слон · g6 біла тура · d5 біла тура · e5 чорна тура · f5 чорна тура · c4 білий пішак · d4 білий пішак · e4 чорний король · f4 білий пішак · h4 чорний кінь · a3 чорний слон · e3 чорний пішак · f3 чорний кінь · g3 білий пішак · c2 чорний слон · e2 білий пішак · h2 чорний пішак · e1 білий кінь · h1 білий король | a8 білий ферзь · h7 білий слон · g6 біла тура · d5 біла тура · e5 чорна тура · f5 чорна тура · c4 білий пішак · d4 білий пішак · e4 чорний король · f4 білий пішак · h4 чорний кінь · a3 чорний слон · e3 чорний пішак · f3 чорний кінь · g3 білий пішак · c2 чорний слон · e2 білий пішак · h2 чорний пішак · e1 білий кінь · h1 білий король | a8 білий ферзь · h7 білий слон · g6 біла тура · d5 біла тура · e5 чорна тура · f5 чорна тура · c4 білий пішак · d4 білий пішак · e4 чорний король · f4 білий пішак · h4 чорний кінь · a3 чорний слон · e3 чорний пішак · f3 чорний кінь · g3 білий пішак · c2 чорний слон · e2 білий пішак · h2 чорний пішак · e1 білий кінь · h1 білий король | a8 білий ферзь · h7 білий слон · g6 біла тура · d5 біла тура · e5 чорна тура · f5 чорна тура · c4 білий пішак · d4 білий пішак · e4 чорний король · f4 білий пішак · h4 чорний кінь · a3 чорний слон · e3 чорний пішак · f3 чорний кінь · g3 білий пішак · c2 чорний слон · e2 білий пішак · h2 чорний пішак · e1 білий кінь · h1 білий король | 3 |
| 2 | a8 білий ферзь · h7 білий слон · g6 біла тура · d5 біла тура · e5 чорна тура · f5 чорна тура · c4 білий пішак · d4 білий пішак · e4 чорний король · f4 білий пішак · h4 чорний кінь · a3 чорний слон · e3 чорний пішак · f3 чорний кінь · g3 білий пішак · c2 чорний слон · e2 білий пішак · h2 чорний пішак · e1 білий кінь · h1 білий король | a8 білий ферзь · h7 білий слон · g6 біла тура · d5 біла тура · e5 чорна тура · f5 чорна тура · c4 білий пішак · d4 білий пішак · e4 чорний король · f4 білий пішак · h4 чорний кінь · a3 чорний слон · e3 чорний пішак · f3 чорний кінь · g3 білий пішак · c2 чорний слон · e2 білий пішак · h2 чорний пішак · e1 білий кінь · h1 білий король | a8 білий ферзь · h7 білий слон · g6 біла тура · d5 біла тура · e5 чорна тура · f5 чорна тура · c4 білий пішак · d4 білий пішак · e4 чорний король · f4 білий пішак · h4 чорний кінь · a3 чорний слон · e3 чорний пішак · f3 чорний кінь · g3 білий пішак · c2 чорний слон · e2 білий пішак · h2 чорний пішак · e1 білий кінь · h1 білий король | a8 білий ферзь · h7 білий слон · g6 біла тура · d5 біла тура · e5 чорна тура · f5 чорна тура · c4 білий пішак · d4 білий пішак · e4 чорний король · f4 білий пішак · h4 чорний кінь · a3 чорний слон · e3 чорний пішак · f3 чорний кінь · g3 білий пішак · c2 чорний слон · e2 білий пішак · h2 чорний пішак · e1 білий кінь · h1 білий король | a8 білий ферзь · h7 білий слон · g6 біла тура · d5 біла тура · e5 чорна тура · f5 чорна тура · c4 білий пішак · d4 білий пішак · e4 чорний король · f4 білий пішак · h4 чорний кінь · a3 чорний слон · e3 чорний пішак · f3 чорний кінь · g3 білий пішак · c2 чорний слон · e2 білий пішак · h2 чорний пішак · e1 білий кінь · h1 білий король | a8 білий ферзь · h7 білий слон · g6 біла тура · d5 біла тура · e5 чорна тура · f5 чорна тура · c4 білий пішак · d4 білий пішак · e4 чорний король · f4 білий пішак · h4 чорний кінь · a3 чорний слон · e3 чорний пішак · f3 чорний кінь · g3 білий пішак · c2 чорний слон · e2 білий пішак · h2 чорний пішак · e1 білий кінь · h1 білий король | a8 білий ферзь · h7 білий слон · g6 біла тура · d5 біла тура · e5 чорна тура · f5 чорна тура · c4 білий пішак · d4 білий пішак · e4 чорний король · f4 білий пішак · h4 чорний кінь · a3 чорний слон · e3 чорний пішак · f3 чорний кінь · g3 білий пішак · c2 чорний слон · e2 білий пішак · h2 чорний пішак · e1 білий кінь · h1 білий король | a8 білий ферзь · h7 білий слон · g6 біла тура · d5 біла тура · e5 чорна тура · f5 чорна тура · c4 білий пішак · d4 білий пішак · e4 чорний король · f4 білий пішак · h4 чорний кінь · a3 чорний слон · e3 чорний пішак · f3 чорний кінь · g3 білий пішак · c2 чорний слон · e2 білий пішак · h2 чорний пішак · e1 білий кінь · h1 білий король | 2 |
| 1 | a8 білий ферзь · h7 білий слон · g6 біла тура · d5 біла тура · e5 чорна тура · f5 чорна тура · c4 білий пішак · d4 білий пішак · e4 чорний король · f4 білий пішак · h4 чорний кінь · a3 чорний слон · e3 чорний пішак · f3 чорний кінь · g3 білий пішак · c2 чорний слон · e2 білий пішак · h2 чорний пішак · e1 білий кінь · h1 білий король | a8 білий ферзь · h7 білий слон · g6 біла тура · d5 біла тура · e5 чорна тура · f5 чорна тура · c4 білий пішак · d4 білий пішак · e4 чорний король · f4 білий пішак · h4 чорний кінь · a3 чорний слон · e3 чорний пішак · f3 чорний кінь · g3 білий пішак · c2 чорний слон · e2 білий пішак · h2 чорний пішак · e1 білий кінь · h1 білий король | a8 білий ферзь · h7 білий слон · g6 біла тура · d5 біла тура · e5 чорна тура · f5 чорна тура · c4 білий пішак · d4 білий пішак · e4 чорний король · f4 білий пішак · h4 чорний кінь · a3 чорний слон · e3 чорний пішак · f3 чорний кінь · g3 білий пішак · c2 чорний слон · e2 білий пішак · h2 чорний пішак · e1 білий кінь · h1 білий король | a8 білий ферзь · h7 білий слон · g6 біла тура · d5 біла тура · e5 чорна тура · f5 чорна тура · c4 білий пішак · d4 білий пішак · e4 чорний король · f4 білий пішак · h4 чорний кінь · a3 чорний слон · e3 чорний пішак · f3 чорний кінь · g3 білий пішак · c2 чорний слон · e2 білий пішак · h2 чорний пішак · e1 білий кінь · h1 білий король | a8 білий ферзь · h7 білий слон · g6 біла тура · d5 біла тура · e5 чорна тура · f5 чорна тура · c4 білий пішак · d4 білий пішак · e4 чорний король · f4 білий пішак · h4 чорний кінь · a3 чорний слон · e3 чорний пішак · f3 чорний кінь · g3 білий пішак · c2 чорний слон · e2 білий пішак · h2 чорний пішак · e1 білий кінь · h1 білий король | a8 білий ферзь · h7 білий слон · g6 біла тура · d5 біла тура · e5 чорна тура · f5 чорна тура · c4 білий пішак · d4 білий пішак · e4 чорний король · f4 білий пішак · h4 чорний кінь · a3 чорний слон · e3 чорний пішак · f3 чорний кінь · g3 білий пішак · c2 чорний слон · e2 білий пішак · h2 чорний пішак · e1 білий кінь · h1 білий король | a8 білий ферзь · h7 білий слон · g6 біла тура · d5 біла тура · e5 чорна тура · f5 чорна тура · c4 білий пішак · d4 білий пішак · e4 чорний король · f4 білий пішак · h4 чорний кінь · a3 чорний слон · e3 чорний пішак · f3 чорний кінь · g3 білий пішак · c2 чорний слон · e2 білий пішак · h2 чорний пішак · e1 білий кінь · h1 білий король | a8 білий ферзь · h7 білий слон · g6 біла тура · d5 біла тура · e5 чорна тура · f5 чорна тура · c4 білий пішак · d4 білий пішак · e4 чорний король · f4 білий пішак · h4 чорний кінь · a3 чорний слон · e3 чорний пішак · f3 чорний кінь · g3 білий пішак · c2 чорний слон · e2 білий пішак · h2 чорний пішак · e1 білий кінь · h1 білий король | 1 |
|   | a | b | c | d | e | f | g | h |   |

1. Te6?  ~  2. Td6, Td7, Td8#, 1. ... La4!
1. Tg4!  ~  2. fe5#
1. ... Te6    2. Td6#
1. ... Te7    2. Td7#
1. ... Te8    2. Td8#
- — - — - — -
1. ... Sg6    2. ef3#
|   | a | b | c | d | e | f | g | h |   |
| 8 | a8 біла тура · c8 білий ферзь · d7 чорний пішак · b5 чорний кінь · c5 білий пішак · d5 чорний пішак · g4 білий король · e3 білий кінь · a2 біла тура · b2 білий слон · b1 чорний король | a8 біла тура · c8 білий ферзь · d7 чорний пішак · b5 чорний кінь · c5 білий пішак · d5 чорний пішак · g4 білий король · e3 білий кінь · a2 біла тура · b2 білий слон · b1 чорний король | a8 біла тура · c8 білий ферзь · d7 чорний пішак · b5 чорний кінь · c5 білий пішак · d5 чорний пішак · g4 білий король · e3 білий кінь · a2 біла тура · b2 білий слон · b1 чорний король | a8 біла тура · c8 білий ферзь · d7 чорний пішак · b5 чорний кінь · c5 білий пішак · d5 чорний пішак · g4 білий король · e3 білий кінь · a2 біла тура · b2 білий слон · b1 чорний король | a8 біла тура · c8 білий ферзь · d7 чорний пішак · b5 чорний кінь · c5 білий пішак · d5 чорний пішак · g4 білий король · e3 білий кінь · a2 біла тура · b2 білий слон · b1 чорний король | a8 біла тура · c8 білий ферзь · d7 чорний пішак · b5 чорний кінь · c5 білий пішак · d5 чорний пішак · g4 білий король · e3 білий кінь · a2 біла тура · b2 білий слон · b1 чорний король | a8 біла тура · c8 білий ферзь · d7 чорний пішак · b5 чорний кінь · c5 білий пішак · d5 чорний пішак · g4 білий король · e3 білий кінь · a2 біла тура · b2 білий слон · b1 чорний король | a8 біла тура · c8 білий ферзь · d7 чорний пішак · b5 чорний кінь · c5 білий пішак · d5 чорний пішак · g4 білий король · e3 білий кінь · a2 біла тура · b2 білий слон · b1 чорний король | 8 |
| 7 | a8 біла тура · c8 білий ферзь · d7 чорний пішак · b5 чорний кінь · c5 білий пішак · d5 чорний пішак · g4 білий король · e3 білий кінь · a2 біла тура · b2 білий слон · b1 чорний король | a8 біла тура · c8 білий ферзь · d7 чорний пішак · b5 чорний кінь · c5 білий пішак · d5 чорний пішак · g4 білий король · e3 білий кінь · a2 біла тура · b2 білий слон · b1 чорний король | a8 біла тура · c8 білий ферзь · d7 чорний пішак · b5 чорний кінь · c5 білий пішак · d5 чорний пішак · g4 білий король · e3 білий кінь · a2 біла тура · b2 білий слон · b1 чорний король | a8 біла тура · c8 білий ферзь · d7 чорний пішак · b5 чорний кінь · c5 білий пішак · d5 чорний пішак · g4 білий король · e3 білий кінь · a2 біла тура · b2 білий слон · b1 чорний король | a8 біла тура · c8 білий ферзь · d7 чорний пішак · b5 чорний кінь · c5 білий пішак · d5 чорний пішак · g4 білий король · e3 білий кінь · a2 біла тура · b2 білий слон · b1 чорний король | a8 біла тура · c8 білий ферзь · d7 чорний пішак · b5 чорний кінь · c5 білий пішак · d5 чорний пішак · g4 білий король · e3 білий кінь · a2 біла тура · b2 білий слон · b1 чорний король | a8 біла тура · c8 білий ферзь · d7 чорний пішак · b5 чорний кінь · c5 білий пішак · d5 чорний пішак · g4 білий король · e3 білий кінь · a2 біла тура · b2 білий слон · b1 чорний король | a8 біла тура · c8 білий ферзь · d7 чорний пішак · b5 чорний кінь · c5 білий пішак · d5 чорний пішак · g4 білий король · e3 білий кінь · a2 біла тура · b2 білий слон · b1 чорний король | 7 |
| 6 | a8 біла тура · c8 білий ферзь · d7 чорний пішак · b5 чорний кінь · c5 білий пішак · d5 чорний пішак · g4 білий король · e3 білий кінь · a2 біла тура · b2 білий слон · b1 чорний король | a8 біла тура · c8 білий ферзь · d7 чорний пішак · b5 чорний кінь · c5 білий пішак · d5 чорний пішак · g4 білий король · e3 білий кінь · a2 біла тура · b2 білий слон · b1 чорний король | a8 біла тура · c8 білий ферзь · d7 чорний пішак · b5 чорний кінь · c5 білий пішак · d5 чорний пішак · g4 білий король · e3 білий кінь · a2 біла тура · b2 білий слон · b1 чорний король | a8 біла тура · c8 білий ферзь · d7 чорний пішак · b5 чорний кінь · c5 білий пішак · d5 чорний пішак · g4 білий король · e3 білий кінь · a2 біла тура · b2 білий слон · b1 чорний король | a8 біла тура · c8 білий ферзь · d7 чорний пішак · b5 чорний кінь · c5 білий пішак · d5 чорний пішак · g4 білий король · e3 білий кінь · a2 біла тура · b2 білий слон · b1 чорний король | a8 біла тура · c8 білий ферзь · d7 чорний пішак · b5 чорний кінь · c5 білий пішак · d5 чорний пішак · g4 білий король · e3 білий кінь · a2 біла тура · b2 білий слон · b1 чорний король | a8 біла тура · c8 білий ферзь · d7 чорний пішак · b5 чорний кінь · c5 білий пішак · d5 чорний пішак · g4 білий король · e3 білий кінь · a2 біла тура · b2 білий слон · b1 чорний король | a8 біла тура · c8 білий ферзь · d7 чорний пішак · b5 чорний кінь · c5 білий пішак · d5 чорний пішак · g4 білий король · e3 білий кінь · a2 біла тура · b2 білий слон · b1 чорний король | 6 |
| 5 | a8 біла тура · c8 білий ферзь · d7 чорний пішак · b5 чорний кінь · c5 білий пішак · d5 чорний пішак · g4 білий король · e3 білий кінь · a2 біла тура · b2 білий слон · b1 чорний король | a8 біла тура · c8 білий ферзь · d7 чорний пішак · b5 чорний кінь · c5 білий пішак · d5 чорний пішак · g4 білий король · e3 білий кінь · a2 біла тура · b2 білий слон · b1 чорний король | a8 біла тура · c8 білий ферзь · d7 чорний пішак · b5 чорний кінь · c5 білий пішак · d5 чорний пішак · g4 білий король · e3 білий кінь · a2 біла тура · b2 білий слон · b1 чорний король | a8 біла тура · c8 білий ферзь · d7 чорний пішак · b5 чорний кінь · c5 білий пішак · d5 чорний пішак · g4 білий король · e3 білий кінь · a2 біла тура · b2 білий слон · b1 чорний король | a8 біла тура · c8 білий ферзь · d7 чорний пішак · b5 чорний кінь · c5 білий пішак · d5 чорний пішак · g4 білий король · e3 білий кінь · a2 біла тура · b2 білий слон · b1 чорний король | a8 біла тура · c8 білий ферзь · d7 чорний пішак · b5 чорний кінь · c5 білий пішак · d5 чорний пішак · g4 білий король · e3 білий кінь · a2 біла тура · b2 білий слон · b1 чорний король | a8 біла тура · c8 білий ферзь · d7 чорний пішак · b5 чорний кінь · c5 білий пішак · d5 чорний пішак · g4 білий король · e3 білий кінь · a2 біла тура · b2 білий слон · b1 чорний король | a8 біла тура · c8 білий ферзь · d7 чорний пішак · b5 чорний кінь · c5 білий пішак · d5 чорний пішак · g4 білий король · e3 білий кінь · a2 біла тура · b2 білий слон · b1 чорний король | 5 |
| 4 | a8 біла тура · c8 білий ферзь · d7 чорний пішак · b5 чорний кінь · c5 білий пішак · d5 чорний пішак · g4 білий король · e3 білий кінь · a2 біла тура · b2 білий слон · b1 чорний король | a8 біла тура · c8 білий ферзь · d7 чорний пішак · b5 чорний кінь · c5 білий пішак · d5 чорний пішак · g4 білий король · e3 білий кінь · a2 біла тура · b2 білий слон · b1 чорний король | a8 біла тура · c8 білий ферзь · d7 чорний пішак · b5 чорний кінь · c5 білий пішак · d5 чорний пішак · g4 білий король · e3 білий кінь · a2 біла тура · b2 білий слон · b1 чорний король | a8 біла тура · c8 білий ферзь · d7 чорний пішак · b5 чорний кінь · c5 білий пішак · d5 чорний пішак · g4 білий король · e3 білий кінь · a2 біла тура · b2 білий слон · b1 чорний король | a8 біла тура · c8 білий ферзь · d7 чорний пішак · b5 чорний кінь · c5 білий пішак · d5 чорний пішак · g4 білий король · e3 білий кінь · a2 біла тура · b2 білий слон · b1 чорний король | a8 біла тура · c8 білий ферзь · d7 чорний пішак · b5 чорний кінь · c5 білий пішак · d5 чорний пішак · g4 білий король · e3 білий кінь · a2 біла тура · b2 білий слон · b1 чорний король | a8 біла тура · c8 білий ферзь · d7 чорний пішак · b5 чорний кінь · c5 білий пішак · d5 чорний пішак · g4 білий король · e3 білий кінь · a2 біла тура · b2 білий слон · b1 чорний король | a8 біла тура · c8 білий ферзь · d7 чорний пішак · b5 чорний кінь · c5 білий пішак · d5 чорний пішак · g4 білий король · e3 білий кінь · a2 біла тура · b2 білий слон · b1 чорний король | 4 |
| 3 | a8 біла тура · c8 білий ферзь · d7 чорний пішак · b5 чорний кінь · c5 білий пішак · d5 чорний пішак · g4 білий король · e3 білий кінь · a2 біла тура · b2 білий слон · b1 чорний король | a8 біла тура · c8 білий ферзь · d7 чорний пішак · b5 чорний кінь · c5 білий пішак · d5 чорний пішак · g4 білий король · e3 білий кінь · a2 біла тура · b2 білий слон · b1 чорний король | a8 біла тура · c8 білий ферзь · d7 чорний пішак · b5 чорний кінь · c5 білий пішак · d5 чорний пішак · g4 білий король · e3 білий кінь · a2 біла тура · b2 білий слон · b1 чорний король | a8 біла тура · c8 білий ферзь · d7 чорний пішак · b5 чорний кінь · c5 білий пішак · d5 чорний пішак · g4 білий король · e3 білий кінь · a2 біла тура · b2 білий слон · b1 чорний король | a8 біла тура · c8 білий ферзь · d7 чорний пішак · b5 чорний кінь · c5 білий пішак · d5 чорний пішак · g4 білий король · e3 білий кінь · a2 біла тура · b2 білий слон · b1 чорний король | a8 біла тура · c8 білий ферзь · d7 чорний пішак · b5 чорний кінь · c5 білий пішак · d5 чорний пішак · g4 білий король · e3 білий кінь · a2 біла тура · b2 білий слон · b1 чорний король | a8 біла тура · c8 білий ферзь · d7 чорний пішак · b5 чорний кінь · c5 білий пішак · d5 чорний пішак · g4 білий король · e3 білий кінь · a2 біла тура · b2 білий слон · b1 чорний король | a8 біла тура · c8 білий ферзь · d7 чорний пішак · b5 чорний кінь · c5 білий пішак · d5 чорний пішак · g4 білий король · e3 білий кінь · a2 біла тура · b2 білий слон · b1 чорний король | 3 |
| 2 | a8 біла тура · c8 білий ферзь · d7 чорний пішак · b5 чорний кінь · c5 білий пішак · d5 чорний пішак · g4 білий король · e3 білий кінь · a2 біла тура · b2 білий слон · b1 чорний король | a8 біла тура · c8 білий ферзь · d7 чорний пішак · b5 чорний кінь · c5 білий пішак · d5 чорний пішак · g4 білий король · e3 білий кінь · a2 біла тура · b2 білий слон · b1 чорний король | a8 біла тура · c8 білий ферзь · d7 чорний пішак · b5 чорний кінь · c5 білий пішак · d5 чорний пішак · g4 білий король · e3 білий кінь · a2 біла тура · b2 білий слон · b1 чорний король | a8 біла тура · c8 білий ферзь · d7 чорний пішак · b5 чорний кінь · c5 білий пішак · d5 чорний пішак · g4 білий король · e3 білий кінь · a2 біла тура · b2 білий слон · b1 чорний король | a8 біла тура · c8 білий ферзь · d7 чорний пішак · b5 чорний кінь · c5 білий пішак · d5 чорний пішак · g4 білий король · e3 білий кінь · a2 біла тура · b2 білий слон · b1 чорний король | a8 біла тура · c8 білий ферзь · d7 чорний пішак · b5 чорний кінь · c5 білий пішак · d5 чорний пішак · g4 білий король · e3 білий кінь · a2 біла тура · b2 білий слон · b1 чорний король | a8 біла тура · c8 білий ферзь · d7 чорний пішак · b5 чорний кінь · c5 білий пішак · d5 чорний пішак · g4 білий король · e3 білий кінь · a2 біла тура · b2 білий слон · b1 чорний король | a8 біла тура · c8 білий ферзь · d7 чорний пішак · b5 чорний кінь · c5 білий пішак · d5 чорний пішак · g4 білий король · e3 білий кінь · a2 біла тура · b2 білий слон · b1 чорний король | 2 |
| 1 | a8 біла тура · c8 білий ферзь · d7 чорний пішак · b5 чорний кінь · c5 білий пішак · d5 чорний пішак · g4 білий король · e3 білий кінь · a2 біла тура · b2 білий слон · b1 чорний король | a8 біла тура · c8 білий ферзь · d7 чорний пішак · b5 чорний кінь · c5 білий пішак · d5 чорний пішак · g4 білий король · e3 білий кінь · a2 біла тура · b2 білий слон · b1 чорний король | a8 біла тура · c8 білий ферзь · d7 чорний пішак · b5 чорний кінь · c5 білий пішак · d5 чорний пішак · g4 білий король · e3 білий кінь · a2 біла тура · b2 білий слон · b1 чорний король | a8 біла тура · c8 білий ферзь · d7 чорний пішак · b5 чорний кінь · c5 білий пішак · d5 чорний пішак · g4 білий король · e3 білий кінь · a2 біла тура · b2 білий слон · b1 чорний король | a8 біла тура · c8 білий ферзь · d7 чорний пішак · b5 чорний кінь · c5 білий пішак · d5 чорний пішак · g4 білий король · e3 білий кінь · a2 біла тура · b2 білий слон · b1 чорний король | a8 біла тура · c8 білий ферзь · d7 чорний пішак · b5 чорний кінь · c5 білий пішак · d5 чорний пішак · g4 білий король · e3 білий кінь · a2 біла тура · b2 білий слон · b1 чорний король | a8 біла тура · c8 білий ферзь · d7 чорний пішак · b5 чорний кінь · c5 білий пішак · d5 чорний пішак · g4 білий король · e3 білий кінь · a2 біла тура · b2 білий слон · b1 чорний король | a8 біла тура · c8 білий ферзь · d7 чорний пішак · b5 чорний кінь · c5 білий пішак · d5 чорний пішак · g4 білий король · e3 білий кінь · a2 біла тура · b2 білий слон · b1 чорний король | 1 |
|   | a | b | c | d | e | f | g | h |   |

1. Dh8? ~  2. Ta1, Dh7, Dh1#, 1. ... Sc3!
1. Db7! Zz
1. ... Sb~   2. Ta1#
1. ... d6    2. Dh7#
1. ... d4    2. Dh1#
Усі автори цієї задачі живуть у Самбірському регіоні. 
Самбірську тему набагато важче виразити у більш ніж трьох варіантах, якщо це вдалося — отримується рекордне вираження теми.
|   | a | b | c | d | e | f | g | h |   |
| 8 | b8 білий король · c8 білий ферзь · g8 чорний слон · a7 білий слон · g6 чорний пішак · g5 білий пішак · c4 білий пішак · d4 біла тура · e4 білий пішак · f4 чорна тура · d3 білий кінь · e3 чорний король · f3 чорний пішак · g3 чорний кінь · d2 чорний пішак · h2 білий кінь · d1 білий слон · h1 чорний кінь | b8 білий король · c8 білий ферзь · g8 чорний слон · a7 білий слон · g6 чорний пішак · g5 білий пішак · c4 білий пішак · d4 біла тура · e4 білий пішак · f4 чорна тура · d3 білий кінь · e3 чорний король · f3 чорний пішак · g3 чорний кінь · d2 чорний пішак · h2 білий кінь · d1 білий слон · h1 чорний кінь | b8 білий король · c8 білий ферзь · g8 чорний слон · a7 білий слон · g6 чорний пішак · g5 білий пішак · c4 білий пішак · d4 біла тура · e4 білий пішак · f4 чорна тура · d3 білий кінь · e3 чорний король · f3 чорний пішак · g3 чорний кінь · d2 чорний пішак · h2 білий кінь · d1 білий слон · h1 чорний кінь | b8 білий король · c8 білий ферзь · g8 чорний слон · a7 білий слон · g6 чорний пішак · g5 білий пішак · c4 білий пішак · d4 біла тура · e4 білий пішак · f4 чорна тура · d3 білий кінь · e3 чорний король · f3 чорний пішак · g3 чорний кінь · d2 чорний пішак · h2 білий кінь · d1 білий слон · h1 чорний кінь | b8 білий король · c8 білий ферзь · g8 чорний слон · a7 білий слон · g6 чорний пішак · g5 білий пішак · c4 білий пішак · d4 біла тура · e4 білий пішак · f4 чорна тура · d3 білий кінь · e3 чорний король · f3 чорний пішак · g3 чорний кінь · d2 чорний пішак · h2 білий кінь · d1 білий слон · h1 чорний кінь | b8 білий король · c8 білий ферзь · g8 чорний слон · a7 білий слон · g6 чорний пішак · g5 білий пішак · c4 білий пішак · d4 біла тура · e4 білий пішак · f4 чорна тура · d3 білий кінь · e3 чорний король · f3 чорний пішак · g3 чорний кінь · d2 чорний пішак · h2 білий кінь · d1 білий слон · h1 чорний кінь | b8 білий король · c8 білий ферзь · g8 чорний слон · a7 білий слон · g6 чорний пішак · g5 білий пішак · c4 білий пішак · d4 біла тура · e4 білий пішак · f4 чорна тура · d3 білий кінь · e3 чорний король · f3 чорний пішак · g3 чорний кінь · d2 чорний пішак · h2 білий кінь · d1 білий слон · h1 чорний кінь | b8 білий король · c8 білий ферзь · g8 чорний слон · a7 білий слон · g6 чорний пішак · g5 білий пішак · c4 білий пішак · d4 біла тура · e4 білий пішак · f4 чорна тура · d3 білий кінь · e3 чорний король · f3 чорний пішак · g3 чорний кінь · d2 чорний пішак · h2 білий кінь · d1 білий слон · h1 чорний кінь | 8 |
| 7 | b8 білий король · c8 білий ферзь · g8 чорний слон · a7 білий слон · g6 чорний пішак · g5 білий пішак · c4 білий пішак · d4 біла тура · e4 білий пішак · f4 чорна тура · d3 білий кінь · e3 чорний король · f3 чорний пішак · g3 чорний кінь · d2 чорний пішак · h2 білий кінь · d1 білий слон · h1 чорний кінь | b8 білий король · c8 білий ферзь · g8 чорний слон · a7 білий слон · g6 чорний пішак · g5 білий пішак · c4 білий пішак · d4 біла тура · e4 білий пішак · f4 чорна тура · d3 білий кінь · e3 чорний король · f3 чорний пішак · g3 чорний кінь · d2 чорний пішак · h2 білий кінь · d1 білий слон · h1 чорний кінь | b8 білий король · c8 білий ферзь · g8 чорний слон · a7 білий слон · g6 чорний пішак · g5 білий пішак · c4 білий пішак · d4 біла тура · e4 білий пішак · f4 чорна тура · d3 білий кінь · e3 чорний король · f3 чорний пішак · g3 чорний кінь · d2 чорний пішак · h2 білий кінь · d1 білий слон · h1 чорний кінь | b8 білий король · c8 білий ферзь · g8 чорний слон · a7 білий слон · g6 чорний пішак · g5 білий пішак · c4 білий пішак · d4 біла тура · e4 білий пішак · f4 чорна тура · d3 білий кінь · e3 чорний король · f3 чорний пішак · g3 чорний кінь · d2 чорний пішак · h2 білий кінь · d1 білий слон · h1 чорний кінь | b8 білий король · c8 білий ферзь · g8 чорний слон · a7 білий слон · g6 чорний пішак · g5 білий пішак · c4 білий пішак · d4 біла тура · e4 білий пішак · f4 чорна тура · d3 білий кінь · e3 чорний король · f3 чорний пішак · g3 чорний кінь · d2 чорний пішак · h2 білий кінь · d1 білий слон · h1 чорний кінь | b8 білий король · c8 білий ферзь · g8 чорний слон · a7 білий слон · g6 чорний пішак · g5 білий пішак · c4 білий пішак · d4 біла тура · e4 білий пішак · f4 чорна тура · d3 білий кінь · e3 чорний король · f3 чорний пішак · g3 чорний кінь · d2 чорний пішак · h2 білий кінь · d1 білий слон · h1 чорний кінь | b8 білий король · c8 білий ферзь · g8 чорний слон · a7 білий слон · g6 чорний пішак · g5 білий пішак · c4 білий пішак · d4 біла тура · e4 білий пішак · f4 чорна тура · d3 білий кінь · e3 чорний король · f3 чорний пішак · g3 чорний кінь · d2 чорний пішак · h2 білий кінь · d1 білий слон · h1 чорний кінь | b8 білий король · c8 білий ферзь · g8 чорний слон · a7 білий слон · g6 чорний пішак · g5 білий пішак · c4 білий пішак · d4 біла тура · e4 білий пішак · f4 чорна тура · d3 білий кінь · e3 чорний король · f3 чорний пішак · g3 чорний кінь · d2 чорний пішак · h2 білий кінь · d1 білий слон · h1 чорний кінь | 7 |
| 6 | b8 білий король · c8 білий ферзь · g8 чорний слон · a7 білий слон · g6 чорний пішак · g5 білий пішак · c4 білий пішак · d4 біла тура · e4 білий пішак · f4 чорна тура · d3 білий кінь · e3 чорний король · f3 чорний пішак · g3 чорний кінь · d2 чорний пішак · h2 білий кінь · d1 білий слон · h1 чорний кінь | b8 білий король · c8 білий ферзь · g8 чорний слон · a7 білий слон · g6 чорний пішак · g5 білий пішак · c4 білий пішак · d4 біла тура · e4 білий пішак · f4 чорна тура · d3 білий кінь · e3 чорний король · f3 чорний пішак · g3 чорний кінь · d2 чорний пішак · h2 білий кінь · d1 білий слон · h1 чорний кінь | b8 білий король · c8 білий ферзь · g8 чорний слон · a7 білий слон · g6 чорний пішак · g5 білий пішак · c4 білий пішак · d4 біла тура · e4 білий пішак · f4 чорна тура · d3 білий кінь · e3 чорний король · f3 чорний пішак · g3 чорний кінь · d2 чорний пішак · h2 білий кінь · d1 білий слон · h1 чорний кінь | b8 білий король · c8 білий ферзь · g8 чорний слон · a7 білий слон · g6 чорний пішак · g5 білий пішак · c4 білий пішак · d4 біла тура · e4 білий пішак · f4 чорна тура · d3 білий кінь · e3 чорний король · f3 чорний пішак · g3 чорний кінь · d2 чорний пішак · h2 білий кінь · d1 білий слон · h1 чорний кінь | b8 білий король · c8 білий ферзь · g8 чорний слон · a7 білий слон · g6 чорний пішак · g5 білий пішак · c4 білий пішак · d4 біла тура · e4 білий пішак · f4 чорна тура · d3 білий кінь · e3 чорний король · f3 чорний пішак · g3 чорний кінь · d2 чорний пішак · h2 білий кінь · d1 білий слон · h1 чорний кінь | b8 білий король · c8 білий ферзь · g8 чорний слон · a7 білий слон · g6 чорний пішак · g5 білий пішак · c4 білий пішак · d4 біла тура · e4 білий пішак · f4 чорна тура · d3 білий кінь · e3 чорний король · f3 чорний пішак · g3 чорний кінь · d2 чорний пішак · h2 білий кінь · d1 білий слон · h1 чорний кінь | b8 білий король · c8 білий ферзь · g8 чорний слон · a7 білий слон · g6 чорний пішак · g5 білий пішак · c4 білий пішак · d4 біла тура · e4 білий пішак · f4 чорна тура · d3 білий кінь · e3 чорний король · f3 чорний пішак · g3 чорний кінь · d2 чорний пішак · h2 білий кінь · d1 білий слон · h1 чорний кінь | b8 білий король · c8 білий ферзь · g8 чорний слон · a7 білий слон · g6 чорний пішак · g5 білий пішак · c4 білий пішак · d4 біла тура · e4 білий пішак · f4 чорна тура · d3 білий кінь · e3 чорний король · f3 чорний пішак · g3 чорний кінь · d2 чорний пішак · h2 білий кінь · d1 білий слон · h1 чорний кінь | 6 |
| 5 | b8 білий король · c8 білий ферзь · g8 чорний слон · a7 білий слон · g6 чорний пішак · g5 білий пішак · c4 білий пішак · d4 біла тура · e4 білий пішак · f4 чорна тура · d3 білий кінь · e3 чорний король · f3 чорний пішак · g3 чорний кінь · d2 чорний пішак · h2 білий кінь · d1 білий слон · h1 чорний кінь | b8 білий король · c8 білий ферзь · g8 чорний слон · a7 білий слон · g6 чорний пішак · g5 білий пішак · c4 білий пішак · d4 біла тура · e4 білий пішак · f4 чорна тура · d3 білий кінь · e3 чорний король · f3 чорний пішак · g3 чорний кінь · d2 чорний пішак · h2 білий кінь · d1 білий слон · h1 чорний кінь | b8 білий король · c8 білий ферзь · g8 чорний слон · a7 білий слон · g6 чорний пішак · g5 білий пішак · c4 білий пішак · d4 біла тура · e4 білий пішак · f4 чорна тура · d3 білий кінь · e3 чорний король · f3 чорний пішак · g3 чорний кінь · d2 чорний пішак · h2 білий кінь · d1 білий слон · h1 чорний кінь | b8 білий король · c8 білий ферзь · g8 чорний слон · a7 білий слон · g6 чорний пішак · g5 білий пішак · c4 білий пішак · d4 біла тура · e4 білий пішак · f4 чорна тура · d3 білий кінь · e3 чорний король · f3 чорний пішак · g3 чорний кінь · d2 чорний пішак · h2 білий кінь · d1 білий слон · h1 чорний кінь | b8 білий король · c8 білий ферзь · g8 чорний слон · a7 білий слон · g6 чорний пішак · g5 білий пішак · c4 білий пішак · d4 біла тура · e4 білий пішак · f4 чорна тура · d3 білий кінь · e3 чорний король · f3 чорний пішак · g3 чорний кінь · d2 чорний пішак · h2 білий кінь · d1 білий слон · h1 чорний кінь | b8 білий король · c8 білий ферзь · g8 чорний слон · a7 білий слон · g6 чорний пішак · g5 білий пішак · c4 білий пішак · d4 біла тура · e4 білий пішак · f4 чорна тура · d3 білий кінь · e3 чорний король · f3 чорний пішак · g3 чорний кінь · d2 чорний пішак · h2 білий кінь · d1 білий слон · h1 чорний кінь | b8 білий король · c8 білий ферзь · g8 чорний слон · a7 білий слон · g6 чорний пішак · g5 білий пішак · c4 білий пішак · d4 біла тура · e4 білий пішак · f4 чорна тура · d3 білий кінь · e3 чорний король · f3 чорний пішак · g3 чорний кінь · d2 чорний пішак · h2 білий кінь · d1 білий слон · h1 чорний кінь | b8 білий король · c8 білий ферзь · g8 чорний слон · a7 білий слон · g6 чорний пішак · g5 білий пішак · c4 білий пішак · d4 біла тура · e4 білий пішак · f4 чорна тура · d3 білий кінь · e3 чорний король · f3 чорний пішак · g3 чорний кінь · d2 чорний пішак · h2 білий кінь · d1 білий слон · h1 чорний кінь | 5 |
| 4 | b8 білий король · c8 білий ферзь · g8 чорний слон · a7 білий слон · g6 чорний пішак · g5 білий пішак · c4 білий пішак · d4 біла тура · e4 білий пішак · f4 чорна тура · d3 білий кінь · e3 чорний король · f3 чорний пішак · g3 чорний кінь · d2 чорний пішак · h2 білий кінь · d1 білий слон · h1 чорний кінь | b8 білий король · c8 білий ферзь · g8 чорний слон · a7 білий слон · g6 чорний пішак · g5 білий пішак · c4 білий пішак · d4 біла тура · e4 білий пішак · f4 чорна тура · d3 білий кінь · e3 чорний король · f3 чорний пішак · g3 чорний кінь · d2 чорний пішак · h2 білий кінь · d1 білий слон · h1 чорний кінь | b8 білий король · c8 білий ферзь · g8 чорний слон · a7 білий слон · g6 чорний пішак · g5 білий пішак · c4 білий пішак · d4 біла тура · e4 білий пішак · f4 чорна тура · d3 білий кінь · e3 чорний король · f3 чорний пішак · g3 чорний кінь · d2 чорний пішак · h2 білий кінь · d1 білий слон · h1 чорний кінь | b8 білий король · c8 білий ферзь · g8 чорний слон · a7 білий слон · g6 чорний пішак · g5 білий пішак · c4 білий пішак · d4 біла тура · e4 білий пішак · f4 чорна тура · d3 білий кінь · e3 чорний король · f3 чорний пішак · g3 чорний кінь · d2 чорний пішак · h2 білий кінь · d1 білий слон · h1 чорний кінь | b8 білий король · c8 білий ферзь · g8 чорний слон · a7 білий слон · g6 чорний пішак · g5 білий пішак · c4 білий пішак · d4 біла тура · e4 білий пішак · f4 чорна тура · d3 білий кінь · e3 чорний король · f3 чорний пішак · g3 чорний кінь · d2 чорний пішак · h2 білий кінь · d1 білий слон · h1 чорний кінь | b8 білий король · c8 білий ферзь · g8 чорний слон · a7 білий слон · g6 чорний пішак · g5 білий пішак · c4 білий пішак · d4 біла тура · e4 білий пішак · f4 чорна тура · d3 білий кінь · e3 чорний король · f3 чорний пішак · g3 чорний кінь · d2 чорний пішак · h2 білий кінь · d1 білий слон · h1 чорний кінь | b8 білий король · c8 білий ферзь · g8 чорний слон · a7 білий слон · g6 чорний пішак · g5 білий пішак · c4 білий пішак · d4 біла тура · e4 білий пішак · f4 чорна тура · d3 білий кінь · e3 чорний король · f3 чорний пішак · g3 чорний кінь · d2 чорний пішак · h2 білий кінь · d1 білий слон · h1 чорний кінь | b8 білий король · c8 білий ферзь · g8 чорний слон · a7 білий слон · g6 чорний пішак · g5 білий пішак · c4 білий пішак · d4 біла тура · e4 білий пішак · f4 чорна тура · d3 білий кінь · e3 чорний король · f3 чорний пішак · g3 чорний кінь · d2 чорний пішак · h2 білий кінь · d1 білий слон · h1 чорний кінь | 4 |
| 3 | b8 білий король · c8 білий ферзь · g8 чорний слон · a7 білий слон · g6 чорний пішак · g5 білий пішак · c4 білий пішак · d4 біла тура · e4 білий пішак · f4 чорна тура · d3 білий кінь · e3 чорний король · f3 чорний пішак · g3 чорний кінь · d2 чорний пішак · h2 білий кінь · d1 білий слон · h1 чорний кінь | b8 білий король · c8 білий ферзь · g8 чорний слон · a7 білий слон · g6 чорний пішак · g5 білий пішак · c4 білий пішак · d4 біла тура · e4 білий пішак · f4 чорна тура · d3 білий кінь · e3 чорний король · f3 чорний пішак · g3 чорний кінь · d2 чорний пішак · h2 білий кінь · d1 білий слон · h1 чорний кінь | b8 білий король · c8 білий ферзь · g8 чорний слон · a7 білий слон · g6 чорний пішак · g5 білий пішак · c4 білий пішак · d4 біла тура · e4 білий пішак · f4 чорна тура · d3 білий кінь · e3 чорний король · f3 чорний пішак · g3 чорний кінь · d2 чорний пішак · h2 білий кінь · d1 білий слон · h1 чорний кінь | b8 білий король · c8 білий ферзь · g8 чорний слон · a7 білий слон · g6 чорний пішак · g5 білий пішак · c4 білий пішак · d4 біла тура · e4 білий пішак · f4 чорна тура · d3 білий кінь · e3 чорний король · f3 чорний пішак · g3 чорний кінь · d2 чорний пішак · h2 білий кінь · d1 білий слон · h1 чорний кінь | b8 білий король · c8 білий ферзь · g8 чорний слон · a7 білий слон · g6 чорний пішак · g5 білий пішак · c4 білий пішак · d4 біла тура · e4 білий пішак · f4 чорна тура · d3 білий кінь · e3 чорний король · f3 чорний пішак · g3 чорний кінь · d2 чорний пішак · h2 білий кінь · d1 білий слон · h1 чорний кінь | b8 білий король · c8 білий ферзь · g8 чорний слон · a7 білий слон · g6 чорний пішак · g5 білий пішак · c4 білий пішак · d4 біла тура · e4 білий пішак · f4 чорна тура · d3 білий кінь · e3 чорний король · f3 чорний пішак · g3 чорний кінь · d2 чорний пішак · h2 білий кінь · d1 білий слон · h1 чорний кінь | b8 білий король · c8 білий ферзь · g8 чорний слон · a7 білий слон · g6 чорний пішак · g5 білий пішак · c4 білий пішак · d4 біла тура · e4 білий пішак · f4 чорна тура · d3 білий кінь · e3 чорний король · f3 чорний пішак · g3 чорний кінь · d2 чорний пішак · h2 білий кінь · d1 білий слон · h1 чорний кінь | b8 білий король · c8 білий ферзь · g8 чорний слон · a7 білий слон · g6 чорний пішак · g5 білий пішак · c4 білий пішак · d4 біла тура · e4 білий пішак · f4 чорна тура · d3 білий кінь · e3 чорний король · f3 чорний пішак · g3 чорний кінь · d2 чорний пішак · h2 білий кінь · d1 білий слон · h1 чорний кінь | 3 |
| 2 | b8 білий король · c8 білий ферзь · g8 чорний слон · a7 білий слон · g6 чорний пішак · g5 білий пішак · c4 білий пішак · d4 біла тура · e4 білий пішак · f4 чорна тура · d3 білий кінь · e3 чорний король · f3 чорний пішак · g3 чорний кінь · d2 чорний пішак · h2 білий кінь · d1 білий слон · h1 чорний кінь | b8 білий король · c8 білий ферзь · g8 чорний слон · a7 білий слон · g6 чорний пішак · g5 білий пішак · c4 білий пішак · d4 біла тура · e4 білий пішак · f4 чорна тура · d3 білий кінь · e3 чорний король · f3 чорний пішак · g3 чорний кінь · d2 чорний пішак · h2 білий кінь · d1 білий слон · h1 чорний кінь | b8 білий король · c8 білий ферзь · g8 чорний слон · a7 білий слон · g6 чорний пішак · g5 білий пішак · c4 білий пішак · d4 біла тура · e4 білий пішак · f4 чорна тура · d3 білий кінь · e3 чорний король · f3 чорний пішак · g3 чорний кінь · d2 чорний пішак · h2 білий кінь · d1 білий слон · h1 чорний кінь | b8 білий король · c8 білий ферзь · g8 чорний слон · a7 білий слон · g6 чорний пішак · g5 білий пішак · c4 білий пішак · d4 біла тура · e4 білий пішак · f4 чорна тура · d3 білий кінь · e3 чорний король · f3 чорний пішак · g3 чорний кінь · d2 чорний пішак · h2 білий кінь · d1 білий слон · h1 чорний кінь | b8 білий король · c8 білий ферзь · g8 чорний слон · a7 білий слон · g6 чорний пішак · g5 білий пішак · c4 білий пішак · d4 біла тура · e4 білий пішак · f4 чорна тура · d3 білий кінь · e3 чорний король · f3 чорний пішак · g3 чорний кінь · d2 чорний пішак · h2 білий кінь · d1 білий слон · h1 чорний кінь | b8 білий король · c8 білий ферзь · g8 чорний слон · a7 білий слон · g6 чорний пішак · g5 білий пішак · c4 білий пішак · d4 біла тура · e4 білий пішак · f4 чорна тура · d3 білий кінь · e3 чорний король · f3 чорний пішак · g3 чорний кінь · d2 чорний пішак · h2 білий кінь · d1 білий слон · h1 чорний кінь | b8 білий король · c8 білий ферзь · g8 чорний слон · a7 білий слон · g6 чорний пішак · g5 білий пішак · c4 білий пішак · d4 біла тура · e4 білий пішак · f4 чорна тура · d3 білий кінь · e3 чорний король · f3 чорний пішак · g3 чорний кінь · d2 чорний пішак · h2 білий кінь · d1 білий слон · h1 чорний кінь | b8 білий король · c8 білий ферзь · g8 чорний слон · a7 білий слон · g6 чорний пішак · g5 білий пішак · c4 білий пішак · d4 біла тура · e4 білий пішак · f4 чорна тура · d3 білий кінь · e3 чорний король · f3 чорний пішак · g3 чорний кінь · d2 чорний пішак · h2 білий кінь · d1 білий слон · h1 чорний кінь | 2 |
| 1 | b8 білий король · c8 білий ферзь · g8 чорний слон · a7 білий слон · g6 чорний пішак · g5 білий пішак · c4 білий пішак · d4 біла тура · e4 білий пішак · f4 чорна тура · d3 білий кінь · e3 чорний король · f3 чорний пішак · g3 чорний кінь · d2 чорний пішак · h2 білий кінь · d1 білий слон · h1 чорний кінь | b8 білий король · c8 білий ферзь · g8 чорний слон · a7 білий слон · g6 чорний пішак · g5 білий пішак · c4 білий пішак · d4 біла тура · e4 білий пішак · f4 чорна тура · d3 білий кінь · e3 чорний король · f3 чорний пішак · g3 чорний кінь · d2 чорний пішак · h2 білий кінь · d1 білий слон · h1 чорний кінь | b8 білий король · c8 білий ферзь · g8 чорний слон · a7 білий слон · g6 чорний пішак · g5 білий пішак · c4 білий пішак · d4 біла тура · e4 білий пішак · f4 чорна тура · d3 білий кінь · e3 чорний король · f3 чорний пішак · g3 чорний кінь · d2 чорний пішак · h2 білий кінь · d1 білий слон · h1 чорний кінь | b8 білий король · c8 білий ферзь · g8 чорний слон · a7 білий слон · g6 чорний пішак · g5 білий пішак · c4 білий пішак · d4 біла тура · e4 білий пішак · f4 чорна тура · d3 білий кінь · e3 чорний король · f3 чорний пішак · g3 чорний кінь · d2 чорний пішак · h2 білий кінь · d1 білий слон · h1 чорний кінь | b8 білий король · c8 білий ферзь · g8 чорний слон · a7 білий слон · g6 чорний пішак · g5 білий пішак · c4 білий пішак · d4 біла тура · e4 білий пішак · f4 чорна тура · d3 білий кінь · e3 чорний король · f3 чорний пішак · g3 чорний кінь · d2 чорний пішак · h2 білий кінь · d1 білий слон · h1 чорний кінь | b8 білий король · c8 білий ферзь · g8 чорний слон · a7 білий слон · g6 чорний пішак · g5 білий пішак · c4 білий пішак · d4 біла тура · e4 білий пішак · f4 чорна тура · d3 білий кінь · e3 чорний король · f3 чорний пішак · g3 чорний кінь · d2 чорний пішак · h2 білий кінь · d1 білий слон · h1 чорний кінь | b8 білий король · c8 білий ферзь · g8 чорний слон · a7 білий слон · g6 чорний пішак · g5 білий пішак · c4 білий пішак · d4 біла тура · e4 білий пішак · f4 чорна тура · d3 білий кінь · e3 чорний король · f3 чорний пішак · g3 чорний кінь · d2 чорний пішак · h2 білий кінь · d1 білий слон · h1 чорний кінь | b8 білий король · c8 білий ферзь · g8 чорний слон · a7 білий слон · g6 чорний пішак · g5 білий пішак · c4 білий пішак · d4 біла тура · e4 білий пішак · f4 чорна тура · d3 білий кінь · e3 чорний король · f3 чорний пішак · g3 чорний кінь · d2 чорний пішак · h2 білий кінь · d1 білий слон · h1 чорний кінь | 1 |
|   | a | b | c | d | e | f | g | h |   |

1. De8? ~ 2. Td5, Td6, Td7, Td8#, 1. ... Le6!
1.Dg4! ~ 2. D:f4#
1. ... Tf5   2. Td5#
1. ... Tf6   2. Td6#
1. ... Tf7   2. Td7#
1. ... Tf8+  2. Td8#
- — - — - — -
1. ... T:g4   2. S:g4#
1. ... Sh5    2. Sf1#
1. ... T:e4   2. D:f3#
Самбірська тема виражена у чотирьох варіантах.
|   | a | b | c | d | e | f | g | h |   |
| 8 | b8 білий слон · h8 чорний слон · b7 біла тура · c7 чорний пішак · d7 чорна тура · c6 чорний король · d6 білий кінь · a5 білий пішак · c5 білий кінь · d5 біла тура · b4 чорна тура · d4 чорний пішак · h4 білий ферзь · b3 чорний пішак · d3 чорний пішак · h3 білий король · h1 білий слон | b8 білий слон · h8 чорний слон · b7 біла тура · c7 чорний пішак · d7 чорна тура · c6 чорний король · d6 білий кінь · a5 білий пішак · c5 білий кінь · d5 біла тура · b4 чорна тура · d4 чорний пішак · h4 білий ферзь · b3 чорний пішак · d3 чорний пішак · h3 білий король · h1 білий слон | b8 білий слон · h8 чорний слон · b7 біла тура · c7 чорний пішак · d7 чорна тура · c6 чорний король · d6 білий кінь · a5 білий пішак · c5 білий кінь · d5 біла тура · b4 чорна тура · d4 чорний пішак · h4 білий ферзь · b3 чорний пішак · d3 чорний пішак · h3 білий король · h1 білий слон | b8 білий слон · h8 чорний слон · b7 біла тура · c7 чорний пішак · d7 чорна тура · c6 чорний король · d6 білий кінь · a5 білий пішак · c5 білий кінь · d5 біла тура · b4 чорна тура · d4 чорний пішак · h4 білий ферзь · b3 чорний пішак · d3 чорний пішак · h3 білий король · h1 білий слон | b8 білий слон · h8 чорний слон · b7 біла тура · c7 чорний пішак · d7 чорна тура · c6 чорний король · d6 білий кінь · a5 білий пішак · c5 білий кінь · d5 біла тура · b4 чорна тура · d4 чорний пішак · h4 білий ферзь · b3 чорний пішак · d3 чорний пішак · h3 білий король · h1 білий слон | b8 білий слон · h8 чорний слон · b7 біла тура · c7 чорний пішак · d7 чорна тура · c6 чорний король · d6 білий кінь · a5 білий пішак · c5 білий кінь · d5 біла тура · b4 чорна тура · d4 чорний пішак · h4 білий ферзь · b3 чорний пішак · d3 чорний пішак · h3 білий король · h1 білий слон | b8 білий слон · h8 чорний слон · b7 біла тура · c7 чорний пішак · d7 чорна тура · c6 чорний король · d6 білий кінь · a5 білий пішак · c5 білий кінь · d5 біла тура · b4 чорна тура · d4 чорний пішак · h4 білий ферзь · b3 чорний пішак · d3 чорний пішак · h3 білий король · h1 білий слон | b8 білий слон · h8 чорний слон · b7 біла тура · c7 чорний пішак · d7 чорна тура · c6 чорний король · d6 білий кінь · a5 білий пішак · c5 білий кінь · d5 біла тура · b4 чорна тура · d4 чорний пішак · h4 білий ферзь · b3 чорний пішак · d3 чорний пішак · h3 білий король · h1 білий слон | 8 |
| 7 | b8 білий слон · h8 чорний слон · b7 біла тура · c7 чорний пішак · d7 чорна тура · c6 чорний король · d6 білий кінь · a5 білий пішак · c5 білий кінь · d5 біла тура · b4 чорна тура · d4 чорний пішак · h4 білий ферзь · b3 чорний пішак · d3 чорний пішак · h3 білий король · h1 білий слон | b8 білий слон · h8 чорний слон · b7 біла тура · c7 чорний пішак · d7 чорна тура · c6 чорний король · d6 білий кінь · a5 білий пішак · c5 білий кінь · d5 біла тура · b4 чорна тура · d4 чорний пішак · h4 білий ферзь · b3 чорний пішак · d3 чорний пішак · h3 білий король · h1 білий слон | b8 білий слон · h8 чорний слон · b7 біла тура · c7 чорний пішак · d7 чорна тура · c6 чорний король · d6 білий кінь · a5 білий пішак · c5 білий кінь · d5 біла тура · b4 чорна тура · d4 чорний пішак · h4 білий ферзь · b3 чорний пішак · d3 чорний пішак · h3 білий король · h1 білий слон | b8 білий слон · h8 чорний слон · b7 біла тура · c7 чорний пішак · d7 чорна тура · c6 чорний король · d6 білий кінь · a5 білий пішак · c5 білий кінь · d5 біла тура · b4 чорна тура · d4 чорний пішак · h4 білий ферзь · b3 чорний пішак · d3 чорний пішак · h3 білий король · h1 білий слон | b8 білий слон · h8 чорний слон · b7 біла тура · c7 чорний пішак · d7 чорна тура · c6 чорний король · d6 білий кінь · a5 білий пішак · c5 білий кінь · d5 біла тура · b4 чорна тура · d4 чорний пішак · h4 білий ферзь · b3 чорний пішак · d3 чорний пішак · h3 білий король · h1 білий слон | b8 білий слон · h8 чорний слон · b7 біла тура · c7 чорний пішак · d7 чорна тура · c6 чорний король · d6 білий кінь · a5 білий пішак · c5 білий кінь · d5 біла тура · b4 чорна тура · d4 чорний пішак · h4 білий ферзь · b3 чорний пішак · d3 чорний пішак · h3 білий король · h1 білий слон | b8 білий слон · h8 чорний слон · b7 біла тура · c7 чорний пішак · d7 чорна тура · c6 чорний король · d6 білий кінь · a5 білий пішак · c5 білий кінь · d5 біла тура · b4 чорна тура · d4 чорний пішак · h4 білий ферзь · b3 чорний пішак · d3 чорний пішак · h3 білий король · h1 білий слон | b8 білий слон · h8 чорний слон · b7 біла тура · c7 чорний пішак · d7 чорна тура · c6 чорний король · d6 білий кінь · a5 білий пішак · c5 білий кінь · d5 біла тура · b4 чорна тура · d4 чорний пішак · h4 білий ферзь · b3 чорний пішак · d3 чорний пішак · h3 білий король · h1 білий слон | 7 |
| 6 | b8 білий слон · h8 чорний слон · b7 біла тура · c7 чорний пішак · d7 чорна тура · c6 чорний король · d6 білий кінь · a5 білий пішак · c5 білий кінь · d5 біла тура · b4 чорна тура · d4 чорний пішак · h4 білий ферзь · b3 чорний пішак · d3 чорний пішак · h3 білий король · h1 білий слон | b8 білий слон · h8 чорний слон · b7 біла тура · c7 чорний пішак · d7 чорна тура · c6 чорний король · d6 білий кінь · a5 білий пішак · c5 білий кінь · d5 біла тура · b4 чорна тура · d4 чорний пішак · h4 білий ферзь · b3 чорний пішак · d3 чорний пішак · h3 білий король · h1 білий слон | b8 білий слон · h8 чорний слон · b7 біла тура · c7 чорний пішак · d7 чорна тура · c6 чорний король · d6 білий кінь · a5 білий пішак · c5 білий кінь · d5 біла тура · b4 чорна тура · d4 чорний пішак · h4 білий ферзь · b3 чорний пішак · d3 чорний пішак · h3 білий король · h1 білий слон | b8 білий слон · h8 чорний слон · b7 біла тура · c7 чорний пішак · d7 чорна тура · c6 чорний король · d6 білий кінь · a5 білий пішак · c5 білий кінь · d5 біла тура · b4 чорна тура · d4 чорний пішак · h4 білий ферзь · b3 чорний пішак · d3 чорний пішак · h3 білий король · h1 білий слон | b8 білий слон · h8 чорний слон · b7 біла тура · c7 чорний пішак · d7 чорна тура · c6 чорний король · d6 білий кінь · a5 білий пішак · c5 білий кінь · d5 біла тура · b4 чорна тура · d4 чорний пішак · h4 білий ферзь · b3 чорний пішак · d3 чорний пішак · h3 білий король · h1 білий слон | b8 білий слон · h8 чорний слон · b7 біла тура · c7 чорний пішак · d7 чорна тура · c6 чорний король · d6 білий кінь · a5 білий пішак · c5 білий кінь · d5 біла тура · b4 чорна тура · d4 чорний пішак · h4 білий ферзь · b3 чорний пішак · d3 чорний пішак · h3 білий король · h1 білий слон | b8 білий слон · h8 чорний слон · b7 біла тура · c7 чорний пішак · d7 чорна тура · c6 чорний король · d6 білий кінь · a5 білий пішак · c5 білий кінь · d5 біла тура · b4 чорна тура · d4 чорний пішак · h4 білий ферзь · b3 чорний пішак · d3 чорний пішак · h3 білий король · h1 білий слон | b8 білий слон · h8 чорний слон · b7 біла тура · c7 чорний пішак · d7 чорна тура · c6 чорний король · d6 білий кінь · a5 білий пішак · c5 білий кінь · d5 біла тура · b4 чорна тура · d4 чорний пішак · h4 білий ферзь · b3 чорний пішак · d3 чорний пішак · h3 білий король · h1 білий слон | 6 |
| 5 | b8 білий слон · h8 чорний слон · b7 біла тура · c7 чорний пішак · d7 чорна тура · c6 чорний король · d6 білий кінь · a5 білий пішак · c5 білий кінь · d5 біла тура · b4 чорна тура · d4 чорний пішак · h4 білий ферзь · b3 чорний пішак · d3 чорний пішак · h3 білий король · h1 білий слон | b8 білий слон · h8 чорний слон · b7 біла тура · c7 чорний пішак · d7 чорна тура · c6 чорний король · d6 білий кінь · a5 білий пішак · c5 білий кінь · d5 біла тура · b4 чорна тура · d4 чорний пішак · h4 білий ферзь · b3 чорний пішак · d3 чорний пішак · h3 білий король · h1 білий слон | b8 білий слон · h8 чорний слон · b7 біла тура · c7 чорний пішак · d7 чорна тура · c6 чорний король · d6 білий кінь · a5 білий пішак · c5 білий кінь · d5 біла тура · b4 чорна тура · d4 чорний пішак · h4 білий ферзь · b3 чорний пішак · d3 чорний пішак · h3 білий король · h1 білий слон | b8 білий слон · h8 чорний слон · b7 біла тура · c7 чорний пішак · d7 чорна тура · c6 чорний король · d6 білий кінь · a5 білий пішак · c5 білий кінь · d5 біла тура · b4 чорна тура · d4 чорний пішак · h4 білий ферзь · b3 чорний пішак · d3 чорний пішак · h3 білий король · h1 білий слон | b8 білий слон · h8 чорний слон · b7 біла тура · c7 чорний пішак · d7 чорна тура · c6 чорний король · d6 білий кінь · a5 білий пішак · c5 білий кінь · d5 біла тура · b4 чорна тура · d4 чорний пішак · h4 білий ферзь · b3 чорний пішак · d3 чорний пішак · h3 білий король · h1 білий слон | b8 білий слон · h8 чорний слон · b7 біла тура · c7 чорний пішак · d7 чорна тура · c6 чорний король · d6 білий кінь · a5 білий пішак · c5 білий кінь · d5 біла тура · b4 чорна тура · d4 чорний пішак · h4 білий ферзь · b3 чорний пішак · d3 чорний пішак · h3 білий король · h1 білий слон | b8 білий слон · h8 чорний слон · b7 біла тура · c7 чорний пішак · d7 чорна тура · c6 чорний король · d6 білий кінь · a5 білий пішак · c5 білий кінь · d5 біла тура · b4 чорна тура · d4 чорний пішак · h4 білий ферзь · b3 чорний пішак · d3 чорний пішак · h3 білий король · h1 білий слон | b8 білий слон · h8 чорний слон · b7 біла тура · c7 чорний пішак · d7 чорна тура · c6 чорний король · d6 білий кінь · a5 білий пішак · c5 білий кінь · d5 біла тура · b4 чорна тура · d4 чорний пішак · h4 білий ферзь · b3 чорний пішак · d3 чорний пішак · h3 білий король · h1 білий слон | 5 |
| 4 | b8 білий слон · h8 чорний слон · b7 біла тура · c7 чорний пішак · d7 чорна тура · c6 чорний король · d6 білий кінь · a5 білий пішак · c5 білий кінь · d5 біла тура · b4 чорна тура · d4 чорний пішак · h4 білий ферзь · b3 чорний пішак · d3 чорний пішак · h3 білий король · h1 білий слон | b8 білий слон · h8 чорний слон · b7 біла тура · c7 чорний пішак · d7 чорна тура · c6 чорний король · d6 білий кінь · a5 білий пішак · c5 білий кінь · d5 біла тура · b4 чорна тура · d4 чорний пішак · h4 білий ферзь · b3 чорний пішак · d3 чорний пішак · h3 білий король · h1 білий слон | b8 білий слон · h8 чорний слон · b7 біла тура · c7 чорний пішак · d7 чорна тура · c6 чорний король · d6 білий кінь · a5 білий пішак · c5 білий кінь · d5 біла тура · b4 чорна тура · d4 чорний пішак · h4 білий ферзь · b3 чорний пішак · d3 чорний пішак · h3 білий король · h1 білий слон | b8 білий слон · h8 чорний слон · b7 біла тура · c7 чорний пішак · d7 чорна тура · c6 чорний король · d6 білий кінь · a5 білий пішак · c5 білий кінь · d5 біла тура · b4 чорна тура · d4 чорний пішак · h4 білий ферзь · b3 чорний пішак · d3 чорний пішак · h3 білий король · h1 білий слон | b8 білий слон · h8 чорний слон · b7 біла тура · c7 чорний пішак · d7 чорна тура · c6 чорний король · d6 білий кінь · a5 білий пішак · c5 білий кінь · d5 біла тура · b4 чорна тура · d4 чорний пішак · h4 білий ферзь · b3 чорний пішак · d3 чорний пішак · h3 білий король · h1 білий слон | b8 білий слон · h8 чорний слон · b7 біла тура · c7 чорний пішак · d7 чорна тура · c6 чорний король · d6 білий кінь · a5 білий пішак · c5 білий кінь · d5 біла тура · b4 чорна тура · d4 чорний пішак · h4 білий ферзь · b3 чорний пішак · d3 чорний пішак · h3 білий король · h1 білий слон | b8 білий слон · h8 чорний слон · b7 біла тура · c7 чорний пішак · d7 чорна тура · c6 чорний король · d6 білий кінь · a5 білий пішак · c5 білий кінь · d5 біла тура · b4 чорна тура · d4 чорний пішак · h4 білий ферзь · b3 чорний пішак · d3 чорний пішак · h3 білий король · h1 білий слон | b8 білий слон · h8 чорний слон · b7 біла тура · c7 чорний пішак · d7 чорна тура · c6 чорний король · d6 білий кінь · a5 білий пішак · c5 білий кінь · d5 біла тура · b4 чорна тура · d4 чорний пішак · h4 білий ферзь · b3 чорний пішак · d3 чорний пішак · h3 білий король · h1 білий слон | 4 |
| 3 | b8 білий слон · h8 чорний слон · b7 біла тура · c7 чорний пішак · d7 чорна тура · c6 чорний король · d6 білий кінь · a5 білий пішак · c5 білий кінь · d5 біла тура · b4 чорна тура · d4 чорний пішак · h4 білий ферзь · b3 чорний пішак · d3 чорний пішак · h3 білий король · h1 білий слон | b8 білий слон · h8 чорний слон · b7 біла тура · c7 чорний пішак · d7 чорна тура · c6 чорний король · d6 білий кінь · a5 білий пішак · c5 білий кінь · d5 біла тура · b4 чорна тура · d4 чорний пішак · h4 білий ферзь · b3 чорний пішак · d3 чорний пішак · h3 білий король · h1 білий слон | b8 білий слон · h8 чорний слон · b7 біла тура · c7 чорний пішак · d7 чорна тура · c6 чорний король · d6 білий кінь · a5 білий пішак · c5 білий кінь · d5 біла тура · b4 чорна тура · d4 чорний пішак · h4 білий ферзь · b3 чорний пішак · d3 чорний пішак · h3 білий король · h1 білий слон | b8 білий слон · h8 чорний слон · b7 біла тура · c7 чорний пішак · d7 чорна тура · c6 чорний король · d6 білий кінь · a5 білий пішак · c5 білий кінь · d5 біла тура · b4 чорна тура · d4 чорний пішак · h4 білий ферзь · b3 чорний пішак · d3 чорний пішак · h3 білий король · h1 білий слон | b8 білий слон · h8 чорний слон · b7 біла тура · c7 чорний пішак · d7 чорна тура · c6 чорний король · d6 білий кінь · a5 білий пішак · c5 білий кінь · d5 біла тура · b4 чорна тура · d4 чорний пішак · h4 білий ферзь · b3 чорний пішак · d3 чорний пішак · h3 білий король · h1 білий слон | b8 білий слон · h8 чорний слон · b7 біла тура · c7 чорний пішак · d7 чорна тура · c6 чорний король · d6 білий кінь · a5 білий пішак · c5 білий кінь · d5 біла тура · b4 чорна тура · d4 чорний пішак · h4 білий ферзь · b3 чорний пішак · d3 чорний пішак · h3 білий король · h1 білий слон | b8 білий слон · h8 чорний слон · b7 біла тура · c7 чорний пішак · d7 чорна тура · c6 чорний король · d6 білий кінь · a5 білий пішак · c5 білий кінь · d5 біла тура · b4 чорна тура · d4 чорний пішак · h4 білий ферзь · b3 чорний пішак · d3 чорний пішак · h3 білий король · h1 білий слон | b8 білий слон · h8 чорний слон · b7 біла тура · c7 чорний пішак · d7 чорна тура · c6 чорний король · d6 білий кінь · a5 білий пішак · c5 білий кінь · d5 біла тура · b4 чорна тура · d4 чорний пішак · h4 білий ферзь · b3 чорний пішак · d3 чорний пішак · h3 білий король · h1 білий слон | 3 |
| 2 | b8 білий слон · h8 чорний слон · b7 біла тура · c7 чорний пішак · d7 чорна тура · c6 чорний король · d6 білий кінь · a5 білий пішак · c5 білий кінь · d5 біла тура · b4 чорна тура · d4 чорний пішак · h4 білий ферзь · b3 чорний пішак · d3 чорний пішак · h3 білий король · h1 білий слон | b8 білий слон · h8 чорний слон · b7 біла тура · c7 чорний пішак · d7 чорна тура · c6 чорний король · d6 білий кінь · a5 білий пішак · c5 білий кінь · d5 біла тура · b4 чорна тура · d4 чорний пішак · h4 білий ферзь · b3 чорний пішак · d3 чорний пішак · h3 білий король · h1 білий слон | b8 білий слон · h8 чорний слон · b7 біла тура · c7 чорний пішак · d7 чорна тура · c6 чорний король · d6 білий кінь · a5 білий пішак · c5 білий кінь · d5 біла тура · b4 чорна тура · d4 чорний пішак · h4 білий ферзь · b3 чорний пішак · d3 чорний пішак · h3 білий король · h1 білий слон | b8 білий слон · h8 чорний слон · b7 біла тура · c7 чорний пішак · d7 чорна тура · c6 чорний король · d6 білий кінь · a5 білий пішак · c5 білий кінь · d5 біла тура · b4 чорна тура · d4 чорний пішак · h4 білий ферзь · b3 чорний пішак · d3 чорний пішак · h3 білий король · h1 білий слон | b8 білий слон · h8 чорний слон · b7 біла тура · c7 чорний пішак · d7 чорна тура · c6 чорний король · d6 білий кінь · a5 білий пішак · c5 білий кінь · d5 біла тура · b4 чорна тура · d4 чорний пішак · h4 білий ферзь · b3 чорний пішак · d3 чорний пішак · h3 білий король · h1 білий слон | b8 білий слон · h8 чорний слон · b7 біла тура · c7 чорний пішак · d7 чорна тура · c6 чорний король · d6 білий кінь · a5 білий пішак · c5 білий кінь · d5 біла тура · b4 чорна тура · d4 чорний пішак · h4 білий ферзь · b3 чорний пішак · d3 чорний пішак · h3 білий король · h1 білий слон | b8 білий слон · h8 чорний слон · b7 біла тура · c7 чорний пішак · d7 чорна тура · c6 чорний король · d6 білий кінь · a5 білий пішак · c5 білий кінь · d5 біла тура · b4 чорна тура · d4 чорний пішак · h4 білий ферзь · b3 чорний пішак · d3 чорний пішак · h3 білий король · h1 білий слон | b8 білий слон · h8 чорний слон · b7 біла тура · c7 чорний пішак · d7 чорна тура · c6 чорний король · d6 білий кінь · a5 білий пішак · c5 білий кінь · d5 біла тура · b4 чорна тура · d4 чорний пішак · h4 білий ферзь · b3 чорний пішак · d3 чорний пішак · h3 білий король · h1 білий слон | 2 |
| 1 | b8 білий слон · h8 чорний слон · b7 біла тура · c7 чорний пішак · d7 чорна тура · c6 чорний король · d6 білий кінь · a5 білий пішак · c5 білий кінь · d5 біла тура · b4 чорна тура · d4 чорний пішак · h4 білий ферзь · b3 чорний пішак · d3 чорний пішак · h3 білий король · h1 білий слон | b8 білий слон · h8 чорний слон · b7 біла тура · c7 чорний пішак · d7 чорна тура · c6 чорний король · d6 білий кінь · a5 білий пішак · c5 білий кінь · d5 біла тура · b4 чорна тура · d4 чорний пішак · h4 білий ферзь · b3 чорний пішак · d3 чорний пішак · h3 білий король · h1 білий слон | b8 білий слон · h8 чорний слон · b7 біла тура · c7 чорний пішак · d7 чорна тура · c6 чорний король · d6 білий кінь · a5 білий пішак · c5 білий кінь · d5 біла тура · b4 чорна тура · d4 чорний пішак · h4 білий ферзь · b3 чорний пішак · d3 чорний пішак · h3 білий король · h1 білий слон | b8 білий слон · h8 чорний слон · b7 біла тура · c7 чорний пішак · d7 чорна тура · c6 чорний король · d6 білий кінь · a5 білий пішак · c5 білий кінь · d5 біла тура · b4 чорна тура · d4 чорний пішак · h4 білий ферзь · b3 чорний пішак · d3 чорний пішак · h3 білий король · h1 білий слон | b8 білий слон · h8 чорний слон · b7 біла тура · c7 чорний пішак · d7 чорна тура · c6 чорний король · d6 білий кінь · a5 білий пішак · c5 білий кінь · d5 біла тура · b4 чорна тура · d4 чорний пішак · h4 білий ферзь · b3 чорний пішак · d3 чорний пішак · h3 білий король · h1 білий слон | b8 білий слон · h8 чорний слон · b7 біла тура · c7 чорний пішак · d7 чорна тура · c6 чорний король · d6 білий кінь · a5 білий пішак · c5 білий кінь · d5 біла тура · b4 чорна тура · d4 чорний пішак · h4 білий ферзь · b3 чорний пішак · d3 чорний пішак · h3 білий король · h1 білий слон | b8 білий слон · h8 чорний слон · b7 біла тура · c7 чорний пішак · d7 чорна тура · c6 чорний король · d6 білий кінь · a5 білий пішак · c5 білий кінь · d5 біла тура · b4 чорна тура · d4 чорний пішак · h4 білий ферзь · b3 чорний пішак · d3 чорний пішак · h3 білий король · h1 білий слон | b8 білий слон · h8 чорний слон · b7 біла тура · c7 чорний пішак · d7 чорна тура · c6 чорний король · d6 білий кінь · a5 білий пішак · c5 білий кінь · d5 біла тура · b4 чорна тура · d4 чорний пішак · h4 білий ферзь · b3 чорний пішак · d3 чорний пішак · h3 білий король · h1 білий слон | 1 |
|   | a | b | c | d | e | f | g | h |   |

1. Dh6? ~ 2. Te5, Tf5, Tg5, Th5#, 1. ... Lf6!
1. Dd8! ~ 2. D:d7#
1. ... Te7   2. Te5#
1. ... Tf7   2. Tf5#
1. ... Tg7   2. Tg5#
1. ... Th7+! 2. Th5#
- — - — - — -
1. ... T:d8  2. Tc7#
1. ... T:d6  2. Dc7#
Самбірська тема виражена у чотирьох варіантах.

## Синтез Самбірської теми з іншими темами
Поєднання Самбірської теми можливий з багатьма темами.
|   | a | b | c | d | e | f | g | h |   |
| 8 | h8 білий ферзь · b7 біла тура · a6 чорний пішак · c5 білий слон · d5 чорний пішак · a4 білий пішак · b4 білий пішак · c4 чорний король · d4 білий пішак · f4 чорна тура · h4 біла тура · c2 білий король · d2 чорний слон | h8 білий ферзь · b7 біла тура · a6 чорний пішак · c5 білий слон · d5 чорний пішак · a4 білий пішак · b4 білий пішак · c4 чорний король · d4 білий пішак · f4 чорна тура · h4 біла тура · c2 білий король · d2 чорний слон | h8 білий ферзь · b7 біла тура · a6 чорний пішак · c5 білий слон · d5 чорний пішак · a4 білий пішак · b4 білий пішак · c4 чорний король · d4 білий пішак · f4 чорна тура · h4 біла тура · c2 білий король · d2 чорний слон | h8 білий ферзь · b7 біла тура · a6 чорний пішак · c5 білий слон · d5 чорний пішак · a4 білий пішак · b4 білий пішак · c4 чорний король · d4 білий пішак · f4 чорна тура · h4 біла тура · c2 білий король · d2 чорний слон | h8 білий ферзь · b7 біла тура · a6 чорний пішак · c5 білий слон · d5 чорний пішак · a4 білий пішак · b4 білий пішак · c4 чорний король · d4 білий пішак · f4 чорна тура · h4 біла тура · c2 білий король · d2 чорний слон | h8 білий ферзь · b7 біла тура · a6 чорний пішак · c5 білий слон · d5 чорний пішак · a4 білий пішак · b4 білий пішак · c4 чорний король · d4 білий пішак · f4 чорна тура · h4 біла тура · c2 білий король · d2 чорний слон | h8 білий ферзь · b7 біла тура · a6 чорний пішак · c5 білий слон · d5 чорний пішак · a4 білий пішак · b4 білий пішак · c4 чорний король · d4 білий пішак · f4 чорна тура · h4 біла тура · c2 білий король · d2 чорний слон | h8 білий ферзь · b7 біла тура · a6 чорний пішак · c5 білий слон · d5 чорний пішак · a4 білий пішак · b4 білий пішак · c4 чорний король · d4 білий пішак · f4 чорна тура · h4 біла тура · c2 білий король · d2 чорний слон | 8 |
| 7 | h8 білий ферзь · b7 біла тура · a6 чорний пішак · c5 білий слон · d5 чорний пішак · a4 білий пішак · b4 білий пішак · c4 чорний король · d4 білий пішак · f4 чорна тура · h4 біла тура · c2 білий король · d2 чорний слон | h8 білий ферзь · b7 біла тура · a6 чорний пішак · c5 білий слон · d5 чорний пішак · a4 білий пішак · b4 білий пішак · c4 чорний король · d4 білий пішак · f4 чорна тура · h4 біла тура · c2 білий король · d2 чорний слон | h8 білий ферзь · b7 біла тура · a6 чорний пішак · c5 білий слон · d5 чорний пішак · a4 білий пішак · b4 білий пішак · c4 чорний король · d4 білий пішак · f4 чорна тура · h4 біла тура · c2 білий король · d2 чорний слон | h8 білий ферзь · b7 біла тура · a6 чорний пішак · c5 білий слон · d5 чорний пішак · a4 білий пішак · b4 білий пішак · c4 чорний король · d4 білий пішак · f4 чорна тура · h4 біла тура · c2 білий король · d2 чорний слон | h8 білий ферзь · b7 біла тура · a6 чорний пішак · c5 білий слон · d5 чорний пішак · a4 білий пішак · b4 білий пішак · c4 чорний король · d4 білий пішак · f4 чорна тура · h4 біла тура · c2 білий король · d2 чорний слон | h8 білий ферзь · b7 біла тура · a6 чорний пішак · c5 білий слон · d5 чорний пішак · a4 білий пішак · b4 білий пішак · c4 чорний король · d4 білий пішак · f4 чорна тура · h4 біла тура · c2 білий король · d2 чорний слон | h8 білий ферзь · b7 біла тура · a6 чорний пішак · c5 білий слон · d5 чорний пішак · a4 білий пішак · b4 білий пішак · c4 чорний король · d4 білий пішак · f4 чорна тура · h4 біла тура · c2 білий король · d2 чорний слон | h8 білий ферзь · b7 біла тура · a6 чорний пішак · c5 білий слон · d5 чорний пішак · a4 білий пішак · b4 білий пішак · c4 чорний король · d4 білий пішак · f4 чорна тура · h4 біла тура · c2 білий король · d2 чорний слон | 7 |
| 6 | h8 білий ферзь · b7 біла тура · a6 чорний пішак · c5 білий слон · d5 чорний пішак · a4 білий пішак · b4 білий пішак · c4 чорний король · d4 білий пішак · f4 чорна тура · h4 біла тура · c2 білий король · d2 чорний слон | h8 білий ферзь · b7 біла тура · a6 чорний пішак · c5 білий слон · d5 чорний пішак · a4 білий пішак · b4 білий пішак · c4 чорний король · d4 білий пішак · f4 чорна тура · h4 біла тура · c2 білий король · d2 чорний слон | h8 білий ферзь · b7 біла тура · a6 чорний пішак · c5 білий слон · d5 чорний пішак · a4 білий пішак · b4 білий пішак · c4 чорний король · d4 білий пішак · f4 чорна тура · h4 біла тура · c2 білий король · d2 чорний слон | h8 білий ферзь · b7 біла тура · a6 чорний пішак · c5 білий слон · d5 чорний пішак · a4 білий пішак · b4 білий пішак · c4 чорний король · d4 білий пішак · f4 чорна тура · h4 біла тура · c2 білий король · d2 чорний слон | h8 білий ферзь · b7 біла тура · a6 чорний пішак · c5 білий слон · d5 чорний пішак · a4 білий пішак · b4 білий пішак · c4 чорний король · d4 білий пішак · f4 чорна тура · h4 біла тура · c2 білий король · d2 чорний слон | h8 білий ферзь · b7 біла тура · a6 чорний пішак · c5 білий слон · d5 чорний пішак · a4 білий пішак · b4 білий пішак · c4 чорний король · d4 білий пішак · f4 чорна тура · h4 біла тура · c2 білий король · d2 чорний слон | h8 білий ферзь · b7 біла тура · a6 чорний пішак · c5 білий слон · d5 чорний пішак · a4 білий пішак · b4 білий пішак · c4 чорний король · d4 білий пішак · f4 чорна тура · h4 біла тура · c2 білий король · d2 чорний слон | h8 білий ферзь · b7 біла тура · a6 чорний пішак · c5 білий слон · d5 чорний пішак · a4 білий пішак · b4 білий пішак · c4 чорний король · d4 білий пішак · f4 чорна тура · h4 біла тура · c2 білий король · d2 чорний слон | 6 |
| 5 | h8 білий ферзь · b7 біла тура · a6 чорний пішак · c5 білий слон · d5 чорний пішак · a4 білий пішак · b4 білий пішак · c4 чорний король · d4 білий пішак · f4 чорна тура · h4 біла тура · c2 білий король · d2 чорний слон | h8 білий ферзь · b7 біла тура · a6 чорний пішак · c5 білий слон · d5 чорний пішак · a4 білий пішак · b4 білий пішак · c4 чорний король · d4 білий пішак · f4 чорна тура · h4 біла тура · c2 білий король · d2 чорний слон | h8 білий ферзь · b7 біла тура · a6 чорний пішак · c5 білий слон · d5 чорний пішак · a4 білий пішак · b4 білий пішак · c4 чорний король · d4 білий пішак · f4 чорна тура · h4 біла тура · c2 білий король · d2 чорний слон | h8 білий ферзь · b7 біла тура · a6 чорний пішак · c5 білий слон · d5 чорний пішак · a4 білий пішак · b4 білий пішак · c4 чорний король · d4 білий пішак · f4 чорна тура · h4 біла тура · c2 білий король · d2 чорний слон | h8 білий ферзь · b7 біла тура · a6 чорний пішак · c5 білий слон · d5 чорний пішак · a4 білий пішак · b4 білий пішак · c4 чорний король · d4 білий пішак · f4 чорна тура · h4 біла тура · c2 білий король · d2 чорний слон | h8 білий ферзь · b7 біла тура · a6 чорний пішак · c5 білий слон · d5 чорний пішак · a4 білий пішак · b4 білий пішак · c4 чорний король · d4 білий пішак · f4 чорна тура · h4 біла тура · c2 білий король · d2 чорний слон | h8 білий ферзь · b7 біла тура · a6 чорний пішак · c5 білий слон · d5 чорний пішак · a4 білий пішак · b4 білий пішак · c4 чорний король · d4 білий пішак · f4 чорна тура · h4 біла тура · c2 білий король · d2 чорний слон | h8 білий ферзь · b7 біла тура · a6 чорний пішак · c5 білий слон · d5 чорний пішак · a4 білий пішак · b4 білий пішак · c4 чорний король · d4 білий пішак · f4 чорна тура · h4 біла тура · c2 білий король · d2 чорний слон | 5 |
| 4 | h8 білий ферзь · b7 біла тура · a6 чорний пішак · c5 білий слон · d5 чорний пішак · a4 білий пішак · b4 білий пішак · c4 чорний король · d4 білий пішак · f4 чорна тура · h4 біла тура · c2 білий король · d2 чорний слон | h8 білий ферзь · b7 біла тура · a6 чорний пішак · c5 білий слон · d5 чорний пішак · a4 білий пішак · b4 білий пішак · c4 чорний король · d4 білий пішак · f4 чорна тура · h4 біла тура · c2 білий король · d2 чорний слон | h8 білий ферзь · b7 біла тура · a6 чорний пішак · c5 білий слон · d5 чорний пішак · a4 білий пішак · b4 білий пішак · c4 чорний король · d4 білий пішак · f4 чорна тура · h4 біла тура · c2 білий король · d2 чорний слон | h8 білий ферзь · b7 біла тура · a6 чорний пішак · c5 білий слон · d5 чорний пішак · a4 білий пішак · b4 білий пішак · c4 чорний король · d4 білий пішак · f4 чорна тура · h4 біла тура · c2 білий король · d2 чорний слон | h8 білий ферзь · b7 біла тура · a6 чорний пішак · c5 білий слон · d5 чорний пішак · a4 білий пішак · b4 білий пішак · c4 чорний король · d4 білий пішак · f4 чорна тура · h4 біла тура · c2 білий король · d2 чорний слон | h8 білий ферзь · b7 біла тура · a6 чорний пішак · c5 білий слон · d5 чорний пішак · a4 білий пішак · b4 білий пішак · c4 чорний король · d4 білий пішак · f4 чорна тура · h4 біла тура · c2 білий король · d2 чорний слон | h8 білий ферзь · b7 біла тура · a6 чорний пішак · c5 білий слон · d5 чорний пішак · a4 білий пішак · b4 білий пішак · c4 чорний король · d4 білий пішак · f4 чорна тура · h4 біла тура · c2 білий король · d2 чорний слон | h8 білий ферзь · b7 біла тура · a6 чорний пішак · c5 білий слон · d5 чорний пішак · a4 білий пішак · b4 білий пішак · c4 чорний король · d4 білий пішак · f4 чорна тура · h4 біла тура · c2 білий король · d2 чорний слон | 4 |
| 3 | h8 білий ферзь · b7 біла тура · a6 чорний пішак · c5 білий слон · d5 чорний пішак · a4 білий пішак · b4 білий пішак · c4 чорний король · d4 білий пішак · f4 чорна тура · h4 біла тура · c2 білий король · d2 чорний слон | h8 білий ферзь · b7 біла тура · a6 чорний пішак · c5 білий слон · d5 чорний пішак · a4 білий пішак · b4 білий пішак · c4 чорний король · d4 білий пішак · f4 чорна тура · h4 біла тура · c2 білий король · d2 чорний слон | h8 білий ферзь · b7 біла тура · a6 чорний пішак · c5 білий слон · d5 чорний пішак · a4 білий пішак · b4 білий пішак · c4 чорний король · d4 білий пішак · f4 чорна тура · h4 біла тура · c2 білий король · d2 чорний слон | h8 білий ферзь · b7 біла тура · a6 чорний пішак · c5 білий слон · d5 чорний пішак · a4 білий пішак · b4 білий пішак · c4 чорний король · d4 білий пішак · f4 чорна тура · h4 біла тура · c2 білий король · d2 чорний слон | h8 білий ферзь · b7 біла тура · a6 чорний пішак · c5 білий слон · d5 чорний пішак · a4 білий пішак · b4 білий пішак · c4 чорний король · d4 білий пішак · f4 чорна тура · h4 біла тура · c2 білий король · d2 чорний слон | h8 білий ферзь · b7 біла тура · a6 чорний пішак · c5 білий слон · d5 чорний пішак · a4 білий пішак · b4 білий пішак · c4 чорний король · d4 білий пішак · f4 чорна тура · h4 біла тура · c2 білий король · d2 чорний слон | h8 білий ферзь · b7 біла тура · a6 чорний пішак · c5 білий слон · d5 чорний пішак · a4 білий пішак · b4 білий пішак · c4 чорний король · d4 білий пішак · f4 чорна тура · h4 біла тура · c2 білий король · d2 чорний слон | h8 білий ферзь · b7 біла тура · a6 чорний пішак · c5 білий слон · d5 чорний пішак · a4 білий пішак · b4 білий пішак · c4 чорний король · d4 білий пішак · f4 чорна тура · h4 біла тура · c2 білий король · d2 чорний слон | 3 |
| 2 | h8 білий ферзь · b7 біла тура · a6 чорний пішак · c5 білий слон · d5 чорний пішак · a4 білий пішак · b4 білий пішак · c4 чорний король · d4 білий пішак · f4 чорна тура · h4 біла тура · c2 білий король · d2 чорний слон | h8 білий ферзь · b7 біла тура · a6 чорний пішак · c5 білий слон · d5 чорний пішак · a4 білий пішак · b4 білий пішак · c4 чорний король · d4 білий пішак · f4 чорна тура · h4 біла тура · c2 білий король · d2 чорний слон | h8 білий ферзь · b7 біла тура · a6 чорний пішак · c5 білий слон · d5 чорний пішак · a4 білий пішак · b4 білий пішак · c4 чорний король · d4 білий пішак · f4 чорна тура · h4 біла тура · c2 білий король · d2 чорний слон | h8 білий ферзь · b7 біла тура · a6 чорний пішак · c5 білий слон · d5 чорний пішак · a4 білий пішак · b4 білий пішак · c4 чорний король · d4 білий пішак · f4 чорна тура · h4 біла тура · c2 білий король · d2 чорний слон | h8 білий ферзь · b7 біла тура · a6 чорний пішак · c5 білий слон · d5 чорний пішак · a4 білий пішак · b4 білий пішак · c4 чорний король · d4 білий пішак · f4 чорна тура · h4 біла тура · c2 білий король · d2 чорний слон | h8 білий ферзь · b7 біла тура · a6 чорний пішак · c5 білий слон · d5 чорний пішак · a4 білий пішак · b4 білий пішак · c4 чорний король · d4 білий пішак · f4 чорна тура · h4 біла тура · c2 білий король · d2 чорний слон | h8 білий ферзь · b7 біла тура · a6 чорний пішак · c5 білий слон · d5 чорний пішак · a4 білий пішак · b4 білий пішак · c4 чорний король · d4 білий пішак · f4 чорна тура · h4 біла тура · c2 білий король · d2 чорний слон | h8 білий ферзь · b7 біла тура · a6 чорний пішак · c5 білий слон · d5 чорний пішак · a4 білий пішак · b4 білий пішак · c4 чорний король · d4 білий пішак · f4 чорна тура · h4 біла тура · c2 білий король · d2 чорний слон | 2 |
| 1 | h8 білий ферзь · b7 біла тура · a6 чорний пішак · c5 білий слон · d5 чорний пішак · a4 білий пішак · b4 білий пішак · c4 чорний король · d4 білий пішак · f4 чорна тура · h4 біла тура · c2 білий король · d2 чорний слон | h8 білий ферзь · b7 біла тура · a6 чорний пішак · c5 білий слон · d5 чорний пішак · a4 білий пішак · b4 білий пішак · c4 чорний король · d4 білий пішак · f4 чорна тура · h4 біла тура · c2 білий король · d2 чорний слон | h8 білий ферзь · b7 біла тура · a6 чорний пішак · c5 білий слон · d5 чорний пішак · a4 білий пішак · b4 білий пішак · c4 чорний король · d4 білий пішак · f4 чорна тура · h4 біла тура · c2 білий король · d2 чорний слон | h8 білий ферзь · b7 біла тура · a6 чорний пішак · c5 білий слон · d5 чорний пішак · a4 білий пішак · b4 білий пішак · c4 чорний король · d4 білий пішак · f4 чорна тура · h4 біла тура · c2 білий король · d2 чорний слон | h8 білий ферзь · b7 біла тура · a6 чорний пішак · c5 білий слон · d5 чорний пішак · a4 білий пішак · b4 білий пішак · c4 чорний король · d4 білий пішак · f4 чорна тура · h4 біла тура · c2 білий король · d2 чорний слон | h8 білий ферзь · b7 біла тура · a6 чорний пішак · c5 білий слон · d5 чорний пішак · a4 білий пішак · b4 білий пішак · c4 чорний король · d4 білий пішак · f4 чорна тура · h4 біла тура · c2 білий король · d2 чорний слон | h8 білий ферзь · b7 біла тура · a6 чорний пішак · c5 білий слон · d5 чорний пішак · a4 білий пішак · b4 білий пішак · c4 чорний король · d4 білий пішак · f4 чорна тура · h4 біла тура · c2 білий король · d2 чорний слон | h8 білий ферзь · b7 біла тура · a6 чорний пішак · c5 білий слон · d5 чорний пішак · a4 білий пішак · b4 білий пішак · c4 чорний король · d4 білий пішак · f4 чорна тура · h4 біла тура · c2 білий король · d2 чорний слон | 1 |
|   | a | b | c | d | e | f | g | h |   |

1. Ld6? A ~ 2. Tc7# C 1. ... Tf7! a
1. Le7? B ~ 2. Tc7# C 1. ... Tf6! b
1. Tc7? C  ~  2. Ld6, Le7, Lf8#  1. ... L:b4!
1. Dc8! ~ 2. La7#
1. ... Tf6 b  2. Ld6# A
1. ... Tf7 a  2. Le7# B
1. ... Tf8     2. L:f8#
- — - — - — -
1. ... L:b4   2. T:b4#
Синтез із темою Банного.
|   | a | b | c | d | e | f | g | h |   |
| 8 | a7 білий король · g6 білий слон · f5 чорний пішак · g5 чорний пішак · c4 біла тура · e4 чорний слон · g4 чорний король · h4 чорний пішак · d3 біла тура · h3 білий кінь · e2 білий кінь · f2 білий ферзь · g2 чорний пішак · h2 чорний пішак · g1 чорний слон · h1 чорна тура | a7 білий король · g6 білий слон · f5 чорний пішак · g5 чорний пішак · c4 біла тура · e4 чорний слон · g4 чорний король · h4 чорний пішак · d3 біла тура · h3 білий кінь · e2 білий кінь · f2 білий ферзь · g2 чорний пішак · h2 чорний пішак · g1 чорний слон · h1 чорна тура | a7 білий король · g6 білий слон · f5 чорний пішак · g5 чорний пішак · c4 біла тура · e4 чорний слон · g4 чорний король · h4 чорний пішак · d3 біла тура · h3 білий кінь · e2 білий кінь · f2 білий ферзь · g2 чорний пішак · h2 чорний пішак · g1 чорний слон · h1 чорна тура | a7 білий король · g6 білий слон · f5 чорний пішак · g5 чорний пішак · c4 біла тура · e4 чорний слон · g4 чорний король · h4 чорний пішак · d3 біла тура · h3 білий кінь · e2 білий кінь · f2 білий ферзь · g2 чорний пішак · h2 чорний пішак · g1 чорний слон · h1 чорна тура | a7 білий король · g6 білий слон · f5 чорний пішак · g5 чорний пішак · c4 біла тура · e4 чорний слон · g4 чорний король · h4 чорний пішак · d3 біла тура · h3 білий кінь · e2 білий кінь · f2 білий ферзь · g2 чорний пішак · h2 чорний пішак · g1 чорний слон · h1 чорна тура | a7 білий король · g6 білий слон · f5 чорний пішак · g5 чорний пішак · c4 біла тура · e4 чорний слон · g4 чорний король · h4 чорний пішак · d3 біла тура · h3 білий кінь · e2 білий кінь · f2 білий ферзь · g2 чорний пішак · h2 чорний пішак · g1 чорний слон · h1 чорна тура | a7 білий король · g6 білий слон · f5 чорний пішак · g5 чорний пішак · c4 біла тура · e4 чорний слон · g4 чорний король · h4 чорний пішак · d3 біла тура · h3 білий кінь · e2 білий кінь · f2 білий ферзь · g2 чорний пішак · h2 чорний пішак · g1 чорний слон · h1 чорна тура | a7 білий король · g6 білий слон · f5 чорний пішак · g5 чорний пішак · c4 біла тура · e4 чорний слон · g4 чорний король · h4 чорний пішак · d3 біла тура · h3 білий кінь · e2 білий кінь · f2 білий ферзь · g2 чорний пішак · h2 чорний пішак · g1 чорний слон · h1 чорна тура | 8 |
| 7 | a7 білий король · g6 білий слон · f5 чорний пішак · g5 чорний пішак · c4 біла тура · e4 чорний слон · g4 чорний король · h4 чорний пішак · d3 біла тура · h3 білий кінь · e2 білий кінь · f2 білий ферзь · g2 чорний пішак · h2 чорний пішак · g1 чорний слон · h1 чорна тура | a7 білий король · g6 білий слон · f5 чорний пішак · g5 чорний пішак · c4 біла тура · e4 чорний слон · g4 чорний король · h4 чорний пішак · d3 біла тура · h3 білий кінь · e2 білий кінь · f2 білий ферзь · g2 чорний пішак · h2 чорний пішак · g1 чорний слон · h1 чорна тура | a7 білий король · g6 білий слон · f5 чорний пішак · g5 чорний пішак · c4 біла тура · e4 чорний слон · g4 чорний король · h4 чорний пішак · d3 біла тура · h3 білий кінь · e2 білий кінь · f2 білий ферзь · g2 чорний пішак · h2 чорний пішак · g1 чорний слон · h1 чорна тура | a7 білий король · g6 білий слон · f5 чорний пішак · g5 чорний пішак · c4 біла тура · e4 чорний слон · g4 чорний король · h4 чорний пішак · d3 біла тура · h3 білий кінь · e2 білий кінь · f2 білий ферзь · g2 чорний пішак · h2 чорний пішак · g1 чорний слон · h1 чорна тура | a7 білий король · g6 білий слон · f5 чорний пішак · g5 чорний пішак · c4 біла тура · e4 чорний слон · g4 чорний король · h4 чорний пішак · d3 біла тура · h3 білий кінь · e2 білий кінь · f2 білий ферзь · g2 чорний пішак · h2 чорний пішак · g1 чорний слон · h1 чорна тура | a7 білий король · g6 білий слон · f5 чорний пішак · g5 чорний пішак · c4 біла тура · e4 чорний слон · g4 чорний король · h4 чорний пішак · d3 біла тура · h3 білий кінь · e2 білий кінь · f2 білий ферзь · g2 чорний пішак · h2 чорний пішак · g1 чорний слон · h1 чорна тура | a7 білий король · g6 білий слон · f5 чорний пішак · g5 чорний пішак · c4 біла тура · e4 чорний слон · g4 чорний король · h4 чорний пішак · d3 біла тура · h3 білий кінь · e2 білий кінь · f2 білий ферзь · g2 чорний пішак · h2 чорний пішак · g1 чорний слон · h1 чорна тура | a7 білий король · g6 білий слон · f5 чорний пішак · g5 чорний пішак · c4 біла тура · e4 чорний слон · g4 чорний король · h4 чорний пішак · d3 біла тура · h3 білий кінь · e2 білий кінь · f2 білий ферзь · g2 чорний пішак · h2 чорний пішак · g1 чорний слон · h1 чорна тура | 7 |
| 6 | a7 білий король · g6 білий слон · f5 чорний пішак · g5 чорний пішак · c4 біла тура · e4 чорний слон · g4 чорний король · h4 чорний пішак · d3 біла тура · h3 білий кінь · e2 білий кінь · f2 білий ферзь · g2 чорний пішак · h2 чорний пішак · g1 чорний слон · h1 чорна тура | a7 білий король · g6 білий слон · f5 чорний пішак · g5 чорний пішак · c4 біла тура · e4 чорний слон · g4 чорний король · h4 чорний пішак · d3 біла тура · h3 білий кінь · e2 білий кінь · f2 білий ферзь · g2 чорний пішак · h2 чорний пішак · g1 чорний слон · h1 чорна тура | a7 білий король · g6 білий слон · f5 чорний пішак · g5 чорний пішак · c4 біла тура · e4 чорний слон · g4 чорний король · h4 чорний пішак · d3 біла тура · h3 білий кінь · e2 білий кінь · f2 білий ферзь · g2 чорний пішак · h2 чорний пішак · g1 чорний слон · h1 чорна тура | a7 білий король · g6 білий слон · f5 чорний пішак · g5 чорний пішак · c4 біла тура · e4 чорний слон · g4 чорний король · h4 чорний пішак · d3 біла тура · h3 білий кінь · e2 білий кінь · f2 білий ферзь · g2 чорний пішак · h2 чорний пішак · g1 чорний слон · h1 чорна тура | a7 білий король · g6 білий слон · f5 чорний пішак · g5 чорний пішак · c4 біла тура · e4 чорний слон · g4 чорний король · h4 чорний пішак · d3 біла тура · h3 білий кінь · e2 білий кінь · f2 білий ферзь · g2 чорний пішак · h2 чорний пішак · g1 чорний слон · h1 чорна тура | a7 білий король · g6 білий слон · f5 чорний пішак · g5 чорний пішак · c4 біла тура · e4 чорний слон · g4 чорний король · h4 чорний пішак · d3 біла тура · h3 білий кінь · e2 білий кінь · f2 білий ферзь · g2 чорний пішак · h2 чорний пішак · g1 чорний слон · h1 чорна тура | a7 білий король · g6 білий слон · f5 чорний пішак · g5 чорний пішак · c4 біла тура · e4 чорний слон · g4 чорний король · h4 чорний пішак · d3 біла тура · h3 білий кінь · e2 білий кінь · f2 білий ферзь · g2 чорний пішак · h2 чорний пішак · g1 чорний слон · h1 чорна тура | a7 білий король · g6 білий слон · f5 чорний пішак · g5 чорний пішак · c4 біла тура · e4 чорний слон · g4 чорний король · h4 чорний пішак · d3 біла тура · h3 білий кінь · e2 білий кінь · f2 білий ферзь · g2 чорний пішак · h2 чорний пішак · g1 чорний слон · h1 чорна тура | 6 |
| 5 | a7 білий король · g6 білий слон · f5 чорний пішак · g5 чорний пішак · c4 біла тура · e4 чорний слон · g4 чорний король · h4 чорний пішак · d3 біла тура · h3 білий кінь · e2 білий кінь · f2 білий ферзь · g2 чорний пішак · h2 чорний пішак · g1 чорний слон · h1 чорна тура | a7 білий король · g6 білий слон · f5 чорний пішак · g5 чорний пішак · c4 біла тура · e4 чорний слон · g4 чорний король · h4 чорний пішак · d3 біла тура · h3 білий кінь · e2 білий кінь · f2 білий ферзь · g2 чорний пішак · h2 чорний пішак · g1 чорний слон · h1 чорна тура | a7 білий король · g6 білий слон · f5 чорний пішак · g5 чорний пішак · c4 біла тура · e4 чорний слон · g4 чорний король · h4 чорний пішак · d3 біла тура · h3 білий кінь · e2 білий кінь · f2 білий ферзь · g2 чорний пішак · h2 чорний пішак · g1 чорний слон · h1 чорна тура | a7 білий король · g6 білий слон · f5 чорний пішак · g5 чорний пішак · c4 біла тура · e4 чорний слон · g4 чорний король · h4 чорний пішак · d3 біла тура · h3 білий кінь · e2 білий кінь · f2 білий ферзь · g2 чорний пішак · h2 чорний пішак · g1 чорний слон · h1 чорна тура | a7 білий король · g6 білий слон · f5 чорний пішак · g5 чорний пішак · c4 біла тура · e4 чорний слон · g4 чорний король · h4 чорний пішак · d3 біла тура · h3 білий кінь · e2 білий кінь · f2 білий ферзь · g2 чорний пішак · h2 чорний пішак · g1 чорний слон · h1 чорна тура | a7 білий король · g6 білий слон · f5 чорний пішак · g5 чорний пішак · c4 біла тура · e4 чорний слон · g4 чорний король · h4 чорний пішак · d3 біла тура · h3 білий кінь · e2 білий кінь · f2 білий ферзь · g2 чорний пішак · h2 чорний пішак · g1 чорний слон · h1 чорна тура | a7 білий король · g6 білий слон · f5 чорний пішак · g5 чорний пішак · c4 біла тура · e4 чорний слон · g4 чорний король · h4 чорний пішак · d3 біла тура · h3 білий кінь · e2 білий кінь · f2 білий ферзь · g2 чорний пішак · h2 чорний пішак · g1 чорний слон · h1 чорна тура | a7 білий король · g6 білий слон · f5 чорний пішак · g5 чорний пішак · c4 біла тура · e4 чорний слон · g4 чорний король · h4 чорний пішак · d3 біла тура · h3 білий кінь · e2 білий кінь · f2 білий ферзь · g2 чорний пішак · h2 чорний пішак · g1 чорний слон · h1 чорна тура | 5 |
| 4 | a7 білий король · g6 білий слон · f5 чорний пішак · g5 чорний пішак · c4 біла тура · e4 чорний слон · g4 чорний король · h4 чорний пішак · d3 біла тура · h3 білий кінь · e2 білий кінь · f2 білий ферзь · g2 чорний пішак · h2 чорний пішак · g1 чорний слон · h1 чорна тура | a7 білий король · g6 білий слон · f5 чорний пішак · g5 чорний пішак · c4 біла тура · e4 чорний слон · g4 чорний король · h4 чорний пішак · d3 біла тура · h3 білий кінь · e2 білий кінь · f2 білий ферзь · g2 чорний пішак · h2 чорний пішак · g1 чорний слон · h1 чорна тура | a7 білий король · g6 білий слон · f5 чорний пішак · g5 чорний пішак · c4 біла тура · e4 чорний слон · g4 чорний король · h4 чорний пішак · d3 біла тура · h3 білий кінь · e2 білий кінь · f2 білий ферзь · g2 чорний пішак · h2 чорний пішак · g1 чорний слон · h1 чорна тура | a7 білий король · g6 білий слон · f5 чорний пішак · g5 чорний пішак · c4 біла тура · e4 чорний слон · g4 чорний король · h4 чорний пішак · d3 біла тура · h3 білий кінь · e2 білий кінь · f2 білий ферзь · g2 чорний пішак · h2 чорний пішак · g1 чорний слон · h1 чорна тура | a7 білий король · g6 білий слон · f5 чорний пішак · g5 чорний пішак · c4 біла тура · e4 чорний слон · g4 чорний король · h4 чорний пішак · d3 біла тура · h3 білий кінь · e2 білий кінь · f2 білий ферзь · g2 чорний пішак · h2 чорний пішак · g1 чорний слон · h1 чорна тура | a7 білий король · g6 білий слон · f5 чорний пішак · g5 чорний пішак · c4 біла тура · e4 чорний слон · g4 чорний король · h4 чорний пішак · d3 біла тура · h3 білий кінь · e2 білий кінь · f2 білий ферзь · g2 чорний пішак · h2 чорний пішак · g1 чорний слон · h1 чорна тура | a7 білий король · g6 білий слон · f5 чорний пішак · g5 чорний пішак · c4 біла тура · e4 чорний слон · g4 чорний король · h4 чорний пішак · d3 біла тура · h3 білий кінь · e2 білий кінь · f2 білий ферзь · g2 чорний пішак · h2 чорний пішак · g1 чорний слон · h1 чорна тура | a7 білий король · g6 білий слон · f5 чорний пішак · g5 чорний пішак · c4 біла тура · e4 чорний слон · g4 чорний король · h4 чорний пішак · d3 біла тура · h3 білий кінь · e2 білий кінь · f2 білий ферзь · g2 чорний пішак · h2 чорний пішак · g1 чорний слон · h1 чорна тура | 4 |
| 3 | a7 білий король · g6 білий слон · f5 чорний пішак · g5 чорний пішак · c4 біла тура · e4 чорний слон · g4 чорний король · h4 чорний пішак · d3 біла тура · h3 білий кінь · e2 білий кінь · f2 білий ферзь · g2 чорний пішак · h2 чорний пішак · g1 чорний слон · h1 чорна тура | a7 білий король · g6 білий слон · f5 чорний пішак · g5 чорний пішак · c4 біла тура · e4 чорний слон · g4 чорний король · h4 чорний пішак · d3 біла тура · h3 білий кінь · e2 білий кінь · f2 білий ферзь · g2 чорний пішак · h2 чорний пішак · g1 чорний слон · h1 чорна тура | a7 білий король · g6 білий слон · f5 чорний пішак · g5 чорний пішак · c4 біла тура · e4 чорний слон · g4 чорний король · h4 чорний пішак · d3 біла тура · h3 білий кінь · e2 білий кінь · f2 білий ферзь · g2 чорний пішак · h2 чорний пішак · g1 чорний слон · h1 чорна тура | a7 білий король · g6 білий слон · f5 чорний пішак · g5 чорний пішак · c4 біла тура · e4 чорний слон · g4 чорний король · h4 чорний пішак · d3 біла тура · h3 білий кінь · e2 білий кінь · f2 білий ферзь · g2 чорний пішак · h2 чорний пішак · g1 чорний слон · h1 чорна тура | a7 білий король · g6 білий слон · f5 чорний пішак · g5 чорний пішак · c4 біла тура · e4 чорний слон · g4 чорний король · h4 чорний пішак · d3 біла тура · h3 білий кінь · e2 білий кінь · f2 білий ферзь · g2 чорний пішак · h2 чорний пішак · g1 чорний слон · h1 чорна тура | a7 білий король · g6 білий слон · f5 чорний пішак · g5 чорний пішак · c4 біла тура · e4 чорний слон · g4 чорний король · h4 чорний пішак · d3 біла тура · h3 білий кінь · e2 білий кінь · f2 білий ферзь · g2 чорний пішак · h2 чорний пішак · g1 чорний слон · h1 чорна тура | a7 білий король · g6 білий слон · f5 чорний пішак · g5 чорний пішак · c4 біла тура · e4 чорний слон · g4 чорний король · h4 чорний пішак · d3 біла тура · h3 білий кінь · e2 білий кінь · f2 білий ферзь · g2 чорний пішак · h2 чорний пішак · g1 чорний слон · h1 чорна тура | a7 білий король · g6 білий слон · f5 чорний пішак · g5 чорний пішак · c4 біла тура · e4 чорний слон · g4 чорний король · h4 чорний пішак · d3 біла тура · h3 білий кінь · e2 білий кінь · f2 білий ферзь · g2 чорний пішак · h2 чорний пішак · g1 чорний слон · h1 чорна тура | 3 |
| 2 | a7 білий король · g6 білий слон · f5 чорний пішак · g5 чорний пішак · c4 біла тура · e4 чорний слон · g4 чорний король · h4 чорний пішак · d3 біла тура · h3 білий кінь · e2 білий кінь · f2 білий ферзь · g2 чорний пішак · h2 чорний пішак · g1 чорний слон · h1 чорна тура | a7 білий король · g6 білий слон · f5 чорний пішак · g5 чорний пішак · c4 біла тура · e4 чорний слон · g4 чорний король · h4 чорний пішак · d3 біла тура · h3 білий кінь · e2 білий кінь · f2 білий ферзь · g2 чорний пішак · h2 чорний пішак · g1 чорний слон · h1 чорна тура | a7 білий король · g6 білий слон · f5 чорний пішак · g5 чорний пішак · c4 біла тура · e4 чорний слон · g4 чорний король · h4 чорний пішак · d3 біла тура · h3 білий кінь · e2 білий кінь · f2 білий ферзь · g2 чорний пішак · h2 чорний пішак · g1 чорний слон · h1 чорна тура | a7 білий король · g6 білий слон · f5 чорний пішак · g5 чорний пішак · c4 біла тура · e4 чорний слон · g4 чорний король · h4 чорний пішак · d3 біла тура · h3 білий кінь · e2 білий кінь · f2 білий ферзь · g2 чорний пішак · h2 чорний пішак · g1 чорний слон · h1 чорна тура | a7 білий король · g6 білий слон · f5 чорний пішак · g5 чорний пішак · c4 біла тура · e4 чорний слон · g4 чорний король · h4 чорний пішак · d3 біла тура · h3 білий кінь · e2 білий кінь · f2 білий ферзь · g2 чорний пішак · h2 чорний пішак · g1 чорний слон · h1 чорна тура | a7 білий король · g6 білий слон · f5 чорний пішак · g5 чорний пішак · c4 біла тура · e4 чорний слон · g4 чорний король · h4 чорний пішак · d3 біла тура · h3 білий кінь · e2 білий кінь · f2 білий ферзь · g2 чорний пішак · h2 чорний пішак · g1 чорний слон · h1 чорна тура | a7 білий король · g6 білий слон · f5 чорний пішак · g5 чорний пішак · c4 біла тура · e4 чорний слон · g4 чорний король · h4 чорний пішак · d3 біла тура · h3 білий кінь · e2 білий кінь · f2 білий ферзь · g2 чорний пішак · h2 чорний пішак · g1 чорний слон · h1 чорна тура | a7 білий король · g6 білий слон · f5 чорний пішак · g5 чорний пішак · c4 біла тура · e4 чорний слон · g4 чорний король · h4 чорний пішак · d3 біла тура · h3 білий кінь · e2 білий кінь · f2 білий ферзь · g2 чорний пішак · h2 чорний пішак · g1 чорний слон · h1 чорна тура | 2 |
| 1 | a7 білий король · g6 білий слон · f5 чорний пішак · g5 чорний пішак · c4 біла тура · e4 чорний слон · g4 чорний король · h4 чорний пішак · d3 біла тура · h3 білий кінь · e2 білий кінь · f2 білий ферзь · g2 чорний пішак · h2 чорний пішак · g1 чорний слон · h1 чорна тура | a7 білий король · g6 білий слон · f5 чорний пішак · g5 чорний пішак · c4 біла тура · e4 чорний слон · g4 чорний король · h4 чорний пішак · d3 біла тура · h3 білий кінь · e2 білий кінь · f2 білий ферзь · g2 чорний пішак · h2 чорний пішак · g1 чорний слон · h1 чорна тура | a7 білий король · g6 білий слон · f5 чорний пішак · g5 чорний пішак · c4 біла тура · e4 чорний слон · g4 чорний король · h4 чорний пішак · d3 біла тура · h3 білий кінь · e2 білий кінь · f2 білий ферзь · g2 чорний пішак · h2 чорний пішак · g1 чорний слон · h1 чорна тура | a7 білий король · g6 білий слон · f5 чорний пішак · g5 чорний пішак · c4 біла тура · e4 чорний слон · g4 чорний король · h4 чорний пішак · d3 біла тура · h3 білий кінь · e2 білий кінь · f2 білий ферзь · g2 чорний пішак · h2 чорний пішак · g1 чорний слон · h1 чорна тура | a7 білий король · g6 білий слон · f5 чорний пішак · g5 чорний пішак · c4 біла тура · e4 чорний слон · g4 чорний король · h4 чорний пішак · d3 біла тура · h3 білий кінь · e2 білий кінь · f2 білий ферзь · g2 чорний пішак · h2 чорний пішак · g1 чорний слон · h1 чорна тура | a7 білий король · g6 білий слон · f5 чорний пішак · g5 чорний пішак · c4 біла тура · e4 чорний слон · g4 чорний король · h4 чорний пішак · d3 біла тура · h3 білий кінь · e2 білий кінь · f2 білий ферзь · g2 чорний пішак · h2 чорний пішак · g1 чорний слон · h1 чорна тура | a7 білий король · g6 білий слон · f5 чорний пішак · g5 чорний пішак · c4 біла тура · e4 чорний слон · g4 чорний король · h4 чорний пішак · d3 біла тура · h3 білий кінь · e2 білий кінь · f2 білий ферзь · g2 чорний пішак · h2 чорний пішак · g1 чорний слон · h1 чорна тура | a7 білий король · g6 білий слон · f5 чорний пішак · g5 чорний пішак · c4 біла тура · e4 чорний слон · g4 чорний король · h4 чорний пішак · d3 біла тура · h3 білий кінь · e2 білий кінь · f2 білий ферзь · g2 чорний пішак · h2 чорний пішак · g1 чорний слон · h1 чорна тура | 1 |
|   | a | b | c | d | e | f | g | h |   |

1. Tcd4?  ~  2. Df3, D:f5, D:g2#, 1. ... f4!
1. Tc5! Zz
1. ... L~ 2. D:f5#
1. ... Lf3   2. D:f3#
1. ... L:d3  2. D:g2#
- — - — - — -
1. ... f4    2. T:g5#
1. ... L:f2  2. S:f2#
Синтез із темою чорної корекції.
|   | a | b | c | d | e | f | g | h |   |
| 8 | d7 білий король · c6 чорний пішак · f5 білий слон · e3 біла тура · g3 чорний слон · h3 білий ферзь · a2 чорний король · b2 чорний пішак · e2 чорний кінь · b1 біла тура | d7 білий король · c6 чорний пішак · f5 білий слон · e3 біла тура · g3 чорний слон · h3 білий ферзь · a2 чорний король · b2 чорний пішак · e2 чорний кінь · b1 біла тура | d7 білий король · c6 чорний пішак · f5 білий слон · e3 біла тура · g3 чорний слон · h3 білий ферзь · a2 чорний король · b2 чорний пішак · e2 чорний кінь · b1 біла тура | d7 білий король · c6 чорний пішак · f5 білий слон · e3 біла тура · g3 чорний слон · h3 білий ферзь · a2 чорний король · b2 чорний пішак · e2 чорний кінь · b1 біла тура | d7 білий король · c6 чорний пішак · f5 білий слон · e3 біла тура · g3 чорний слон · h3 білий ферзь · a2 чорний король · b2 чорний пішак · e2 чорний кінь · b1 біла тура | d7 білий король · c6 чорний пішак · f5 білий слон · e3 біла тура · g3 чорний слон · h3 білий ферзь · a2 чорний король · b2 чорний пішак · e2 чорний кінь · b1 біла тура | d7 білий король · c6 чорний пішак · f5 білий слон · e3 біла тура · g3 чорний слон · h3 білий ферзь · a2 чорний король · b2 чорний пішак · e2 чорний кінь · b1 біла тура | d7 білий король · c6 чорний пішак · f5 білий слон · e3 біла тура · g3 чорний слон · h3 білий ферзь · a2 чорний король · b2 чорний пішак · e2 чорний кінь · b1 біла тура | 8 |
| 7 | d7 білий король · c6 чорний пішак · f5 білий слон · e3 біла тура · g3 чорний слон · h3 білий ферзь · a2 чорний король · b2 чорний пішак · e2 чорний кінь · b1 біла тура | d7 білий король · c6 чорний пішак · f5 білий слон · e3 біла тура · g3 чорний слон · h3 білий ферзь · a2 чорний король · b2 чорний пішак · e2 чорний кінь · b1 біла тура | d7 білий король · c6 чорний пішак · f5 білий слон · e3 біла тура · g3 чорний слон · h3 білий ферзь · a2 чорний король · b2 чорний пішак · e2 чорний кінь · b1 біла тура | d7 білий король · c6 чорний пішак · f5 білий слон · e3 біла тура · g3 чорний слон · h3 білий ферзь · a2 чорний король · b2 чорний пішак · e2 чорний кінь · b1 біла тура | d7 білий король · c6 чорний пішак · f5 білий слон · e3 біла тура · g3 чорний слон · h3 білий ферзь · a2 чорний король · b2 чорний пішак · e2 чорний кінь · b1 біла тура | d7 білий король · c6 чорний пішак · f5 білий слон · e3 біла тура · g3 чорний слон · h3 білий ферзь · a2 чорний король · b2 чорний пішак · e2 чорний кінь · b1 біла тура | d7 білий король · c6 чорний пішак · f5 білий слон · e3 біла тура · g3 чорний слон · h3 білий ферзь · a2 чорний король · b2 чорний пішак · e2 чорний кінь · b1 біла тура | d7 білий король · c6 чорний пішак · f5 білий слон · e3 біла тура · g3 чорний слон · h3 білий ферзь · a2 чорний король · b2 чорний пішак · e2 чорний кінь · b1 біла тура | 7 |
| 6 | d7 білий король · c6 чорний пішак · f5 білий слон · e3 біла тура · g3 чорний слон · h3 білий ферзь · a2 чорний король · b2 чорний пішак · e2 чорний кінь · b1 біла тура | d7 білий король · c6 чорний пішак · f5 білий слон · e3 біла тура · g3 чорний слон · h3 білий ферзь · a2 чорний король · b2 чорний пішак · e2 чорний кінь · b1 біла тура | d7 білий король · c6 чорний пішак · f5 білий слон · e3 біла тура · g3 чорний слон · h3 білий ферзь · a2 чорний король · b2 чорний пішак · e2 чорний кінь · b1 біла тура | d7 білий король · c6 чорний пішак · f5 білий слон · e3 біла тура · g3 чорний слон · h3 білий ферзь · a2 чорний король · b2 чорний пішак · e2 чорний кінь · b1 біла тура | d7 білий король · c6 чорний пішак · f5 білий слон · e3 біла тура · g3 чорний слон · h3 білий ферзь · a2 чорний король · b2 чорний пішак · e2 чорний кінь · b1 біла тура | d7 білий король · c6 чорний пішак · f5 білий слон · e3 біла тура · g3 чорний слон · h3 білий ферзь · a2 чорний король · b2 чорний пішак · e2 чорний кінь · b1 біла тура | d7 білий король · c6 чорний пішак · f5 білий слон · e3 біла тура · g3 чорний слон · h3 білий ферзь · a2 чорний король · b2 чорний пішак · e2 чорний кінь · b1 біла тура | d7 білий король · c6 чорний пішак · f5 білий слон · e3 біла тура · g3 чорний слон · h3 білий ферзь · a2 чорний король · b2 чорний пішак · e2 чорний кінь · b1 біла тура | 6 |
| 5 | d7 білий король · c6 чорний пішак · f5 білий слон · e3 біла тура · g3 чорний слон · h3 білий ферзь · a2 чорний король · b2 чорний пішак · e2 чорний кінь · b1 біла тура | d7 білий король · c6 чорний пішак · f5 білий слон · e3 біла тура · g3 чорний слон · h3 білий ферзь · a2 чорний король · b2 чорний пішак · e2 чорний кінь · b1 біла тура | d7 білий король · c6 чорний пішак · f5 білий слон · e3 біла тура · g3 чорний слон · h3 білий ферзь · a2 чорний король · b2 чорний пішак · e2 чорний кінь · b1 біла тура | d7 білий король · c6 чорний пішак · f5 білий слон · e3 біла тура · g3 чорний слон · h3 білий ферзь · a2 чорний король · b2 чорний пішак · e2 чорний кінь · b1 біла тура | d7 білий король · c6 чорний пішак · f5 білий слон · e3 біла тура · g3 чорний слон · h3 білий ферзь · a2 чорний король · b2 чорний пішак · e2 чорний кінь · b1 біла тура | d7 білий король · c6 чорний пішак · f5 білий слон · e3 біла тура · g3 чорний слон · h3 білий ферзь · a2 чорний король · b2 чорний пішак · e2 чорний кінь · b1 біла тура | d7 білий король · c6 чорний пішак · f5 білий слон · e3 біла тура · g3 чорний слон · h3 білий ферзь · a2 чорний король · b2 чорний пішак · e2 чорний кінь · b1 біла тура | d7 білий король · c6 чорний пішак · f5 білий слон · e3 біла тура · g3 чорний слон · h3 білий ферзь · a2 чорний король · b2 чорний пішак · e2 чорний кінь · b1 біла тура | 5 |
| 4 | d7 білий король · c6 чорний пішак · f5 білий слон · e3 біла тура · g3 чорний слон · h3 білий ферзь · a2 чорний король · b2 чорний пішак · e2 чорний кінь · b1 біла тура | d7 білий король · c6 чорний пішак · f5 білий слон · e3 біла тура · g3 чорний слон · h3 білий ферзь · a2 чорний король · b2 чорний пішак · e2 чорний кінь · b1 біла тура | d7 білий король · c6 чорний пішак · f5 білий слон · e3 біла тура · g3 чорний слон · h3 білий ферзь · a2 чорний король · b2 чорний пішак · e2 чорний кінь · b1 біла тура | d7 білий король · c6 чорний пішак · f5 білий слон · e3 біла тура · g3 чорний слон · h3 білий ферзь · a2 чорний король · b2 чорний пішак · e2 чорний кінь · b1 біла тура | d7 білий король · c6 чорний пішак · f5 білий слон · e3 біла тура · g3 чорний слон · h3 білий ферзь · a2 чорний король · b2 чорний пішак · e2 чорний кінь · b1 біла тура | d7 білий король · c6 чорний пішак · f5 білий слон · e3 біла тура · g3 чорний слон · h3 білий ферзь · a2 чорний король · b2 чорний пішак · e2 чорний кінь · b1 біла тура | d7 білий король · c6 чорний пішак · f5 білий слон · e3 біла тура · g3 чорний слон · h3 білий ферзь · a2 чорний король · b2 чорний пішак · e2 чорний кінь · b1 біла тура | d7 білий король · c6 чорний пішак · f5 білий слон · e3 біла тура · g3 чорний слон · h3 білий ферзь · a2 чорний король · b2 чорний пішак · e2 чорний кінь · b1 біла тура | 4 |
| 3 | d7 білий король · c6 чорний пішак · f5 білий слон · e3 біла тура · g3 чорний слон · h3 білий ферзь · a2 чорний король · b2 чорний пішак · e2 чорний кінь · b1 біла тура | d7 білий король · c6 чорний пішак · f5 білий слон · e3 біла тура · g3 чорний слон · h3 білий ферзь · a2 чорний король · b2 чорний пішак · e2 чорний кінь · b1 біла тура | d7 білий король · c6 чорний пішак · f5 білий слон · e3 біла тура · g3 чорний слон · h3 білий ферзь · a2 чорний король · b2 чорний пішак · e2 чорний кінь · b1 біла тура | d7 білий король · c6 чорний пішак · f5 білий слон · e3 біла тура · g3 чорний слон · h3 білий ферзь · a2 чорний король · b2 чорний пішак · e2 чорний кінь · b1 біла тура | d7 білий король · c6 чорний пішак · f5 білий слон · e3 біла тура · g3 чорний слон · h3 білий ферзь · a2 чорний король · b2 чорний пішак · e2 чорний кінь · b1 біла тура | d7 білий король · c6 чорний пішак · f5 білий слон · e3 біла тура · g3 чорний слон · h3 білий ферзь · a2 чорний король · b2 чорний пішак · e2 чорний кінь · b1 біла тура | d7 білий король · c6 чорний пішак · f5 білий слон · e3 біла тура · g3 чорний слон · h3 білий ферзь · a2 чорний король · b2 чорний пішак · e2 чорний кінь · b1 біла тура | d7 білий король · c6 чорний пішак · f5 білий слон · e3 біла тура · g3 чорний слон · h3 білий ферзь · a2 чорний король · b2 чорний пішак · e2 чорний кінь · b1 біла тура | 3 |
| 2 | d7 білий король · c6 чорний пішак · f5 білий слон · e3 біла тура · g3 чорний слон · h3 білий ферзь · a2 чорний король · b2 чорний пішак · e2 чорний кінь · b1 біла тура | d7 білий король · c6 чорний пішак · f5 білий слон · e3 біла тура · g3 чорний слон · h3 білий ферзь · a2 чорний король · b2 чорний пішак · e2 чорний кінь · b1 біла тура | d7 білий король · c6 чорний пішак · f5 білий слон · e3 біла тура · g3 чорний слон · h3 білий ферзь · a2 чорний король · b2 чорний пішак · e2 чорний кінь · b1 біла тура | d7 білий король · c6 чорний пішак · f5 білий слон · e3 біла тура · g3 чорний слон · h3 білий ферзь · a2 чорний король · b2 чорний пішак · e2 чорний кінь · b1 біла тура | d7 білий король · c6 чорний пішак · f5 білий слон · e3 біла тура · g3 чорний слон · h3 білий ферзь · a2 чорний король · b2 чорний пішак · e2 чорний кінь · b1 біла тура | d7 білий король · c6 чорний пішак · f5 білий слон · e3 біла тура · g3 чорний слон · h3 білий ферзь · a2 чорний король · b2 чорний пішак · e2 чорний кінь · b1 біла тура | d7 білий король · c6 чорний пішак · f5 білий слон · e3 біла тура · g3 чорний слон · h3 білий ферзь · a2 чорний король · b2 чорний пішак · e2 чорний кінь · b1 біла тура | d7 білий король · c6 чорний пішак · f5 білий слон · e3 біла тура · g3 чорний слон · h3 білий ферзь · a2 чорний король · b2 чорний пішак · e2 чорний кінь · b1 біла тура | 2 |
| 1 | d7 білий король · c6 чорний пішак · f5 білий слон · e3 біла тура · g3 чорний слон · h3 білий ферзь · a2 чорний король · b2 чорний пішак · e2 чорний кінь · b1 біла тура | d7 білий король · c6 чорний пішак · f5 білий слон · e3 біла тура · g3 чорний слон · h3 білий ферзь · a2 чорний король · b2 чорний пішак · e2 чорний кінь · b1 біла тура | d7 білий король · c6 чорний пішак · f5 білий слон · e3 біла тура · g3 чорний слон · h3 білий ферзь · a2 чорний король · b2 чорний пішак · e2 чорний кінь · b1 біла тура | d7 білий король · c6 чорний пішак · f5 білий слон · e3 біла тура · g3 чорний слон · h3 білий ферзь · a2 чорний король · b2 чорний пішак · e2 чорний кінь · b1 біла тура | d7 білий король · c6 чорний пішак · f5 білий слон · e3 біла тура · g3 чорний слон · h3 білий ферзь · a2 чорний король · b2 чорний пішак · e2 чорний кінь · b1 біла тура | d7 білий король · c6 чорний пішак · f5 білий слон · e3 біла тура · g3 чорний слон · h3 білий ферзь · a2 чорний король · b2 чорний пішак · e2 чорний кінь · b1 біла тура | d7 білий король · c6 чорний пішак · f5 білий слон · e3 біла тура · g3 чорний слон · h3 білий ферзь · a2 чорний король · b2 чорний пішак · e2 чорний кінь · b1 біла тура | d7 білий король · c6 чорний пішак · f5 білий слон · e3 біла тура · g3 чорний слон · h3 білий ферзь · a2 чорний король · b2 чорний пішак · e2 чорний кінь · b1 біла тура | 1 |
|   | a | b | c | d | e | f | g | h |   |

1. ... Lg~  2. Ta3#
1. Dh8?  ~  2. D:b2, Da8, Dg8#, 1. ...Sc3!
1. Dg2! Zz
1. ... Lg~  2. Dg8#
1. ... Se~  2. D:b2#
1. ... c5   2. Da8#
Самбірська тема проходить на тлі засідки.
|   | a | b | c | d | e | f | g | h |   |
| 8 | c8 чорний король · f8 білий король · h8 біла тура · a7 чорний пішак · b7 чорний ферзь · a6 білий ферзь · e6 білий кінь · c5 білий кінь · d5 чорний пішак · f3 чорний слон · h2 білий слон · b1 чорна тура | c8 чорний король · f8 білий король · h8 біла тура · a7 чорний пішак · b7 чорний ферзь · a6 білий ферзь · e6 білий кінь · c5 білий кінь · d5 чорний пішак · f3 чорний слон · h2 білий слон · b1 чорна тура | c8 чорний король · f8 білий король · h8 біла тура · a7 чорний пішак · b7 чорний ферзь · a6 білий ферзь · e6 білий кінь · c5 білий кінь · d5 чорний пішак · f3 чорний слон · h2 білий слон · b1 чорна тура | c8 чорний король · f8 білий король · h8 біла тура · a7 чорний пішак · b7 чорний ферзь · a6 білий ферзь · e6 білий кінь · c5 білий кінь · d5 чорний пішак · f3 чорний слон · h2 білий слон · b1 чорна тура | c8 чорний король · f8 білий король · h8 біла тура · a7 чорний пішак · b7 чорний ферзь · a6 білий ферзь · e6 білий кінь · c5 білий кінь · d5 чорний пішак · f3 чорний слон · h2 білий слон · b1 чорна тура | c8 чорний король · f8 білий король · h8 біла тура · a7 чорний пішак · b7 чорний ферзь · a6 білий ферзь · e6 білий кінь · c5 білий кінь · d5 чорний пішак · f3 чорний слон · h2 білий слон · b1 чорна тура | c8 чорний король · f8 білий король · h8 біла тура · a7 чорний пішак · b7 чорний ферзь · a6 білий ферзь · e6 білий кінь · c5 білий кінь · d5 чорний пішак · f3 чорний слон · h2 білий слон · b1 чорна тура | c8 чорний король · f8 білий король · h8 біла тура · a7 чорний пішак · b7 чорний ферзь · a6 білий ферзь · e6 білий кінь · c5 білий кінь · d5 чорний пішак · f3 чорний слон · h2 білий слон · b1 чорна тура | 8 |
| 7 | c8 чорний король · f8 білий король · h8 біла тура · a7 чорний пішак · b7 чорний ферзь · a6 білий ферзь · e6 білий кінь · c5 білий кінь · d5 чорний пішак · f3 чорний слон · h2 білий слон · b1 чорна тура | c8 чорний король · f8 білий король · h8 біла тура · a7 чорний пішак · b7 чорний ферзь · a6 білий ферзь · e6 білий кінь · c5 білий кінь · d5 чорний пішак · f3 чорний слон · h2 білий слон · b1 чорна тура | c8 чорний король · f8 білий король · h8 біла тура · a7 чорний пішак · b7 чорний ферзь · a6 білий ферзь · e6 білий кінь · c5 білий кінь · d5 чорний пішак · f3 чорний слон · h2 білий слон · b1 чорна тура | c8 чорний король · f8 білий король · h8 біла тура · a7 чорний пішак · b7 чорний ферзь · a6 білий ферзь · e6 білий кінь · c5 білий кінь · d5 чорний пішак · f3 чорний слон · h2 білий слон · b1 чорна тура | c8 чорний король · f8 білий король · h8 біла тура · a7 чорний пішак · b7 чорний ферзь · a6 білий ферзь · e6 білий кінь · c5 білий кінь · d5 чорний пішак · f3 чорний слон · h2 білий слон · b1 чорна тура | c8 чорний король · f8 білий король · h8 біла тура · a7 чорний пішак · b7 чорний ферзь · a6 білий ферзь · e6 білий кінь · c5 білий кінь · d5 чорний пішак · f3 чорний слон · h2 білий слон · b1 чорна тура | c8 чорний король · f8 білий король · h8 біла тура · a7 чорний пішак · b7 чорний ферзь · a6 білий ферзь · e6 білий кінь · c5 білий кінь · d5 чорний пішак · f3 чорний слон · h2 білий слон · b1 чорна тура | c8 чорний король · f8 білий король · h8 біла тура · a7 чорний пішак · b7 чорний ферзь · a6 білий ферзь · e6 білий кінь · c5 білий кінь · d5 чорний пішак · f3 чорний слон · h2 білий слон · b1 чорна тура | 7 |
| 6 | c8 чорний король · f8 білий король · h8 біла тура · a7 чорний пішак · b7 чорний ферзь · a6 білий ферзь · e6 білий кінь · c5 білий кінь · d5 чорний пішак · f3 чорний слон · h2 білий слон · b1 чорна тура | c8 чорний король · f8 білий король · h8 біла тура · a7 чорний пішак · b7 чорний ферзь · a6 білий ферзь · e6 білий кінь · c5 білий кінь · d5 чорний пішак · f3 чорний слон · h2 білий слон · b1 чорна тура | c8 чорний король · f8 білий король · h8 біла тура · a7 чорний пішак · b7 чорний ферзь · a6 білий ферзь · e6 білий кінь · c5 білий кінь · d5 чорний пішак · f3 чорний слон · h2 білий слон · b1 чорна тура | c8 чорний король · f8 білий король · h8 біла тура · a7 чорний пішак · b7 чорний ферзь · a6 білий ферзь · e6 білий кінь · c5 білий кінь · d5 чорний пішак · f3 чорний слон · h2 білий слон · b1 чорна тура | c8 чорний король · f8 білий король · h8 біла тура · a7 чорний пішак · b7 чорний ферзь · a6 білий ферзь · e6 білий кінь · c5 білий кінь · d5 чорний пішак · f3 чорний слон · h2 білий слон · b1 чорна тура | c8 чорний король · f8 білий король · h8 біла тура · a7 чорний пішак · b7 чорний ферзь · a6 білий ферзь · e6 білий кінь · c5 білий кінь · d5 чорний пішак · f3 чорний слон · h2 білий слон · b1 чорна тура | c8 чорний король · f8 білий король · h8 біла тура · a7 чорний пішак · b7 чорний ферзь · a6 білий ферзь · e6 білий кінь · c5 білий кінь · d5 чорний пішак · f3 чорний слон · h2 білий слон · b1 чорна тура | c8 чорний король · f8 білий король · h8 біла тура · a7 чорний пішак · b7 чорний ферзь · a6 білий ферзь · e6 білий кінь · c5 білий кінь · d5 чорний пішак · f3 чорний слон · h2 білий слон · b1 чорна тура | 6 |
| 5 | c8 чорний король · f8 білий король · h8 біла тура · a7 чорний пішак · b7 чорний ферзь · a6 білий ферзь · e6 білий кінь · c5 білий кінь · d5 чорний пішак · f3 чорний слон · h2 білий слон · b1 чорна тура | c8 чорний король · f8 білий король · h8 біла тура · a7 чорний пішак · b7 чорний ферзь · a6 білий ферзь · e6 білий кінь · c5 білий кінь · d5 чорний пішак · f3 чорний слон · h2 білий слон · b1 чорна тура | c8 чорний король · f8 білий король · h8 біла тура · a7 чорний пішак · b7 чорний ферзь · a6 білий ферзь · e6 білий кінь · c5 білий кінь · d5 чорний пішак · f3 чорний слон · h2 білий слон · b1 чорна тура | c8 чорний король · f8 білий король · h8 біла тура · a7 чорний пішак · b7 чорний ферзь · a6 білий ферзь · e6 білий кінь · c5 білий кінь · d5 чорний пішак · f3 чорний слон · h2 білий слон · b1 чорна тура | c8 чорний король · f8 білий король · h8 біла тура · a7 чорний пішак · b7 чорний ферзь · a6 білий ферзь · e6 білий кінь · c5 білий кінь · d5 чорний пішак · f3 чорний слон · h2 білий слон · b1 чорна тура | c8 чорний король · f8 білий король · h8 біла тура · a7 чорний пішак · b7 чорний ферзь · a6 білий ферзь · e6 білий кінь · c5 білий кінь · d5 чорний пішак · f3 чорний слон · h2 білий слон · b1 чорна тура | c8 чорний король · f8 білий король · h8 біла тура · a7 чорний пішак · b7 чорний ферзь · a6 білий ферзь · e6 білий кінь · c5 білий кінь · d5 чорний пішак · f3 чорний слон · h2 білий слон · b1 чорна тура | c8 чорний король · f8 білий король · h8 біла тура · a7 чорний пішак · b7 чорний ферзь · a6 білий ферзь · e6 білий кінь · c5 білий кінь · d5 чорний пішак · f3 чорний слон · h2 білий слон · b1 чорна тура | 5 |
| 4 | c8 чорний король · f8 білий король · h8 біла тура · a7 чорний пішак · b7 чорний ферзь · a6 білий ферзь · e6 білий кінь · c5 білий кінь · d5 чорний пішак · f3 чорний слон · h2 білий слон · b1 чорна тура | c8 чорний король · f8 білий король · h8 біла тура · a7 чорний пішак · b7 чорний ферзь · a6 білий ферзь · e6 білий кінь · c5 білий кінь · d5 чорний пішак · f3 чорний слон · h2 білий слон · b1 чорна тура | c8 чорний король · f8 білий король · h8 біла тура · a7 чорний пішак · b7 чорний ферзь · a6 білий ферзь · e6 білий кінь · c5 білий кінь · d5 чорний пішак · f3 чорний слон · h2 білий слон · b1 чорна тура | c8 чорний король · f8 білий король · h8 біла тура · a7 чорний пішак · b7 чорний ферзь · a6 білий ферзь · e6 білий кінь · c5 білий кінь · d5 чорний пішак · f3 чорний слон · h2 білий слон · b1 чорна тура | c8 чорний король · f8 білий король · h8 біла тура · a7 чорний пішак · b7 чорний ферзь · a6 білий ферзь · e6 білий кінь · c5 білий кінь · d5 чорний пішак · f3 чорний слон · h2 білий слон · b1 чорна тура | c8 чорний король · f8 білий король · h8 біла тура · a7 чорний пішак · b7 чорний ферзь · a6 білий ферзь · e6 білий кінь · c5 білий кінь · d5 чорний пішак · f3 чорний слон · h2 білий слон · b1 чорна тура | c8 чорний король · f8 білий король · h8 біла тура · a7 чорний пішак · b7 чорний ферзь · a6 білий ферзь · e6 білий кінь · c5 білий кінь · d5 чорний пішак · f3 чорний слон · h2 білий слон · b1 чорна тура | c8 чорний король · f8 білий король · h8 біла тура · a7 чорний пішак · b7 чорний ферзь · a6 білий ферзь · e6 білий кінь · c5 білий кінь · d5 чорний пішак · f3 чорний слон · h2 білий слон · b1 чорна тура | 4 |
| 3 | c8 чорний король · f8 білий король · h8 біла тура · a7 чорний пішак · b7 чорний ферзь · a6 білий ферзь · e6 білий кінь · c5 білий кінь · d5 чорний пішак · f3 чорний слон · h2 білий слон · b1 чорна тура | c8 чорний король · f8 білий король · h8 біла тура · a7 чорний пішак · b7 чорний ферзь · a6 білий ферзь · e6 білий кінь · c5 білий кінь · d5 чорний пішак · f3 чорний слон · h2 білий слон · b1 чорна тура | c8 чорний король · f8 білий король · h8 біла тура · a7 чорний пішак · b7 чорний ферзь · a6 білий ферзь · e6 білий кінь · c5 білий кінь · d5 чорний пішак · f3 чорний слон · h2 білий слон · b1 чорна тура | c8 чорний король · f8 білий король · h8 біла тура · a7 чорний пішак · b7 чорний ферзь · a6 білий ферзь · e6 білий кінь · c5 білий кінь · d5 чорний пішак · f3 чорний слон · h2 білий слон · b1 чорна тура | c8 чорний король · f8 білий король · h8 біла тура · a7 чорний пішак · b7 чорний ферзь · a6 білий ферзь · e6 білий кінь · c5 білий кінь · d5 чорний пішак · f3 чорний слон · h2 білий слон · b1 чорна тура | c8 чорний король · f8 білий король · h8 біла тура · a7 чорний пішак · b7 чорний ферзь · a6 білий ферзь · e6 білий кінь · c5 білий кінь · d5 чорний пішак · f3 чорний слон · h2 білий слон · b1 чорна тура | c8 чорний король · f8 білий король · h8 біла тура · a7 чорний пішак · b7 чорний ферзь · a6 білий ферзь · e6 білий кінь · c5 білий кінь · d5 чорний пішак · f3 чорний слон · h2 білий слон · b1 чорна тура | c8 чорний король · f8 білий король · h8 біла тура · a7 чорний пішак · b7 чорний ферзь · a6 білий ферзь · e6 білий кінь · c5 білий кінь · d5 чорний пішак · f3 чорний слон · h2 білий слон · b1 чорна тура | 3 |
| 2 | c8 чорний король · f8 білий король · h8 біла тура · a7 чорний пішак · b7 чорний ферзь · a6 білий ферзь · e6 білий кінь · c5 білий кінь · d5 чорний пішак · f3 чорний слон · h2 білий слон · b1 чорна тура | c8 чорний король · f8 білий король · h8 біла тура · a7 чорний пішак · b7 чорний ферзь · a6 білий ферзь · e6 білий кінь · c5 білий кінь · d5 чорний пішак · f3 чорний слон · h2 білий слон · b1 чорна тура | c8 чорний король · f8 білий король · h8 біла тура · a7 чорний пішак · b7 чорний ферзь · a6 білий ферзь · e6 білий кінь · c5 білий кінь · d5 чорний пішак · f3 чорний слон · h2 білий слон · b1 чорна тура | c8 чорний король · f8 білий король · h8 біла тура · a7 чорний пішак · b7 чорний ферзь · a6 білий ферзь · e6 білий кінь · c5 білий кінь · d5 чорний пішак · f3 чорний слон · h2 білий слон · b1 чорна тура | c8 чорний король · f8 білий король · h8 біла тура · a7 чорний пішак · b7 чорний ферзь · a6 білий ферзь · e6 білий кінь · c5 білий кінь · d5 чорний пішак · f3 чорний слон · h2 білий слон · b1 чорна тура | c8 чорний король · f8 білий король · h8 біла тура · a7 чорний пішак · b7 чорний ферзь · a6 білий ферзь · e6 білий кінь · c5 білий кінь · d5 чорний пішак · f3 чорний слон · h2 білий слон · b1 чорна тура | c8 чорний король · f8 білий король · h8 біла тура · a7 чорний пішак · b7 чорний ферзь · a6 білий ферзь · e6 білий кінь · c5 білий кінь · d5 чорний пішак · f3 чорний слон · h2 білий слон · b1 чорна тура | c8 чорний король · f8 білий король · h8 біла тура · a7 чорний пішак · b7 чорний ферзь · a6 білий ферзь · e6 білий кінь · c5 білий кінь · d5 чорний пішак · f3 чорний слон · h2 білий слон · b1 чорна тура | 2 |
| 1 | c8 чорний король · f8 білий король · h8 біла тура · a7 чорний пішак · b7 чорний ферзь · a6 білий ферзь · e6 білий кінь · c5 білий кінь · d5 чорний пішак · f3 чорний слон · h2 білий слон · b1 чорна тура | c8 чорний король · f8 білий король · h8 біла тура · a7 чорний пішак · b7 чорний ферзь · a6 білий ферзь · e6 білий кінь · c5 білий кінь · d5 чорний пішак · f3 чорний слон · h2 білий слон · b1 чорна тура | c8 чорний король · f8 білий король · h8 біла тура · a7 чорний пішак · b7 чорний ферзь · a6 білий ферзь · e6 білий кінь · c5 білий кінь · d5 чорний пішак · f3 чорний слон · h2 білий слон · b1 чорна тура | c8 чорний король · f8 білий король · h8 біла тура · a7 чорний пішак · b7 чорний ферзь · a6 білий ферзь · e6 білий кінь · c5 білий кінь · d5 чорний пішак · f3 чорний слон · h2 білий слон · b1 чорна тура | c8 чорний король · f8 білий король · h8 біла тура · a7 чорний пішак · b7 чорний ферзь · a6 білий ферзь · e6 білий кінь · c5 білий кінь · d5 чорний пішак · f3 чорний слон · h2 білий слон · b1 чорна тура | c8 чорний король · f8 білий король · h8 біла тура · a7 чорний пішак · b7 чорний ферзь · a6 білий ферзь · e6 білий кінь · c5 білий кінь · d5 чорний пішак · f3 чорний слон · h2 білий слон · b1 чорна тура | c8 чорний король · f8 білий король · h8 біла тура · a7 чорний пішак · b7 чорний ферзь · a6 білий ферзь · e6 білий кінь · c5 білий кінь · d5 чорний пішак · f3 чорний слон · h2 білий слон · b1 чорна тура | c8 чорний король · f8 білий король · h8 біла тура · a7 чорний пішак · b7 чорний ферзь · a6 білий ферзь · e6 білий кінь · c5 білий кінь · d5 чорний пішак · f3 чорний слон · h2 білий слон · b1 чорна тура | 1 |
|   | a | b | c | d | e | f | g | h |   |

1.Lc7? ~ 2. Ke7, Kf7, Kg7#, 1. ... Lh5!
1. Dd6!  ~  2. Dd8#
1. ... De7+  2. K:e7#
1. ... Df7+  2. K:f7#
1. ... Dg7+  2. K:g7#
- — - — - — -
1. ... Db6   2. Dd7#
1. ... Dc7   2. D:c7#
Самбірська тема проходить на тлі шахів білому королю.
|   | a | b | c | d | e | f | g | h |   |
| 8 | c8 біла тура · f8 білий ферзь · g8 білий король · a7 чорний слон · c7 білий слон · g7 чорний пішак · a6 чорна тура · d6 білий пішак · e6 чорний пішак · a5 білий пішак · d5 чорний король · a4 білий слон · c4 чорний пішак · d4 білий пішак · e4 чорний пішак · g4 білий кінь · c2 білий кінь · d1 чорний кінь | c8 біла тура · f8 білий ферзь · g8 білий король · a7 чорний слон · c7 білий слон · g7 чорний пішак · a6 чорна тура · d6 білий пішак · e6 чорний пішак · a5 білий пішак · d5 чорний король · a4 білий слон · c4 чорний пішак · d4 білий пішак · e4 чорний пішак · g4 білий кінь · c2 білий кінь · d1 чорний кінь | c8 біла тура · f8 білий ферзь · g8 білий король · a7 чорний слон · c7 білий слон · g7 чорний пішак · a6 чорна тура · d6 білий пішак · e6 чорний пішак · a5 білий пішак · d5 чорний король · a4 білий слон · c4 чорний пішак · d4 білий пішак · e4 чорний пішак · g4 білий кінь · c2 білий кінь · d1 чорний кінь | c8 біла тура · f8 білий ферзь · g8 білий король · a7 чорний слон · c7 білий слон · g7 чорний пішак · a6 чорна тура · d6 білий пішак · e6 чорний пішак · a5 білий пішак · d5 чорний король · a4 білий слон · c4 чорний пішак · d4 білий пішак · e4 чорний пішак · g4 білий кінь · c2 білий кінь · d1 чорний кінь | c8 біла тура · f8 білий ферзь · g8 білий король · a7 чорний слон · c7 білий слон · g7 чорний пішак · a6 чорна тура · d6 білий пішак · e6 чорний пішак · a5 білий пішак · d5 чорний король · a4 білий слон · c4 чорний пішак · d4 білий пішак · e4 чорний пішак · g4 білий кінь · c2 білий кінь · d1 чорний кінь | c8 біла тура · f8 білий ферзь · g8 білий король · a7 чорний слон · c7 білий слон · g7 чорний пішак · a6 чорна тура · d6 білий пішак · e6 чорний пішак · a5 білий пішак · d5 чорний король · a4 білий слон · c4 чорний пішак · d4 білий пішак · e4 чорний пішак · g4 білий кінь · c2 білий кінь · d1 чорний кінь | c8 біла тура · f8 білий ферзь · g8 білий король · a7 чорний слон · c7 білий слон · g7 чорний пішак · a6 чорна тура · d6 білий пішак · e6 чорний пішак · a5 білий пішак · d5 чорний король · a4 білий слон · c4 чорний пішак · d4 білий пішак · e4 чорний пішак · g4 білий кінь · c2 білий кінь · d1 чорний кінь | c8 біла тура · f8 білий ферзь · g8 білий король · a7 чорний слон · c7 білий слон · g7 чорний пішак · a6 чорна тура · d6 білий пішак · e6 чорний пішак · a5 білий пішак · d5 чорний король · a4 білий слон · c4 чорний пішак · d4 білий пішак · e4 чорний пішак · g4 білий кінь · c2 білий кінь · d1 чорний кінь | 8 |
| 7 | c8 біла тура · f8 білий ферзь · g8 білий король · a7 чорний слон · c7 білий слон · g7 чорний пішак · a6 чорна тура · d6 білий пішак · e6 чорний пішак · a5 білий пішак · d5 чорний король · a4 білий слон · c4 чорний пішак · d4 білий пішак · e4 чорний пішак · g4 білий кінь · c2 білий кінь · d1 чорний кінь | c8 біла тура · f8 білий ферзь · g8 білий король · a7 чорний слон · c7 білий слон · g7 чорний пішак · a6 чорна тура · d6 білий пішак · e6 чорний пішак · a5 білий пішак · d5 чорний король · a4 білий слон · c4 чорний пішак · d4 білий пішак · e4 чорний пішак · g4 білий кінь · c2 білий кінь · d1 чорний кінь | c8 біла тура · f8 білий ферзь · g8 білий король · a7 чорний слон · c7 білий слон · g7 чорний пішак · a6 чорна тура · d6 білий пішак · e6 чорний пішак · a5 білий пішак · d5 чорний король · a4 білий слон · c4 чорний пішак · d4 білий пішак · e4 чорний пішак · g4 білий кінь · c2 білий кінь · d1 чорний кінь | c8 біла тура · f8 білий ферзь · g8 білий король · a7 чорний слон · c7 білий слон · g7 чорний пішак · a6 чорна тура · d6 білий пішак · e6 чорний пішак · a5 білий пішак · d5 чорний король · a4 білий слон · c4 чорний пішак · d4 білий пішак · e4 чорний пішак · g4 білий кінь · c2 білий кінь · d1 чорний кінь | c8 біла тура · f8 білий ферзь · g8 білий король · a7 чорний слон · c7 білий слон · g7 чорний пішак · a6 чорна тура · d6 білий пішак · e6 чорний пішак · a5 білий пішак · d5 чорний король · a4 білий слон · c4 чорний пішак · d4 білий пішак · e4 чорний пішак · g4 білий кінь · c2 білий кінь · d1 чорний кінь | c8 біла тура · f8 білий ферзь · g8 білий король · a7 чорний слон · c7 білий слон · g7 чорний пішак · a6 чорна тура · d6 білий пішак · e6 чорний пішак · a5 білий пішак · d5 чорний король · a4 білий слон · c4 чорний пішак · d4 білий пішак · e4 чорний пішак · g4 білий кінь · c2 білий кінь · d1 чорний кінь | c8 біла тура · f8 білий ферзь · g8 білий король · a7 чорний слон · c7 білий слон · g7 чорний пішак · a6 чорна тура · d6 білий пішак · e6 чорний пішак · a5 білий пішак · d5 чорний король · a4 білий слон · c4 чорний пішак · d4 білий пішак · e4 чорний пішак · g4 білий кінь · c2 білий кінь · d1 чорний кінь | c8 біла тура · f8 білий ферзь · g8 білий король · a7 чорний слон · c7 білий слон · g7 чорний пішак · a6 чорна тура · d6 білий пішак · e6 чорний пішак · a5 білий пішак · d5 чорний король · a4 білий слон · c4 чорний пішак · d4 білий пішак · e4 чорний пішак · g4 білий кінь · c2 білий кінь · d1 чорний кінь | 7 |
| 6 | c8 біла тура · f8 білий ферзь · g8 білий король · a7 чорний слон · c7 білий слон · g7 чорний пішак · a6 чорна тура · d6 білий пішак · e6 чорний пішак · a5 білий пішак · d5 чорний король · a4 білий слон · c4 чорний пішак · d4 білий пішак · e4 чорний пішак · g4 білий кінь · c2 білий кінь · d1 чорний кінь | c8 біла тура · f8 білий ферзь · g8 білий король · a7 чорний слон · c7 білий слон · g7 чорний пішак · a6 чорна тура · d6 білий пішак · e6 чорний пішак · a5 білий пішак · d5 чорний король · a4 білий слон · c4 чорний пішак · d4 білий пішак · e4 чорний пішак · g4 білий кінь · c2 білий кінь · d1 чорний кінь | c8 біла тура · f8 білий ферзь · g8 білий король · a7 чорний слон · c7 білий слон · g7 чорний пішак · a6 чорна тура · d6 білий пішак · e6 чорний пішак · a5 білий пішак · d5 чорний король · a4 білий слон · c4 чорний пішак · d4 білий пішак · e4 чорний пішак · g4 білий кінь · c2 білий кінь · d1 чорний кінь | c8 біла тура · f8 білий ферзь · g8 білий король · a7 чорний слон · c7 білий слон · g7 чорний пішак · a6 чорна тура · d6 білий пішак · e6 чорний пішак · a5 білий пішак · d5 чорний король · a4 білий слон · c4 чорний пішак · d4 білий пішак · e4 чорний пішак · g4 білий кінь · c2 білий кінь · d1 чорний кінь | c8 біла тура · f8 білий ферзь · g8 білий король · a7 чорний слон · c7 білий слон · g7 чорний пішак · a6 чорна тура · d6 білий пішак · e6 чорний пішак · a5 білий пішак · d5 чорний король · a4 білий слон · c4 чорний пішак · d4 білий пішак · e4 чорний пішак · g4 білий кінь · c2 білий кінь · d1 чорний кінь | c8 біла тура · f8 білий ферзь · g8 білий король · a7 чорний слон · c7 білий слон · g7 чорний пішак · a6 чорна тура · d6 білий пішак · e6 чорний пішак · a5 білий пішак · d5 чорний король · a4 білий слон · c4 чорний пішак · d4 білий пішак · e4 чорний пішак · g4 білий кінь · c2 білий кінь · d1 чорний кінь | c8 біла тура · f8 білий ферзь · g8 білий король · a7 чорний слон · c7 білий слон · g7 чорний пішак · a6 чорна тура · d6 білий пішак · e6 чорний пішак · a5 білий пішак · d5 чорний король · a4 білий слон · c4 чорний пішак · d4 білий пішак · e4 чорний пішак · g4 білий кінь · c2 білий кінь · d1 чорний кінь | c8 біла тура · f8 білий ферзь · g8 білий король · a7 чорний слон · c7 білий слон · g7 чорний пішак · a6 чорна тура · d6 білий пішак · e6 чорний пішак · a5 білий пішак · d5 чорний король · a4 білий слон · c4 чорний пішак · d4 білий пішак · e4 чорний пішак · g4 білий кінь · c2 білий кінь · d1 чорний кінь | 6 |
| 5 | c8 біла тура · f8 білий ферзь · g8 білий король · a7 чорний слон · c7 білий слон · g7 чорний пішак · a6 чорна тура · d6 білий пішак · e6 чорний пішак · a5 білий пішак · d5 чорний король · a4 білий слон · c4 чорний пішак · d4 білий пішак · e4 чорний пішак · g4 білий кінь · c2 білий кінь · d1 чорний кінь | c8 біла тура · f8 білий ферзь · g8 білий король · a7 чорний слон · c7 білий слон · g7 чорний пішак · a6 чорна тура · d6 білий пішак · e6 чорний пішак · a5 білий пішак · d5 чорний король · a4 білий слон · c4 чорний пішак · d4 білий пішак · e4 чорний пішак · g4 білий кінь · c2 білий кінь · d1 чорний кінь | c8 біла тура · f8 білий ферзь · g8 білий король · a7 чорний слон · c7 білий слон · g7 чорний пішак · a6 чорна тура · d6 білий пішак · e6 чорний пішак · a5 білий пішак · d5 чорний король · a4 білий слон · c4 чорний пішак · d4 білий пішак · e4 чорний пішак · g4 білий кінь · c2 білий кінь · d1 чорний кінь | c8 біла тура · f8 білий ферзь · g8 білий король · a7 чорний слон · c7 білий слон · g7 чорний пішак · a6 чорна тура · d6 білий пішак · e6 чорний пішак · a5 білий пішак · d5 чорний король · a4 білий слон · c4 чорний пішак · d4 білий пішак · e4 чорний пішак · g4 білий кінь · c2 білий кінь · d1 чорний кінь | c8 біла тура · f8 білий ферзь · g8 білий король · a7 чорний слон · c7 білий слон · g7 чорний пішак · a6 чорна тура · d6 білий пішак · e6 чорний пішак · a5 білий пішак · d5 чорний король · a4 білий слон · c4 чорний пішак · d4 білий пішак · e4 чорний пішак · g4 білий кінь · c2 білий кінь · d1 чорний кінь | c8 біла тура · f8 білий ферзь · g8 білий король · a7 чорний слон · c7 білий слон · g7 чорний пішак · a6 чорна тура · d6 білий пішак · e6 чорний пішак · a5 білий пішак · d5 чорний король · a4 білий слон · c4 чорний пішак · d4 білий пішак · e4 чорний пішак · g4 білий кінь · c2 білий кінь · d1 чорний кінь | c8 біла тура · f8 білий ферзь · g8 білий король · a7 чорний слон · c7 білий слон · g7 чорний пішак · a6 чорна тура · d6 білий пішак · e6 чорний пішак · a5 білий пішак · d5 чорний король · a4 білий слон · c4 чорний пішак · d4 білий пішак · e4 чорний пішак · g4 білий кінь · c2 білий кінь · d1 чорний кінь | c8 біла тура · f8 білий ферзь · g8 білий король · a7 чорний слон · c7 білий слон · g7 чорний пішак · a6 чорна тура · d6 білий пішак · e6 чорний пішак · a5 білий пішак · d5 чорний король · a4 білий слон · c4 чорний пішак · d4 білий пішак · e4 чорний пішак · g4 білий кінь · c2 білий кінь · d1 чорний кінь | 5 |
| 4 | c8 біла тура · f8 білий ферзь · g8 білий король · a7 чорний слон · c7 білий слон · g7 чорний пішак · a6 чорна тура · d6 білий пішак · e6 чорний пішак · a5 білий пішак · d5 чорний король · a4 білий слон · c4 чорний пішак · d4 білий пішак · e4 чорний пішак · g4 білий кінь · c2 білий кінь · d1 чорний кінь | c8 біла тура · f8 білий ферзь · g8 білий король · a7 чорний слон · c7 білий слон · g7 чорний пішак · a6 чорна тура · d6 білий пішак · e6 чорний пішак · a5 білий пішак · d5 чорний король · a4 білий слон · c4 чорний пішак · d4 білий пішак · e4 чорний пішак · g4 білий кінь · c2 білий кінь · d1 чорний кінь | c8 біла тура · f8 білий ферзь · g8 білий король · a7 чорний слон · c7 білий слон · g7 чорний пішак · a6 чорна тура · d6 білий пішак · e6 чорний пішак · a5 білий пішак · d5 чорний король · a4 білий слон · c4 чорний пішак · d4 білий пішак · e4 чорний пішак · g4 білий кінь · c2 білий кінь · d1 чорний кінь | c8 біла тура · f8 білий ферзь · g8 білий король · a7 чорний слон · c7 білий слон · g7 чорний пішак · a6 чорна тура · d6 білий пішак · e6 чорний пішак · a5 білий пішак · d5 чорний король · a4 білий слон · c4 чорний пішак · d4 білий пішак · e4 чорний пішак · g4 білий кінь · c2 білий кінь · d1 чорний кінь | c8 біла тура · f8 білий ферзь · g8 білий король · a7 чорний слон · c7 білий слон · g7 чорний пішак · a6 чорна тура · d6 білий пішак · e6 чорний пішак · a5 білий пішак · d5 чорний король · a4 білий слон · c4 чорний пішак · d4 білий пішак · e4 чорний пішак · g4 білий кінь · c2 білий кінь · d1 чорний кінь | c8 біла тура · f8 білий ферзь · g8 білий король · a7 чорний слон · c7 білий слон · g7 чорний пішак · a6 чорна тура · d6 білий пішак · e6 чорний пішак · a5 білий пішак · d5 чорний король · a4 білий слон · c4 чорний пішак · d4 білий пішак · e4 чорний пішак · g4 білий кінь · c2 білий кінь · d1 чорний кінь | c8 біла тура · f8 білий ферзь · g8 білий король · a7 чорний слон · c7 білий слон · g7 чорний пішак · a6 чорна тура · d6 білий пішак · e6 чорний пішак · a5 білий пішак · d5 чорний король · a4 білий слон · c4 чорний пішак · d4 білий пішак · e4 чорний пішак · g4 білий кінь · c2 білий кінь · d1 чорний кінь | c8 біла тура · f8 білий ферзь · g8 білий король · a7 чорний слон · c7 білий слон · g7 чорний пішак · a6 чорна тура · d6 білий пішак · e6 чорний пішак · a5 білий пішак · d5 чорний король · a4 білий слон · c4 чорний пішак · d4 білий пішак · e4 чорний пішак · g4 білий кінь · c2 білий кінь · d1 чорний кінь | 4 |
| 3 | c8 біла тура · f8 білий ферзь · g8 білий король · a7 чорний слон · c7 білий слон · g7 чорний пішак · a6 чорна тура · d6 білий пішак · e6 чорний пішак · a5 білий пішак · d5 чорний король · a4 білий слон · c4 чорний пішак · d4 білий пішак · e4 чорний пішак · g4 білий кінь · c2 білий кінь · d1 чорний кінь | c8 біла тура · f8 білий ферзь · g8 білий король · a7 чорний слон · c7 білий слон · g7 чорний пішак · a6 чорна тура · d6 білий пішак · e6 чорний пішак · a5 білий пішак · d5 чорний король · a4 білий слон · c4 чорний пішак · d4 білий пішак · e4 чорний пішак · g4 білий кінь · c2 білий кінь · d1 чорний кінь | c8 біла тура · f8 білий ферзь · g8 білий король · a7 чорний слон · c7 білий слон · g7 чорний пішак · a6 чорна тура · d6 білий пішак · e6 чорний пішак · a5 білий пішак · d5 чорний король · a4 білий слон · c4 чорний пішак · d4 білий пішак · e4 чорний пішак · g4 білий кінь · c2 білий кінь · d1 чорний кінь | c8 біла тура · f8 білий ферзь · g8 білий король · a7 чорний слон · c7 білий слон · g7 чорний пішак · a6 чорна тура · d6 білий пішак · e6 чорний пішак · a5 білий пішак · d5 чорний король · a4 білий слон · c4 чорний пішак · d4 білий пішак · e4 чорний пішак · g4 білий кінь · c2 білий кінь · d1 чорний кінь | c8 біла тура · f8 білий ферзь · g8 білий король · a7 чорний слон · c7 білий слон · g7 чорний пішак · a6 чорна тура · d6 білий пішак · e6 чорний пішак · a5 білий пішак · d5 чорний король · a4 білий слон · c4 чорний пішак · d4 білий пішак · e4 чорний пішак · g4 білий кінь · c2 білий кінь · d1 чорний кінь | c8 біла тура · f8 білий ферзь · g8 білий король · a7 чорний слон · c7 білий слон · g7 чорний пішак · a6 чорна тура · d6 білий пішак · e6 чорний пішак · a5 білий пішак · d5 чорний король · a4 білий слон · c4 чорний пішак · d4 білий пішак · e4 чорний пішак · g4 білий кінь · c2 білий кінь · d1 чорний кінь | c8 біла тура · f8 білий ферзь · g8 білий король · a7 чорний слон · c7 білий слон · g7 чорний пішак · a6 чорна тура · d6 білий пішак · e6 чорний пішак · a5 білий пішак · d5 чорний король · a4 білий слон · c4 чорний пішак · d4 білий пішак · e4 чорний пішак · g4 білий кінь · c2 білий кінь · d1 чорний кінь | c8 біла тура · f8 білий ферзь · g8 білий король · a7 чорний слон · c7 білий слон · g7 чорний пішак · a6 чорна тура · d6 білий пішак · e6 чорний пішак · a5 білий пішак · d5 чорний король · a4 білий слон · c4 чорний пішак · d4 білий пішак · e4 чорний пішак · g4 білий кінь · c2 білий кінь · d1 чорний кінь | 3 |
| 2 | c8 біла тура · f8 білий ферзь · g8 білий король · a7 чорний слон · c7 білий слон · g7 чорний пішак · a6 чорна тура · d6 білий пішак · e6 чорний пішак · a5 білий пішак · d5 чорний король · a4 білий слон · c4 чорний пішак · d4 білий пішак · e4 чорний пішак · g4 білий кінь · c2 білий кінь · d1 чорний кінь | c8 біла тура · f8 білий ферзь · g8 білий король · a7 чорний слон · c7 білий слон · g7 чорний пішак · a6 чорна тура · d6 білий пішак · e6 чорний пішак · a5 білий пішак · d5 чорний король · a4 білий слон · c4 чорний пішак · d4 білий пішак · e4 чорний пішак · g4 білий кінь · c2 білий кінь · d1 чорний кінь | c8 біла тура · f8 білий ферзь · g8 білий король · a7 чорний слон · c7 білий слон · g7 чорний пішак · a6 чорна тура · d6 білий пішак · e6 чорний пішак · a5 білий пішак · d5 чорний король · a4 білий слон · c4 чорний пішак · d4 білий пішак · e4 чорний пішак · g4 білий кінь · c2 білий кінь · d1 чорний кінь | c8 біла тура · f8 білий ферзь · g8 білий король · a7 чорний слон · c7 білий слон · g7 чорний пішак · a6 чорна тура · d6 білий пішак · e6 чорний пішак · a5 білий пішак · d5 чорний король · a4 білий слон · c4 чорний пішак · d4 білий пішак · e4 чорний пішак · g4 білий кінь · c2 білий кінь · d1 чорний кінь | c8 біла тура · f8 білий ферзь · g8 білий король · a7 чорний слон · c7 білий слон · g7 чорний пішак · a6 чорна тура · d6 білий пішак · e6 чорний пішак · a5 білий пішак · d5 чорний король · a4 білий слон · c4 чорний пішак · d4 білий пішак · e4 чорний пішак · g4 білий кінь · c2 білий кінь · d1 чорний кінь | c8 біла тура · f8 білий ферзь · g8 білий король · a7 чорний слон · c7 білий слон · g7 чорний пішак · a6 чорна тура · d6 білий пішак · e6 чорний пішак · a5 білий пішак · d5 чорний король · a4 білий слон · c4 чорний пішак · d4 білий пішак · e4 чорний пішак · g4 білий кінь · c2 білий кінь · d1 чорний кінь | c8 біла тура · f8 білий ферзь · g8 білий король · a7 чорний слон · c7 білий слон · g7 чорний пішак · a6 чорна тура · d6 білий пішак · e6 чорний пішак · a5 білий пішак · d5 чорний король · a4 білий слон · c4 чорний пішак · d4 білий пішак · e4 чорний пішак · g4 білий кінь · c2 білий кінь · d1 чорний кінь | c8 біла тура · f8 білий ферзь · g8 білий король · a7 чорний слон · c7 білий слон · g7 чорний пішак · a6 чорна тура · d6 білий пішак · e6 чорний пішак · a5 білий пішак · d5 чорний король · a4 білий слон · c4 чорний пішак · d4 білий пішак · e4 чорний пішак · g4 білий кінь · c2 білий кінь · d1 чорний кінь | 2 |
| 1 | c8 біла тура · f8 білий ферзь · g8 білий король · a7 чорний слон · c7 білий слон · g7 чорний пішак · a6 чорна тура · d6 білий пішак · e6 чорний пішак · a5 білий пішак · d5 чорний король · a4 білий слон · c4 чорний пішак · d4 білий пішак · e4 чорний пішак · g4 білий кінь · c2 білий кінь · d1 чорний кінь | c8 біла тура · f8 білий ферзь · g8 білий король · a7 чорний слон · c7 білий слон · g7 чорний пішак · a6 чорна тура · d6 білий пішак · e6 чорний пішак · a5 білий пішак · d5 чорний король · a4 білий слон · c4 чорний пішак · d4 білий пішак · e4 чорний пішак · g4 білий кінь · c2 білий кінь · d1 чорний кінь | c8 біла тура · f8 білий ферзь · g8 білий король · a7 чорний слон · c7 білий слон · g7 чорний пішак · a6 чорна тура · d6 білий пішак · e6 чорний пішак · a5 білий пішак · d5 чорний король · a4 білий слон · c4 чорний пішак · d4 білий пішак · e4 чорний пішак · g4 білий кінь · c2 білий кінь · d1 чорний кінь | c8 біла тура · f8 білий ферзь · g8 білий король · a7 чорний слон · c7 білий слон · g7 чорний пішак · a6 чорна тура · d6 білий пішак · e6 чорний пішак · a5 білий пішак · d5 чорний король · a4 білий слон · c4 чорний пішак · d4 білий пішак · e4 чорний пішак · g4 білий кінь · c2 білий кінь · d1 чорний кінь | c8 біла тура · f8 білий ферзь · g8 білий король · a7 чорний слон · c7 білий слон · g7 чорний пішак · a6 чорна тура · d6 білий пішак · e6 чорний пішак · a5 білий пішак · d5 чорний король · a4 білий слон · c4 чорний пішак · d4 білий пішак · e4 чорний пішак · g4 білий кінь · c2 білий кінь · d1 чорний кінь | c8 біла тура · f8 білий ферзь · g8 білий король · a7 чорний слон · c7 білий слон · g7 чорний пішак · a6 чорна тура · d6 білий пішак · e6 чорний пішак · a5 білий пішак · d5 чорний король · a4 білий слон · c4 чорний пішак · d4 білий пішак · e4 чорний пішак · g4 білий кінь · c2 білий кінь · d1 чорний кінь | c8 біла тура · f8 білий ферзь · g8 білий король · a7 чорний слон · c7 білий слон · g7 чорний пішак · a6 чорна тура · d6 білий пішак · e6 чорний пішак · a5 білий пішак · d5 чорний король · a4 білий слон · c4 чорний пішак · d4 білий пішак · e4 чорний пішак · g4 білий кінь · c2 білий кінь · d1 чорний кінь | c8 біла тура · f8 білий ферзь · g8 білий король · a7 чорний слон · c7 білий слон · g7 чорний пішак · a6 чорна тура · d6 білий пішак · e6 чорний пішак · a5 білий пішак · d5 чорний король · a4 білий слон · c4 чорний пішак · d4 білий пішак · e4 чорний пішак · g4 білий кінь · c2 білий кінь · d1 чорний кінь | 1 |
|   | a | b | c | d | e | f | g | h |   |

1. Lb6?   ~  2. Sb4, Lc6, Tc5#, 1. ... e5!
1. Lb8! Zz
1. ... L:d4  2. Sb4# 
1. ... Ta~   2. Lc6# A
1. ... Tb6!  2. Tc5# B
1. ... La~   2. Tc5# B
1. ... Lb6!  2. Lc6# A
- — - — - — -
1. ... T:d6  2. D:d6#
1. ... Sd~   2. Se3#
 1. ... c3    2. Lb3#
    1. ... e3    2. Df3#
1. ... e5    2. Df7#
   1. ... g5    2. Sf6#
Синтез Самбірської теми з темою Флоріана (Фельдмана)-1, перекриття Грімшоу, чорної корекції.
|   | a | b | c | d | e | f | g | h |   |
| 8 | c8 білий кінь · f8 чорна тура · g8 чорний кінь · a7 чорний слон · b7 чорний ферзь · c7 білий кінь · d7 білий пішак · f7 білий пішак · c6 чорний король · g6 білий король · a5 біла тура · b5 чорна тура · c5 білий пішак · d5 біла тура · g5 чорний пішак · g4 білий слон · h2 білий слон · c1 білий ферзь | c8 білий кінь · f8 чорна тура · g8 чорний кінь · a7 чорний слон · b7 чорний ферзь · c7 білий кінь · d7 білий пішак · f7 білий пішак · c6 чорний король · g6 білий король · a5 біла тура · b5 чорна тура · c5 білий пішак · d5 біла тура · g5 чорний пішак · g4 білий слон · h2 білий слон · c1 білий ферзь | c8 білий кінь · f8 чорна тура · g8 чорний кінь · a7 чорний слон · b7 чорний ферзь · c7 білий кінь · d7 білий пішак · f7 білий пішак · c6 чорний король · g6 білий король · a5 біла тура · b5 чорна тура · c5 білий пішак · d5 біла тура · g5 чорний пішак · g4 білий слон · h2 білий слон · c1 білий ферзь | c8 білий кінь · f8 чорна тура · g8 чорний кінь · a7 чорний слон · b7 чорний ферзь · c7 білий кінь · d7 білий пішак · f7 білий пішак · c6 чорний король · g6 білий король · a5 біла тура · b5 чорна тура · c5 білий пішак · d5 біла тура · g5 чорний пішак · g4 білий слон · h2 білий слон · c1 білий ферзь | c8 білий кінь · f8 чорна тура · g8 чорний кінь · a7 чорний слон · b7 чорний ферзь · c7 білий кінь · d7 білий пішак · f7 білий пішак · c6 чорний король · g6 білий король · a5 біла тура · b5 чорна тура · c5 білий пішак · d5 біла тура · g5 чорний пішак · g4 білий слон · h2 білий слон · c1 білий ферзь | c8 білий кінь · f8 чорна тура · g8 чорний кінь · a7 чорний слон · b7 чорний ферзь · c7 білий кінь · d7 білий пішак · f7 білий пішак · c6 чорний король · g6 білий король · a5 біла тура · b5 чорна тура · c5 білий пішак · d5 біла тура · g5 чорний пішак · g4 білий слон · h2 білий слон · c1 білий ферзь | c8 білий кінь · f8 чорна тура · g8 чорний кінь · a7 чорний слон · b7 чорний ферзь · c7 білий кінь · d7 білий пішак · f7 білий пішак · c6 чорний король · g6 білий король · a5 біла тура · b5 чорна тура · c5 білий пішак · d5 біла тура · g5 чорний пішак · g4 білий слон · h2 білий слон · c1 білий ферзь | c8 білий кінь · f8 чорна тура · g8 чорний кінь · a7 чорний слон · b7 чорний ферзь · c7 білий кінь · d7 білий пішак · f7 білий пішак · c6 чорний король · g6 білий король · a5 біла тура · b5 чорна тура · c5 білий пішак · d5 біла тура · g5 чорний пішак · g4 білий слон · h2 білий слон · c1 білий ферзь | 8 |
| 7 | c8 білий кінь · f8 чорна тура · g8 чорний кінь · a7 чорний слон · b7 чорний ферзь · c7 білий кінь · d7 білий пішак · f7 білий пішак · c6 чорний король · g6 білий король · a5 біла тура · b5 чорна тура · c5 білий пішак · d5 біла тура · g5 чорний пішак · g4 білий слон · h2 білий слон · c1 білий ферзь | c8 білий кінь · f8 чорна тура · g8 чорний кінь · a7 чорний слон · b7 чорний ферзь · c7 білий кінь · d7 білий пішак · f7 білий пішак · c6 чорний король · g6 білий король · a5 біла тура · b5 чорна тура · c5 білий пішак · d5 біла тура · g5 чорний пішак · g4 білий слон · h2 білий слон · c1 білий ферзь | c8 білий кінь · f8 чорна тура · g8 чорний кінь · a7 чорний слон · b7 чорний ферзь · c7 білий кінь · d7 білий пішак · f7 білий пішак · c6 чорний король · g6 білий король · a5 біла тура · b5 чорна тура · c5 білий пішак · d5 біла тура · g5 чорний пішак · g4 білий слон · h2 білий слон · c1 білий ферзь | c8 білий кінь · f8 чорна тура · g8 чорний кінь · a7 чорний слон · b7 чорний ферзь · c7 білий кінь · d7 білий пішак · f7 білий пішак · c6 чорний король · g6 білий король · a5 біла тура · b5 чорна тура · c5 білий пішак · d5 біла тура · g5 чорний пішак · g4 білий слон · h2 білий слон · c1 білий ферзь | c8 білий кінь · f8 чорна тура · g8 чорний кінь · a7 чорний слон · b7 чорний ферзь · c7 білий кінь · d7 білий пішак · f7 білий пішак · c6 чорний король · g6 білий король · a5 біла тура · b5 чорна тура · c5 білий пішак · d5 біла тура · g5 чорний пішак · g4 білий слон · h2 білий слон · c1 білий ферзь | c8 білий кінь · f8 чорна тура · g8 чорний кінь · a7 чорний слон · b7 чорний ферзь · c7 білий кінь · d7 білий пішак · f7 білий пішак · c6 чорний король · g6 білий король · a5 біла тура · b5 чорна тура · c5 білий пішак · d5 біла тура · g5 чорний пішак · g4 білий слон · h2 білий слон · c1 білий ферзь | c8 білий кінь · f8 чорна тура · g8 чорний кінь · a7 чорний слон · b7 чорний ферзь · c7 білий кінь · d7 білий пішак · f7 білий пішак · c6 чорний король · g6 білий король · a5 біла тура · b5 чорна тура · c5 білий пішак · d5 біла тура · g5 чорний пішак · g4 білий слон · h2 білий слон · c1 білий ферзь | c8 білий кінь · f8 чорна тура · g8 чорний кінь · a7 чорний слон · b7 чорний ферзь · c7 білий кінь · d7 білий пішак · f7 білий пішак · c6 чорний король · g6 білий король · a5 біла тура · b5 чорна тура · c5 білий пішак · d5 біла тура · g5 чорний пішак · g4 білий слон · h2 білий слон · c1 білий ферзь | 7 |
| 6 | c8 білий кінь · f8 чорна тура · g8 чорний кінь · a7 чорний слон · b7 чорний ферзь · c7 білий кінь · d7 білий пішак · f7 білий пішак · c6 чорний король · g6 білий король · a5 біла тура · b5 чорна тура · c5 білий пішак · d5 біла тура · g5 чорний пішак · g4 білий слон · h2 білий слон · c1 білий ферзь | c8 білий кінь · f8 чорна тура · g8 чорний кінь · a7 чорний слон · b7 чорний ферзь · c7 білий кінь · d7 білий пішак · f7 білий пішак · c6 чорний король · g6 білий король · a5 біла тура · b5 чорна тура · c5 білий пішак · d5 біла тура · g5 чорний пішак · g4 білий слон · h2 білий слон · c1 білий ферзь | c8 білий кінь · f8 чорна тура · g8 чорний кінь · a7 чорний слон · b7 чорний ферзь · c7 білий кінь · d7 білий пішак · f7 білий пішак · c6 чорний король · g6 білий король · a5 біла тура · b5 чорна тура · c5 білий пішак · d5 біла тура · g5 чорний пішак · g4 білий слон · h2 білий слон · c1 білий ферзь | c8 білий кінь · f8 чорна тура · g8 чорний кінь · a7 чорний слон · b7 чорний ферзь · c7 білий кінь · d7 білий пішак · f7 білий пішак · c6 чорний король · g6 білий король · a5 біла тура · b5 чорна тура · c5 білий пішак · d5 біла тура · g5 чорний пішак · g4 білий слон · h2 білий слон · c1 білий ферзь | c8 білий кінь · f8 чорна тура · g8 чорний кінь · a7 чорний слон · b7 чорний ферзь · c7 білий кінь · d7 білий пішак · f7 білий пішак · c6 чорний король · g6 білий король · a5 біла тура · b5 чорна тура · c5 білий пішак · d5 біла тура · g5 чорний пішак · g4 білий слон · h2 білий слон · c1 білий ферзь | c8 білий кінь · f8 чорна тура · g8 чорний кінь · a7 чорний слон · b7 чорний ферзь · c7 білий кінь · d7 білий пішак · f7 білий пішак · c6 чорний король · g6 білий король · a5 біла тура · b5 чорна тура · c5 білий пішак · d5 біла тура · g5 чорний пішак · g4 білий слон · h2 білий слон · c1 білий ферзь | c8 білий кінь · f8 чорна тура · g8 чорний кінь · a7 чорний слон · b7 чорний ферзь · c7 білий кінь · d7 білий пішак · f7 білий пішак · c6 чорний король · g6 білий король · a5 біла тура · b5 чорна тура · c5 білий пішак · d5 біла тура · g5 чорний пішак · g4 білий слон · h2 білий слон · c1 білий ферзь | c8 білий кінь · f8 чорна тура · g8 чорний кінь · a7 чорний слон · b7 чорний ферзь · c7 білий кінь · d7 білий пішак · f7 білий пішак · c6 чорний король · g6 білий король · a5 біла тура · b5 чорна тура · c5 білий пішак · d5 біла тура · g5 чорний пішак · g4 білий слон · h2 білий слон · c1 білий ферзь | 6 |
| 5 | c8 білий кінь · f8 чорна тура · g8 чорний кінь · a7 чорний слон · b7 чорний ферзь · c7 білий кінь · d7 білий пішак · f7 білий пішак · c6 чорний король · g6 білий король · a5 біла тура · b5 чорна тура · c5 білий пішак · d5 біла тура · g5 чорний пішак · g4 білий слон · h2 білий слон · c1 білий ферзь | c8 білий кінь · f8 чорна тура · g8 чорний кінь · a7 чорний слон · b7 чорний ферзь · c7 білий кінь · d7 білий пішак · f7 білий пішак · c6 чорний король · g6 білий король · a5 біла тура · b5 чорна тура · c5 білий пішак · d5 біла тура · g5 чорний пішак · g4 білий слон · h2 білий слон · c1 білий ферзь | c8 білий кінь · f8 чорна тура · g8 чорний кінь · a7 чорний слон · b7 чорний ферзь · c7 білий кінь · d7 білий пішак · f7 білий пішак · c6 чорний король · g6 білий король · a5 біла тура · b5 чорна тура · c5 білий пішак · d5 біла тура · g5 чорний пішак · g4 білий слон · h2 білий слон · c1 білий ферзь | c8 білий кінь · f8 чорна тура · g8 чорний кінь · a7 чорний слон · b7 чорний ферзь · c7 білий кінь · d7 білий пішак · f7 білий пішак · c6 чорний король · g6 білий король · a5 біла тура · b5 чорна тура · c5 білий пішак · d5 біла тура · g5 чорний пішак · g4 білий слон · h2 білий слон · c1 білий ферзь | c8 білий кінь · f8 чорна тура · g8 чорний кінь · a7 чорний слон · b7 чорний ферзь · c7 білий кінь · d7 білий пішак · f7 білий пішак · c6 чорний король · g6 білий король · a5 біла тура · b5 чорна тура · c5 білий пішак · d5 біла тура · g5 чорний пішак · g4 білий слон · h2 білий слон · c1 білий ферзь | c8 білий кінь · f8 чорна тура · g8 чорний кінь · a7 чорний слон · b7 чорний ферзь · c7 білий кінь · d7 білий пішак · f7 білий пішак · c6 чорний король · g6 білий король · a5 біла тура · b5 чорна тура · c5 білий пішак · d5 біла тура · g5 чорний пішак · g4 білий слон · h2 білий слон · c1 білий ферзь | c8 білий кінь · f8 чорна тура · g8 чорний кінь · a7 чорний слон · b7 чорний ферзь · c7 білий кінь · d7 білий пішак · f7 білий пішак · c6 чорний король · g6 білий король · a5 біла тура · b5 чорна тура · c5 білий пішак · d5 біла тура · g5 чорний пішак · g4 білий слон · h2 білий слон · c1 білий ферзь | c8 білий кінь · f8 чорна тура · g8 чорний кінь · a7 чорний слон · b7 чорний ферзь · c7 білий кінь · d7 білий пішак · f7 білий пішак · c6 чорний король · g6 білий король · a5 біла тура · b5 чорна тура · c5 білий пішак · d5 біла тура · g5 чорний пішак · g4 білий слон · h2 білий слон · c1 білий ферзь | 5 |
| 4 | c8 білий кінь · f8 чорна тура · g8 чорний кінь · a7 чорний слон · b7 чорний ферзь · c7 білий кінь · d7 білий пішак · f7 білий пішак · c6 чорний король · g6 білий король · a5 біла тура · b5 чорна тура · c5 білий пішак · d5 біла тура · g5 чорний пішак · g4 білий слон · h2 білий слон · c1 білий ферзь | c8 білий кінь · f8 чорна тура · g8 чорний кінь · a7 чорний слон · b7 чорний ферзь · c7 білий кінь · d7 білий пішак · f7 білий пішак · c6 чорний король · g6 білий король · a5 біла тура · b5 чорна тура · c5 білий пішак · d5 біла тура · g5 чорний пішак · g4 білий слон · h2 білий слон · c1 білий ферзь | c8 білий кінь · f8 чорна тура · g8 чорний кінь · a7 чорний слон · b7 чорний ферзь · c7 білий кінь · d7 білий пішак · f7 білий пішак · c6 чорний король · g6 білий король · a5 біла тура · b5 чорна тура · c5 білий пішак · d5 біла тура · g5 чорний пішак · g4 білий слон · h2 білий слон · c1 білий ферзь | c8 білий кінь · f8 чорна тура · g8 чорний кінь · a7 чорний слон · b7 чорний ферзь · c7 білий кінь · d7 білий пішак · f7 білий пішак · c6 чорний король · g6 білий король · a5 біла тура · b5 чорна тура · c5 білий пішак · d5 біла тура · g5 чорний пішак · g4 білий слон · h2 білий слон · c1 білий ферзь | c8 білий кінь · f8 чорна тура · g8 чорний кінь · a7 чорний слон · b7 чорний ферзь · c7 білий кінь · d7 білий пішак · f7 білий пішак · c6 чорний король · g6 білий король · a5 біла тура · b5 чорна тура · c5 білий пішак · d5 біла тура · g5 чорний пішак · g4 білий слон · h2 білий слон · c1 білий ферзь | c8 білий кінь · f8 чорна тура · g8 чорний кінь · a7 чорний слон · b7 чорний ферзь · c7 білий кінь · d7 білий пішак · f7 білий пішак · c6 чорний король · g6 білий король · a5 біла тура · b5 чорна тура · c5 білий пішак · d5 біла тура · g5 чорний пішак · g4 білий слон · h2 білий слон · c1 білий ферзь | c8 білий кінь · f8 чорна тура · g8 чорний кінь · a7 чорний слон · b7 чорний ферзь · c7 білий кінь · d7 білий пішак · f7 білий пішак · c6 чорний король · g6 білий король · a5 біла тура · b5 чорна тура · c5 білий пішак · d5 біла тура · g5 чорний пішак · g4 білий слон · h2 білий слон · c1 білий ферзь | c8 білий кінь · f8 чорна тура · g8 чорний кінь · a7 чорний слон · b7 чорний ферзь · c7 білий кінь · d7 білий пішак · f7 білий пішак · c6 чорний король · g6 білий король · a5 біла тура · b5 чорна тура · c5 білий пішак · d5 біла тура · g5 чорний пішак · g4 білий слон · h2 білий слон · c1 білий ферзь | 4 |
| 3 | c8 білий кінь · f8 чорна тура · g8 чорний кінь · a7 чорний слон · b7 чорний ферзь · c7 білий кінь · d7 білий пішак · f7 білий пішак · c6 чорний король · g6 білий король · a5 біла тура · b5 чорна тура · c5 білий пішак · d5 біла тура · g5 чорний пішак · g4 білий слон · h2 білий слон · c1 білий ферзь | c8 білий кінь · f8 чорна тура · g8 чорний кінь · a7 чорний слон · b7 чорний ферзь · c7 білий кінь · d7 білий пішак · f7 білий пішак · c6 чорний король · g6 білий король · a5 біла тура · b5 чорна тура · c5 білий пішак · d5 біла тура · g5 чорний пішак · g4 білий слон · h2 білий слон · c1 білий ферзь | c8 білий кінь · f8 чорна тура · g8 чорний кінь · a7 чорний слон · b7 чорний ферзь · c7 білий кінь · d7 білий пішак · f7 білий пішак · c6 чорний король · g6 білий король · a5 біла тура · b5 чорна тура · c5 білий пішак · d5 біла тура · g5 чорний пішак · g4 білий слон · h2 білий слон · c1 білий ферзь | c8 білий кінь · f8 чорна тура · g8 чорний кінь · a7 чорний слон · b7 чорний ферзь · c7 білий кінь · d7 білий пішак · f7 білий пішак · c6 чорний король · g6 білий король · a5 біла тура · b5 чорна тура · c5 білий пішак · d5 біла тура · g5 чорний пішак · g4 білий слон · h2 білий слон · c1 білий ферзь | c8 білий кінь · f8 чорна тура · g8 чорний кінь · a7 чорний слон · b7 чорний ферзь · c7 білий кінь · d7 білий пішак · f7 білий пішак · c6 чорний король · g6 білий король · a5 біла тура · b5 чорна тура · c5 білий пішак · d5 біла тура · g5 чорний пішак · g4 білий слон · h2 білий слон · c1 білий ферзь | c8 білий кінь · f8 чорна тура · g8 чорний кінь · a7 чорний слон · b7 чорний ферзь · c7 білий кінь · d7 білий пішак · f7 білий пішак · c6 чорний король · g6 білий король · a5 біла тура · b5 чорна тура · c5 білий пішак · d5 біла тура · g5 чорний пішак · g4 білий слон · h2 білий слон · c1 білий ферзь | c8 білий кінь · f8 чорна тура · g8 чорний кінь · a7 чорний слон · b7 чорний ферзь · c7 білий кінь · d7 білий пішак · f7 білий пішак · c6 чорний король · g6 білий король · a5 біла тура · b5 чорна тура · c5 білий пішак · d5 біла тура · g5 чорний пішак · g4 білий слон · h2 білий слон · c1 білий ферзь | c8 білий кінь · f8 чорна тура · g8 чорний кінь · a7 чорний слон · b7 чорний ферзь · c7 білий кінь · d7 білий пішак · f7 білий пішак · c6 чорний король · g6 білий король · a5 біла тура · b5 чорна тура · c5 білий пішак · d5 біла тура · g5 чорний пішак · g4 білий слон · h2 білий слон · c1 білий ферзь | 3 |
| 2 | c8 білий кінь · f8 чорна тура · g8 чорний кінь · a7 чорний слон · b7 чорний ферзь · c7 білий кінь · d7 білий пішак · f7 білий пішак · c6 чорний король · g6 білий король · a5 біла тура · b5 чорна тура · c5 білий пішак · d5 біла тура · g5 чорний пішак · g4 білий слон · h2 білий слон · c1 білий ферзь | c8 білий кінь · f8 чорна тура · g8 чорний кінь · a7 чорний слон · b7 чорний ферзь · c7 білий кінь · d7 білий пішак · f7 білий пішак · c6 чорний король · g6 білий король · a5 біла тура · b5 чорна тура · c5 білий пішак · d5 біла тура · g5 чорний пішак · g4 білий слон · h2 білий слон · c1 білий ферзь | c8 білий кінь · f8 чорна тура · g8 чорний кінь · a7 чорний слон · b7 чорний ферзь · c7 білий кінь · d7 білий пішак · f7 білий пішак · c6 чорний король · g6 білий король · a5 біла тура · b5 чорна тура · c5 білий пішак · d5 біла тура · g5 чорний пішак · g4 білий слон · h2 білий слон · c1 білий ферзь | c8 білий кінь · f8 чорна тура · g8 чорний кінь · a7 чорний слон · b7 чорний ферзь · c7 білий кінь · d7 білий пішак · f7 білий пішак · c6 чорний король · g6 білий король · a5 біла тура · b5 чорна тура · c5 білий пішак · d5 біла тура · g5 чорний пішак · g4 білий слон · h2 білий слон · c1 білий ферзь | c8 білий кінь · f8 чорна тура · g8 чорний кінь · a7 чорний слон · b7 чорний ферзь · c7 білий кінь · d7 білий пішак · f7 білий пішак · c6 чорний король · g6 білий король · a5 біла тура · b5 чорна тура · c5 білий пішак · d5 біла тура · g5 чорний пішак · g4 білий слон · h2 білий слон · c1 білий ферзь | c8 білий кінь · f8 чорна тура · g8 чорний кінь · a7 чорний слон · b7 чорний ферзь · c7 білий кінь · d7 білий пішак · f7 білий пішак · c6 чорний король · g6 білий король · a5 біла тура · b5 чорна тура · c5 білий пішак · d5 біла тура · g5 чорний пішак · g4 білий слон · h2 білий слон · c1 білий ферзь | c8 білий кінь · f8 чорна тура · g8 чорний кінь · a7 чорний слон · b7 чорний ферзь · c7 білий кінь · d7 білий пішак · f7 білий пішак · c6 чорний король · g6 білий король · a5 біла тура · b5 чорна тура · c5 білий пішак · d5 біла тура · g5 чорний пішак · g4 білий слон · h2 білий слон · c1 білий ферзь | c8 білий кінь · f8 чорна тура · g8 чорний кінь · a7 чорний слон · b7 чорний ферзь · c7 білий кінь · d7 білий пішак · f7 білий пішак · c6 чорний король · g6 білий король · a5 біла тура · b5 чорна тура · c5 білий пішак · d5 біла тура · g5 чорний пішак · g4 білий слон · h2 білий слон · c1 білий ферзь | 2 |
| 1 | c8 білий кінь · f8 чорна тура · g8 чорний кінь · a7 чорний слон · b7 чорний ферзь · c7 білий кінь · d7 білий пішак · f7 білий пішак · c6 чорний король · g6 білий король · a5 біла тура · b5 чорна тура · c5 білий пішак · d5 біла тура · g5 чорний пішак · g4 білий слон · h2 білий слон · c1 білий ферзь | c8 білий кінь · f8 чорна тура · g8 чорний кінь · a7 чорний слон · b7 чорний ферзь · c7 білий кінь · d7 білий пішак · f7 білий пішак · c6 чорний король · g6 білий король · a5 біла тура · b5 чорна тура · c5 білий пішак · d5 біла тура · g5 чорний пішак · g4 білий слон · h2 білий слон · c1 білий ферзь | c8 білий кінь · f8 чорна тура · g8 чорний кінь · a7 чорний слон · b7 чорний ферзь · c7 білий кінь · d7 білий пішак · f7 білий пішак · c6 чорний король · g6 білий король · a5 біла тура · b5 чорна тура · c5 білий пішак · d5 біла тура · g5 чорний пішак · g4 білий слон · h2 білий слон · c1 білий ферзь | c8 білий кінь · f8 чорна тура · g8 чорний кінь · a7 чорний слон · b7 чорний ферзь · c7 білий кінь · d7 білий пішак · f7 білий пішак · c6 чорний король · g6 білий король · a5 біла тура · b5 чорна тура · c5 білий пішак · d5 біла тура · g5 чорний пішак · g4 білий слон · h2 білий слон · c1 білий ферзь | c8 білий кінь · f8 чорна тура · g8 чорний кінь · a7 чорний слон · b7 чорний ферзь · c7 білий кінь · d7 білий пішак · f7 білий пішак · c6 чорний король · g6 білий король · a5 біла тура · b5 чорна тура · c5 білий пішак · d5 біла тура · g5 чорний пішак · g4 білий слон · h2 білий слон · c1 білий ферзь | c8 білий кінь · f8 чорна тура · g8 чорний кінь · a7 чорний слон · b7 чорний ферзь · c7 білий кінь · d7 білий пішак · f7 білий пішак · c6 чорний король · g6 білий король · a5 біла тура · b5 чорна тура · c5 білий пішак · d5 біла тура · g5 чорний пішак · g4 білий слон · h2 білий слон · c1 білий ферзь | c8 білий кінь · f8 чорна тура · g8 чорний кінь · a7 чорний слон · b7 чорний ферзь · c7 білий кінь · d7 білий пішак · f7 білий пішак · c6 чорний король · g6 білий король · a5 біла тура · b5 чорна тура · c5 білий пішак · d5 біла тура · g5 чорний пішак · g4 білий слон · h2 білий слон · c1 білий ферзь | c8 білий кінь · f8 чорна тура · g8 чорний кінь · a7 чорний слон · b7 чорний ферзь · c7 білий кінь · d7 білий пішак · f7 білий пішак · c6 чорний король · g6 білий король · a5 біла тура · b5 чорна тура · c5 білий пішак · d5 біла тура · g5 чорний пішак · g4 білий слон · h2 білий слон · c1 білий ферзь | 1 |
|   | a | b | c | d | e | f | g | h |   |

1. Lf3? C ~ 2. Td4, Td3, Td2, Td1# 1. ... g4!
1. Td4? A ~ 2. Lf3# C 1. ... Tb3! a
1. Td3? B ~  2. Lf3# C 1. ... Tb4! b
1. Dh1! ~ 2. T:g5# !
1. ... Tb3 a  2. Td3# B
1. ... Tb4 b   2. Td4#  A
1. ... Tb2 2. Td2#
1. ... Td1 2. Td1#
- — - — - — -
1. ... Sf6 2. Se7#
1. ... T:c5   2. Td:c5#
1. ... Te8 2. de8D# 
1. ... T:f7 2. d8S#
Самбірська тема виражена у чотирьох варіантах. Вона поєднана із темою Банного і темою Салазара.
|   | a | b | c | d | e | f | g | h |   |
| 8 | a8 білий король · b8 чорний слон · d8 білий ферзь · f8 чорний кінь · a7 білий слон · c7 білий кінь · d7 чорна тура · b6 чорна тура · c6 чорний король · d6 білий пішак · a5 чорний кінь · c5 білий кінь · d5 біла тура · a4 білий пішак · g2 біла тура · h1 білий слон | a8 білий король · b8 чорний слон · d8 білий ферзь · f8 чорний кінь · a7 білий слон · c7 білий кінь · d7 чорна тура · b6 чорна тура · c6 чорний король · d6 білий пішак · a5 чорний кінь · c5 білий кінь · d5 біла тура · a4 білий пішак · g2 біла тура · h1 білий слон | a8 білий король · b8 чорний слон · d8 білий ферзь · f8 чорний кінь · a7 білий слон · c7 білий кінь · d7 чорна тура · b6 чорна тура · c6 чорний король · d6 білий пішак · a5 чорний кінь · c5 білий кінь · d5 біла тура · a4 білий пішак · g2 біла тура · h1 білий слон | a8 білий король · b8 чорний слон · d8 білий ферзь · f8 чорний кінь · a7 білий слон · c7 білий кінь · d7 чорна тура · b6 чорна тура · c6 чорний король · d6 білий пішак · a5 чорний кінь · c5 білий кінь · d5 біла тура · a4 білий пішак · g2 біла тура · h1 білий слон | a8 білий король · b8 чорний слон · d8 білий ферзь · f8 чорний кінь · a7 білий слон · c7 білий кінь · d7 чорна тура · b6 чорна тура · c6 чорний король · d6 білий пішак · a5 чорний кінь · c5 білий кінь · d5 біла тура · a4 білий пішак · g2 біла тура · h1 білий слон | a8 білий король · b8 чорний слон · d8 білий ферзь · f8 чорний кінь · a7 білий слон · c7 білий кінь · d7 чорна тура · b6 чорна тура · c6 чорний король · d6 білий пішак · a5 чорний кінь · c5 білий кінь · d5 біла тура · a4 білий пішак · g2 біла тура · h1 білий слон | a8 білий король · b8 чорний слон · d8 білий ферзь · f8 чорний кінь · a7 білий слон · c7 білий кінь · d7 чорна тура · b6 чорна тура · c6 чорний король · d6 білий пішак · a5 чорний кінь · c5 білий кінь · d5 біла тура · a4 білий пішак · g2 біла тура · h1 білий слон | a8 білий король · b8 чорний слон · d8 білий ферзь · f8 чорний кінь · a7 білий слон · c7 білий кінь · d7 чорна тура · b6 чорна тура · c6 чорний король · d6 білий пішак · a5 чорний кінь · c5 білий кінь · d5 біла тура · a4 білий пішак · g2 біла тура · h1 білий слон | 8 |
| 7 | a8 білий король · b8 чорний слон · d8 білий ферзь · f8 чорний кінь · a7 білий слон · c7 білий кінь · d7 чорна тура · b6 чорна тура · c6 чорний король · d6 білий пішак · a5 чорний кінь · c5 білий кінь · d5 біла тура · a4 білий пішак · g2 біла тура · h1 білий слон | a8 білий король · b8 чорний слон · d8 білий ферзь · f8 чорний кінь · a7 білий слон · c7 білий кінь · d7 чорна тура · b6 чорна тура · c6 чорний король · d6 білий пішак · a5 чорний кінь · c5 білий кінь · d5 біла тура · a4 білий пішак · g2 біла тура · h1 білий слон | a8 білий король · b8 чорний слон · d8 білий ферзь · f8 чорний кінь · a7 білий слон · c7 білий кінь · d7 чорна тура · b6 чорна тура · c6 чорний король · d6 білий пішак · a5 чорний кінь · c5 білий кінь · d5 біла тура · a4 білий пішак · g2 біла тура · h1 білий слон | a8 білий король · b8 чорний слон · d8 білий ферзь · f8 чорний кінь · a7 білий слон · c7 білий кінь · d7 чорна тура · b6 чорна тура · c6 чорний король · d6 білий пішак · a5 чорний кінь · c5 білий кінь · d5 біла тура · a4 білий пішак · g2 біла тура · h1 білий слон | a8 білий король · b8 чорний слон · d8 білий ферзь · f8 чорний кінь · a7 білий слон · c7 білий кінь · d7 чорна тура · b6 чорна тура · c6 чорний король · d6 білий пішак · a5 чорний кінь · c5 білий кінь · d5 біла тура · a4 білий пішак · g2 біла тура · h1 білий слон | a8 білий король · b8 чорний слон · d8 білий ферзь · f8 чорний кінь · a7 білий слон · c7 білий кінь · d7 чорна тура · b6 чорна тура · c6 чорний король · d6 білий пішак · a5 чорний кінь · c5 білий кінь · d5 біла тура · a4 білий пішак · g2 біла тура · h1 білий слон | a8 білий король · b8 чорний слон · d8 білий ферзь · f8 чорний кінь · a7 білий слон · c7 білий кінь · d7 чорна тура · b6 чорна тура · c6 чорний король · d6 білий пішак · a5 чорний кінь · c5 білий кінь · d5 біла тура · a4 білий пішак · g2 біла тура · h1 білий слон | a8 білий король · b8 чорний слон · d8 білий ферзь · f8 чорний кінь · a7 білий слон · c7 білий кінь · d7 чорна тура · b6 чорна тура · c6 чорний король · d6 білий пішак · a5 чорний кінь · c5 білий кінь · d5 біла тура · a4 білий пішак · g2 біла тура · h1 білий слон | 7 |
| 6 | a8 білий король · b8 чорний слон · d8 білий ферзь · f8 чорний кінь · a7 білий слон · c7 білий кінь · d7 чорна тура · b6 чорна тура · c6 чорний король · d6 білий пішак · a5 чорний кінь · c5 білий кінь · d5 біла тура · a4 білий пішак · g2 біла тура · h1 білий слон | a8 білий король · b8 чорний слон · d8 білий ферзь · f8 чорний кінь · a7 білий слон · c7 білий кінь · d7 чорна тура · b6 чорна тура · c6 чорний король · d6 білий пішак · a5 чорний кінь · c5 білий кінь · d5 біла тура · a4 білий пішак · g2 біла тура · h1 білий слон | a8 білий король · b8 чорний слон · d8 білий ферзь · f8 чорний кінь · a7 білий слон · c7 білий кінь · d7 чорна тура · b6 чорна тура · c6 чорний король · d6 білий пішак · a5 чорний кінь · c5 білий кінь · d5 біла тура · a4 білий пішак · g2 біла тура · h1 білий слон | a8 білий король · b8 чорний слон · d8 білий ферзь · f8 чорний кінь · a7 білий слон · c7 білий кінь · d7 чорна тура · b6 чорна тура · c6 чорний король · d6 білий пішак · a5 чорний кінь · c5 білий кінь · d5 біла тура · a4 білий пішак · g2 біла тура · h1 білий слон | a8 білий король · b8 чорний слон · d8 білий ферзь · f8 чорний кінь · a7 білий слон · c7 білий кінь · d7 чорна тура · b6 чорна тура · c6 чорний король · d6 білий пішак · a5 чорний кінь · c5 білий кінь · d5 біла тура · a4 білий пішак · g2 біла тура · h1 білий слон | a8 білий король · b8 чорний слон · d8 білий ферзь · f8 чорний кінь · a7 білий слон · c7 білий кінь · d7 чорна тура · b6 чорна тура · c6 чорний король · d6 білий пішак · a5 чорний кінь · c5 білий кінь · d5 біла тура · a4 білий пішак · g2 біла тура · h1 білий слон | a8 білий король · b8 чорний слон · d8 білий ферзь · f8 чорний кінь · a7 білий слон · c7 білий кінь · d7 чорна тура · b6 чорна тура · c6 чорний король · d6 білий пішак · a5 чорний кінь · c5 білий кінь · d5 біла тура · a4 білий пішак · g2 біла тура · h1 білий слон | a8 білий король · b8 чорний слон · d8 білий ферзь · f8 чорний кінь · a7 білий слон · c7 білий кінь · d7 чорна тура · b6 чорна тура · c6 чорний король · d6 білий пішак · a5 чорний кінь · c5 білий кінь · d5 біла тура · a4 білий пішак · g2 біла тура · h1 білий слон | 6 |
| 5 | a8 білий король · b8 чорний слон · d8 білий ферзь · f8 чорний кінь · a7 білий слон · c7 білий кінь · d7 чорна тура · b6 чорна тура · c6 чорний король · d6 білий пішак · a5 чорний кінь · c5 білий кінь · d5 біла тура · a4 білий пішак · g2 біла тура · h1 білий слон | a8 білий король · b8 чорний слон · d8 білий ферзь · f8 чорний кінь · a7 білий слон · c7 білий кінь · d7 чорна тура · b6 чорна тура · c6 чорний король · d6 білий пішак · a5 чорний кінь · c5 білий кінь · d5 біла тура · a4 білий пішак · g2 біла тура · h1 білий слон | a8 білий король · b8 чорний слон · d8 білий ферзь · f8 чорний кінь · a7 білий слон · c7 білий кінь · d7 чорна тура · b6 чорна тура · c6 чорний король · d6 білий пішак · a5 чорний кінь · c5 білий кінь · d5 біла тура · a4 білий пішак · g2 біла тура · h1 білий слон | a8 білий король · b8 чорний слон · d8 білий ферзь · f8 чорний кінь · a7 білий слон · c7 білий кінь · d7 чорна тура · b6 чорна тура · c6 чорний король · d6 білий пішак · a5 чорний кінь · c5 білий кінь · d5 біла тура · a4 білий пішак · g2 біла тура · h1 білий слон | a8 білий король · b8 чорний слон · d8 білий ферзь · f8 чорний кінь · a7 білий слон · c7 білий кінь · d7 чорна тура · b6 чорна тура · c6 чорний король · d6 білий пішак · a5 чорний кінь · c5 білий кінь · d5 біла тура · a4 білий пішак · g2 біла тура · h1 білий слон | a8 білий король · b8 чорний слон · d8 білий ферзь · f8 чорний кінь · a7 білий слон · c7 білий кінь · d7 чорна тура · b6 чорна тура · c6 чорний король · d6 білий пішак · a5 чорний кінь · c5 білий кінь · d5 біла тура · a4 білий пішак · g2 біла тура · h1 білий слон | a8 білий король · b8 чорний слон · d8 білий ферзь · f8 чорний кінь · a7 білий слон · c7 білий кінь · d7 чорна тура · b6 чорна тура · c6 чорний король · d6 білий пішак · a5 чорний кінь · c5 білий кінь · d5 біла тура · a4 білий пішак · g2 біла тура · h1 білий слон | a8 білий король · b8 чорний слон · d8 білий ферзь · f8 чорний кінь · a7 білий слон · c7 білий кінь · d7 чорна тура · b6 чорна тура · c6 чорний король · d6 білий пішак · a5 чорний кінь · c5 білий кінь · d5 біла тура · a4 білий пішак · g2 біла тура · h1 білий слон | 5 |
| 4 | a8 білий король · b8 чорний слон · d8 білий ферзь · f8 чорний кінь · a7 білий слон · c7 білий кінь · d7 чорна тура · b6 чорна тура · c6 чорний король · d6 білий пішак · a5 чорний кінь · c5 білий кінь · d5 біла тура · a4 білий пішак · g2 біла тура · h1 білий слон | a8 білий король · b8 чорний слон · d8 білий ферзь · f8 чорний кінь · a7 білий слон · c7 білий кінь · d7 чорна тура · b6 чорна тура · c6 чорний король · d6 білий пішак · a5 чорний кінь · c5 білий кінь · d5 біла тура · a4 білий пішак · g2 біла тура · h1 білий слон | a8 білий король · b8 чорний слон · d8 білий ферзь · f8 чорний кінь · a7 білий слон · c7 білий кінь · d7 чорна тура · b6 чорна тура · c6 чорний король · d6 білий пішак · a5 чорний кінь · c5 білий кінь · d5 біла тура · a4 білий пішак · g2 біла тура · h1 білий слон | a8 білий король · b8 чорний слон · d8 білий ферзь · f8 чорний кінь · a7 білий слон · c7 білий кінь · d7 чорна тура · b6 чорна тура · c6 чорний король · d6 білий пішак · a5 чорний кінь · c5 білий кінь · d5 біла тура · a4 білий пішак · g2 біла тура · h1 білий слон | a8 білий король · b8 чорний слон · d8 білий ферзь · f8 чорний кінь · a7 білий слон · c7 білий кінь · d7 чорна тура · b6 чорна тура · c6 чорний король · d6 білий пішак · a5 чорний кінь · c5 білий кінь · d5 біла тура · a4 білий пішак · g2 біла тура · h1 білий слон | a8 білий король · b8 чорний слон · d8 білий ферзь · f8 чорний кінь · a7 білий слон · c7 білий кінь · d7 чорна тура · b6 чорна тура · c6 чорний король · d6 білий пішак · a5 чорний кінь · c5 білий кінь · d5 біла тура · a4 білий пішак · g2 біла тура · h1 білий слон | a8 білий король · b8 чорний слон · d8 білий ферзь · f8 чорний кінь · a7 білий слон · c7 білий кінь · d7 чорна тура · b6 чорна тура · c6 чорний король · d6 білий пішак · a5 чорний кінь · c5 білий кінь · d5 біла тура · a4 білий пішак · g2 біла тура · h1 білий слон | a8 білий король · b8 чорний слон · d8 білий ферзь · f8 чорний кінь · a7 білий слон · c7 білий кінь · d7 чорна тура · b6 чорна тура · c6 чорний король · d6 білий пішак · a5 чорний кінь · c5 білий кінь · d5 біла тура · a4 білий пішак · g2 біла тура · h1 білий слон | 4 |
| 3 | a8 білий король · b8 чорний слон · d8 білий ферзь · f8 чорний кінь · a7 білий слон · c7 білий кінь · d7 чорна тура · b6 чорна тура · c6 чорний король · d6 білий пішак · a5 чорний кінь · c5 білий кінь · d5 біла тура · a4 білий пішак · g2 біла тура · h1 білий слон | a8 білий король · b8 чорний слон · d8 білий ферзь · f8 чорний кінь · a7 білий слон · c7 білий кінь · d7 чорна тура · b6 чорна тура · c6 чорний король · d6 білий пішак · a5 чорний кінь · c5 білий кінь · d5 біла тура · a4 білий пішак · g2 біла тура · h1 білий слон | a8 білий король · b8 чорний слон · d8 білий ферзь · f8 чорний кінь · a7 білий слон · c7 білий кінь · d7 чорна тура · b6 чорна тура · c6 чорний король · d6 білий пішак · a5 чорний кінь · c5 білий кінь · d5 біла тура · a4 білий пішак · g2 біла тура · h1 білий слон | a8 білий король · b8 чорний слон · d8 білий ферзь · f8 чорний кінь · a7 білий слон · c7 білий кінь · d7 чорна тура · b6 чорна тура · c6 чорний король · d6 білий пішак · a5 чорний кінь · c5 білий кінь · d5 біла тура · a4 білий пішак · g2 біла тура · h1 білий слон | a8 білий король · b8 чорний слон · d8 білий ферзь · f8 чорний кінь · a7 білий слон · c7 білий кінь · d7 чорна тура · b6 чорна тура · c6 чорний король · d6 білий пішак · a5 чорний кінь · c5 білий кінь · d5 біла тура · a4 білий пішак · g2 біла тура · h1 білий слон | a8 білий король · b8 чорний слон · d8 білий ферзь · f8 чорний кінь · a7 білий слон · c7 білий кінь · d7 чорна тура · b6 чорна тура · c6 чорний король · d6 білий пішак · a5 чорний кінь · c5 білий кінь · d5 біла тура · a4 білий пішак · g2 біла тура · h1 білий слон | a8 білий король · b8 чорний слон · d8 білий ферзь · f8 чорний кінь · a7 білий слон · c7 білий кінь · d7 чорна тура · b6 чорна тура · c6 чорний король · d6 білий пішак · a5 чорний кінь · c5 білий кінь · d5 біла тура · a4 білий пішак · g2 біла тура · h1 білий слон | a8 білий король · b8 чорний слон · d8 білий ферзь · f8 чорний кінь · a7 білий слон · c7 білий кінь · d7 чорна тура · b6 чорна тура · c6 чорний король · d6 білий пішак · a5 чорний кінь · c5 білий кінь · d5 біла тура · a4 білий пішак · g2 біла тура · h1 білий слон | 3 |
| 2 | a8 білий король · b8 чорний слон · d8 білий ферзь · f8 чорний кінь · a7 білий слон · c7 білий кінь · d7 чорна тура · b6 чорна тура · c6 чорний король · d6 білий пішак · a5 чорний кінь · c5 білий кінь · d5 біла тура · a4 білий пішак · g2 біла тура · h1 білий слон | a8 білий король · b8 чорний слон · d8 білий ферзь · f8 чорний кінь · a7 білий слон · c7 білий кінь · d7 чорна тура · b6 чорна тура · c6 чорний король · d6 білий пішак · a5 чорний кінь · c5 білий кінь · d5 біла тура · a4 білий пішак · g2 біла тура · h1 білий слон | a8 білий король · b8 чорний слон · d8 білий ферзь · f8 чорний кінь · a7 білий слон · c7 білий кінь · d7 чорна тура · b6 чорна тура · c6 чорний король · d6 білий пішак · a5 чорний кінь · c5 білий кінь · d5 біла тура · a4 білий пішак · g2 біла тура · h1 білий слон | a8 білий король · b8 чорний слон · d8 білий ферзь · f8 чорний кінь · a7 білий слон · c7 білий кінь · d7 чорна тура · b6 чорна тура · c6 чорний король · d6 білий пішак · a5 чорний кінь · c5 білий кінь · d5 біла тура · a4 білий пішак · g2 біла тура · h1 білий слон | a8 білий король · b8 чорний слон · d8 білий ферзь · f8 чорний кінь · a7 білий слон · c7 білий кінь · d7 чорна тура · b6 чорна тура · c6 чорний король · d6 білий пішак · a5 чорний кінь · c5 білий кінь · d5 біла тура · a4 білий пішак · g2 біла тура · h1 білий слон | a8 білий король · b8 чорний слон · d8 білий ферзь · f8 чорний кінь · a7 білий слон · c7 білий кінь · d7 чорна тура · b6 чорна тура · c6 чорний король · d6 білий пішак · a5 чорний кінь · c5 білий кінь · d5 біла тура · a4 білий пішак · g2 біла тура · h1 білий слон | a8 білий король · b8 чорний слон · d8 білий ферзь · f8 чорний кінь · a7 білий слон · c7 білий кінь · d7 чорна тура · b6 чорна тура · c6 чорний король · d6 білий пішак · a5 чорний кінь · c5 білий кінь · d5 біла тура · a4 білий пішак · g2 біла тура · h1 білий слон | a8 білий король · b8 чорний слон · d8 білий ферзь · f8 чорний кінь · a7 білий слон · c7 білий кінь · d7 чорна тура · b6 чорна тура · c6 чорний король · d6 білий пішак · a5 чорний кінь · c5 білий кінь · d5 біла тура · a4 білий пішак · g2 біла тура · h1 білий слон | 2 |
| 1 | a8 білий король · b8 чорний слон · d8 білий ферзь · f8 чорний кінь · a7 білий слон · c7 білий кінь · d7 чорна тура · b6 чорна тура · c6 чорний король · d6 білий пішак · a5 чорний кінь · c5 білий кінь · d5 біла тура · a4 білий пішак · g2 біла тура · h1 білий слон | a8 білий король · b8 чорний слон · d8 білий ферзь · f8 чорний кінь · a7 білий слон · c7 білий кінь · d7 чорна тура · b6 чорна тура · c6 чорний король · d6 білий пішак · a5 чорний кінь · c5 білий кінь · d5 біла тура · a4 білий пішак · g2 біла тура · h1 білий слон | a8 білий король · b8 чорний слон · d8 білий ферзь · f8 чорний кінь · a7 білий слон · c7 білий кінь · d7 чорна тура · b6 чорна тура · c6 чорний король · d6 білий пішак · a5 чорний кінь · c5 білий кінь · d5 біла тура · a4 білий пішак · g2 біла тура · h1 білий слон | a8 білий король · b8 чорний слон · d8 білий ферзь · f8 чорний кінь · a7 білий слон · c7 білий кінь · d7 чорна тура · b6 чорна тура · c6 чорний король · d6 білий пішак · a5 чорний кінь · c5 білий кінь · d5 біла тура · a4 білий пішак · g2 біла тура · h1 білий слон | a8 білий король · b8 чорний слон · d8 білий ферзь · f8 чорний кінь · a7 білий слон · c7 білий кінь · d7 чорна тура · b6 чорна тура · c6 чорний король · d6 білий пішак · a5 чорний кінь · c5 білий кінь · d5 біла тура · a4 білий пішак · g2 біла тура · h1 білий слон | a8 білий король · b8 чорний слон · d8 білий ферзь · f8 чорний кінь · a7 білий слон · c7 білий кінь · d7 чорна тура · b6 чорна тура · c6 чорний король · d6 білий пішак · a5 чорний кінь · c5 білий кінь · d5 біла тура · a4 білий пішак · g2 біла тура · h1 білий слон | a8 білий король · b8 чорний слон · d8 білий ферзь · f8 чорний кінь · a7 білий слон · c7 білий кінь · d7 чорна тура · b6 чорна тура · c6 чорний король · d6 білий пішак · a5 чорний кінь · c5 білий кінь · d5 біла тура · a4 білий пішак · g2 біла тура · h1 білий слон | a8 білий король · b8 чорний слон · d8 білий ферзь · f8 чорний кінь · a7 білий слон · c7 білий кінь · d7 чорна тура · b6 чорна тура · c6 чорний король · d6 білий пішак · a5 чорний кінь · c5 білий кінь · d5 біла тура · a4 білий пішак · g2 біла тура · h1 білий слон | 1 |
|   | a | b | c | d | e | f | g | h |   |

1. Tgd2? ~ 2. Te5, Tf5, Tg5,Th5#
1. ... Tb4, Tb3 2. Td4, Td3#, 1. ... Tb1!
1. T2g5? ~ 2. Td4, Td3, Td2, Td1#
1. ... Te7, Tf7 2. Te5, Tf5#, 1. ... Th7!
1. Tc2? ~ 2. Td4, Td3, Td2, Td1#
1. ... Te7  2. Te5#
1. ... Tf7  2. Tf5#
1. ... Tg7  2. Tg5#
1. ... Th7  2. Th5#, 1. ... Sc4!
1. Tg6! ~ 2. Te5, Tf5, Tg5, Th5#
1. ... Tb4  2. Td4#
1. ... Tb3  2. Td3#
1. ... Tb2  2. Td2#
1. ... Tb1  2. Td1#

- — - — - — -
1. ... Se6    2. D:d7#
В цій задачі Самбірська тема виражена двічі у чотирьох варіантах. Вона поєднана з Одеською темою в подвоєній формі і темою Флека, зміною гри та матів.

## Зворотна форма
Зворотна форма Самбірської теми — в ілюзорній грі проходять три і більше матів, які в хибному сліді трансформуються в загрози.
 Алгоритм вираження теми у зворотній формі:
1. ... a    2. A #
1. ... b    2. B #
1. ... c    2. C #
1. X ? ~ 2. A, B, C #   1. ... x !
1. Y ! ~ (Zz) або 2. H #
 

В рішенні проходить один із видів переміни гри:
 
   1. Проста зміна матів: захисти ті самі, що були в ілюзорній грі, але мати нові:

1. Y ! ~ (Zz) або 2. H #
1. ... a    2. D #
1. ... b    2. E #
1. ... c    2. F #
 

   2. Довільна гра: нові захисти і нові мати:
1. Y ! ~ (Zz) або 2. H #
1. ... d    2. D #
1. ... e    2. E #
1. ... f    2. F #
 

   3. Мати ілюзорної гри проходять на нові захисти — тема Рухліса:
1. Y ! ~ (Zz) або 2. H #
1. ... d    2. A #
1. ... e    2. B #
1. ... f    2. C #
 

   4. Радикальна зміна гри:нові захисти і нові мати, але ні один мат з ілюзорної гри не повинен проходити:
1. Y ! ~ (Zz) або 2. H #
1. ... d    2. D #
1. ... e    2. E #
1. ... f    2. F #
 
1. ... ~/~/~ 2. A/B/C # ???
 

   5. Синтез зворотної форми теми із прямою формою Самбірської теми:
1. ... d/e/f 2. D/E/F # ???
1. ... a    2. A #
1. ... b    2. B #
1. ... c    2. C #
1. X ? ~ 2. A, B, C #   1. ... x !
 
1. X ? ~ 2. D, E, F #   1. ... x !
1. Y ! ~ (Zz) або 2. H #
1. ... d    2. D #
1. ... e    2. E #
1. ... f    2. F #
 
Усі ці перелічені види зміни гри можуть бути поєднанні з будь-якими іншими темами.
|   | a | b | c | d | e | f | g | h |   |
| 8 | d8 білий слон · f8 білий кінь · g8 чорний кінь · c7 чорний слон · c5 білий ферзь · d5 чорний пішак · e5 чорний король · b4 чорний пішак · h4 білий кінь · a3 біла тура · d3 білий пішак · g3 білий пішак · h3 чорний слон · e1 білий король | d8 білий слон · f8 білий кінь · g8 чорний кінь · c7 чорний слон · c5 білий ферзь · d5 чорний пішак · e5 чорний король · b4 чорний пішак · h4 білий кінь · a3 біла тура · d3 білий пішак · g3 білий пішак · h3 чорний слон · e1 білий король | d8 білий слон · f8 білий кінь · g8 чорний кінь · c7 чорний слон · c5 білий ферзь · d5 чорний пішак · e5 чорний король · b4 чорний пішак · h4 білий кінь · a3 біла тура · d3 білий пішак · g3 білий пішак · h3 чорний слон · e1 білий король | d8 білий слон · f8 білий кінь · g8 чорний кінь · c7 чорний слон · c5 білий ферзь · d5 чорний пішак · e5 чорний король · b4 чорний пішак · h4 білий кінь · a3 біла тура · d3 білий пішак · g3 білий пішак · h3 чорний слон · e1 білий король | d8 білий слон · f8 білий кінь · g8 чорний кінь · c7 чорний слон · c5 білий ферзь · d5 чорний пішак · e5 чорний король · b4 чорний пішак · h4 білий кінь · a3 біла тура · d3 білий пішак · g3 білий пішак · h3 чорний слон · e1 білий король | d8 білий слон · f8 білий кінь · g8 чорний кінь · c7 чорний слон · c5 білий ферзь · d5 чорний пішак · e5 чорний король · b4 чорний пішак · h4 білий кінь · a3 біла тура · d3 білий пішак · g3 білий пішак · h3 чорний слон · e1 білий король | d8 білий слон · f8 білий кінь · g8 чорний кінь · c7 чорний слон · c5 білий ферзь · d5 чорний пішак · e5 чорний король · b4 чорний пішак · h4 білий кінь · a3 біла тура · d3 білий пішак · g3 білий пішак · h3 чорний слон · e1 білий король | d8 білий слон · f8 білий кінь · g8 чорний кінь · c7 чорний слон · c5 білий ферзь · d5 чорний пішак · e5 чорний король · b4 чорний пішак · h4 білий кінь · a3 біла тура · d3 білий пішак · g3 білий пішак · h3 чорний слон · e1 білий король | 8 |
| 7 | d8 білий слон · f8 білий кінь · g8 чорний кінь · c7 чорний слон · c5 білий ферзь · d5 чорний пішак · e5 чорний король · b4 чорний пішак · h4 білий кінь · a3 біла тура · d3 білий пішак · g3 білий пішак · h3 чорний слон · e1 білий король | d8 білий слон · f8 білий кінь · g8 чорний кінь · c7 чорний слон · c5 білий ферзь · d5 чорний пішак · e5 чорний король · b4 чорний пішак · h4 білий кінь · a3 біла тура · d3 білий пішак · g3 білий пішак · h3 чорний слон · e1 білий король | d8 білий слон · f8 білий кінь · g8 чорний кінь · c7 чорний слон · c5 білий ферзь · d5 чорний пішак · e5 чорний король · b4 чорний пішак · h4 білий кінь · a3 біла тура · d3 білий пішак · g3 білий пішак · h3 чорний слон · e1 білий король | d8 білий слон · f8 білий кінь · g8 чорний кінь · c7 чорний слон · c5 білий ферзь · d5 чорний пішак · e5 чорний король · b4 чорний пішак · h4 білий кінь · a3 біла тура · d3 білий пішак · g3 білий пішак · h3 чорний слон · e1 білий король | d8 білий слон · f8 білий кінь · g8 чорний кінь · c7 чорний слон · c5 білий ферзь · d5 чорний пішак · e5 чорний король · b4 чорний пішак · h4 білий кінь · a3 біла тура · d3 білий пішак · g3 білий пішак · h3 чорний слон · e1 білий король | d8 білий слон · f8 білий кінь · g8 чорний кінь · c7 чорний слон · c5 білий ферзь · d5 чорний пішак · e5 чорний король · b4 чорний пішак · h4 білий кінь · a3 біла тура · d3 білий пішак · g3 білий пішак · h3 чорний слон · e1 білий король | d8 білий слон · f8 білий кінь · g8 чорний кінь · c7 чорний слон · c5 білий ферзь · d5 чорний пішак · e5 чорний король · b4 чорний пішак · h4 білий кінь · a3 біла тура · d3 білий пішак · g3 білий пішак · h3 чорний слон · e1 білий король | d8 білий слон · f8 білий кінь · g8 чорний кінь · c7 чорний слон · c5 білий ферзь · d5 чорний пішак · e5 чорний король · b4 чорний пішак · h4 білий кінь · a3 біла тура · d3 білий пішак · g3 білий пішак · h3 чорний слон · e1 білий король | 7 |
| 6 | d8 білий слон · f8 білий кінь · g8 чорний кінь · c7 чорний слон · c5 білий ферзь · d5 чорний пішак · e5 чорний король · b4 чорний пішак · h4 білий кінь · a3 біла тура · d3 білий пішак · g3 білий пішак · h3 чорний слон · e1 білий король | d8 білий слон · f8 білий кінь · g8 чорний кінь · c7 чорний слон · c5 білий ферзь · d5 чорний пішак · e5 чорний король · b4 чорний пішак · h4 білий кінь · a3 біла тура · d3 білий пішак · g3 білий пішак · h3 чорний слон · e1 білий король | d8 білий слон · f8 білий кінь · g8 чорний кінь · c7 чорний слон · c5 білий ферзь · d5 чорний пішак · e5 чорний король · b4 чорний пішак · h4 білий кінь · a3 біла тура · d3 білий пішак · g3 білий пішак · h3 чорний слон · e1 білий король | d8 білий слон · f8 білий кінь · g8 чорний кінь · c7 чорний слон · c5 білий ферзь · d5 чорний пішак · e5 чорний король · b4 чорний пішак · h4 білий кінь · a3 біла тура · d3 білий пішак · g3 білий пішак · h3 чорний слон · e1 білий король | d8 білий слон · f8 білий кінь · g8 чорний кінь · c7 чорний слон · c5 білий ферзь · d5 чорний пішак · e5 чорний король · b4 чорний пішак · h4 білий кінь · a3 біла тура · d3 білий пішак · g3 білий пішак · h3 чорний слон · e1 білий король | d8 білий слон · f8 білий кінь · g8 чорний кінь · c7 чорний слон · c5 білий ферзь · d5 чорний пішак · e5 чорний король · b4 чорний пішак · h4 білий кінь · a3 біла тура · d3 білий пішак · g3 білий пішак · h3 чорний слон · e1 білий король | d8 білий слон · f8 білий кінь · g8 чорний кінь · c7 чорний слон · c5 білий ферзь · d5 чорний пішак · e5 чорний король · b4 чорний пішак · h4 білий кінь · a3 біла тура · d3 білий пішак · g3 білий пішак · h3 чорний слон · e1 білий король | d8 білий слон · f8 білий кінь · g8 чорний кінь · c7 чорний слон · c5 білий ферзь · d5 чорний пішак · e5 чорний король · b4 чорний пішак · h4 білий кінь · a3 біла тура · d3 білий пішак · g3 білий пішак · h3 чорний слон · e1 білий король | 6 |
| 5 | d8 білий слон · f8 білий кінь · g8 чорний кінь · c7 чорний слон · c5 білий ферзь · d5 чорний пішак · e5 чорний король · b4 чорний пішак · h4 білий кінь · a3 біла тура · d3 білий пішак · g3 білий пішак · h3 чорний слон · e1 білий король | d8 білий слон · f8 білий кінь · g8 чорний кінь · c7 чорний слон · c5 білий ферзь · d5 чорний пішак · e5 чорний король · b4 чорний пішак · h4 білий кінь · a3 біла тура · d3 білий пішак · g3 білий пішак · h3 чорний слон · e1 білий король | d8 білий слон · f8 білий кінь · g8 чорний кінь · c7 чорний слон · c5 білий ферзь · d5 чорний пішак · e5 чорний король · b4 чорний пішак · h4 білий кінь · a3 біла тура · d3 білий пішак · g3 білий пішак · h3 чорний слон · e1 білий король | d8 білий слон · f8 білий кінь · g8 чорний кінь · c7 чорний слон · c5 білий ферзь · d5 чорний пішак · e5 чорний король · b4 чорний пішак · h4 білий кінь · a3 біла тура · d3 білий пішак · g3 білий пішак · h3 чорний слон · e1 білий король | d8 білий слон · f8 білий кінь · g8 чорний кінь · c7 чорний слон · c5 білий ферзь · d5 чорний пішак · e5 чорний король · b4 чорний пішак · h4 білий кінь · a3 біла тура · d3 білий пішак · g3 білий пішак · h3 чорний слон · e1 білий король | d8 білий слон · f8 білий кінь · g8 чорний кінь · c7 чорний слон · c5 білий ферзь · d5 чорний пішак · e5 чорний король · b4 чорний пішак · h4 білий кінь · a3 біла тура · d3 білий пішак · g3 білий пішак · h3 чорний слон · e1 білий король | d8 білий слон · f8 білий кінь · g8 чорний кінь · c7 чорний слон · c5 білий ферзь · d5 чорний пішак · e5 чорний король · b4 чорний пішак · h4 білий кінь · a3 біла тура · d3 білий пішак · g3 білий пішак · h3 чорний слон · e1 білий король | d8 білий слон · f8 білий кінь · g8 чорний кінь · c7 чорний слон · c5 білий ферзь · d5 чорний пішак · e5 чорний король · b4 чорний пішак · h4 білий кінь · a3 біла тура · d3 білий пішак · g3 білий пішак · h3 чорний слон · e1 білий король | 5 |
| 4 | d8 білий слон · f8 білий кінь · g8 чорний кінь · c7 чорний слон · c5 білий ферзь · d5 чорний пішак · e5 чорний король · b4 чорний пішак · h4 білий кінь · a3 біла тура · d3 білий пішак · g3 білий пішак · h3 чорний слон · e1 білий король | d8 білий слон · f8 білий кінь · g8 чорний кінь · c7 чорний слон · c5 білий ферзь · d5 чорний пішак · e5 чорний король · b4 чорний пішак · h4 білий кінь · a3 біла тура · d3 білий пішак · g3 білий пішак · h3 чорний слон · e1 білий король | d8 білий слон · f8 білий кінь · g8 чорний кінь · c7 чорний слон · c5 білий ферзь · d5 чорний пішак · e5 чорний король · b4 чорний пішак · h4 білий кінь · a3 біла тура · d3 білий пішак · g3 білий пішак · h3 чорний слон · e1 білий король | d8 білий слон · f8 білий кінь · g8 чорний кінь · c7 чорний слон · c5 білий ферзь · d5 чорний пішак · e5 чорний король · b4 чорний пішак · h4 білий кінь · a3 біла тура · d3 білий пішак · g3 білий пішак · h3 чорний слон · e1 білий король | d8 білий слон · f8 білий кінь · g8 чорний кінь · c7 чорний слон · c5 білий ферзь · d5 чорний пішак · e5 чорний король · b4 чорний пішак · h4 білий кінь · a3 біла тура · d3 білий пішак · g3 білий пішак · h3 чорний слон · e1 білий король | d8 білий слон · f8 білий кінь · g8 чорний кінь · c7 чорний слон · c5 білий ферзь · d5 чорний пішак · e5 чорний король · b4 чорний пішак · h4 білий кінь · a3 біла тура · d3 білий пішак · g3 білий пішак · h3 чорний слон · e1 білий король | d8 білий слон · f8 білий кінь · g8 чорний кінь · c7 чорний слон · c5 білий ферзь · d5 чорний пішак · e5 чорний король · b4 чорний пішак · h4 білий кінь · a3 біла тура · d3 білий пішак · g3 білий пішак · h3 чорний слон · e1 білий король | d8 білий слон · f8 білий кінь · g8 чорний кінь · c7 чорний слон · c5 білий ферзь · d5 чорний пішак · e5 чорний король · b4 чорний пішак · h4 білий кінь · a3 біла тура · d3 білий пішак · g3 білий пішак · h3 чорний слон · e1 білий король | 4 |
| 3 | d8 білий слон · f8 білий кінь · g8 чорний кінь · c7 чорний слон · c5 білий ферзь · d5 чорний пішак · e5 чорний король · b4 чорний пішак · h4 білий кінь · a3 біла тура · d3 білий пішак · g3 білий пішак · h3 чорний слон · e1 білий король | d8 білий слон · f8 білий кінь · g8 чорний кінь · c7 чорний слон · c5 білий ферзь · d5 чорний пішак · e5 чорний король · b4 чорний пішак · h4 білий кінь · a3 біла тура · d3 білий пішак · g3 білий пішак · h3 чорний слон · e1 білий король | d8 білий слон · f8 білий кінь · g8 чорний кінь · c7 чорний слон · c5 білий ферзь · d5 чорний пішак · e5 чорний король · b4 чорний пішак · h4 білий кінь · a3 біла тура · d3 білий пішак · g3 білий пішак · h3 чорний слон · e1 білий король | d8 білий слон · f8 білий кінь · g8 чорний кінь · c7 чорний слон · c5 білий ферзь · d5 чорний пішак · e5 чорний король · b4 чорний пішак · h4 білий кінь · a3 біла тура · d3 білий пішак · g3 білий пішак · h3 чорний слон · e1 білий король | d8 білий слон · f8 білий кінь · g8 чорний кінь · c7 чорний слон · c5 білий ферзь · d5 чорний пішак · e5 чорний король · b4 чорний пішак · h4 білий кінь · a3 біла тура · d3 білий пішак · g3 білий пішак · h3 чорний слон · e1 білий король | d8 білий слон · f8 білий кінь · g8 чорний кінь · c7 чорний слон · c5 білий ферзь · d5 чорний пішак · e5 чорний король · b4 чорний пішак · h4 білий кінь · a3 біла тура · d3 білий пішак · g3 білий пішак · h3 чорний слон · e1 білий король | d8 білий слон · f8 білий кінь · g8 чорний кінь · c7 чорний слон · c5 білий ферзь · d5 чорний пішак · e5 чорний король · b4 чорний пішак · h4 білий кінь · a3 біла тура · d3 білий пішак · g3 білий пішак · h3 чорний слон · e1 білий король | d8 білий слон · f8 білий кінь · g8 чорний кінь · c7 чорний слон · c5 білий ферзь · d5 чорний пішак · e5 чорний король · b4 чорний пішак · h4 білий кінь · a3 біла тура · d3 білий пішак · g3 білий пішак · h3 чорний слон · e1 білий король | 3 |
| 2 | d8 білий слон · f8 білий кінь · g8 чорний кінь · c7 чорний слон · c5 білий ферзь · d5 чорний пішак · e5 чорний король · b4 чорний пішак · h4 білий кінь · a3 біла тура · d3 білий пішак · g3 білий пішак · h3 чорний слон · e1 білий король | d8 білий слон · f8 білий кінь · g8 чорний кінь · c7 чорний слон · c5 білий ферзь · d5 чорний пішак · e5 чорний король · b4 чорний пішак · h4 білий кінь · a3 біла тура · d3 білий пішак · g3 білий пішак · h3 чорний слон · e1 білий король | d8 білий слон · f8 білий кінь · g8 чорний кінь · c7 чорний слон · c5 білий ферзь · d5 чорний пішак · e5 чорний король · b4 чорний пішак · h4 білий кінь · a3 біла тура · d3 білий пішак · g3 білий пішак · h3 чорний слон · e1 білий король | d8 білий слон · f8 білий кінь · g8 чорний кінь · c7 чорний слон · c5 білий ферзь · d5 чорний пішак · e5 чорний король · b4 чорний пішак · h4 білий кінь · a3 біла тура · d3 білий пішак · g3 білий пішак · h3 чорний слон · e1 білий король | d8 білий слон · f8 білий кінь · g8 чорний кінь · c7 чорний слон · c5 білий ферзь · d5 чорний пішак · e5 чорний король · b4 чорний пішак · h4 білий кінь · a3 біла тура · d3 білий пішак · g3 білий пішак · h3 чорний слон · e1 білий король | d8 білий слон · f8 білий кінь · g8 чорний кінь · c7 чорний слон · c5 білий ферзь · d5 чорний пішак · e5 чорний король · b4 чорний пішак · h4 білий кінь · a3 біла тура · d3 білий пішак · g3 білий пішак · h3 чорний слон · e1 білий король | d8 білий слон · f8 білий кінь · g8 чорний кінь · c7 чорний слон · c5 білий ферзь · d5 чорний пішак · e5 чорний король · b4 чорний пішак · h4 білий кінь · a3 біла тура · d3 білий пішак · g3 білий пішак · h3 чорний слон · e1 білий король | d8 білий слон · f8 білий кінь · g8 чорний кінь · c7 чорний слон · c5 білий ферзь · d5 чорний пішак · e5 чорний король · b4 чорний пішак · h4 білий кінь · a3 біла тура · d3 білий пішак · g3 білий пішак · h3 чорний слон · e1 білий король | 2 |
| 1 | d8 білий слон · f8 білий кінь · g8 чорний кінь · c7 чорний слон · c5 білий ферзь · d5 чорний пішак · e5 чорний король · b4 чорний пішак · h4 білий кінь · a3 біла тура · d3 білий пішак · g3 білий пішак · h3 чорний слон · e1 білий король | d8 білий слон · f8 білий кінь · g8 чорний кінь · c7 чорний слон · c5 білий ферзь · d5 чорний пішак · e5 чорний король · b4 чорний пішак · h4 білий кінь · a3 біла тура · d3 білий пішак · g3 білий пішак · h3 чорний слон · e1 білий король | d8 білий слон · f8 білий кінь · g8 чорний кінь · c7 чорний слон · c5 білий ферзь · d5 чорний пішак · e5 чорний король · b4 чорний пішак · h4 білий кінь · a3 біла тура · d3 білий пішак · g3 білий пішак · h3 чорний слон · e1 білий король | d8 білий слон · f8 білий кінь · g8 чорний кінь · c7 чорний слон · c5 білий ферзь · d5 чорний пішак · e5 чорний король · b4 чорний пішак · h4 білий кінь · a3 біла тура · d3 білий пішак · g3 білий пішак · h3 чорний слон · e1 білий король | d8 білий слон · f8 білий кінь · g8 чорний кінь · c7 чорний слон · c5 білий ферзь · d5 чорний пішак · e5 чорний король · b4 чорний пішак · h4 білий кінь · a3 біла тура · d3 білий пішак · g3 білий пішак · h3 чорний слон · e1 білий король | d8 білий слон · f8 білий кінь · g8 чорний кінь · c7 чорний слон · c5 білий ферзь · d5 чорний пішак · e5 чорний король · b4 чорний пішак · h4 білий кінь · a3 біла тура · d3 білий пішак · g3 білий пішак · h3 чорний слон · e1 білий король | d8 білий слон · f8 білий кінь · g8 чорний кінь · c7 чорний слон · c5 білий ферзь · d5 чорний пішак · e5 чорний король · b4 чорний пішак · h4 білий кінь · a3 біла тура · d3 білий пішак · g3 білий пішак · h3 чорний слон · e1 білий король | d8 білий слон · f8 білий кінь · g8 чорний кінь · c7 чорний слон · c5 білий ферзь · d5 чорний пішак · e5 чорний король · b4 чорний пішак · h4 білий кінь · a3 біла тура · d3 білий пішак · g3 білий пішак · h3 чорний слон · e1 білий король | 1 |
|   | a | b | c | d | e | f | g | h |   |

1. ... Ld6  2. De3#
1. ... Le6 2. Sfg6#
1. ... Sf6  2. L:c7#
1. Ta6? ~ 2. De3, Sfg6, L:c7#, 1. ... Lb6!
Пройшла зворотна форма Самбірської теми.
1. Dc1! ~ 2. Df4#
1. ... Kd4 2. Sf3#
1. ... Kd6 2. D:c7#
1. ... d4 2. Dc5#
Довільна зміна гри. 
|   | a | b | c | d | e | f | g | h |   |
| 8 | b8 чорний слон · d8 біла тура · e8 чорний слон · b7 білий кінь · c7 чорний король · f7 чорна тура · h7 біла тура · a6 білий пішак · b6 чорний пішак · c6 білий кінь · e6 білий пішак · g6 чорний пішак · b5 чорний пішак · c4 чорна тура · d3 чорний пішак · g3 білий король · h3 білий пішак · g2 білий слон · h2 білий слон · c1 білий ферзь | b8 чорний слон · d8 біла тура · e8 чорний слон · b7 білий кінь · c7 чорний король · f7 чорна тура · h7 біла тура · a6 білий пішак · b6 чорний пішак · c6 білий кінь · e6 білий пішак · g6 чорний пішак · b5 чорний пішак · c4 чорна тура · d3 чорний пішак · g3 білий король · h3 білий пішак · g2 білий слон · h2 білий слон · c1 білий ферзь | b8 чорний слон · d8 біла тура · e8 чорний слон · b7 білий кінь · c7 чорний король · f7 чорна тура · h7 біла тура · a6 білий пішак · b6 чорний пішак · c6 білий кінь · e6 білий пішак · g6 чорний пішак · b5 чорний пішак · c4 чорна тура · d3 чорний пішак · g3 білий король · h3 білий пішак · g2 білий слон · h2 білий слон · c1 білий ферзь | b8 чорний слон · d8 біла тура · e8 чорний слон · b7 білий кінь · c7 чорний король · f7 чорна тура · h7 біла тура · a6 білий пішак · b6 чорний пішак · c6 білий кінь · e6 білий пішак · g6 чорний пішак · b5 чорний пішак · c4 чорна тура · d3 чорний пішак · g3 білий король · h3 білий пішак · g2 білий слон · h2 білий слон · c1 білий ферзь | b8 чорний слон · d8 біла тура · e8 чорний слон · b7 білий кінь · c7 чорний король · f7 чорна тура · h7 біла тура · a6 білий пішак · b6 чорний пішак · c6 білий кінь · e6 білий пішак · g6 чорний пішак · b5 чорний пішак · c4 чорна тура · d3 чорний пішак · g3 білий король · h3 білий пішак · g2 білий слон · h2 білий слон · c1 білий ферзь | b8 чорний слон · d8 біла тура · e8 чорний слон · b7 білий кінь · c7 чорний король · f7 чорна тура · h7 біла тура · a6 білий пішак · b6 чорний пішак · c6 білий кінь · e6 білий пішак · g6 чорний пішак · b5 чорний пішак · c4 чорна тура · d3 чорний пішак · g3 білий король · h3 білий пішак · g2 білий слон · h2 білий слон · c1 білий ферзь | b8 чорний слон · d8 біла тура · e8 чорний слон · b7 білий кінь · c7 чорний король · f7 чорна тура · h7 біла тура · a6 білий пішак · b6 чорний пішак · c6 білий кінь · e6 білий пішак · g6 чорний пішак · b5 чорний пішак · c4 чорна тура · d3 чорний пішак · g3 білий король · h3 білий пішак · g2 білий слон · h2 білий слон · c1 білий ферзь | b8 чорний слон · d8 біла тура · e8 чорний слон · b7 білий кінь · c7 чорний король · f7 чорна тура · h7 біла тура · a6 білий пішак · b6 чорний пішак · c6 білий кінь · e6 білий пішак · g6 чорний пішак · b5 чорний пішак · c4 чорна тура · d3 чорний пішак · g3 білий король · h3 білий пішак · g2 білий слон · h2 білий слон · c1 білий ферзь | 8 |
| 7 | b8 чорний слон · d8 біла тура · e8 чорний слон · b7 білий кінь · c7 чорний король · f7 чорна тура · h7 біла тура · a6 білий пішак · b6 чорний пішак · c6 білий кінь · e6 білий пішак · g6 чорний пішак · b5 чорний пішак · c4 чорна тура · d3 чорний пішак · g3 білий король · h3 білий пішак · g2 білий слон · h2 білий слон · c1 білий ферзь | b8 чорний слон · d8 біла тура · e8 чорний слон · b7 білий кінь · c7 чорний король · f7 чорна тура · h7 біла тура · a6 білий пішак · b6 чорний пішак · c6 білий кінь · e6 білий пішак · g6 чорний пішак · b5 чорний пішак · c4 чорна тура · d3 чорний пішак · g3 білий король · h3 білий пішак · g2 білий слон · h2 білий слон · c1 білий ферзь | b8 чорний слон · d8 біла тура · e8 чорний слон · b7 білий кінь · c7 чорний король · f7 чорна тура · h7 біла тура · a6 білий пішак · b6 чорний пішак · c6 білий кінь · e6 білий пішак · g6 чорний пішак · b5 чорний пішак · c4 чорна тура · d3 чорний пішак · g3 білий король · h3 білий пішак · g2 білий слон · h2 білий слон · c1 білий ферзь | b8 чорний слон · d8 біла тура · e8 чорний слон · b7 білий кінь · c7 чорний король · f7 чорна тура · h7 біла тура · a6 білий пішак · b6 чорний пішак · c6 білий кінь · e6 білий пішак · g6 чорний пішак · b5 чорний пішак · c4 чорна тура · d3 чорний пішак · g3 білий король · h3 білий пішак · g2 білий слон · h2 білий слон · c1 білий ферзь | b8 чорний слон · d8 біла тура · e8 чорний слон · b7 білий кінь · c7 чорний король · f7 чорна тура · h7 біла тура · a6 білий пішак · b6 чорний пішак · c6 білий кінь · e6 білий пішак · g6 чорний пішак · b5 чорний пішак · c4 чорна тура · d3 чорний пішак · g3 білий король · h3 білий пішак · g2 білий слон · h2 білий слон · c1 білий ферзь | b8 чорний слон · d8 біла тура · e8 чорний слон · b7 білий кінь · c7 чорний король · f7 чорна тура · h7 біла тура · a6 білий пішак · b6 чорний пішак · c6 білий кінь · e6 білий пішак · g6 чорний пішак · b5 чорний пішак · c4 чорна тура · d3 чорний пішак · g3 білий король · h3 білий пішак · g2 білий слон · h2 білий слон · c1 білий ферзь | b8 чорний слон · d8 біла тура · e8 чорний слон · b7 білий кінь · c7 чорний король · f7 чорна тура · h7 біла тура · a6 білий пішак · b6 чорний пішак · c6 білий кінь · e6 білий пішак · g6 чорний пішак · b5 чорний пішак · c4 чорна тура · d3 чорний пішак · g3 білий король · h3 білий пішак · g2 білий слон · h2 білий слон · c1 білий ферзь | b8 чорний слон · d8 біла тура · e8 чорний слон · b7 білий кінь · c7 чорний король · f7 чорна тура · h7 біла тура · a6 білий пішак · b6 чорний пішак · c6 білий кінь · e6 білий пішак · g6 чорний пішак · b5 чорний пішак · c4 чорна тура · d3 чорний пішак · g3 білий король · h3 білий пішак · g2 білий слон · h2 білий слон · c1 білий ферзь | 7 |
| 6 | b8 чорний слон · d8 біла тура · e8 чорний слон · b7 білий кінь · c7 чорний король · f7 чорна тура · h7 біла тура · a6 білий пішак · b6 чорний пішак · c6 білий кінь · e6 білий пішак · g6 чорний пішак · b5 чорний пішак · c4 чорна тура · d3 чорний пішак · g3 білий король · h3 білий пішак · g2 білий слон · h2 білий слон · c1 білий ферзь | b8 чорний слон · d8 біла тура · e8 чорний слон · b7 білий кінь · c7 чорний король · f7 чорна тура · h7 біла тура · a6 білий пішак · b6 чорний пішак · c6 білий кінь · e6 білий пішак · g6 чорний пішак · b5 чорний пішак · c4 чорна тура · d3 чорний пішак · g3 білий король · h3 білий пішак · g2 білий слон · h2 білий слон · c1 білий ферзь | b8 чорний слон · d8 біла тура · e8 чорний слон · b7 білий кінь · c7 чорний король · f7 чорна тура · h7 біла тура · a6 білий пішак · b6 чорний пішак · c6 білий кінь · e6 білий пішак · g6 чорний пішак · b5 чорний пішак · c4 чорна тура · d3 чорний пішак · g3 білий король · h3 білий пішак · g2 білий слон · h2 білий слон · c1 білий ферзь | b8 чорний слон · d8 біла тура · e8 чорний слон · b7 білий кінь · c7 чорний король · f7 чорна тура · h7 біла тура · a6 білий пішак · b6 чорний пішак · c6 білий кінь · e6 білий пішак · g6 чорний пішак · b5 чорний пішак · c4 чорна тура · d3 чорний пішак · g3 білий король · h3 білий пішак · g2 білий слон · h2 білий слон · c1 білий ферзь | b8 чорний слон · d8 біла тура · e8 чорний слон · b7 білий кінь · c7 чорний король · f7 чорна тура · h7 біла тура · a6 білий пішак · b6 чорний пішак · c6 білий кінь · e6 білий пішак · g6 чорний пішак · b5 чорний пішак · c4 чорна тура · d3 чорний пішак · g3 білий король · h3 білий пішак · g2 білий слон · h2 білий слон · c1 білий ферзь | b8 чорний слон · d8 біла тура · e8 чорний слон · b7 білий кінь · c7 чорний король · f7 чорна тура · h7 біла тура · a6 білий пішак · b6 чорний пішак · c6 білий кінь · e6 білий пішак · g6 чорний пішак · b5 чорний пішак · c4 чорна тура · d3 чорний пішак · g3 білий король · h3 білий пішак · g2 білий слон · h2 білий слон · c1 білий ферзь | b8 чорний слон · d8 біла тура · e8 чорний слон · b7 білий кінь · c7 чорний король · f7 чорна тура · h7 біла тура · a6 білий пішак · b6 чорний пішак · c6 білий кінь · e6 білий пішак · g6 чорний пішак · b5 чорний пішак · c4 чорна тура · d3 чорний пішак · g3 білий король · h3 білий пішак · g2 білий слон · h2 білий слон · c1 білий ферзь | b8 чорний слон · d8 біла тура · e8 чорний слон · b7 білий кінь · c7 чорний король · f7 чорна тура · h7 біла тура · a6 білий пішак · b6 чорний пішак · c6 білий кінь · e6 білий пішак · g6 чорний пішак · b5 чорний пішак · c4 чорна тура · d3 чорний пішак · g3 білий король · h3 білий пішак · g2 білий слон · h2 білий слон · c1 білий ферзь | 6 |
| 5 | b8 чорний слон · d8 біла тура · e8 чорний слон · b7 білий кінь · c7 чорний король · f7 чорна тура · h7 біла тура · a6 білий пішак · b6 чорний пішак · c6 білий кінь · e6 білий пішак · g6 чорний пішак · b5 чорний пішак · c4 чорна тура · d3 чорний пішак · g3 білий король · h3 білий пішак · g2 білий слон · h2 білий слон · c1 білий ферзь | b8 чорний слон · d8 біла тура · e8 чорний слон · b7 білий кінь · c7 чорний король · f7 чорна тура · h7 біла тура · a6 білий пішак · b6 чорний пішак · c6 білий кінь · e6 білий пішак · g6 чорний пішак · b5 чорний пішак · c4 чорна тура · d3 чорний пішак · g3 білий король · h3 білий пішак · g2 білий слон · h2 білий слон · c1 білий ферзь | b8 чорний слон · d8 біла тура · e8 чорний слон · b7 білий кінь · c7 чорний король · f7 чорна тура · h7 біла тура · a6 білий пішак · b6 чорний пішак · c6 білий кінь · e6 білий пішак · g6 чорний пішак · b5 чорний пішак · c4 чорна тура · d3 чорний пішак · g3 білий король · h3 білий пішак · g2 білий слон · h2 білий слон · c1 білий ферзь | b8 чорний слон · d8 біла тура · e8 чорний слон · b7 білий кінь · c7 чорний король · f7 чорна тура · h7 біла тура · a6 білий пішак · b6 чорний пішак · c6 білий кінь · e6 білий пішак · g6 чорний пішак · b5 чорний пішак · c4 чорна тура · d3 чорний пішак · g3 білий король · h3 білий пішак · g2 білий слон · h2 білий слон · c1 білий ферзь | b8 чорний слон · d8 біла тура · e8 чорний слон · b7 білий кінь · c7 чорний король · f7 чорна тура · h7 біла тура · a6 білий пішак · b6 чорний пішак · c6 білий кінь · e6 білий пішак · g6 чорний пішак · b5 чорний пішак · c4 чорна тура · d3 чорний пішак · g3 білий король · h3 білий пішак · g2 білий слон · h2 білий слон · c1 білий ферзь | b8 чорний слон · d8 біла тура · e8 чорний слон · b7 білий кінь · c7 чорний король · f7 чорна тура · h7 біла тура · a6 білий пішак · b6 чорний пішак · c6 білий кінь · e6 білий пішак · g6 чорний пішак · b5 чорний пішак · c4 чорна тура · d3 чорний пішак · g3 білий король · h3 білий пішак · g2 білий слон · h2 білий слон · c1 білий ферзь | b8 чорний слон · d8 біла тура · e8 чорний слон · b7 білий кінь · c7 чорний король · f7 чорна тура · h7 біла тура · a6 білий пішак · b6 чорний пішак · c6 білий кінь · e6 білий пішак · g6 чорний пішак · b5 чорний пішак · c4 чорна тура · d3 чорний пішак · g3 білий король · h3 білий пішак · g2 білий слон · h2 білий слон · c1 білий ферзь | b8 чорний слон · d8 біла тура · e8 чорний слон · b7 білий кінь · c7 чорний король · f7 чорна тура · h7 біла тура · a6 білий пішак · b6 чорний пішак · c6 білий кінь · e6 білий пішак · g6 чорний пішак · b5 чорний пішак · c4 чорна тура · d3 чорний пішак · g3 білий король · h3 білий пішак · g2 білий слон · h2 білий слон · c1 білий ферзь | 5 |
| 4 | b8 чорний слон · d8 біла тура · e8 чорний слон · b7 білий кінь · c7 чорний король · f7 чорна тура · h7 біла тура · a6 білий пішак · b6 чорний пішак · c6 білий кінь · e6 білий пішак · g6 чорний пішак · b5 чорний пішак · c4 чорна тура · d3 чорний пішак · g3 білий король · h3 білий пішак · g2 білий слон · h2 білий слон · c1 білий ферзь | b8 чорний слон · d8 біла тура · e8 чорний слон · b7 білий кінь · c7 чорний король · f7 чорна тура · h7 біла тура · a6 білий пішак · b6 чорний пішак · c6 білий кінь · e6 білий пішак · g6 чорний пішак · b5 чорний пішак · c4 чорна тура · d3 чорний пішак · g3 білий король · h3 білий пішак · g2 білий слон · h2 білий слон · c1 білий ферзь | b8 чорний слон · d8 біла тура · e8 чорний слон · b7 білий кінь · c7 чорний король · f7 чорна тура · h7 біла тура · a6 білий пішак · b6 чорний пішак · c6 білий кінь · e6 білий пішак · g6 чорний пішак · b5 чорний пішак · c4 чорна тура · d3 чорний пішак · g3 білий король · h3 білий пішак · g2 білий слон · h2 білий слон · c1 білий ферзь | b8 чорний слон · d8 біла тура · e8 чорний слон · b7 білий кінь · c7 чорний король · f7 чорна тура · h7 біла тура · a6 білий пішак · b6 чорний пішак · c6 білий кінь · e6 білий пішак · g6 чорний пішак · b5 чорний пішак · c4 чорна тура · d3 чорний пішак · g3 білий король · h3 білий пішак · g2 білий слон · h2 білий слон · c1 білий ферзь | b8 чорний слон · d8 біла тура · e8 чорний слон · b7 білий кінь · c7 чорний король · f7 чорна тура · h7 біла тура · a6 білий пішак · b6 чорний пішак · c6 білий кінь · e6 білий пішак · g6 чорний пішак · b5 чорний пішак · c4 чорна тура · d3 чорний пішак · g3 білий король · h3 білий пішак · g2 білий слон · h2 білий слон · c1 білий ферзь | b8 чорний слон · d8 біла тура · e8 чорний слон · b7 білий кінь · c7 чорний король · f7 чорна тура · h7 біла тура · a6 білий пішак · b6 чорний пішак · c6 білий кінь · e6 білий пішак · g6 чорний пішак · b5 чорний пішак · c4 чорна тура · d3 чорний пішак · g3 білий король · h3 білий пішак · g2 білий слон · h2 білий слон · c1 білий ферзь | b8 чорний слон · d8 біла тура · e8 чорний слон · b7 білий кінь · c7 чорний король · f7 чорна тура · h7 біла тура · a6 білий пішак · b6 чорний пішак · c6 білий кінь · e6 білий пішак · g6 чорний пішак · b5 чорний пішак · c4 чорна тура · d3 чорний пішак · g3 білий король · h3 білий пішак · g2 білий слон · h2 білий слон · c1 білий ферзь | b8 чорний слон · d8 біла тура · e8 чорний слон · b7 білий кінь · c7 чорний король · f7 чорна тура · h7 біла тура · a6 білий пішак · b6 чорний пішак · c6 білий кінь · e6 білий пішак · g6 чорний пішак · b5 чорний пішак · c4 чорна тура · d3 чорний пішак · g3 білий король · h3 білий пішак · g2 білий слон · h2 білий слон · c1 білий ферзь | 4 |
| 3 | b8 чорний слон · d8 біла тура · e8 чорний слон · b7 білий кінь · c7 чорний король · f7 чорна тура · h7 біла тура · a6 білий пішак · b6 чорний пішак · c6 білий кінь · e6 білий пішак · g6 чорний пішак · b5 чорний пішак · c4 чорна тура · d3 чорний пішак · g3 білий король · h3 білий пішак · g2 білий слон · h2 білий слон · c1 білий ферзь | b8 чорний слон · d8 біла тура · e8 чорний слон · b7 білий кінь · c7 чорний король · f7 чорна тура · h7 біла тура · a6 білий пішак · b6 чорний пішак · c6 білий кінь · e6 білий пішак · g6 чорний пішак · b5 чорний пішак · c4 чорна тура · d3 чорний пішак · g3 білий король · h3 білий пішак · g2 білий слон · h2 білий слон · c1 білий ферзь | b8 чорний слон · d8 біла тура · e8 чорний слон · b7 білий кінь · c7 чорний король · f7 чорна тура · h7 біла тура · a6 білий пішак · b6 чорний пішак · c6 білий кінь · e6 білий пішак · g6 чорний пішак · b5 чорний пішак · c4 чорна тура · d3 чорний пішак · g3 білий король · h3 білий пішак · g2 білий слон · h2 білий слон · c1 білий ферзь | b8 чорний слон · d8 біла тура · e8 чорний слон · b7 білий кінь · c7 чорний король · f7 чорна тура · h7 біла тура · a6 білий пішак · b6 чорний пішак · c6 білий кінь · e6 білий пішак · g6 чорний пішак · b5 чорний пішак · c4 чорна тура · d3 чорний пішак · g3 білий король · h3 білий пішак · g2 білий слон · h2 білий слон · c1 білий ферзь | b8 чорний слон · d8 біла тура · e8 чорний слон · b7 білий кінь · c7 чорний король · f7 чорна тура · h7 біла тура · a6 білий пішак · b6 чорний пішак · c6 білий кінь · e6 білий пішак · g6 чорний пішак · b5 чорний пішак · c4 чорна тура · d3 чорний пішак · g3 білий король · h3 білий пішак · g2 білий слон · h2 білий слон · c1 білий ферзь | b8 чорний слон · d8 біла тура · e8 чорний слон · b7 білий кінь · c7 чорний король · f7 чорна тура · h7 біла тура · a6 білий пішак · b6 чорний пішак · c6 білий кінь · e6 білий пішак · g6 чорний пішак · b5 чорний пішак · c4 чорна тура · d3 чорний пішак · g3 білий король · h3 білий пішак · g2 білий слон · h2 білий слон · c1 білий ферзь | b8 чорний слон · d8 біла тура · e8 чорний слон · b7 білий кінь · c7 чорний король · f7 чорна тура · h7 біла тура · a6 білий пішак · b6 чорний пішак · c6 білий кінь · e6 білий пішак · g6 чорний пішак · b5 чорний пішак · c4 чорна тура · d3 чорний пішак · g3 білий король · h3 білий пішак · g2 білий слон · h2 білий слон · c1 білий ферзь | b8 чорний слон · d8 біла тура · e8 чорний слон · b7 білий кінь · c7 чорний король · f7 чорна тура · h7 біла тура · a6 білий пішак · b6 чорний пішак · c6 білий кінь · e6 білий пішак · g6 чорний пішак · b5 чорний пішак · c4 чорна тура · d3 чорний пішак · g3 білий король · h3 білий пішак · g2 білий слон · h2 білий слон · c1 білий ферзь | 3 |
| 2 | b8 чорний слон · d8 біла тура · e8 чорний слон · b7 білий кінь · c7 чорний король · f7 чорна тура · h7 біла тура · a6 білий пішак · b6 чорний пішак · c6 білий кінь · e6 білий пішак · g6 чорний пішак · b5 чорний пішак · c4 чорна тура · d3 чорний пішак · g3 білий король · h3 білий пішак · g2 білий слон · h2 білий слон · c1 білий ферзь | b8 чорний слон · d8 біла тура · e8 чорний слон · b7 білий кінь · c7 чорний король · f7 чорна тура · h7 біла тура · a6 білий пішак · b6 чорний пішак · c6 білий кінь · e6 білий пішак · g6 чорний пішак · b5 чорний пішак · c4 чорна тура · d3 чорний пішак · g3 білий король · h3 білий пішак · g2 білий слон · h2 білий слон · c1 білий ферзь | b8 чорний слон · d8 біла тура · e8 чорний слон · b7 білий кінь · c7 чорний король · f7 чорна тура · h7 біла тура · a6 білий пішак · b6 чорний пішак · c6 білий кінь · e6 білий пішак · g6 чорний пішак · b5 чорний пішак · c4 чорна тура · d3 чорний пішак · g3 білий король · h3 білий пішак · g2 білий слон · h2 білий слон · c1 білий ферзь | b8 чорний слон · d8 біла тура · e8 чорний слон · b7 білий кінь · c7 чорний король · f7 чорна тура · h7 біла тура · a6 білий пішак · b6 чорний пішак · c6 білий кінь · e6 білий пішак · g6 чорний пішак · b5 чорний пішак · c4 чорна тура · d3 чорний пішак · g3 білий король · h3 білий пішак · g2 білий слон · h2 білий слон · c1 білий ферзь | b8 чорний слон · d8 біла тура · e8 чорний слон · b7 білий кінь · c7 чорний король · f7 чорна тура · h7 біла тура · a6 білий пішак · b6 чорний пішак · c6 білий кінь · e6 білий пішак · g6 чорний пішак · b5 чорний пішак · c4 чорна тура · d3 чорний пішак · g3 білий король · h3 білий пішак · g2 білий слон · h2 білий слон · c1 білий ферзь | b8 чорний слон · d8 біла тура · e8 чорний слон · b7 білий кінь · c7 чорний король · f7 чорна тура · h7 біла тура · a6 білий пішак · b6 чорний пішак · c6 білий кінь · e6 білий пішак · g6 чорний пішак · b5 чорний пішак · c4 чорна тура · d3 чорний пішак · g3 білий король · h3 білий пішак · g2 білий слон · h2 білий слон · c1 білий ферзь | b8 чорний слон · d8 біла тура · e8 чорний слон · b7 білий кінь · c7 чорний король · f7 чорна тура · h7 біла тура · a6 білий пішак · b6 чорний пішак · c6 білий кінь · e6 білий пішак · g6 чорний пішак · b5 чорний пішак · c4 чорна тура · d3 чорний пішак · g3 білий король · h3 білий пішак · g2 білий слон · h2 білий слон · c1 білий ферзь | b8 чорний слон · d8 біла тура · e8 чорний слон · b7 білий кінь · c7 чорний король · f7 чорна тура · h7 біла тура · a6 білий пішак · b6 чорний пішак · c6 білий кінь · e6 білий пішак · g6 чорний пішак · b5 чорний пішак · c4 чорна тура · d3 чорний пішак · g3 білий король · h3 білий пішак · g2 білий слон · h2 білий слон · c1 білий ферзь | 2 |
| 1 | b8 чорний слон · d8 біла тура · e8 чорний слон · b7 білий кінь · c7 чорний король · f7 чорна тура · h7 біла тура · a6 білий пішак · b6 чорний пішак · c6 білий кінь · e6 білий пішак · g6 чорний пішак · b5 чорний пішак · c4 чорна тура · d3 чорний пішак · g3 білий король · h3 білий пішак · g2 білий слон · h2 білий слон · c1 білий ферзь | b8 чорний слон · d8 біла тура · e8 чорний слон · b7 білий кінь · c7 чорний король · f7 чорна тура · h7 біла тура · a6 білий пішак · b6 чорний пішак · c6 білий кінь · e6 білий пішак · g6 чорний пішак · b5 чорний пішак · c4 чорна тура · d3 чорний пішак · g3 білий король · h3 білий пішак · g2 білий слон · h2 білий слон · c1 білий ферзь | b8 чорний слон · d8 біла тура · e8 чорний слон · b7 білий кінь · c7 чорний король · f7 чорна тура · h7 біла тура · a6 білий пішак · b6 чорний пішак · c6 білий кінь · e6 білий пішак · g6 чорний пішак · b5 чорний пішак · c4 чорна тура · d3 чорний пішак · g3 білий король · h3 білий пішак · g2 білий слон · h2 білий слон · c1 білий ферзь | b8 чорний слон · d8 біла тура · e8 чорний слон · b7 білий кінь · c7 чорний король · f7 чорна тура · h7 біла тура · a6 білий пішак · b6 чорний пішак · c6 білий кінь · e6 білий пішак · g6 чорний пішак · b5 чорний пішак · c4 чорна тура · d3 чорний пішак · g3 білий король · h3 білий пішак · g2 білий слон · h2 білий слон · c1 білий ферзь | b8 чорний слон · d8 біла тура · e8 чорний слон · b7 білий кінь · c7 чорний король · f7 чорна тура · h7 біла тура · a6 білий пішак · b6 чорний пішак · c6 білий кінь · e6 білий пішак · g6 чорний пішак · b5 чорний пішак · c4 чорна тура · d3 чорний пішак · g3 білий король · h3 білий пішак · g2 білий слон · h2 білий слон · c1 білий ферзь | b8 чорний слон · d8 біла тура · e8 чорний слон · b7 білий кінь · c7 чорний король · f7 чорна тура · h7 біла тура · a6 білий пішак · b6 чорний пішак · c6 білий кінь · e6 білий пішак · g6 чорний пішак · b5 чорний пішак · c4 чорна тура · d3 чорний пішак · g3 білий король · h3 білий пішак · g2 білий слон · h2 білий слон · c1 білий ферзь | b8 чорний слон · d8 біла тура · e8 чорний слон · b7 білий кінь · c7 чорний король · f7 чорна тура · h7 біла тура · a6 білий пішак · b6 чорний пішак · c6 білий кінь · e6 білий пішак · g6 чорний пішак · b5 чорний пішак · c4 чорна тура · d3 чорний пішак · g3 білий король · h3 білий пішак · g2 білий слон · h2 білий слон · c1 білий ферзь | b8 чорний слон · d8 біла тура · e8 чорний слон · b7 білий кінь · c7 чорний король · f7 чорна тура · h7 біла тура · a6 білий пішак · b6 чорний пішак · c6 білий кінь · e6 білий пішак · g6 чорний пішак · b5 чорний пішак · c4 чорна тура · d3 чорний пішак · g3 білий король · h3 білий пішак · g2 білий слон · h2 білий слон · c1 білий ферзь | 1 |
|   | a | b | c | d | e | f | g | h |   |

1. ... Tg4+  2. K:g4#
1. ... Th4   2. K:h4#
 1. ... Tf4   2. D:f4#
 1. Sd4? ~ 2. Kg4, Kh4, Df4#, 1. ... Ld7!
Пройшла зворотна форма Самбірської теми.
1. Se7! ~ 2. Tc8#
1. ... T:e7    2. Kf2#
1. ... Tf3+    2. K:f3#
1. ... Ld7 2. T:d7#
Довільна зміна гри.
|   | a | b | c | d | e | f | g | h |   |
| 8 | a8 білий король · d8 білий ферзь · f6 чорний пішак · a5 білий пішак · d5 чорний пішак · f5 чорний пішак · h5 білий кінь · d4 чорний король · b3 білий пішак · d3 білий кінь · e3 чорний пішак · f3 білий пішак · g3 білий слон · b2 білий пішак · c2 чорний кінь · e2 чорний пішак · b1 білий слон · c1 чорна тура · d1 чорний ферзь · e1 чорний слон · h1 чорна тура | a8 білий король · d8 білий ферзь · f6 чорний пішак · a5 білий пішак · d5 чорний пішак · f5 чорний пішак · h5 білий кінь · d4 чорний король · b3 білий пішак · d3 білий кінь · e3 чорний пішак · f3 білий пішак · g3 білий слон · b2 білий пішак · c2 чорний кінь · e2 чорний пішак · b1 білий слон · c1 чорна тура · d1 чорний ферзь · e1 чорний слон · h1 чорна тура | a8 білий король · d8 білий ферзь · f6 чорний пішак · a5 білий пішак · d5 чорний пішак · f5 чорний пішак · h5 білий кінь · d4 чорний король · b3 білий пішак · d3 білий кінь · e3 чорний пішак · f3 білий пішак · g3 білий слон · b2 білий пішак · c2 чорний кінь · e2 чорний пішак · b1 білий слон · c1 чорна тура · d1 чорний ферзь · e1 чорний слон · h1 чорна тура | a8 білий король · d8 білий ферзь · f6 чорний пішак · a5 білий пішак · d5 чорний пішак · f5 чорний пішак · h5 білий кінь · d4 чорний король · b3 білий пішак · d3 білий кінь · e3 чорний пішак · f3 білий пішак · g3 білий слон · b2 білий пішак · c2 чорний кінь · e2 чорний пішак · b1 білий слон · c1 чорна тура · d1 чорний ферзь · e1 чорний слон · h1 чорна тура | a8 білий король · d8 білий ферзь · f6 чорний пішак · a5 білий пішак · d5 чорний пішак · f5 чорний пішак · h5 білий кінь · d4 чорний король · b3 білий пішак · d3 білий кінь · e3 чорний пішак · f3 білий пішак · g3 білий слон · b2 білий пішак · c2 чорний кінь · e2 чорний пішак · b1 білий слон · c1 чорна тура · d1 чорний ферзь · e1 чорний слон · h1 чорна тура | a8 білий король · d8 білий ферзь · f6 чорний пішак · a5 білий пішак · d5 чорний пішак · f5 чорний пішак · h5 білий кінь · d4 чорний король · b3 білий пішак · d3 білий кінь · e3 чорний пішак · f3 білий пішак · g3 білий слон · b2 білий пішак · c2 чорний кінь · e2 чорний пішак · b1 білий слон · c1 чорна тура · d1 чорний ферзь · e1 чорний слон · h1 чорна тура | a8 білий король · d8 білий ферзь · f6 чорний пішак · a5 білий пішак · d5 чорний пішак · f5 чорний пішак · h5 білий кінь · d4 чорний король · b3 білий пішак · d3 білий кінь · e3 чорний пішак · f3 білий пішак · g3 білий слон · b2 білий пішак · c2 чорний кінь · e2 чорний пішак · b1 білий слон · c1 чорна тура · d1 чорний ферзь · e1 чорний слон · h1 чорна тура | a8 білий король · d8 білий ферзь · f6 чорний пішак · a5 білий пішак · d5 чорний пішак · f5 чорний пішак · h5 білий кінь · d4 чорний король · b3 білий пішак · d3 білий кінь · e3 чорний пішак · f3 білий пішак · g3 білий слон · b2 білий пішак · c2 чорний кінь · e2 чорний пішак · b1 білий слон · c1 чорна тура · d1 чорний ферзь · e1 чорний слон · h1 чорна тура | 8 |
| 7 | a8 білий король · d8 білий ферзь · f6 чорний пішак · a5 білий пішак · d5 чорний пішак · f5 чорний пішак · h5 білий кінь · d4 чорний король · b3 білий пішак · d3 білий кінь · e3 чорний пішак · f3 білий пішак · g3 білий слон · b2 білий пішак · c2 чорний кінь · e2 чорний пішак · b1 білий слон · c1 чорна тура · d1 чорний ферзь · e1 чорний слон · h1 чорна тура | a8 білий король · d8 білий ферзь · f6 чорний пішак · a5 білий пішак · d5 чорний пішак · f5 чорний пішак · h5 білий кінь · d4 чорний король · b3 білий пішак · d3 білий кінь · e3 чорний пішак · f3 білий пішак · g3 білий слон · b2 білий пішак · c2 чорний кінь · e2 чорний пішак · b1 білий слон · c1 чорна тура · d1 чорний ферзь · e1 чорний слон · h1 чорна тура | a8 білий король · d8 білий ферзь · f6 чорний пішак · a5 білий пішак · d5 чорний пішак · f5 чорний пішак · h5 білий кінь · d4 чорний король · b3 білий пішак · d3 білий кінь · e3 чорний пішак · f3 білий пішак · g3 білий слон · b2 білий пішак · c2 чорний кінь · e2 чорний пішак · b1 білий слон · c1 чорна тура · d1 чорний ферзь · e1 чорний слон · h1 чорна тура | a8 білий король · d8 білий ферзь · f6 чорний пішак · a5 білий пішак · d5 чорний пішак · f5 чорний пішак · h5 білий кінь · d4 чорний король · b3 білий пішак · d3 білий кінь · e3 чорний пішак · f3 білий пішак · g3 білий слон · b2 білий пішак · c2 чорний кінь · e2 чорний пішак · b1 білий слон · c1 чорна тура · d1 чорний ферзь · e1 чорний слон · h1 чорна тура | a8 білий король · d8 білий ферзь · f6 чорний пішак · a5 білий пішак · d5 чорний пішак · f5 чорний пішак · h5 білий кінь · d4 чорний король · b3 білий пішак · d3 білий кінь · e3 чорний пішак · f3 білий пішак · g3 білий слон · b2 білий пішак · c2 чорний кінь · e2 чорний пішак · b1 білий слон · c1 чорна тура · d1 чорний ферзь · e1 чорний слон · h1 чорна тура | a8 білий король · d8 білий ферзь · f6 чорний пішак · a5 білий пішак · d5 чорний пішак · f5 чорний пішак · h5 білий кінь · d4 чорний король · b3 білий пішак · d3 білий кінь · e3 чорний пішак · f3 білий пішак · g3 білий слон · b2 білий пішак · c2 чорний кінь · e2 чорний пішак · b1 білий слон · c1 чорна тура · d1 чорний ферзь · e1 чорний слон · h1 чорна тура | a8 білий король · d8 білий ферзь · f6 чорний пішак · a5 білий пішак · d5 чорний пішак · f5 чорний пішак · h5 білий кінь · d4 чорний король · b3 білий пішак · d3 білий кінь · e3 чорний пішак · f3 білий пішак · g3 білий слон · b2 білий пішак · c2 чорний кінь · e2 чорний пішак · b1 білий слон · c1 чорна тура · d1 чорний ферзь · e1 чорний слон · h1 чорна тура | a8 білий король · d8 білий ферзь · f6 чорний пішак · a5 білий пішак · d5 чорний пішак · f5 чорний пішак · h5 білий кінь · d4 чорний король · b3 білий пішак · d3 білий кінь · e3 чорний пішак · f3 білий пішак · g3 білий слон · b2 білий пішак · c2 чорний кінь · e2 чорний пішак · b1 білий слон · c1 чорна тура · d1 чорний ферзь · e1 чорний слон · h1 чорна тура | 7 |
| 6 | a8 білий король · d8 білий ферзь · f6 чорний пішак · a5 білий пішак · d5 чорний пішак · f5 чорний пішак · h5 білий кінь · d4 чорний король · b3 білий пішак · d3 білий кінь · e3 чорний пішак · f3 білий пішак · g3 білий слон · b2 білий пішак · c2 чорний кінь · e2 чорний пішак · b1 білий слон · c1 чорна тура · d1 чорний ферзь · e1 чорний слон · h1 чорна тура | a8 білий король · d8 білий ферзь · f6 чорний пішак · a5 білий пішак · d5 чорний пішак · f5 чорний пішак · h5 білий кінь · d4 чорний король · b3 білий пішак · d3 білий кінь · e3 чорний пішак · f3 білий пішак · g3 білий слон · b2 білий пішак · c2 чорний кінь · e2 чорний пішак · b1 білий слон · c1 чорна тура · d1 чорний ферзь · e1 чорний слон · h1 чорна тура | a8 білий король · d8 білий ферзь · f6 чорний пішак · a5 білий пішак · d5 чорний пішак · f5 чорний пішак · h5 білий кінь · d4 чорний король · b3 білий пішак · d3 білий кінь · e3 чорний пішак · f3 білий пішак · g3 білий слон · b2 білий пішак · c2 чорний кінь · e2 чорний пішак · b1 білий слон · c1 чорна тура · d1 чорний ферзь · e1 чорний слон · h1 чорна тура | a8 білий король · d8 білий ферзь · f6 чорний пішак · a5 білий пішак · d5 чорний пішак · f5 чорний пішак · h5 білий кінь · d4 чорний король · b3 білий пішак · d3 білий кінь · e3 чорний пішак · f3 білий пішак · g3 білий слон · b2 білий пішак · c2 чорний кінь · e2 чорний пішак · b1 білий слон · c1 чорна тура · d1 чорний ферзь · e1 чорний слон · h1 чорна тура | a8 білий король · d8 білий ферзь · f6 чорний пішак · a5 білий пішак · d5 чорний пішак · f5 чорний пішак · h5 білий кінь · d4 чорний король · b3 білий пішак · d3 білий кінь · e3 чорний пішак · f3 білий пішак · g3 білий слон · b2 білий пішак · c2 чорний кінь · e2 чорний пішак · b1 білий слон · c1 чорна тура · d1 чорний ферзь · e1 чорний слон · h1 чорна тура | a8 білий король · d8 білий ферзь · f6 чорний пішак · a5 білий пішак · d5 чорний пішак · f5 чорний пішак · h5 білий кінь · d4 чорний король · b3 білий пішак · d3 білий кінь · e3 чорний пішак · f3 білий пішак · g3 білий слон · b2 білий пішак · c2 чорний кінь · e2 чорний пішак · b1 білий слон · c1 чорна тура · d1 чорний ферзь · e1 чорний слон · h1 чорна тура | a8 білий король · d8 білий ферзь · f6 чорний пішак · a5 білий пішак · d5 чорний пішак · f5 чорний пішак · h5 білий кінь · d4 чорний король · b3 білий пішак · d3 білий кінь · e3 чорний пішак · f3 білий пішак · g3 білий слон · b2 білий пішак · c2 чорний кінь · e2 чорний пішак · b1 білий слон · c1 чорна тура · d1 чорний ферзь · e1 чорний слон · h1 чорна тура | a8 білий король · d8 білий ферзь · f6 чорний пішак · a5 білий пішак · d5 чорний пішак · f5 чорний пішак · h5 білий кінь · d4 чорний король · b3 білий пішак · d3 білий кінь · e3 чорний пішак · f3 білий пішак · g3 білий слон · b2 білий пішак · c2 чорний кінь · e2 чорний пішак · b1 білий слон · c1 чорна тура · d1 чорний ферзь · e1 чорний слон · h1 чорна тура | 6 |
| 5 | a8 білий король · d8 білий ферзь · f6 чорний пішак · a5 білий пішак · d5 чорний пішак · f5 чорний пішак · h5 білий кінь · d4 чорний король · b3 білий пішак · d3 білий кінь · e3 чорний пішак · f3 білий пішак · g3 білий слон · b2 білий пішак · c2 чорний кінь · e2 чорний пішак · b1 білий слон · c1 чорна тура · d1 чорний ферзь · e1 чорний слон · h1 чорна тура | a8 білий король · d8 білий ферзь · f6 чорний пішак · a5 білий пішак · d5 чорний пішак · f5 чорний пішак · h5 білий кінь · d4 чорний король · b3 білий пішак · d3 білий кінь · e3 чорний пішак · f3 білий пішак · g3 білий слон · b2 білий пішак · c2 чорний кінь · e2 чорний пішак · b1 білий слон · c1 чорна тура · d1 чорний ферзь · e1 чорний слон · h1 чорна тура | a8 білий король · d8 білий ферзь · f6 чорний пішак · a5 білий пішак · d5 чорний пішак · f5 чорний пішак · h5 білий кінь · d4 чорний король · b3 білий пішак · d3 білий кінь · e3 чорний пішак · f3 білий пішак · g3 білий слон · b2 білий пішак · c2 чорний кінь · e2 чорний пішак · b1 білий слон · c1 чорна тура · d1 чорний ферзь · e1 чорний слон · h1 чорна тура | a8 білий король · d8 білий ферзь · f6 чорний пішак · a5 білий пішак · d5 чорний пішак · f5 чорний пішак · h5 білий кінь · d4 чорний король · b3 білий пішак · d3 білий кінь · e3 чорний пішак · f3 білий пішак · g3 білий слон · b2 білий пішак · c2 чорний кінь · e2 чорний пішак · b1 білий слон · c1 чорна тура · d1 чорний ферзь · e1 чорний слон · h1 чорна тура | a8 білий король · d8 білий ферзь · f6 чорний пішак · a5 білий пішак · d5 чорний пішак · f5 чорний пішак · h5 білий кінь · d4 чорний король · b3 білий пішак · d3 білий кінь · e3 чорний пішак · f3 білий пішак · g3 білий слон · b2 білий пішак · c2 чорний кінь · e2 чорний пішак · b1 білий слон · c1 чорна тура · d1 чорний ферзь · e1 чорний слон · h1 чорна тура | a8 білий король · d8 білий ферзь · f6 чорний пішак · a5 білий пішак · d5 чорний пішак · f5 чорний пішак · h5 білий кінь · d4 чорний король · b3 білий пішак · d3 білий кінь · e3 чорний пішак · f3 білий пішак · g3 білий слон · b2 білий пішак · c2 чорний кінь · e2 чорний пішак · b1 білий слон · c1 чорна тура · d1 чорний ферзь · e1 чорний слон · h1 чорна тура | a8 білий король · d8 білий ферзь · f6 чорний пішак · a5 білий пішак · d5 чорний пішак · f5 чорний пішак · h5 білий кінь · d4 чорний король · b3 білий пішак · d3 білий кінь · e3 чорний пішак · f3 білий пішак · g3 білий слон · b2 білий пішак · c2 чорний кінь · e2 чорний пішак · b1 білий слон · c1 чорна тура · d1 чорний ферзь · e1 чорний слон · h1 чорна тура | a8 білий король · d8 білий ферзь · f6 чорний пішак · a5 білий пішак · d5 чорний пішак · f5 чорний пішак · h5 білий кінь · d4 чорний король · b3 білий пішак · d3 білий кінь · e3 чорний пішак · f3 білий пішак · g3 білий слон · b2 білий пішак · c2 чорний кінь · e2 чорний пішак · b1 білий слон · c1 чорна тура · d1 чорний ферзь · e1 чорний слон · h1 чорна тура | 5 |
| 4 | a8 білий король · d8 білий ферзь · f6 чорний пішак · a5 білий пішак · d5 чорний пішак · f5 чорний пішак · h5 білий кінь · d4 чорний король · b3 білий пішак · d3 білий кінь · e3 чорний пішак · f3 білий пішак · g3 білий слон · b2 білий пішак · c2 чорний кінь · e2 чорний пішак · b1 білий слон · c1 чорна тура · d1 чорний ферзь · e1 чорний слон · h1 чорна тура | a8 білий король · d8 білий ферзь · f6 чорний пішак · a5 білий пішак · d5 чорний пішак · f5 чорний пішак · h5 білий кінь · d4 чорний король · b3 білий пішак · d3 білий кінь · e3 чорний пішак · f3 білий пішак · g3 білий слон · b2 білий пішак · c2 чорний кінь · e2 чорний пішак · b1 білий слон · c1 чорна тура · d1 чорний ферзь · e1 чорний слон · h1 чорна тура | a8 білий король · d8 білий ферзь · f6 чорний пішак · a5 білий пішак · d5 чорний пішак · f5 чорний пішак · h5 білий кінь · d4 чорний король · b3 білий пішак · d3 білий кінь · e3 чорний пішак · f3 білий пішак · g3 білий слон · b2 білий пішак · c2 чорний кінь · e2 чорний пішак · b1 білий слон · c1 чорна тура · d1 чорний ферзь · e1 чорний слон · h1 чорна тура | a8 білий король · d8 білий ферзь · f6 чорний пішак · a5 білий пішак · d5 чорний пішак · f5 чорний пішак · h5 білий кінь · d4 чорний король · b3 білий пішак · d3 білий кінь · e3 чорний пішак · f3 білий пішак · g3 білий слон · b2 білий пішак · c2 чорний кінь · e2 чорний пішак · b1 білий слон · c1 чорна тура · d1 чорний ферзь · e1 чорний слон · h1 чорна тура | a8 білий король · d8 білий ферзь · f6 чорний пішак · a5 білий пішак · d5 чорний пішак · f5 чорний пішак · h5 білий кінь · d4 чорний король · b3 білий пішак · d3 білий кінь · e3 чорний пішак · f3 білий пішак · g3 білий слон · b2 білий пішак · c2 чорний кінь · e2 чорний пішак · b1 білий слон · c1 чорна тура · d1 чорний ферзь · e1 чорний слон · h1 чорна тура | a8 білий король · d8 білий ферзь · f6 чорний пішак · a5 білий пішак · d5 чорний пішак · f5 чорний пішак · h5 білий кінь · d4 чорний король · b3 білий пішак · d3 білий кінь · e3 чорний пішак · f3 білий пішак · g3 білий слон · b2 білий пішак · c2 чорний кінь · e2 чорний пішак · b1 білий слон · c1 чорна тура · d1 чорний ферзь · e1 чорний слон · h1 чорна тура | a8 білий король · d8 білий ферзь · f6 чорний пішак · a5 білий пішак · d5 чорний пішак · f5 чорний пішак · h5 білий кінь · d4 чорний король · b3 білий пішак · d3 білий кінь · e3 чорний пішак · f3 білий пішак · g3 білий слон · b2 білий пішак · c2 чорний кінь · e2 чорний пішак · b1 білий слон · c1 чорна тура · d1 чорний ферзь · e1 чорний слон · h1 чорна тура | a8 білий король · d8 білий ферзь · f6 чорний пішак · a5 білий пішак · d5 чорний пішак · f5 чорний пішак · h5 білий кінь · d4 чорний король · b3 білий пішак · d3 білий кінь · e3 чорний пішак · f3 білий пішак · g3 білий слон · b2 білий пішак · c2 чорний кінь · e2 чорний пішак · b1 білий слон · c1 чорна тура · d1 чорний ферзь · e1 чорний слон · h1 чорна тура | 4 |
| 3 | a8 білий король · d8 білий ферзь · f6 чорний пішак · a5 білий пішак · d5 чорний пішак · f5 чорний пішак · h5 білий кінь · d4 чорний король · b3 білий пішак · d3 білий кінь · e3 чорний пішак · f3 білий пішак · g3 білий слон · b2 білий пішак · c2 чорний кінь · e2 чорний пішак · b1 білий слон · c1 чорна тура · d1 чорний ферзь · e1 чорний слон · h1 чорна тура | a8 білий король · d8 білий ферзь · f6 чорний пішак · a5 білий пішак · d5 чорний пішак · f5 чорний пішак · h5 білий кінь · d4 чорний король · b3 білий пішак · d3 білий кінь · e3 чорний пішак · f3 білий пішак · g3 білий слон · b2 білий пішак · c2 чорний кінь · e2 чорний пішак · b1 білий слон · c1 чорна тура · d1 чорний ферзь · e1 чорний слон · h1 чорна тура | a8 білий король · d8 білий ферзь · f6 чорний пішак · a5 білий пішак · d5 чорний пішак · f5 чорний пішак · h5 білий кінь · d4 чорний король · b3 білий пішак · d3 білий кінь · e3 чорний пішак · f3 білий пішак · g3 білий слон · b2 білий пішак · c2 чорний кінь · e2 чорний пішак · b1 білий слон · c1 чорна тура · d1 чорний ферзь · e1 чорний слон · h1 чорна тура | a8 білий король · d8 білий ферзь · f6 чорний пішак · a5 білий пішак · d5 чорний пішак · f5 чорний пішак · h5 білий кінь · d4 чорний король · b3 білий пішак · d3 білий кінь · e3 чорний пішак · f3 білий пішак · g3 білий слон · b2 білий пішак · c2 чорний кінь · e2 чорний пішак · b1 білий слон · c1 чорна тура · d1 чорний ферзь · e1 чорний слон · h1 чорна тура | a8 білий король · d8 білий ферзь · f6 чорний пішак · a5 білий пішак · d5 чорний пішак · f5 чорний пішак · h5 білий кінь · d4 чорний король · b3 білий пішак · d3 білий кінь · e3 чорний пішак · f3 білий пішак · g3 білий слон · b2 білий пішак · c2 чорний кінь · e2 чорний пішак · b1 білий слон · c1 чорна тура · d1 чорний ферзь · e1 чорний слон · h1 чорна тура | a8 білий король · d8 білий ферзь · f6 чорний пішак · a5 білий пішак · d5 чорний пішак · f5 чорний пішак · h5 білий кінь · d4 чорний король · b3 білий пішак · d3 білий кінь · e3 чорний пішак · f3 білий пішак · g3 білий слон · b2 білий пішак · c2 чорний кінь · e2 чорний пішак · b1 білий слон · c1 чорна тура · d1 чорний ферзь · e1 чорний слон · h1 чорна тура | a8 білий король · d8 білий ферзь · f6 чорний пішак · a5 білий пішак · d5 чорний пішак · f5 чорний пішак · h5 білий кінь · d4 чорний король · b3 білий пішак · d3 білий кінь · e3 чорний пішак · f3 білий пішак · g3 білий слон · b2 білий пішак · c2 чорний кінь · e2 чорний пішак · b1 білий слон · c1 чорна тура · d1 чорний ферзь · e1 чорний слон · h1 чорна тура | a8 білий король · d8 білий ферзь · f6 чорний пішак · a5 білий пішак · d5 чорний пішак · f5 чорний пішак · h5 білий кінь · d4 чорний король · b3 білий пішак · d3 білий кінь · e3 чорний пішак · f3 білий пішак · g3 білий слон · b2 білий пішак · c2 чорний кінь · e2 чорний пішак · b1 білий слон · c1 чорна тура · d1 чорний ферзь · e1 чорний слон · h1 чорна тура | 3 |
| 2 | a8 білий король · d8 білий ферзь · f6 чорний пішак · a5 білий пішак · d5 чорний пішак · f5 чорний пішак · h5 білий кінь · d4 чорний король · b3 білий пішак · d3 білий кінь · e3 чорний пішак · f3 білий пішак · g3 білий слон · b2 білий пішак · c2 чорний кінь · e2 чорний пішак · b1 білий слон · c1 чорна тура · d1 чорний ферзь · e1 чорний слон · h1 чорна тура | a8 білий король · d8 білий ферзь · f6 чорний пішак · a5 білий пішак · d5 чорний пішак · f5 чорний пішак · h5 білий кінь · d4 чорний король · b3 білий пішак · d3 білий кінь · e3 чорний пішак · f3 білий пішак · g3 білий слон · b2 білий пішак · c2 чорний кінь · e2 чорний пішак · b1 білий слон · c1 чорна тура · d1 чорний ферзь · e1 чорний слон · h1 чорна тура | a8 білий король · d8 білий ферзь · f6 чорний пішак · a5 білий пішак · d5 чорний пішак · f5 чорний пішак · h5 білий кінь · d4 чорний король · b3 білий пішак · d3 білий кінь · e3 чорний пішак · f3 білий пішак · g3 білий слон · b2 білий пішак · c2 чорний кінь · e2 чорний пішак · b1 білий слон · c1 чорна тура · d1 чорний ферзь · e1 чорний слон · h1 чорна тура | a8 білий король · d8 білий ферзь · f6 чорний пішак · a5 білий пішак · d5 чорний пішак · f5 чорний пішак · h5 білий кінь · d4 чорний король · b3 білий пішак · d3 білий кінь · e3 чорний пішак · f3 білий пішак · g3 білий слон · b2 білий пішак · c2 чорний кінь · e2 чорний пішак · b1 білий слон · c1 чорна тура · d1 чорний ферзь · e1 чорний слон · h1 чорна тура | a8 білий король · d8 білий ферзь · f6 чорний пішак · a5 білий пішак · d5 чорний пішак · f5 чорний пішак · h5 білий кінь · d4 чорний король · b3 білий пішак · d3 білий кінь · e3 чорний пішак · f3 білий пішак · g3 білий слон · b2 білий пішак · c2 чорний кінь · e2 чорний пішак · b1 білий слон · c1 чорна тура · d1 чорний ферзь · e1 чорний слон · h1 чорна тура | a8 білий король · d8 білий ферзь · f6 чорний пішак · a5 білий пішак · d5 чорний пішак · f5 чорний пішак · h5 білий кінь · d4 чорний король · b3 білий пішак · d3 білий кінь · e3 чорний пішак · f3 білий пішак · g3 білий слон · b2 білий пішак · c2 чорний кінь · e2 чорний пішак · b1 білий слон · c1 чорна тура · d1 чорний ферзь · e1 чорний слон · h1 чорна тура | a8 білий король · d8 білий ферзь · f6 чорний пішак · a5 білий пішак · d5 чорний пішак · f5 чорний пішак · h5 білий кінь · d4 чорний король · b3 білий пішак · d3 білий кінь · e3 чорний пішак · f3 білий пішак · g3 білий слон · b2 білий пішак · c2 чорний кінь · e2 чорний пішак · b1 білий слон · c1 чорна тура · d1 чорний ферзь · e1 чорний слон · h1 чорна тура | a8 білий король · d8 білий ферзь · f6 чорний пішак · a5 білий пішак · d5 чорний пішак · f5 чорний пішак · h5 білий кінь · d4 чорний король · b3 білий пішак · d3 білий кінь · e3 чорний пішак · f3 білий пішак · g3 білий слон · b2 білий пішак · c2 чорний кінь · e2 чорний пішак · b1 білий слон · c1 чорна тура · d1 чорний ферзь · e1 чорний слон · h1 чорна тура | 2 |
| 1 | a8 білий король · d8 білий ферзь · f6 чорний пішак · a5 білий пішак · d5 чорний пішак · f5 чорний пішак · h5 білий кінь · d4 чорний король · b3 білий пішак · d3 білий кінь · e3 чорний пішак · f3 білий пішак · g3 білий слон · b2 білий пішак · c2 чорний кінь · e2 чорний пішак · b1 білий слон · c1 чорна тура · d1 чорний ферзь · e1 чорний слон · h1 чорна тура | a8 білий король · d8 білий ферзь · f6 чорний пішак · a5 білий пішак · d5 чорний пішак · f5 чорний пішак · h5 білий кінь · d4 чорний король · b3 білий пішак · d3 білий кінь · e3 чорний пішак · f3 білий пішак · g3 білий слон · b2 білий пішак · c2 чорний кінь · e2 чорний пішак · b1 білий слон · c1 чорна тура · d1 чорний ферзь · e1 чорний слон · h1 чорна тура | a8 білий король · d8 білий ферзь · f6 чорний пішак · a5 білий пішак · d5 чорний пішак · f5 чорний пішак · h5 білий кінь · d4 чорний король · b3 білий пішак · d3 білий кінь · e3 чорний пішак · f3 білий пішак · g3 білий слон · b2 білий пішак · c2 чорний кінь · e2 чорний пішак · b1 білий слон · c1 чорна тура · d1 чорний ферзь · e1 чорний слон · h1 чорна тура | a8 білий король · d8 білий ферзь · f6 чорний пішак · a5 білий пішак · d5 чорний пішак · f5 чорний пішак · h5 білий кінь · d4 чорний король · b3 білий пішак · d3 білий кінь · e3 чорний пішак · f3 білий пішак · g3 білий слон · b2 білий пішак · c2 чорний кінь · e2 чорний пішак · b1 білий слон · c1 чорна тура · d1 чорний ферзь · e1 чорний слон · h1 чорна тура | a8 білий король · d8 білий ферзь · f6 чорний пішак · a5 білий пішак · d5 чорний пішак · f5 чорний пішак · h5 білий кінь · d4 чорний король · b3 білий пішак · d3 білий кінь · e3 чорний пішак · f3 білий пішак · g3 білий слон · b2 білий пішак · c2 чорний кінь · e2 чорний пішак · b1 білий слон · c1 чорна тура · d1 чорний ферзь · e1 чорний слон · h1 чорна тура | a8 білий король · d8 білий ферзь · f6 чорний пішак · a5 білий пішак · d5 чорний пішак · f5 чорний пішак · h5 білий кінь · d4 чорний король · b3 білий пішак · d3 білий кінь · e3 чорний пішак · f3 білий пішак · g3 білий слон · b2 білий пішак · c2 чорний кінь · e2 чорний пішак · b1 білий слон · c1 чорна тура · d1 чорний ферзь · e1 чорний слон · h1 чорна тура | a8 білий король · d8 білий ферзь · f6 чорний пішак · a5 білий пішак · d5 чорний пішак · f5 чорний пішак · h5 білий кінь · d4 чорний король · b3 білий пішак · d3 білий кінь · e3 чорний пішак · f3 білий пішак · g3 білий слон · b2 білий пішак · c2 чорний кінь · e2 чорний пішак · b1 білий слон · c1 чорна тура · d1 чорний ферзь · e1 чорний слон · h1 чорна тура | a8 білий король · d8 білий ферзь · f6 чорний пішак · a5 білий пішак · d5 чорний пішак · f5 чорний пішак · h5 білий кінь · d4 чорний король · b3 білий пішак · d3 білий кінь · e3 чорний пішак · f3 білий пішак · g3 білий слон · b2 білий пішак · c2 чорний кінь · e2 чорний пішак · b1 білий слон · c1 чорна тура · d1 чорний ферзь · e1 чорний слон · h1 чорна тура | 1 |
|   | a | b | c | d | e | f | g | h |   |

1. ... D:d3   2. Db6#
1. ... K:d3   2. D:d5#
1. ... Sb4    2. D:f6#
1. Shf4?  ~  2. Db6, D:d5, D:f6#, 1. ... Th8!
Пройшла зворотна форма Самбірської теми.
1. Sdf4! ~  2.D:d5#
1. ... Kc5 2. Db6# - тема Рухліса
1. ... Ke5 2. D:f6# - тема Рухліса
1. ... Sb4 2. Se6# - проста зміна мату
Вартий уваги цікавий синтез в одній задачі обох форм теми, тобто прямої форми і зворотної.
|   | a | b | c | d | e | f | g | h |   |
| 8 | g8 білий ферзь · d7 чорний пішак · a6 білий кінь · b6 чорний пішак · c6 чорна тура · d6 чорна тура · e6 чорний ферзь · b5 білий слон · d5 чорний король · g5 білий кінь · b4 білий пішак · f4 білий пішак · d2 білий король · a1 білий слон · d1 біла тура | g8 білий ферзь · d7 чорний пішак · a6 білий кінь · b6 чорний пішак · c6 чорна тура · d6 чорна тура · e6 чорний ферзь · b5 білий слон · d5 чорний король · g5 білий кінь · b4 білий пішак · f4 білий пішак · d2 білий король · a1 білий слон · d1 біла тура | g8 білий ферзь · d7 чорний пішак · a6 білий кінь · b6 чорний пішак · c6 чорна тура · d6 чорна тура · e6 чорний ферзь · b5 білий слон · d5 чорний король · g5 білий кінь · b4 білий пішак · f4 білий пішак · d2 білий король · a1 білий слон · d1 біла тура | g8 білий ферзь · d7 чорний пішак · a6 білий кінь · b6 чорний пішак · c6 чорна тура · d6 чорна тура · e6 чорний ферзь · b5 білий слон · d5 чорний король · g5 білий кінь · b4 білий пішак · f4 білий пішак · d2 білий король · a1 білий слон · d1 біла тура | g8 білий ферзь · d7 чорний пішак · a6 білий кінь · b6 чорний пішак · c6 чорна тура · d6 чорна тура · e6 чорний ферзь · b5 білий слон · d5 чорний король · g5 білий кінь · b4 білий пішак · f4 білий пішак · d2 білий король · a1 білий слон · d1 біла тура | g8 білий ферзь · d7 чорний пішак · a6 білий кінь · b6 чорний пішак · c6 чорна тура · d6 чорна тура · e6 чорний ферзь · b5 білий слон · d5 чорний король · g5 білий кінь · b4 білий пішак · f4 білий пішак · d2 білий король · a1 білий слон · d1 біла тура | g8 білий ферзь · d7 чорний пішак · a6 білий кінь · b6 чорний пішак · c6 чорна тура · d6 чорна тура · e6 чорний ферзь · b5 білий слон · d5 чорний король · g5 білий кінь · b4 білий пішак · f4 білий пішак · d2 білий король · a1 білий слон · d1 біла тура | g8 білий ферзь · d7 чорний пішак · a6 білий кінь · b6 чорний пішак · c6 чорна тура · d6 чорна тура · e6 чорний ферзь · b5 білий слон · d5 чорний король · g5 білий кінь · b4 білий пішак · f4 білий пішак · d2 білий король · a1 білий слон · d1 біла тура | 8 |
| 7 | g8 білий ферзь · d7 чорний пішак · a6 білий кінь · b6 чорний пішак · c6 чорна тура · d6 чорна тура · e6 чорний ферзь · b5 білий слон · d5 чорний король · g5 білий кінь · b4 білий пішак · f4 білий пішак · d2 білий король · a1 білий слон · d1 біла тура | g8 білий ферзь · d7 чорний пішак · a6 білий кінь · b6 чорний пішак · c6 чорна тура · d6 чорна тура · e6 чорний ферзь · b5 білий слон · d5 чорний король · g5 білий кінь · b4 білий пішак · f4 білий пішак · d2 білий король · a1 білий слон · d1 біла тура | g8 білий ферзь · d7 чорний пішак · a6 білий кінь · b6 чорний пішак · c6 чорна тура · d6 чорна тура · e6 чорний ферзь · b5 білий слон · d5 чорний король · g5 білий кінь · b4 білий пішак · f4 білий пішак · d2 білий король · a1 білий слон · d1 біла тура | g8 білий ферзь · d7 чорний пішак · a6 білий кінь · b6 чорний пішак · c6 чорна тура · d6 чорна тура · e6 чорний ферзь · b5 білий слон · d5 чорний король · g5 білий кінь · b4 білий пішак · f4 білий пішак · d2 білий король · a1 білий слон · d1 біла тура | g8 білий ферзь · d7 чорний пішак · a6 білий кінь · b6 чорний пішак · c6 чорна тура · d6 чорна тура · e6 чорний ферзь · b5 білий слон · d5 чорний король · g5 білий кінь · b4 білий пішак · f4 білий пішак · d2 білий король · a1 білий слон · d1 біла тура | g8 білий ферзь · d7 чорний пішак · a6 білий кінь · b6 чорний пішак · c6 чорна тура · d6 чорна тура · e6 чорний ферзь · b5 білий слон · d5 чорний король · g5 білий кінь · b4 білий пішак · f4 білий пішак · d2 білий король · a1 білий слон · d1 біла тура | g8 білий ферзь · d7 чорний пішак · a6 білий кінь · b6 чорний пішак · c6 чорна тура · d6 чорна тура · e6 чорний ферзь · b5 білий слон · d5 чорний король · g5 білий кінь · b4 білий пішак · f4 білий пішак · d2 білий король · a1 білий слон · d1 біла тура | g8 білий ферзь · d7 чорний пішак · a6 білий кінь · b6 чорний пішак · c6 чорна тура · d6 чорна тура · e6 чорний ферзь · b5 білий слон · d5 чорний король · g5 білий кінь · b4 білий пішак · f4 білий пішак · d2 білий король · a1 білий слон · d1 біла тура | 7 |
| 6 | g8 білий ферзь · d7 чорний пішак · a6 білий кінь · b6 чорний пішак · c6 чорна тура · d6 чорна тура · e6 чорний ферзь · b5 білий слон · d5 чорний король · g5 білий кінь · b4 білий пішак · f4 білий пішак · d2 білий король · a1 білий слон · d1 біла тура | g8 білий ферзь · d7 чорний пішак · a6 білий кінь · b6 чорний пішак · c6 чорна тура · d6 чорна тура · e6 чорний ферзь · b5 білий слон · d5 чорний король · g5 білий кінь · b4 білий пішак · f4 білий пішак · d2 білий король · a1 білий слон · d1 біла тура | g8 білий ферзь · d7 чорний пішак · a6 білий кінь · b6 чорний пішак · c6 чорна тура · d6 чорна тура · e6 чорний ферзь · b5 білий слон · d5 чорний король · g5 білий кінь · b4 білий пішак · f4 білий пішак · d2 білий король · a1 білий слон · d1 біла тура | g8 білий ферзь · d7 чорний пішак · a6 білий кінь · b6 чорний пішак · c6 чорна тура · d6 чорна тура · e6 чорний ферзь · b5 білий слон · d5 чорний король · g5 білий кінь · b4 білий пішак · f4 білий пішак · d2 білий король · a1 білий слон · d1 біла тура | g8 білий ферзь · d7 чорний пішак · a6 білий кінь · b6 чорний пішак · c6 чорна тура · d6 чорна тура · e6 чорний ферзь · b5 білий слон · d5 чорний король · g5 білий кінь · b4 білий пішак · f4 білий пішак · d2 білий король · a1 білий слон · d1 біла тура | g8 білий ферзь · d7 чорний пішак · a6 білий кінь · b6 чорний пішак · c6 чорна тура · d6 чорна тура · e6 чорний ферзь · b5 білий слон · d5 чорний король · g5 білий кінь · b4 білий пішак · f4 білий пішак · d2 білий король · a1 білий слон · d1 біла тура | g8 білий ферзь · d7 чорний пішак · a6 білий кінь · b6 чорний пішак · c6 чорна тура · d6 чорна тура · e6 чорний ферзь · b5 білий слон · d5 чорний король · g5 білий кінь · b4 білий пішак · f4 білий пішак · d2 білий король · a1 білий слон · d1 біла тура | g8 білий ферзь · d7 чорний пішак · a6 білий кінь · b6 чорний пішак · c6 чорна тура · d6 чорна тура · e6 чорний ферзь · b5 білий слон · d5 чорний король · g5 білий кінь · b4 білий пішак · f4 білий пішак · d2 білий король · a1 білий слон · d1 біла тура | 6 |
| 5 | g8 білий ферзь · d7 чорний пішак · a6 білий кінь · b6 чорний пішак · c6 чорна тура · d6 чорна тура · e6 чорний ферзь · b5 білий слон · d5 чорний король · g5 білий кінь · b4 білий пішак · f4 білий пішак · d2 білий король · a1 білий слон · d1 біла тура | g8 білий ферзь · d7 чорний пішак · a6 білий кінь · b6 чорний пішак · c6 чорна тура · d6 чорна тура · e6 чорний ферзь · b5 білий слон · d5 чорний король · g5 білий кінь · b4 білий пішак · f4 білий пішак · d2 білий король · a1 білий слон · d1 біла тура | g8 білий ферзь · d7 чорний пішак · a6 білий кінь · b6 чорний пішак · c6 чорна тура · d6 чорна тура · e6 чорний ферзь · b5 білий слон · d5 чорний король · g5 білий кінь · b4 білий пішак · f4 білий пішак · d2 білий король · a1 білий слон · d1 біла тура | g8 білий ферзь · d7 чорний пішак · a6 білий кінь · b6 чорний пішак · c6 чорна тура · d6 чорна тура · e6 чорний ферзь · b5 білий слон · d5 чорний король · g5 білий кінь · b4 білий пішак · f4 білий пішак · d2 білий король · a1 білий слон · d1 біла тура | g8 білий ферзь · d7 чорний пішак · a6 білий кінь · b6 чорний пішак · c6 чорна тура · d6 чорна тура · e6 чорний ферзь · b5 білий слон · d5 чорний король · g5 білий кінь · b4 білий пішак · f4 білий пішак · d2 білий король · a1 білий слон · d1 біла тура | g8 білий ферзь · d7 чорний пішак · a6 білий кінь · b6 чорний пішак · c6 чорна тура · d6 чорна тура · e6 чорний ферзь · b5 білий слон · d5 чорний король · g5 білий кінь · b4 білий пішак · f4 білий пішак · d2 білий король · a1 білий слон · d1 біла тура | g8 білий ферзь · d7 чорний пішак · a6 білий кінь · b6 чорний пішак · c6 чорна тура · d6 чорна тура · e6 чорний ферзь · b5 білий слон · d5 чорний король · g5 білий кінь · b4 білий пішак · f4 білий пішак · d2 білий король · a1 білий слон · d1 біла тура | g8 білий ферзь · d7 чорний пішак · a6 білий кінь · b6 чорний пішак · c6 чорна тура · d6 чорна тура · e6 чорний ферзь · b5 білий слон · d5 чорний король · g5 білий кінь · b4 білий пішак · f4 білий пішак · d2 білий король · a1 білий слон · d1 біла тура | 5 |
| 4 | g8 білий ферзь · d7 чорний пішак · a6 білий кінь · b6 чорний пішак · c6 чорна тура · d6 чорна тура · e6 чорний ферзь · b5 білий слон · d5 чорний король · g5 білий кінь · b4 білий пішак · f4 білий пішак · d2 білий король · a1 білий слон · d1 біла тура | g8 білий ферзь · d7 чорний пішак · a6 білий кінь · b6 чорний пішак · c6 чорна тура · d6 чорна тура · e6 чорний ферзь · b5 білий слон · d5 чорний король · g5 білий кінь · b4 білий пішак · f4 білий пішак · d2 білий король · a1 білий слон · d1 біла тура | g8 білий ферзь · d7 чорний пішак · a6 білий кінь · b6 чорний пішак · c6 чорна тура · d6 чорна тура · e6 чорний ферзь · b5 білий слон · d5 чорний король · g5 білий кінь · b4 білий пішак · f4 білий пішак · d2 білий король · a1 білий слон · d1 біла тура | g8 білий ферзь · d7 чорний пішак · a6 білий кінь · b6 чорний пішак · c6 чорна тура · d6 чорна тура · e6 чорний ферзь · b5 білий слон · d5 чорний король · g5 білий кінь · b4 білий пішак · f4 білий пішак · d2 білий король · a1 білий слон · d1 біла тура | g8 білий ферзь · d7 чорний пішак · a6 білий кінь · b6 чорний пішак · c6 чорна тура · d6 чорна тура · e6 чорний ферзь · b5 білий слон · d5 чорний король · g5 білий кінь · b4 білий пішак · f4 білий пішак · d2 білий король · a1 білий слон · d1 біла тура | g8 білий ферзь · d7 чорний пішак · a6 білий кінь · b6 чорний пішак · c6 чорна тура · d6 чорна тура · e6 чорний ферзь · b5 білий слон · d5 чорний король · g5 білий кінь · b4 білий пішак · f4 білий пішак · d2 білий король · a1 білий слон · d1 біла тура | g8 білий ферзь · d7 чорний пішак · a6 білий кінь · b6 чорний пішак · c6 чорна тура · d6 чорна тура · e6 чорний ферзь · b5 білий слон · d5 чорний король · g5 білий кінь · b4 білий пішак · f4 білий пішак · d2 білий король · a1 білий слон · d1 біла тура | g8 білий ферзь · d7 чорний пішак · a6 білий кінь · b6 чорний пішак · c6 чорна тура · d6 чорна тура · e6 чорний ферзь · b5 білий слон · d5 чорний король · g5 білий кінь · b4 білий пішак · f4 білий пішак · d2 білий король · a1 білий слон · d1 біла тура | 4 |
| 3 | g8 білий ферзь · d7 чорний пішак · a6 білий кінь · b6 чорний пішак · c6 чорна тура · d6 чорна тура · e6 чорний ферзь · b5 білий слон · d5 чорний король · g5 білий кінь · b4 білий пішак · f4 білий пішак · d2 білий король · a1 білий слон · d1 біла тура | g8 білий ферзь · d7 чорний пішак · a6 білий кінь · b6 чорний пішак · c6 чорна тура · d6 чорна тура · e6 чорний ферзь · b5 білий слон · d5 чорний король · g5 білий кінь · b4 білий пішак · f4 білий пішак · d2 білий король · a1 білий слон · d1 біла тура | g8 білий ферзь · d7 чорний пішак · a6 білий кінь · b6 чорний пішак · c6 чорна тура · d6 чорна тура · e6 чорний ферзь · b5 білий слон · d5 чорний король · g5 білий кінь · b4 білий пішак · f4 білий пішак · d2 білий король · a1 білий слон · d1 біла тура | g8 білий ферзь · d7 чорний пішак · a6 білий кінь · b6 чорний пішак · c6 чорна тура · d6 чорна тура · e6 чорний ферзь · b5 білий слон · d5 чорний король · g5 білий кінь · b4 білий пішак · f4 білий пішак · d2 білий король · a1 білий слон · d1 біла тура | g8 білий ферзь · d7 чорний пішак · a6 білий кінь · b6 чорний пішак · c6 чорна тура · d6 чорна тура · e6 чорний ферзь · b5 білий слон · d5 чорний король · g5 білий кінь · b4 білий пішак · f4 білий пішак · d2 білий король · a1 білий слон · d1 біла тура | g8 білий ферзь · d7 чорний пішак · a6 білий кінь · b6 чорний пішак · c6 чорна тура · d6 чорна тура · e6 чорний ферзь · b5 білий слон · d5 чорний король · g5 білий кінь · b4 білий пішак · f4 білий пішак · d2 білий король · a1 білий слон · d1 біла тура | g8 білий ферзь · d7 чорний пішак · a6 білий кінь · b6 чорний пішак · c6 чорна тура · d6 чорна тура · e6 чорний ферзь · b5 білий слон · d5 чорний король · g5 білий кінь · b4 білий пішак · f4 білий пішак · d2 білий король · a1 білий слон · d1 біла тура | g8 білий ферзь · d7 чорний пішак · a6 білий кінь · b6 чорний пішак · c6 чорна тура · d6 чорна тура · e6 чорний ферзь · b5 білий слон · d5 чорний король · g5 білий кінь · b4 білий пішак · f4 білий пішак · d2 білий король · a1 білий слон · d1 біла тура | 3 |
| 2 | g8 білий ферзь · d7 чорний пішак · a6 білий кінь · b6 чорний пішак · c6 чорна тура · d6 чорна тура · e6 чорний ферзь · b5 білий слон · d5 чорний король · g5 білий кінь · b4 білий пішак · f4 білий пішак · d2 білий король · a1 білий слон · d1 біла тура | g8 білий ферзь · d7 чорний пішак · a6 білий кінь · b6 чорний пішак · c6 чорна тура · d6 чорна тура · e6 чорний ферзь · b5 білий слон · d5 чорний король · g5 білий кінь · b4 білий пішак · f4 білий пішак · d2 білий король · a1 білий слон · d1 біла тура | g8 білий ферзь · d7 чорний пішак · a6 білий кінь · b6 чорний пішак · c6 чорна тура · d6 чорна тура · e6 чорний ферзь · b5 білий слон · d5 чорний король · g5 білий кінь · b4 білий пішак · f4 білий пішак · d2 білий король · a1 білий слон · d1 біла тура | g8 білий ферзь · d7 чорний пішак · a6 білий кінь · b6 чорний пішак · c6 чорна тура · d6 чорна тура · e6 чорний ферзь · b5 білий слон · d5 чорний король · g5 білий кінь · b4 білий пішак · f4 білий пішак · d2 білий король · a1 білий слон · d1 біла тура | g8 білий ферзь · d7 чорний пішак · a6 білий кінь · b6 чорний пішак · c6 чорна тура · d6 чорна тура · e6 чорний ферзь · b5 білий слон · d5 чорний король · g5 білий кінь · b4 білий пішак · f4 білий пішак · d2 білий король · a1 білий слон · d1 біла тура | g8 білий ферзь · d7 чорний пішак · a6 білий кінь · b6 чорний пішак · c6 чорна тура · d6 чорна тура · e6 чорний ферзь · b5 білий слон · d5 чорний король · g5 білий кінь · b4 білий пішак · f4 білий пішак · d2 білий король · a1 білий слон · d1 біла тура | g8 білий ферзь · d7 чорний пішак · a6 білий кінь · b6 чорний пішак · c6 чорна тура · d6 чорна тура · e6 чорний ферзь · b5 білий слон · d5 чорний король · g5 білий кінь · b4 білий пішак · f4 білий пішак · d2 білий король · a1 білий слон · d1 біла тура | g8 білий ферзь · d7 чорний пішак · a6 білий кінь · b6 чорний пішак · c6 чорна тура · d6 чорна тура · e6 чорний ферзь · b5 білий слон · d5 чорний король · g5 білий кінь · b4 білий пішак · f4 білий пішак · d2 білий король · a1 білий слон · d1 біла тура | 2 |
| 1 | g8 білий ферзь · d7 чорний пішак · a6 білий кінь · b6 чорний пішак · c6 чорна тура · d6 чорна тура · e6 чорний ферзь · b5 білий слон · d5 чорний король · g5 білий кінь · b4 білий пішак · f4 білий пішак · d2 білий король · a1 білий слон · d1 біла тура | g8 білий ферзь · d7 чорний пішак · a6 білий кінь · b6 чорний пішак · c6 чорна тура · d6 чорна тура · e6 чорний ферзь · b5 білий слон · d5 чорний король · g5 білий кінь · b4 білий пішак · f4 білий пішак · d2 білий король · a1 білий слон · d1 біла тура | g8 білий ферзь · d7 чорний пішак · a6 білий кінь · b6 чорний пішак · c6 чорна тура · d6 чорна тура · e6 чорний ферзь · b5 білий слон · d5 чорний король · g5 білий кінь · b4 білий пішак · f4 білий пішак · d2 білий король · a1 білий слон · d1 біла тура | g8 білий ферзь · d7 чорний пішак · a6 білий кінь · b6 чорний пішак · c6 чорна тура · d6 чорна тура · e6 чорний ферзь · b5 білий слон · d5 чорний король · g5 білий кінь · b4 білий пішак · f4 білий пішак · d2 білий король · a1 білий слон · d1 біла тура | g8 білий ферзь · d7 чорний пішак · a6 білий кінь · b6 чорний пішак · c6 чорна тура · d6 чорна тура · e6 чорний ферзь · b5 білий слон · d5 чорний король · g5 білий кінь · b4 білий пішак · f4 білий пішак · d2 білий король · a1 білий слон · d1 біла тура | g8 білий ферзь · d7 чорний пішак · a6 білий кінь · b6 чорний пішак · c6 чорна тура · d6 чорна тура · e6 чорний ферзь · b5 білий слон · d5 чорний король · g5 білий кінь · b4 білий пішак · f4 білий пішак · d2 білий король · a1 білий слон · d1 біла тура | g8 білий ферзь · d7 чорний пішак · a6 білий кінь · b6 чорний пішак · c6 чорна тура · d6 чорна тура · e6 чорний ферзь · b5 білий слон · d5 чорний король · g5 білий кінь · b4 білий пішак · f4 білий пішак · d2 білий король · a1 білий слон · d1 біла тура | g8 білий ферзь · d7 чорний пішак · a6 білий кінь · b6 чорний пішак · c6 чорна тура · d6 чорна тура · e6 чорний ферзь · b5 білий слон · d5 чорний король · g5 білий кінь · b4 білий пішак · f4 білий пішак · d2 білий король · a1 білий слон · d1 біла тура | 1 |
|   | a | b | c | d | e | f | g | h |   |

1. ... Tc3 2. K:c3#
1. ... Tc2+ 2. K:c2#
1. ... Tc1 2. K:c1#
1. Sc5? ~ 2. Kc3, Kc2, Kc1#, 1. ...T:c5!
Пройшла зворотна форма Самбірської теми.
1. Le5? ~ 2. Ke3, Ke2, Ke1#, 1. ... Tc4!
1.  Da8!  ~  2. Sc7#
 1. ... De3+  2. K:e3#
1. ... De2+  2. K:e2#
1. ... De1+  2. K:e1#
Пройшла пряма форма Самбірської теми.
Ілюзорна гра і перший хибний слід виражають зворотну форму теми, а другий хибний слід і дійсна гра — пряму форму. Пряма форма виражена на тлі шахів білому королю.

## Та́скова форма
Є ряд задач, в яких тема виражена в чотирьох варіантах, таскова форма Самбірської теми — задачі з більш ніж чотирма варіантами тематичної гри.
|   | a | b | c | d | e | f | g | h |   |
| 8 | h8 білий слон · h7 білий ферзь · e4 білий пішак · a2 чорна тура · b2 біла тура · a1 чорний король · e1 білий король | h8 білий слон · h7 білий ферзь · e4 білий пішак · a2 чорна тура · b2 біла тура · a1 чорний король · e1 білий король | h8 білий слон · h7 білий ферзь · e4 білий пішак · a2 чорна тура · b2 біла тура · a1 чорний король · e1 білий король | h8 білий слон · h7 білий ферзь · e4 білий пішак · a2 чорна тура · b2 біла тура · a1 чорний король · e1 білий король | h8 білий слон · h7 білий ферзь · e4 білий пішак · a2 чорна тура · b2 біла тура · a1 чорний король · e1 білий король | h8 білий слон · h7 білий ферзь · e4 білий пішак · a2 чорна тура · b2 біла тура · a1 чорний король · e1 білий король | h8 білий слон · h7 білий ферзь · e4 білий пішак · a2 чорна тура · b2 біла тура · a1 чорний король · e1 білий король | h8 білий слон · h7 білий ферзь · e4 білий пішак · a2 чорна тура · b2 біла тура · a1 чорний король · e1 білий король | 8 |
| 7 | h8 білий слон · h7 білий ферзь · e4 білий пішак · a2 чорна тура · b2 біла тура · a1 чорний король · e1 білий король | h8 білий слон · h7 білий ферзь · e4 білий пішак · a2 чорна тура · b2 біла тура · a1 чорний король · e1 білий король | h8 білий слон · h7 білий ферзь · e4 білий пішак · a2 чорна тура · b2 біла тура · a1 чорний король · e1 білий король | h8 білий слон · h7 білий ферзь · e4 білий пішак · a2 чорна тура · b2 біла тура · a1 чорний король · e1 білий король | h8 білий слон · h7 білий ферзь · e4 білий пішак · a2 чорна тура · b2 біла тура · a1 чорний король · e1 білий король | h8 білий слон · h7 білий ферзь · e4 білий пішак · a2 чорна тура · b2 біла тура · a1 чорний король · e1 білий король | h8 білий слон · h7 білий ферзь · e4 білий пішак · a2 чорна тура · b2 біла тура · a1 чорний король · e1 білий король | h8 білий слон · h7 білий ферзь · e4 білий пішак · a2 чорна тура · b2 біла тура · a1 чорний король · e1 білий король | 7 |
| 6 | h8 білий слон · h7 білий ферзь · e4 білий пішак · a2 чорна тура · b2 біла тура · a1 чорний король · e1 білий король | h8 білий слон · h7 білий ферзь · e4 білий пішак · a2 чорна тура · b2 біла тура · a1 чорний король · e1 білий король | h8 білий слон · h7 білий ферзь · e4 білий пішак · a2 чорна тура · b2 біла тура · a1 чорний король · e1 білий король | h8 білий слон · h7 білий ферзь · e4 білий пішак · a2 чорна тура · b2 біла тура · a1 чорний король · e1 білий король | h8 білий слон · h7 білий ферзь · e4 білий пішак · a2 чорна тура · b2 біла тура · a1 чорний король · e1 білий король | h8 білий слон · h7 білий ферзь · e4 білий пішак · a2 чорна тура · b2 біла тура · a1 чорний король · e1 білий король | h8 білий слон · h7 білий ферзь · e4 білий пішак · a2 чорна тура · b2 біла тура · a1 чорний король · e1 білий король | h8 білий слон · h7 білий ферзь · e4 білий пішак · a2 чорна тура · b2 біла тура · a1 чорний король · e1 білий король | 6 |
| 5 | h8 білий слон · h7 білий ферзь · e4 білий пішак · a2 чорна тура · b2 біла тура · a1 чорний король · e1 білий король | h8 білий слон · h7 білий ферзь · e4 білий пішак · a2 чорна тура · b2 біла тура · a1 чорний король · e1 білий король | h8 білий слон · h7 білий ферзь · e4 білий пішак · a2 чорна тура · b2 біла тура · a1 чорний король · e1 білий король | h8 білий слон · h7 білий ферзь · e4 білий пішак · a2 чорна тура · b2 біла тура · a1 чорний король · e1 білий король | h8 білий слон · h7 білий ферзь · e4 білий пішак · a2 чорна тура · b2 біла тура · a1 чорний король · e1 білий король | h8 білий слон · h7 білий ферзь · e4 білий пішак · a2 чорна тура · b2 біла тура · a1 чорний король · e1 білий король | h8 білий слон · h7 білий ферзь · e4 білий пішак · a2 чорна тура · b2 біла тура · a1 чорний король · e1 білий король | h8 білий слон · h7 білий ферзь · e4 білий пішак · a2 чорна тура · b2 біла тура · a1 чорний король · e1 білий король | 5 |
| 4 | h8 білий слон · h7 білий ферзь · e4 білий пішак · a2 чорна тура · b2 біла тура · a1 чорний король · e1 білий король | h8 білий слон · h7 білий ферзь · e4 білий пішак · a2 чорна тура · b2 біла тура · a1 чорний король · e1 білий король | h8 білий слон · h7 білий ферзь · e4 білий пішак · a2 чорна тура · b2 біла тура · a1 чорний король · e1 білий король | h8 білий слон · h7 білий ферзь · e4 білий пішак · a2 чорна тура · b2 біла тура · a1 чорний король · e1 білий король | h8 білий слон · h7 білий ферзь · e4 білий пішак · a2 чорна тура · b2 біла тура · a1 чорний король · e1 білий король | h8 білий слон · h7 білий ферзь · e4 білий пішак · a2 чорна тура · b2 біла тура · a1 чорний король · e1 білий король | h8 білий слон · h7 білий ферзь · e4 білий пішак · a2 чорна тура · b2 біла тура · a1 чорний король · e1 білий король | h8 білий слон · h7 білий ферзь · e4 білий пішак · a2 чорна тура · b2 біла тура · a1 чорний король · e1 білий король | 4 |
| 3 | h8 білий слон · h7 білий ферзь · e4 білий пішак · a2 чорна тура · b2 біла тура · a1 чорний король · e1 білий король | h8 білий слон · h7 білий ферзь · e4 білий пішак · a2 чорна тура · b2 біла тура · a1 чорний король · e1 білий король | h8 білий слон · h7 білий ферзь · e4 білий пішак · a2 чорна тура · b2 біла тура · a1 чорний король · e1 білий король | h8 білий слон · h7 білий ферзь · e4 білий пішак · a2 чорна тура · b2 біла тура · a1 чорний король · e1 білий король | h8 білий слон · h7 білий ферзь · e4 білий пішак · a2 чорна тура · b2 біла тура · a1 чорний король · e1 білий король | h8 білий слон · h7 білий ферзь · e4 білий пішак · a2 чорна тура · b2 біла тура · a1 чорний король · e1 білий король | h8 білий слон · h7 білий ферзь · e4 білий пішак · a2 чорна тура · b2 біла тура · a1 чорний король · e1 білий король | h8 білий слон · h7 білий ферзь · e4 білий пішак · a2 чорна тура · b2 біла тура · a1 чорний король · e1 білий король | 3 |
| 2 | h8 білий слон · h7 білий ферзь · e4 білий пішак · a2 чорна тура · b2 біла тура · a1 чорний король · e1 білий король | h8 білий слон · h7 білий ферзь · e4 білий пішак · a2 чорна тура · b2 біла тура · a1 чорний король · e1 білий король | h8 білий слон · h7 білий ферзь · e4 білий пішак · a2 чорна тура · b2 біла тура · a1 чорний король · e1 білий король | h8 білий слон · h7 білий ферзь · e4 білий пішак · a2 чорна тура · b2 біла тура · a1 чорний король · e1 білий король | h8 білий слон · h7 білий ферзь · e4 білий пішак · a2 чорна тура · b2 біла тура · a1 чорний король · e1 білий король | h8 білий слон · h7 білий ферзь · e4 білий пішак · a2 чорна тура · b2 біла тура · a1 чорний король · e1 білий король | h8 білий слон · h7 білий ферзь · e4 білий пішак · a2 чорна тура · b2 біла тура · a1 чорний король · e1 білий король | h8 білий слон · h7 білий ферзь · e4 білий пішак · a2 чорна тура · b2 біла тура · a1 чорний король · e1 білий король | 2 |
| 1 | h8 білий слон · h7 білий ферзь · e4 білий пішак · a2 чорна тура · b2 біла тура · a1 чорний король · e1 білий король | h8 білий слон · h7 білий ферзь · e4 білий пішак · a2 чорна тура · b2 біла тура · a1 чорний король · e1 білий король | h8 білий слон · h7 білий ферзь · e4 білий пішак · a2 чорна тура · b2 біла тура · a1 чорний король · e1 білий король | h8 білий слон · h7 білий ферзь · e4 білий пішак · a2 чорна тура · b2 біла тура · a1 чорний король · e1 білий король | h8 білий слон · h7 білий ферзь · e4 білий пішак · a2 чорна тура · b2 біла тура · a1 чорний король · e1 білий король | h8 білий слон · h7 білий ферзь · e4 білий пішак · a2 чорна тура · b2 біла тура · a1 чорний король · e1 білий король | h8 білий слон · h7 білий ферзь · e4 білий пішак · a2 чорна тура · b2 біла тура · a1 чорний король · e1 білий король | h8 білий слон · h7 білий ферзь · e4 білий пішак · a2 чорна тура · b2 біла тура · a1 чорний король · e1 білий король | 1 |
|   | a | b | c | d | e | f | g | h |   |

1. Da7? ~ 2. Tb3, Tb4, Tb5, Tb6, Tb7, Tb8#, 1. ... T:a7!
1. Dh2! ~ Zz
1. ... Ta3 2. Tb3#
1. ... Ta4 2. Tb4#
1. ... Ta5 2. Tb5#
1. ... Ta6 2. Tb6#
1. ... Ta7 2. Tb7#
1. ... Ta8 2. Tb8#
- — - — - — -
1. T:b2 2. D:b2#
Автору вдалося виразити тему в 6! варіантах.